# 青岛市
青岛市，简称青，旧称胶澳，别称胶、琴岛、岛城，是位於中华人民共和国山东省的副省级市、计划单列市和区域中心城市，山东省最大城市，中国沿海重要中心城市和滨海度假旅游城市、国际性港口城市、国家历史文化名城，山东半岛城市群和青岛都市圈中心城市，青岛经济发达，在北方城市中，经济总量仅次于京津2个直辖市（2020年数据）。市人民政府駐市南区香港中路11号。
青岛位于中国海岸线的北部、胶东半岛南侧，西接广阔腹地，近代因其优越的地理位置而受到重视。继而1891年清政府驻兵建置，1897年德国租借建设港口和铁路，青岛遂因“一港一路”而兴，进而成为德日在华商贸的中枢。近代青岛，在德租时期完成从偏远渔村到商贸城市的演变；日据时期又兴起以纺织为首的制造业，转型为工商业城市，城市化程度进一步提高。伴随城市发展兴起的交通、建筑、通信、教育和科研等方面均在中国乃至亚洲占据重要地位。青岛以港口城市构建发展模式，西化从建置初一直持续半个世纪，因而中国的传统文化在青岛與洋文化交融，同時在作为文化依托的高校人才因在共和国建国初期的政策调整外迁流失及其他各种人为因素的作用后，青岛一度沦为“文化沙漠”；进入21世纪后，青岛作為海洋城市，航運與經濟共同推動下，適合引进高校人才，注重发展文化产业，致力于营造出“文化绿洲”的環境；相反地，對外的歷史也造成使青岛都市文化拥有大量的外来人口和较高的开放度，居民具備对国外的思想、社会制度和现代化有着较高的认同感等等積極因子。
青岛重要性持續提高，现为中国沿海中心城市，国际性度假旅游城市、對外港口城市、国家园林城市，东北亚国际航运物流中心、海洋经济国际合作先导区、滨海度假旅游目的地、中国最宜居城市；国家海洋经济示范区（海洋科技自主创新领航区、军民融合创新示范区、深远海开发战略保障基地）；沿黄河流域主要出海通道和新亚欧大陆桥东方桥头堡，山东半岛蓝色经济区核心城市以及中国海洋科研及其产业开发中心城市，重要的现代化制造业及高新技术产业基地。青岛拥有国际性海港和区域性枢纽空港，是21个全国性物流节点城市和42个全国性综合交通枢纽（节点城市）之一，同时也是中国14个沿海开放城市、8个国际会议城市之一。2017年10月31日，联合国教科文组织宣布青岛入选“世界电影之都”创意城市
。
中国人民解放军海军北海舰队、自然资源部北海局、山东海事局等单位的总部均设于青岛。2008年夏季奥林匹克运动会、残奥会和2009年中华人民共和国第十一届运动会分赛场设于青岛，2014年世界园艺博览会，2015年世界休闲体育大会于青岛举办，2018年6月上海合作组织年度峰会于青岛召开。

## 市名

### 出处

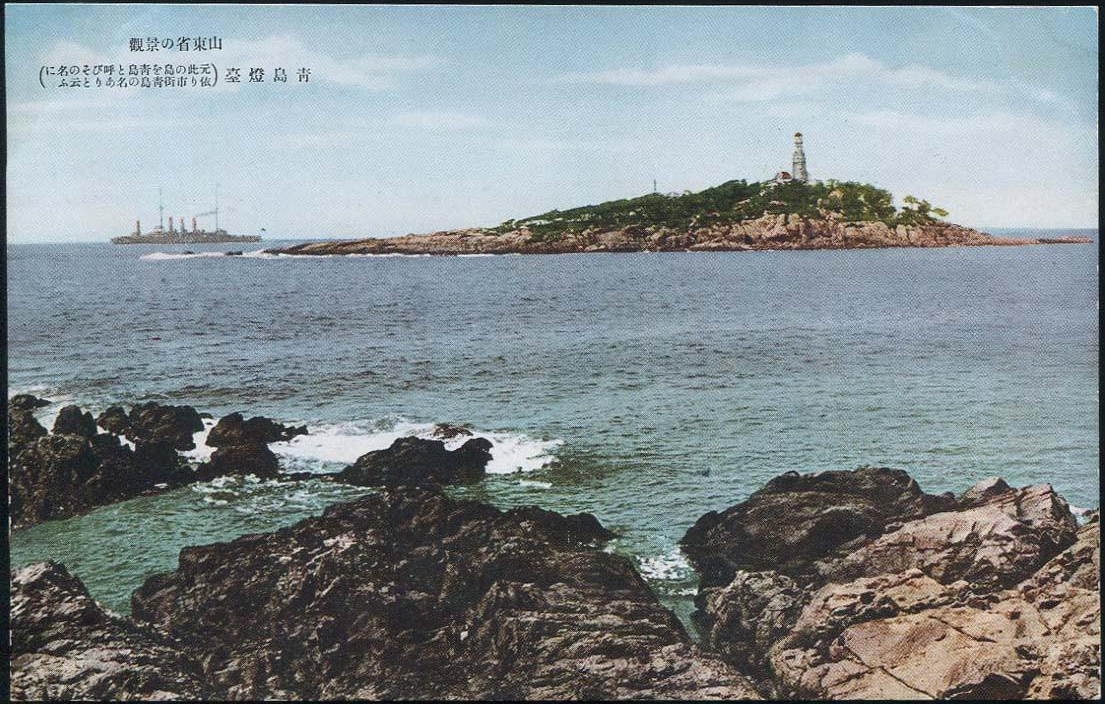
二十世纪三十年代的小青岛

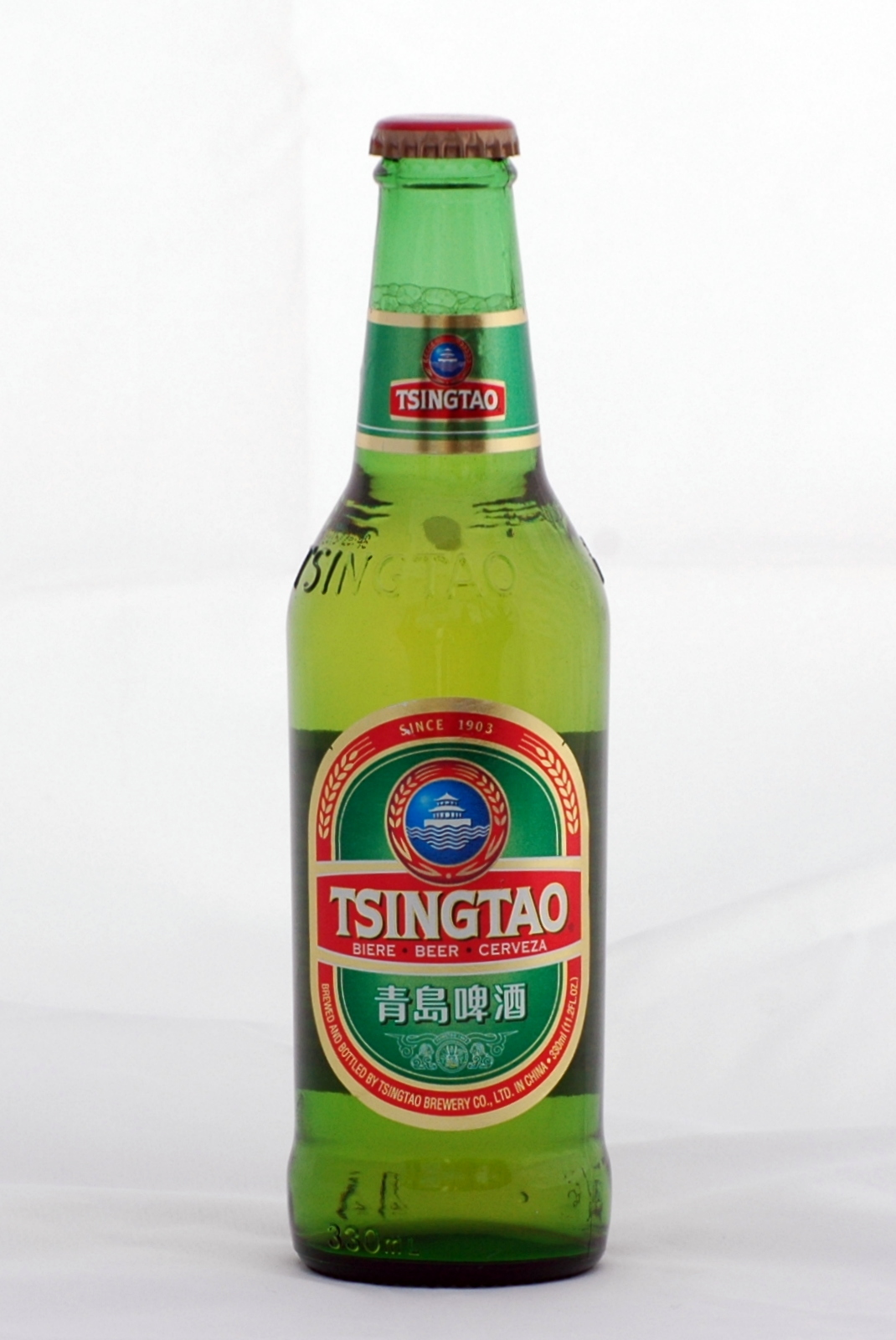
青岛啤酒以“Tsingtao”作为品牌

青岛市的专名“青岛”本指城区前海一海湾内的一座小岛，因岛上绿树成荫，终年郁郁葱葱而得名“青岛”。“青岛”之名原指即墨以东海域的三平岛，前海海湾内之小岛于清初各地方文献中被称为“小青岛”，这座小岛于乾隆年间又改称青岛。青岛所在的海湾因岛得名青岛湾，由此入海的一条小河也被称为青岛河。青岛河口于明万历年间建港，称青岛口；河两岸的两个村落分别得名上青岛村和下青岛村；河源头的一座山于1923年也被定名为青岛山。

### 变迁

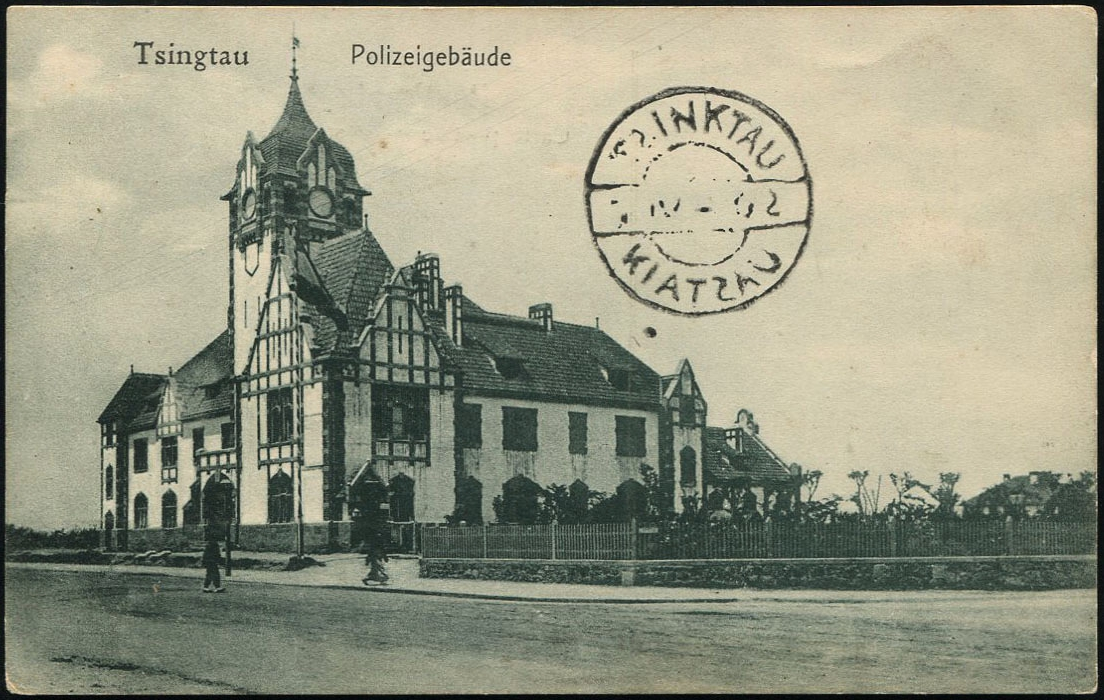
印有“Tsingtau”的明信片

1897年德国租借胶州湾地区之前，今青岛市市辖区范围的建制为即墨县仁化乡和里仁乡。1898年中德《胶澳租借条约》签订后，今胶州湾的旧称“胶澳”成为此片区域的代名词。德国将该一级行政区建制的租借地命名为“胶州德租界（Kiautschou, Deutsches Pachtgebiet，即胶州湾租借地）”，要塞防线内界规划建设四个区域，即青岛 (Tsingtau)、大鲍岛 (Tapautau)、台西镇 (Taihsitschen) 和台东镇 (Taitungtschen)，首府（Gouvernements，近代译为“总督府”）官邸置于青岛。日本取代德国第一次占领统治租借地后，原地沿用前名，并另建部分城区。1922年，中华民国收回租借地，设立中央直辖的胶澳商埠。1929年，国民政府接收胶澳商埠，成立青岛特别市，至此“青岛”一词正式成为这座城市的专名并沿用至今。

### 西文名称
清末时期至民国初年，青岛的西文名曾用过德语的“Tsingtau”、邮政式拼音的“Tsingtao”和威妥玛式拼音的“Chingtao”等。“Tsingtao”作为青岛的通用西文名使用最多，见证了近代青岛的历史变迁。联合国于1977年正式改用汉语拼音拼写中国大陆地名；1987年，中国国家三部委联合下发通知要求地名标志不得采用“威妥玛式”等旧拼法和外文，使汉语拼音“Qingdao”（或带调号）成为“青岛”市名唯一的合法拼法。而“Tsingtao”仅用作青岛啤酒的品牌，或在历史、艺术等领域及非正式场合使用。

## 历史

### 古代
今青岛市所在地区在旧石器时代为温带森林，有大量生物生息繁衍，今有大量化石出土。在新石器时代，东夷父系氏族先民在此从事农耕生产活动，进而发展出狩猎、畜牧及海洋捕捞，创造丰富多彩的大汶口、龙山和岳石文化。夏朝时，此地居民多为莱夷；商朝时，系莱国领地；西周时期，分属莱、夷、莒、介等封国。春秋初期，系介、夷、莱等国属地。前567年齐国灭莱国，今青岛市多归于齐国。齐国为防备外国侵犯，在其南部边境修筑千里长城，遗址今日尚存。战国时期，即墨成为齐国五都之一；琅琊是重要海港城邑，并以制陶闻名；前476年，齐吴两国在琅琊海域发生中国史上首次海战。秦始皇曾三次巡幸琅琊郡，修建琅琊台，派遣徐福东渡朝鲜半岛、日本。曾为胶东王的刘彻在接掌皇帝職務後，多次巡幸琅琊、不其，今城阳区），亦先后派人入海求仙。前70年，河南郡以东49郡国发生大地震，死6,000余人，琅琊城郭、琅琊台、秦汉行宫、宗庙、港口全部毁坏；自此，琅琊衰败，郡治外迁。
公元623年，胶西县并入高密县，置板桥镇，该镇商船往来频繁，有着与东亚、南亚、西亚等地区的广泛贸易，成为北方大港，也是朝廷对高丽用兵的军需转运站，经济和军事地位十分重要；五代十国时期，由于战乱政权更替频繁，板桥镇及其周边地区趋于萧条；宋朝时，经济又繁荣起来，对外贸易发展较快；后因宋辽对峙，登州、莱州港封闭，板桥镇成为北方唯一海上对外联系的口岸，也是宋朝五大口岸之一，密州市舶司和临海军设置于此；板桥镇在对与高丽和日本的贸易往来和文化交流中发挥了重大作用，其后宋金交恶，板桥镇的贸易受到威胁，经济趋弱；1142年，宋金协定设置海上贸易唯一的胶西榷场以互市互易，其下设置板桥镇、张仓镇等分榷场。
1280年，元世祖忽必烈下诏开凿胶莱运河，历时2年修通了这条世界最早的地峡运河。
1368年，明太祖朱元璋设置胶州、平度州。1372年，为防御倭寇，在今灵山湾畔设立灵山卫，辖胶州所、夏河寨所、灵山卫本所；1374年，卫所官兵击退倭寇并追至琉球，有力打击了外来侵扰。明建文四年（1402年），鳌山卫在今即墨东部沿海设立，辖浮山所、雄崖所。1537年，朝廷疏浚胶莱运河，并开凿马濠运河，缩短了航程700余里，促进了航运和商贸发展。1734至1735年，灵山卫和鳌山卫被裁撤，但诸多口岸因海防需要，仍为清军驻泊之地。

### 近代
1859年，塔埠头和金家口设立厘税局，在青岛口和女姑口设立分局，兼管胶州湾一带的港口贸易及征税事务。1865年，清政府在今青岛地区设立9个东海关分关、分卡或代办处，监管进出港船舶和贸易税收等事物，青岛口街市逐步繁荣起来。
1884年，中法战争爆发，法国欲占胶州湾，清政府急令口岸戒严调兵200人驻防青岛口，事后随即撤走。1891年，清政府决定在胶州设防，修建供海军码头使用的木桥，即今日前海栈桥的前身；当年6月14日，清政府内阁颁发上谕，批准胶州设防，后被确定为青岛城市建置的开始。次年，登州总兵章高元率部移驻胶澳，建总兵衙门于青岛村。1894年7月，中日甲午战争爆发，总兵率部赶赴辽东参战，胶澳防务停滞。次年末，总兵回防胶澳，继续修建防务工程，并修通至胶州的大路，青岛口发展成为港口重镇和海防要地。
1896年，俄国太平洋舰队借口越冬，驻泊胶州湾，试图建立海军基地，终未果；同年12月，德国正式向清政府要求租借胶州湾被拒。1897年11月14日，德国以巨野教案为借口，出兵在青岛湾登陆，并将其占领。1898年3月6日，中德两国签订《膠澳租借條約》租借胶澳及其周边地区99年，建自由港、筑山东铁路，此举成为西方列强在中国划分势力范围开创了先例。1899年10月12日，德皇威廉二世令将在租借地内新建的市区设租借地首府，命名为“青岛”；当月，中国划界委员于希杰、彭虞孙与德方勘界委员罗绅达订立潮平合同和边界合同，青岛作为一个城市正式诞生。政府高价收购并拆除原来的中国村落，斥巨资按照其城市规划新建了一个完全德式风格的现代化港口城市，奠定了当今青岛的城市格局和建筑风貌的基调。
- 青岛天后宫
- 德县路事件事发地：圣功女子中学
- 德租时期的青岛华人区街道
- 德国胶澳租借地
- 明信片：德国胶澳总督府

辛亥革命后，前清皇室贵族、旧臣高官迁居青岛，在此策划并实施癸丑复辟和丁巳复辟，但均遭失败。1914年夏，日英联军对德国宣战，德国忙于第一次世界大战欧洲战场，无暇东顾。于是，联军乘势發起青島戰役，于11月7日攻占胶州湾租借地，其后日本通过《二十一条》进行军事统治，其势力范围承袭原租借条约规定的德租境域，11月26日设置隶属于天皇的守备军司令部。数万日本人移民青岛，并进行包括九大纱厂在内的投资，青岛开始成为中国重要的轻纺工业基地。1919年1月，巴黎和会承认日本在胶州湾地区的权益，引发五四运动，学生要求“还我青岛”。

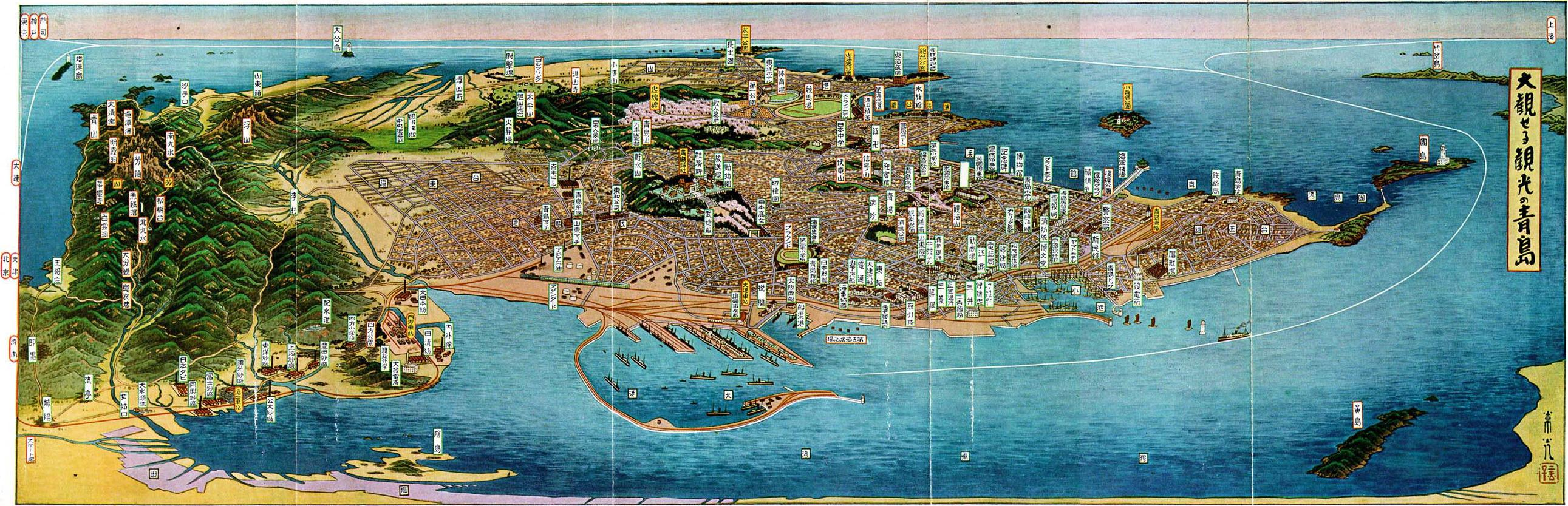
日据时期青岛风光概览图

1922年2月4日的华盛顿会议上中日两国签订《解决山东悬案条约》；同年12月10日，中国正式收回胶澳租借地，设立中央政府直辖的胶澳商埠督办公署（下辖胶澳商埠局），随后颁布《青岛市施行市自治制令》拟成立青岛特别市，使青岛成为中国第一个由国家以法令形式宣布设市的城市，但由于军阀混战和高层意见不一导致自治令延迟公布。1925年7月，山东军阀张宗昌擅自将胶澳商埠督办公署撤销，改由山东公署管辖胶澳商埠局。
1929年4月20日，南京国民政府成立青岛接收专员公署接管胶澳商埠；7月2日，青岛特别市政府正式成立，由中央政府行政院直辖，成为抗战以前中華民国的五个院辖市之一。1930年，青岛特别市依据国民政府5月新修订颁布的《市组织法》改称青岛市，建制不变。
1938年1月10日，日本以1937年德县路事件为由第二次侵占青岛市，成立青岛市治安维持会，辖于日本军政府扶持的中华民国临时政府；随后于1939年1月设立青岛特别市公署。1939年6月，为实施“大青岛市都市计划”，将山东省即墨县、胶县改设为青岛市即墨区和胶州区，1940年统计的青岛市陆域面积达到6,052.39平方千米。
1945年9月，国民政府接收青岛，仍为特别市，恢复之前的境域。1946年，全市划分为台东、台西、市南、市北4个区和四沧、李村、崂东、崂西、夏庄、浮山、阴岛、薛家岛等8个乡区。1947年4月，中央海軍訓練團改设青岛海军军官学校，青岛成为中华民国海军的重要基地；年末全市陆海面积为1,377平方千米。因山东省省会济南市1948年9月被解放军占领，山東省政府1949年3月经由上海迁播寄置于青岛；6月，受国共内战形势影响，中華民國政府第11绥靖区部队奉命撤离青岛。

### 当代

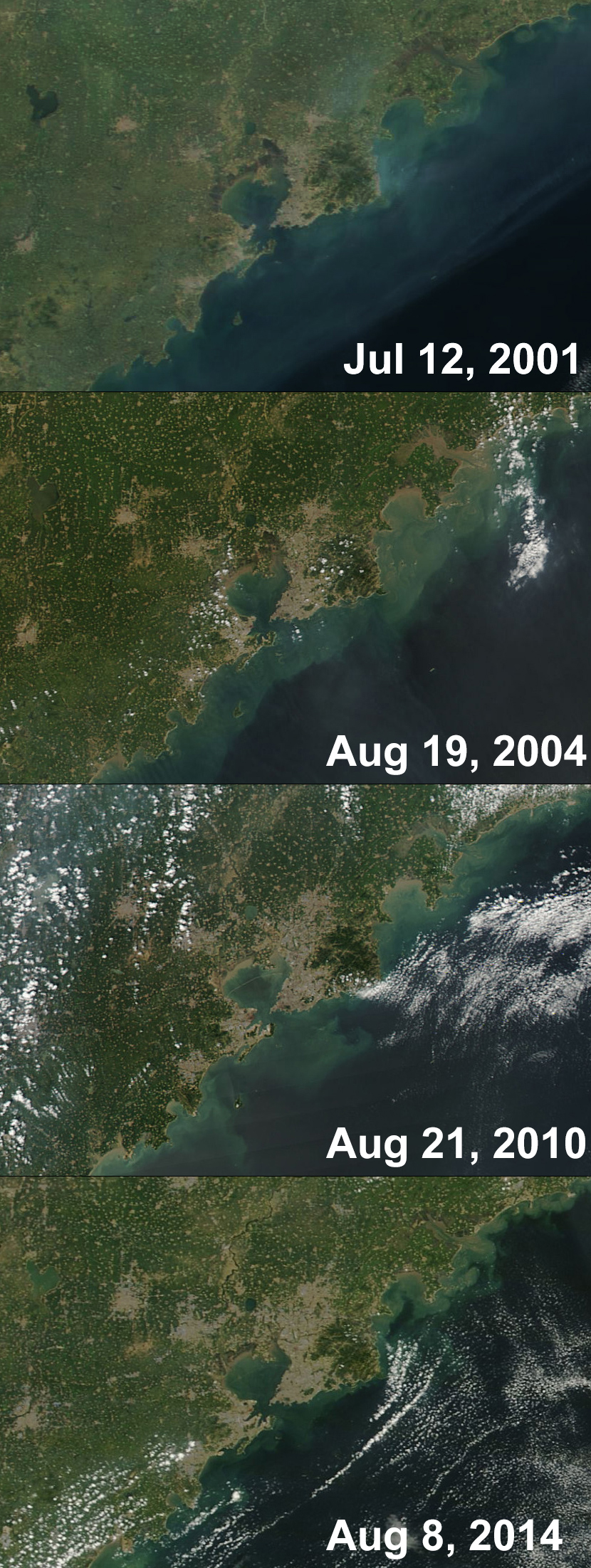
美国NASA卫星MODIS仪器拍摄的青岛地区影像对比图，图中可见棕色区域（城市建成区）在不断扩大，其中西海岸黄岛至薛家岛海岸线变化尤为显著

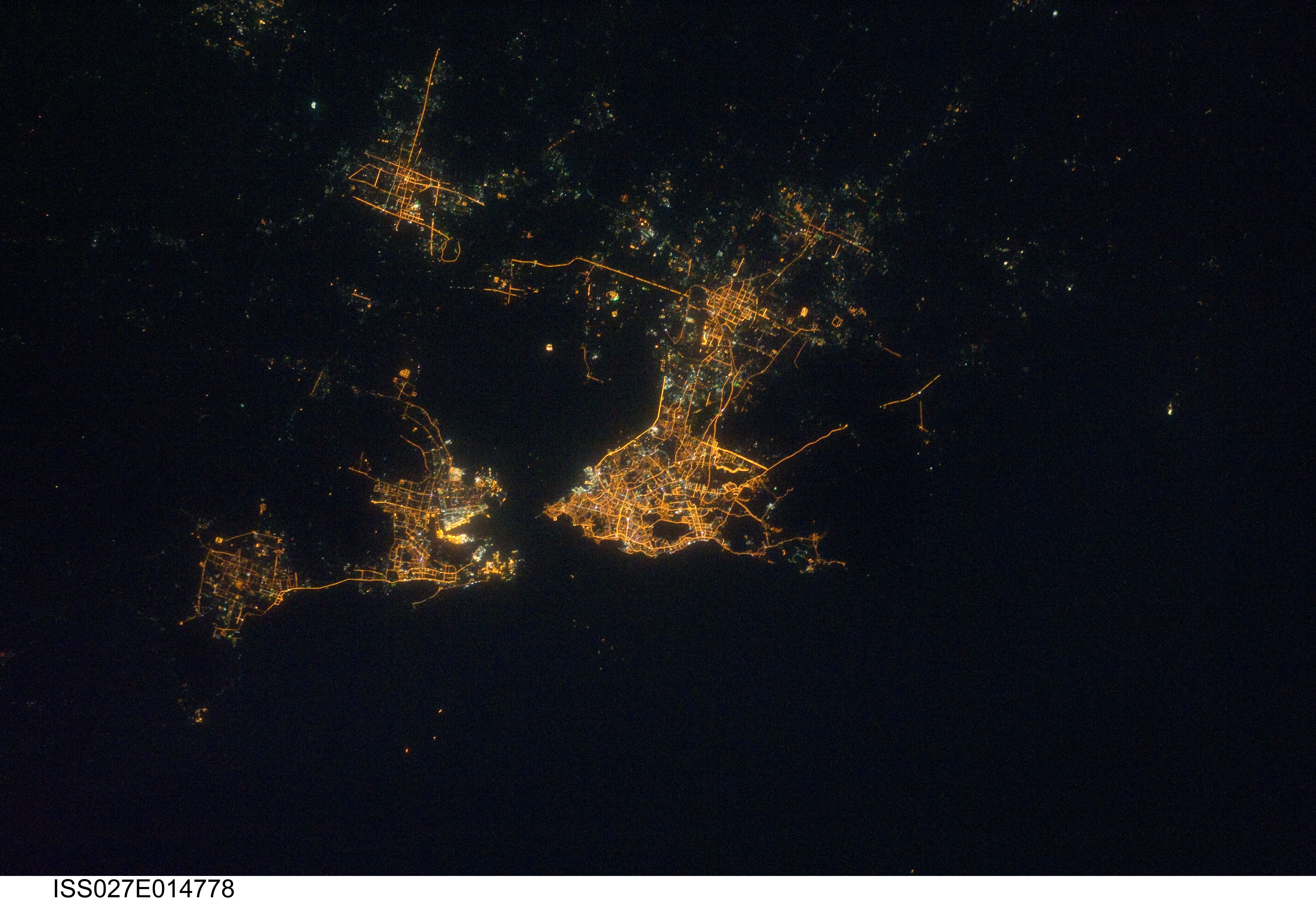
2011年国际空间站所拍摄青岛市区夜景

2018年欧洲空间局哨兵2号卫星拍摄的青岛市区及沿岸岛屿全域影像

1949年6月2日，中国人民解放军占领青岛市区，青岛市成为山东省省辖市，郊区、属县悉数被划出，境域大幅缩小至200余平方千米。1950年，朝鲜战争爆发后，青岛开展抗美援朝爱国主义教育，派出志愿赴朝医疗队、慰问团开赴前线服务，市民集资捐献飞机、大炮，捐献物资款项处于全国前列。1950年代中后期，中央决定重建教育体系，期间青岛没有高校新建，而是部分高校划归山东省管理后被撤并或外迁，给青岛的教育和社会发展造成不利影响。文化大革命时期，青岛市有大量的知识青年上山下乡或前往边疆，截至1981年，人数约12万。
1978年12月23日，即墨县、胶县、胶南县复归青岛市管辖。
1983年8月30日，平度县和莱西县划归青岛市。
1984年改革开放伊始，青岛市成为全国14个沿海开放城市之一，经济开始恢复发展。
1985年，为解决青岛市自1970年代起发生的严重供水危机，引黄济青工程方案获得国务院批准，工程翌年开工，1989年的通水使青岛市结束居民限时限量供水、工农业停产或半停产的历史。
1986年10月15日，国务院批准青岛市成为计划单列市。
1990年12月，原市郊6县全部撤县设市（区），青岛成为全国第一个两级市城市群。
1992年，市政府决定开发建设市区东部，市级行政中心随即于1994年东迁。
1994年2月，青岛市被列为副省级城市。
2001年3月，青岛市政府决定经济重心向西海岸（黄岛）转移。
2007年11月，青岛市正式提出“环湾保护、拥湾发展”的城市发展战略构想，将青岛与胶州湾打造成“环湾都市”，以利于推动产业结构的进一步升级。
2008年8月和9月，青岛作为北京的伙伴城市，举办第29届夏季奥林匹克运动会和第13届夏季残疾人奥林匹克运动会的帆船比赛。
2009年4月23日，庆祝中国人民解放军海军成立60周年海上阅兵在黄海青岛浮山湾海域举行。同年9月，国际园艺生产者协会会员大会原则决定青岛举办2014年世界园艺博览会；11月，青岛签订《2014年世界园艺博览会举办权确认书》，世园会的承办工作正式启动。11月30日，青岛地铁奠基，青岛筹划了22年的地铁计划正式进入具体实施阶段。
2010年7月16日，德国总理默克尔访华，中华人民共和国商务部与德国经济和技术部签署《关于共同支持建立中德生态园的谅解备忘录》，双方确定支持在青岛经济技术开发区内合作建立中德生态园。
2011年6月30日，青岛胶州湾大桥和青岛胶州湾隧道建成通车，结束胶州湾两岸“青黄不接”的历史。
2012年3月17日，山东大学青岛校区建设在青岛奠基，阔别54年后终将于2016年再度在青岛办学。
2012年12月1日，青岛市作出重大行政区划调整，撤销市北区、四方区，设立新市北区，以原市北区、四方区行政区域为新市北区行政区域；撤销黄岛区、胶南市，设立新黄岛区，以原黄岛区、胶南市行政区域为新黄岛区行政区域。
2013年11月22日，青岛發生输油管线爆燃事故，中國国务院调查组认定为严重责任事故，已控制中石化系统7人，全案名為“山东省青岛市‘11·22’中石化东黄输油管道泄漏爆炸特别重大事故”。這发生在青岛黄岛区的一起中国石化公司输油管道泄露、起火及爆燃的事故，造成62人死亡，136人受伤，事故三天後，國務院授权國家安全監管總局等七個國家與省級部分成立事故調查組，至翌年1月10日公布調查報告與懲處與問責詳情。
2014年6月3日，国务院正式批复在黄岛区设立国家级新区青岛西海岸新区。截至同年10月底，已有包括灵山湾影视文化产业基地、惠普大数据中心等在内的共408个项目（总投资达到3,908.3亿元）落户西海岸新区。
2018年6月9日-10日，上海合作组织成员国元首理事会第十八次会议在青岛市奥帆基地国际会议中心举行，共有8个成员国、4个观察员国、6个对话伙伴国参加。这是上合组织扩员后的首次峰会，亦是上海合作组织首次在青岛举办峰会。
2019年4月23日，庆祝人民海军成立70周年海上阅兵在青岛举行。

## 政法

### 行政区划
青岛市现辖7个市辖区和3个县级市，下辖108个街道（含合署办公的街道）和36个镇，细分为1175个居委会（社区）和896个村委会。根据《青岛市城市总体规划（2011-2020年）》，青岛市中心城区面积为1408平方千米，包含胶州湾东岸及北岸的所有市辖区以及胶州湾西岸的青岛经济技术开发区。

| - 市辖区： - 胶州湾东岸：市南区、市北区、李沧区 - 崂山-鳌山湾西岸：崂山区、即墨区 - 胶州湾西岸-灵山湾：黄岛区（青岛西海岸新区）（含青岛经济技术开发区、青岛董家口经济区） - 胶州湾北岸：城阳区（含青岛高新技术产业开发区） | - 县级市（由青岛市代管）： - 胶州湾西岸：胶州市 - 北部内陆：平度市、莱西市 |

| 名称   | 代码   | 行政中心 驻地 | 下辖 街道/镇数 | 面积 （平方千米） | 常住人口 （万人） | 人口密度 （人/平方千米） | 行政区划图 |
| ------ | ------ | ------------- | -------------- | ----------------- | ----------------- | ------------------------ | --- |
| 市南区 | 370202 | 香港中路街道  | 11 / 0         | 32.21             | 48.66             | 15108                    | 市南区 市北区 李沧区 崂山区 金家岭 城阳区 红岛经济区 黄岛区 青岛开发区 董家口 即墨区 蓝谷核心区 胶州市 平度市 莱西市 |
| 市北区 | 370203 | 敦化路街道    | 22 / 0         | 65.85             | 109.69            | 16657                    | 市南区 市北区 李沧区 崂山区 金家岭 城阳区 红岛经济区 黄岛区 青岛开发区 董家口 即墨区 蓝谷核心区 胶州市 平度市 莱西市 |
| 黄岛区 | 370211 | 长江路街道    | 14 / 08        | 2128.31           | 190.36            | 894                      | 市南区 市北区 李沧区 崂山区 金家岭 城阳区 红岛经济区 黄岛区 青岛开发区 董家口 即墨区 蓝谷核心区 胶州市 平度市 莱西市 |
| 崂山区 | 370212 | 金家岭街道    | 5 / 0          | 395.79            | 50.24             | 1269                     | 市南区 市北区 李沧区 崂山区 金家岭 城阳区 红岛经济区 黄岛区 青岛开发区 董家口 即墨区 蓝谷核心区 胶州市 平度市 莱西市 |
| 李沧区 | 370213 | 李村街道      | 11 / 0         | 99.10             | 73.73             | 7440                     | 市南区 市北区 李沧区 崂山区 金家岭 城阳区 红岛经济区 黄岛区 青岛开发区 董家口 即墨区 蓝谷核心区 胶州市 平度市 莱西市 |
| 城阳区 | 370214 | 城阳街道      | 8 / 0          | 583.68            | 110.69            | 1901                     | 市南区 市北区 李沧区 崂山区 金家岭 城阳区 红岛经济区 黄岛区 青岛开发区 董家口 即墨区 蓝谷核心区 胶州市 平度市 莱西市 |
| 即墨区 | 370215 | 通济街道      | 11 / 04        | 1920.90           | 133.61            | 696                      | 市南区 市北区 李沧区 崂山区 金家岭 城阳区 红岛经济区 黄岛区 青岛开发区 董家口 即墨区 蓝谷核心区 胶州市 平度市 莱西市 |
| 区小计 | 区小计 | 区小计        | 82 / 12        | 5225.84           | 717.25            | 1373                     | 市南区 市北区 李沧区 崂山区 金家岭 城阳区 红岛经济区 黄岛区 青岛开发区 董家口 即墨区 蓝谷核心区 胶州市 平度市 莱西市 |
| 胶州市 | 370281 | 三里河街道    | 8 / 04         | 1323.65           | 98.78             | 746                      | 市南区 市北区 李沧区 崂山区 金家岭 城阳区 红岛经济区 黄岛区 青岛开发区 董家口 即墨区 蓝谷核心区 胶州市 平度市 莱西市 |
| 平度市 | 370283 | 凤台街道      | 5 / 12         | 3175.65           | 119.13            | 375                      | 市南区 市北区 李沧区 崂山区 金家岭 城阳区 红岛经济区 黄岛区 青岛开发区 董家口 即墨区 蓝谷核心区 胶州市 平度市 莱西市 |
| 莱西市 | 370285 | 水集街道      | 3 / 08         | 1568.22           | 72.01             | 459                      | 市南区 市北区 李沧区 崂山区 金家岭 城阳区 红岛经济区 黄岛区 青岛开发区 董家口 即墨区 蓝谷核心区 胶州市 平度市 莱西市 |
| 市小计 | 市小计 | 市小计        | 16 / 24        | 6067.52           | 289.93            | 478                      | 市南区 市北区 李沧区 崂山区 金家岭 城阳区 红岛经济区 黄岛区 青岛开发区 董家口 即墨区 蓝谷核心区 胶州市 平度市 莱西市 |
| 总计   | 总计   | 总计          | 98 / 36        | 11293.36          | 1007.17           | 892                      | 市南区 市北区 李沧区 崂山区 金家岭 城阳区 红岛经济区 黄岛区 青岛开发区 董家口 即墨区 蓝谷核心区 胶州市 平度市 莱西市 |

### 党政机构
| 机构     | · 中国共产党 · 青岛市委员会 | 青岛市人民代表大会 常务委员会 | 青岛市人民政府     | · 中国人民政治协商会议 · 青岛市委员会 |
| 职务     | 书记                        | 主任                          | 市长               | 主席                                  |
| -------- | --------------------------- | ----------------------------- | ------------------ | ------------------------------------- |
| 姓名     | 曾赞荣                      | 梅建华                        | 任刚               | 孟庆斌                                |
| 民族     | 汉族                        | 汉族                          | 汉族               | 汉族                                  |
| 籍贯     | 湖南省邵东市                | 湖北省松滋市                  | 河南省台前县       | 山东省济南市                          |
| 出生日期 | 1969年8月（55—56歲）        | 1964年7月（61歲）             | 1970年10月（54歲） | 1968年2月（57歲）                     |
| 就任日期 | 2023年12月                  | 2025年2月                     | 2025年2月          | 2024年1月                             |

中国共产党是青岛市唯一的执政党，设有其地方组织——中国共产党青岛市委员会，由中国共产党青岛市代表大会选举产生，向其负责并报告工作，贯彻执行上级党组织的方针、指示和市党代会的决议，领导青岛市的工作，现任市委书记为曾赞荣。
青岛市人民政府是青岛市地方国家权力机关的执行机关和市级国家行政机关，现任市长为任刚。2021年中国社科院发布的《2020年中国政府透明度报告》显示，青岛市人民政府透明度为百分制84.82分，居较大的市第3位。青岛市的政治体制与中国大陆各副省级政府基本相同，作为山东省的一个省辖市，青岛市市委、市政府等机构受山东省委、省政府等机构的领导。
青岛市人民代表大会常务委员会是市人大的常设机关，现任市人大常委会主任为梅建华。
中国人民政治协商会议青岛市委员会是中国人民政治协商会议在青岛的地方组织，是爱国统一战线和中共领导的多党合作、政治协商的地方重要机构，现市政协主席为孟庆斌。
中国共产党青岛市纪律检查委员会与青岛市监察委员会合署办公，是履行纪检、监察两项职责的机关，现任市纪委书记兼市监察委员会主任为马立新。
青岛市主要的民主党派和人民团体有，民革青岛市委、民盟青岛市委、民建青岛市委、民进青岛市委、农工党青岛市委、致公党青岛市委、九三学社青岛市委、青岛市工商联、青岛市总工会、共青团青岛市委、青岛市妇联。
- 青岛市人大常委会、政协委员会办公楼
- 中共青岛市委、市纪委，青岛市人民政府、市监察委办公楼

### 法制机构

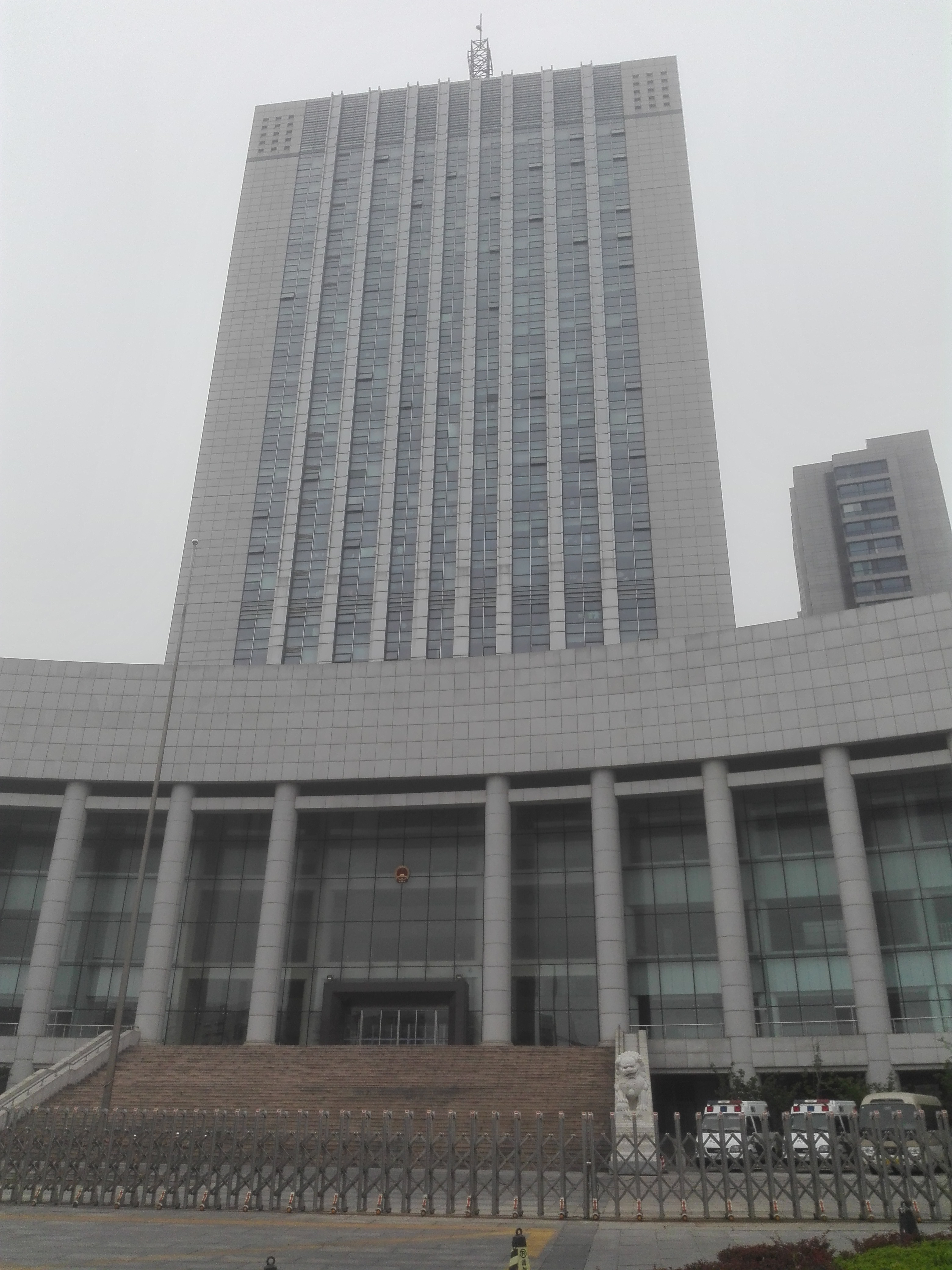
青岛市中级人民法院

青岛市中级人民法院是青岛市的国家审判机关，代表国家依法独立行使在青岛市行使审判权，其审判业务归山东省高级人民法院监督指导，对青岛市人民代表大会及其常务委员会报告工作，现任院长为张正智。
青岛市人民检察院是青岛市保证宪法和法律统一实施的国家法律监督机关，代表国家依法独立行使在青岛市行使检察权，其检察工作归山东省人民检察院领导，对青岛市人民代表大会及其常务委员会报告工作，现任检察长为段连才。
青岛海事法院是国家海事专门审判机关，为首批设立的全国六个海事法院之一，管辖山东沿海海岸及其延伸海域、海岛及山东半岛沿海所有港口，专门受理一审海事海商和海事行政案件，与青岛市中级人民法院同级，其上诉审法院为山东省高级人民法院，现任院长为吴锦标。
另外，青岛市人民政府下设的市司法局、公安局、监察局和法制办公室为市政府主管司法行政、维护公共安全、纪检监察和法制事务的工作部门。

### 地方立法
1986年12月，国家决定在青岛等当时的8个计划单列市中进行法制建设试点工作，至此青岛市开始享有地方立法权。青岛市人大常委会发布《关于地方性法规制定程序的规定》，对青岛市地方性立法的制定范围、起草，议案的提出和审议，地方性法规的通过和公布等做出具体的规定。青岛市的地方立法由市人大常委会会议审议通过，经报送山东省人大常委会批准后施行。市人大常委会在制定地方性法规的同时，还需清理过去发布的地方性法规，及时修改或废除一些与上位法相违背和已经不再适应地方经济社会发展需要的法规。

## 地理

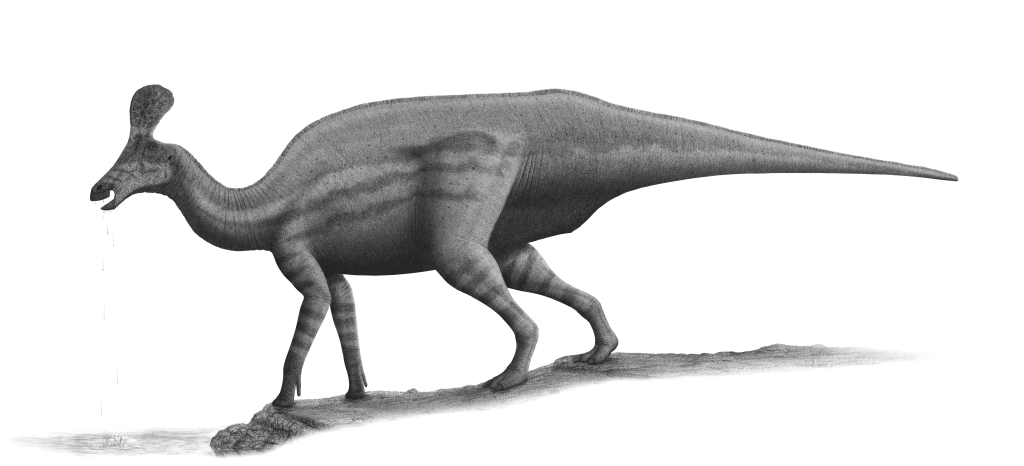
白垩纪恐龙青岛龙

### 位置范围
青岛市位于太平洋黄海西岸，与朝鲜、韩国、日本隔海相望。地域范围为东经119°30′－121°00′，北纬35°35′－37°09′之间，东经120°经线穿过胶州湾西岸辖区，全部处于国际时区的东八区内。全市陆域面积约为11 282 km²，海域面积约为12,240 km²。与青岛市陆上相邻的皆为山东省辖市：东北部毗邻烟台市、西部紧靠潍坊市、西南部连接日照市；海上南隔海州湾与江苏省连云港市相对。

### 地质构造
青岛市地处“中朝准地台（华北地台）”－“胶辽隆起区（鲁东地盾）”－“胶北台拱、胶莱坳陷和胶南隆起”的邻接部，位于沂沭和响水口－千里岩深断裂带之间。本单元区内缺失整个古生界地层及部分中生界地层，但白垩系青山组喷出岩层发育充分，出露广泛。地质演化最剧烈的时期为中生代燕山晚期，断裂、岩浆活动剧烈；新生代时期的构造活动与晚中生代相似，但活动的强度相对减弱。火成岩主要是元古宙胶南期月季山式片麻状花岗岩及中生代燕山晚期的艾山式花岗闪长岩和崂山式花岗岩，市中心区全部坐落于该类花岗岩之上，建筑地基条件优良。本单元区以断裂构造为主，古近纪以来以整体性较稳定的断块隆起为主，上升幅度一般不大。

### 地形与地貌
青岛市地势东高西低、南北隆起、中部低平，呈凹字形。山地约占总面积的15.5 %（主城区共有37个自然山地，占地约39 km²），丘陵占25.1 %，平原占37.7 %，洼地占21.7 %。分出明显的3个地形区：南部剥蚀中低山丘陵区、北部剥蚀低山丘陵区和中部胶莱平原区。这3个地形区基本与3个地质三级构造单元相对应。

### 气候
青岛气候温和、四季分明、受季风影响，处于副热带湿润气候到温带大陆性湿润气候的过渡状态，但前者更显著。冬季干冷多风，夏季湿热但罕见酷暑。由于是临海半岛，春季比中国同纬度内陆地区晚一个月。年日较差只有6.3 °C，秋季比中国同纬度内陆更温和。
青岛市处于北温带东亚季风区，属暖温带季风气候，市区气候的基本特点是“空气湿润、雨量充沛、温度适中、四季分明”，而四季特征是“春迟、夏凉、秋爽、冬长”。气温年较差小，极端温度和缓。夏半年，来自太平洋的东南季风带来大量暖湿空气，造成青岛雨热同季，气候湿热而多雨，呈现为海洋性气候特点；冬半年，季风自欧亚大陆吹来，青岛在冷高压气团控制之下，气候干燥、温度偏低，显示出大陆性气候特点。海洋对青岛气候的调节主要源于城区距海较近和沿海山地走向与季风方向垂直。从气候特点来看，青岛光热水配比协调同期，有效性大、可利用程度高，年平均无霜期为203天。境内大气候差异小，小气候差异大（取决于是否靠海和是何种地形）。干旱（以春旱为主）为青岛最严重的自然灾害，其他则为偶尔发生的冰雹、大风、暴雨和雷电。
据1898年以来气象资料查考，市区年平均气温12.7 °C，全市极端最高气温41.0 °C（2002年7月15日，胶南），极端最低气温-21.1 °C（1981年1月27日，莱西）。市区极端最高气温38.9 °C（2002年7月15日），市区极端最低气温-16.9 °C（1931年1月10日）。全年8月份最热，平均气温25.3 °C；1月份最冷，平均气温-0.5 °C。日最高气温高于30 °C的日数，年平均为11.4天；日最低气温低于-5 °C的日数，年平均为22天。降水量年平均为662.1 mm，春、夏、秋、冬四季雨量分别占全年降水量的17 %、57 %、21 %、5 %。年降水量最多为1,272.7 mm（1911年），最少仅308.2 mm（1981年），降水的年变率为62%。年平均降雪日数只有10天。年平均风速为5.2m/s，以东南风为主导风向。年平均气压为100.86kPa。年平均相对湿度为73%，7月份最高，为89%；12月份最低，为68%。由于黄海水团和风向的影响，青岛多平流雾，年均雾日50余天，最少30余天，最多90余天；月平均湿度72%。
| 青岛市气象数据（1981年至2010年）                                                                                       | 青岛市气象数据（1981年至2010年） | 青岛市气象数据（1981年至2010年） | 青岛市气象数据（1981年至2010年） | 青岛市气象数据（1981年至2010年） | 青岛市气象数据（1981年至2010年） | 青岛市气象数据（1981年至2010年） | 青岛市气象数据（1981年至2010年） | 青岛市气象数据（1981年至2010年） | 青岛市气象数据（1981年至2010年） | 青岛市气象数据（1981年至2010年） | 青岛市气象数据（1981年至2010年） | 青岛市气象数据（1981年至2010年） | 青岛市气象数据（1981年至2010年） |
| 月份 | 1月                              | 2月                              | 3月                              | 4月                              | 5月                              | 6月                              | 7月                              | 8月                              | 9月                              | 10月                             | 11月                             | 12月                             | 全年                             |
| --- | -------------------------------- | -------------------------------- | -------------------------------- | -------------------------------- | -------------------------------- | -------------------------------- | -------------------------------- | -------------------------------- | -------------------------------- | -------------------------------- | -------------------------------- | -------------------------------- | -------------------------------- |
| 历史最高温 °C（°F） | 12.9 (55.2)                      | 19.6 (67.3)                      | 21.5 (70.7)                      | 25.2 (77.4)                      | 34.2 (93.6)                      | 34.4 (93.9)                      | 37.4 (99.3)                      | 34.3 (93.7)                      | 33.2 (91.8)                      | 28.4 (83.1)                      | 22.1 (71.8)                      | 16.2 (61.2)                      | 37.4 (99.3)                      |
| 平均高温 °C（°F） | 3.1 (37.6)                       | 5.3 (41.5)                       | 9.4 (48.9)                       | 15.3 (59.5)                      | 20.7 (69.3)                      | 24.0 (75.2)                      | 27.3 (81.1)                      | 28.4 (83.1)                      | 25.5 (77.9)                      | 20.1 (68.2)                      | 12.6 (54.7)                      | 5.8 (42.4)                       | 16.5 (61.6)                      |
| 日均气温 °C（°F） | −0.2 (31.6)                      | 1.6 (34.9)                       | 5.6 (42.1)                       | 11.3 (52.3)                      | 16.7 (62.1)                      | 20.5 (68.9)                      | 24.4 (75.9)                      | 25.4 (77.7)                      | 22.0 (71.6)                      | 16.5 (61.7)                      | 9.2 (48.6)                       | 2.5 (36.5)                       | 13.0 (55.3)                      |
| 平均低温 °C（°F） | −2.9 (26.8)                      | −1.2 (29.8)                      | 2.8 (37.0)                       | 8.3 (46.9)                       | 13.7 (56.7)                      | 18.2 (64.8)                      | 22.4 (72.3)                      | 23.1 (73.6)                      | 19.3 (66.7)                      | 13.5 (56.3)                      | 6.2 (43.2)                       | −0.2 (31.6)                      | 10.3 (50.5)                      |
| 历史最低温 °C（°F） | −14.3 (6.3)                      | −12.1 (10.2)                     | −6.2 (20.8)                      | −1.6 (29.1)                      | 6.1 (43.0)                       | 12.0 (53.6)                      | 13.6 (56.5)                      | 16.3 (61.3)                      | 10.1 (50.2)                      | 1.9 (35.4)                       | −7.2 (19.0)                      | −11.3 (11.7)                     | −14.3 (6.3)                      |
| 平均降水量 mm（） | 11.2 (0.44)                      | 13.5 (0.53)                      | 22.4 (0.88)                      | 28.5 (1.12)                      | 61.9 (2.44)                      | 74.3 (2.93)                      | 148.6 (5.85)                     | 150.2 (5.91)                     | 72.4 (2.85)                      | 39.7 (1.56)                      | 29.3 (1.15)                      | 12.1 (0.48)                      | 664.1 (26.14)                    |
| 平均降水天数（≥ 0.1 mm）                                                                                               | 3.1                              | 3.7                              | 4.7                              | 6.7                              | 7.5                              | 9.4                              | 12.4                             | 10.2                             | 6.5                              | 6.1                              | 4.7                              | 3.4                              | 78.4                             |
| 平均相對濕度（％） | 63                               | 64                               | 66                               | 68                               | 72                               | 82                               | 87                               | 82                               | 71                               | 65                               | 64                               | 63                               | 71                               |
| 月均日照時數 | 186.0                            | 180.8                            | 220.1                            | 222.0                            | 244.9                            | 219.0                            | 182.9                            | 223.2                            | 219.0                            | 220.1                            | 189.0                            | 182.9                            | 2,489.9                          |
| 可照百分比 | 60                               | 59                               | 60                               | 56                               | 56                               | 50                               | 41                               | 53                               | 59                               | 63                               | 61                               | 61                               | 57                               |
| 平均紫外线指数 | 2                                | 3                                | 5                                | 7                                | 9                                | 9                                | 10                               | 9                                | 7                                | 5                                | 3                                | 1                                | 6                                |
| 来源1：中国气象局 |                                  |                                  |                                  |                                  |                                  |                                  |                                  |                                  |                                  |                                  |                                  |                                  |                                  |
| 来源2：中国天气网（1971–2000年间的降水天数）、香港天文台（1961–1990年间的日照数据）和 Weather Atlas 网站（紫外线指数） |                                  |                                  |                                  |                                  |                                  |                                  |                                  |                                  |                                  |                                  |                                  |                                  |                                  |

### 水文

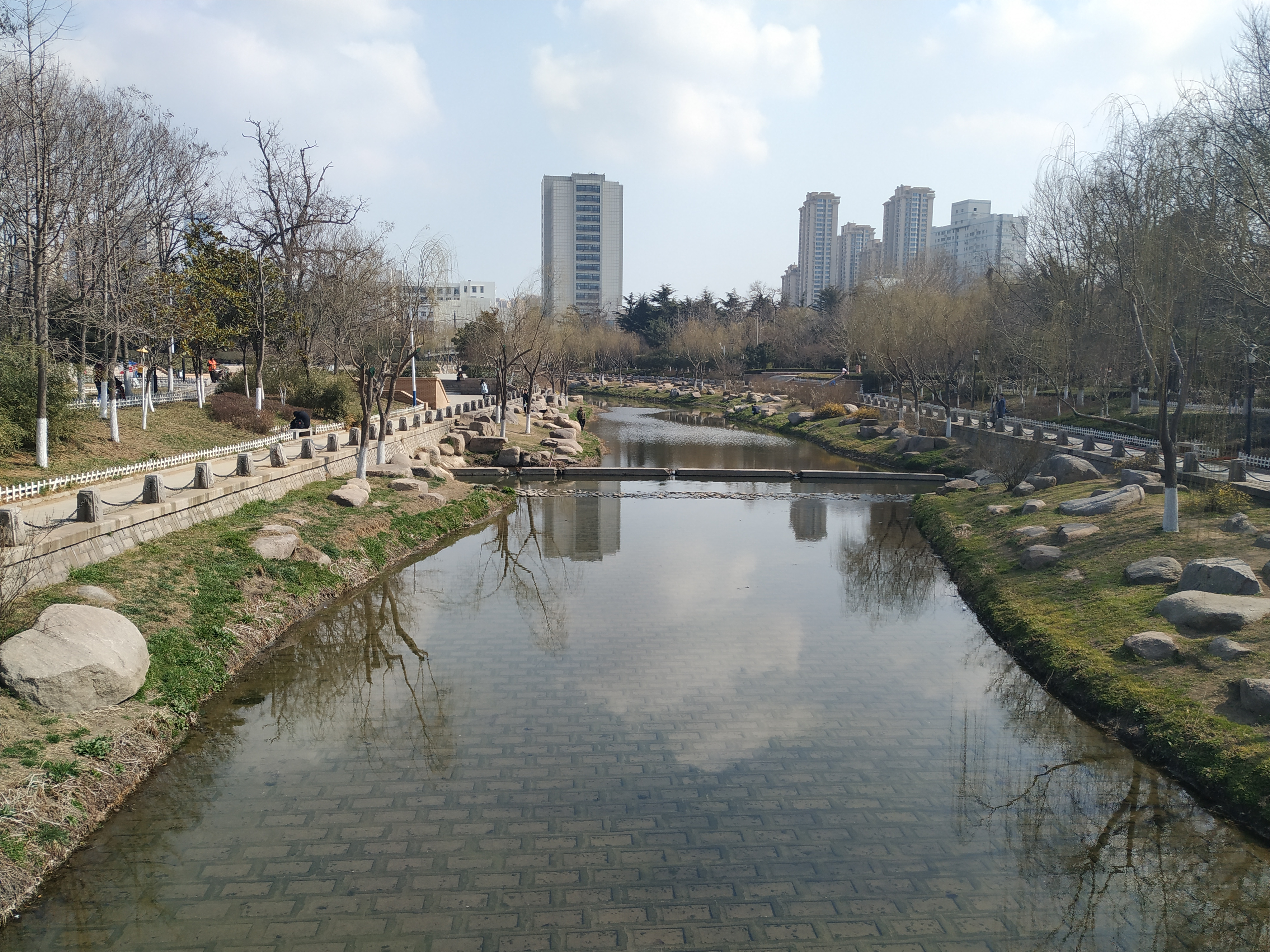
海泊河

青岛市地表水完全受大气降水控制，少部分渗入地下，大部分汇集入河出现在地面。由于地形制约，河流多为独流入海的山溪性小河。全市共有河流224条，均为季风区雨源型，流域面积在100 km²以上的较大河流33条，分为大沽河、北胶莱河以及沿海诸河三大水系。市区总流域面积约194 km²，分为团岛流域、麦岛流域、海泊河流域、李村河流域和楼山河流域等五大流域，由24条主要河道组成，河道总长度约100 km（其中主城区83 km）。位于莱西的产芝水库（莱西湖）为青岛最大的水库，库容约4亿 m³；而市区最主要的水源地则为引黄济青的棘洪滩水库（库容约1.5亿 m³），另外崂山水库（月子口水库，库容约0.56亿 m³）也是青岛重要的淡水水源。

### 土壤与植被

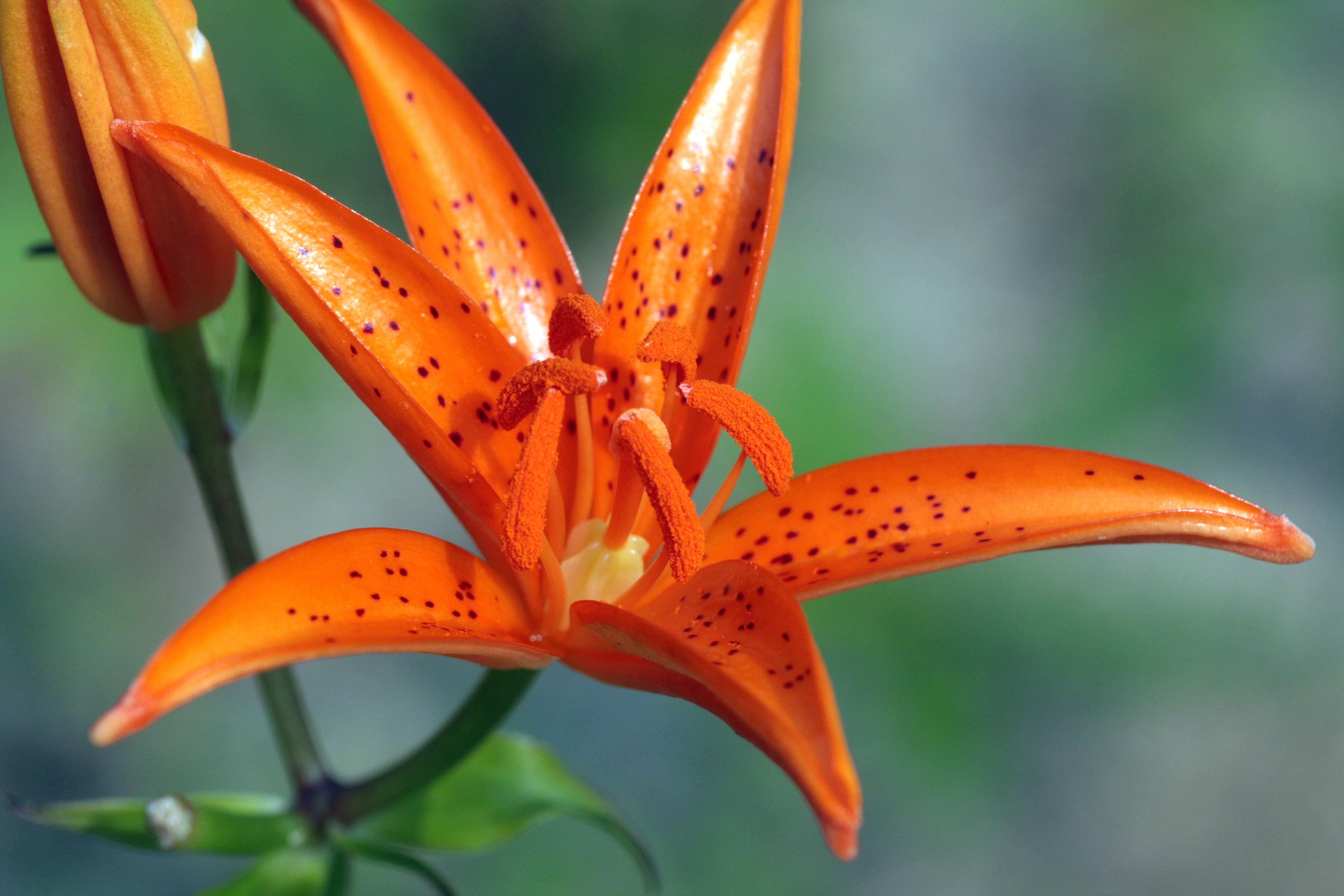
青岛百合的花朵

青岛市共有土壤8 255 km²，占土地总面积的74.35 %，其中耕地4 988 km²，林地1 353 km²，荒山荒地722 km²。土壤的主导成土方向为淋溶型的棕壤地带类型，主要有8大主要土类，其中最主要的有5类，即棕壤59.8 %、砂姜黑土21.42 %、潮土17.55 %、褐土0.77 %和盐土0.44 %，亚类16个，土属29个，土种51个。
青岛市隶属泛北极植物区中国－日本森林植物亚区华北地区，处于暖温带湿润落叶阔叶林生物气候区域、暖温带落叶阔叶林地带、暖温带南部落叶栎林亚地带、胶东丘陵栽培植被赤松麻栎林区。植被可被划分为落叶阔叶林、针叶林、竹林、灌丛、灌草丛、草甸、沼泽、沙生植被、盐生植被、水生植被等11个类型33个群系组75个群系。青岛的原生植被已不存在，所见的自然植被均为次生，森林资源包括天然和人工次生林，幼、中龄林较多。全市森林总蓄积量约为420万 m³，森林覆盖率约27 %；植被面积约7 846 km²，植被总覆盖率约73.6 %。植物种类资源达152科654属1237种（变种）。发现有青岛百合、青岛老鹳草、青岛卫茅、青岛薹草、青岛藨草、青岛耐冬等5种以青岛冠名的特有珍稀植物。

### 野生动物

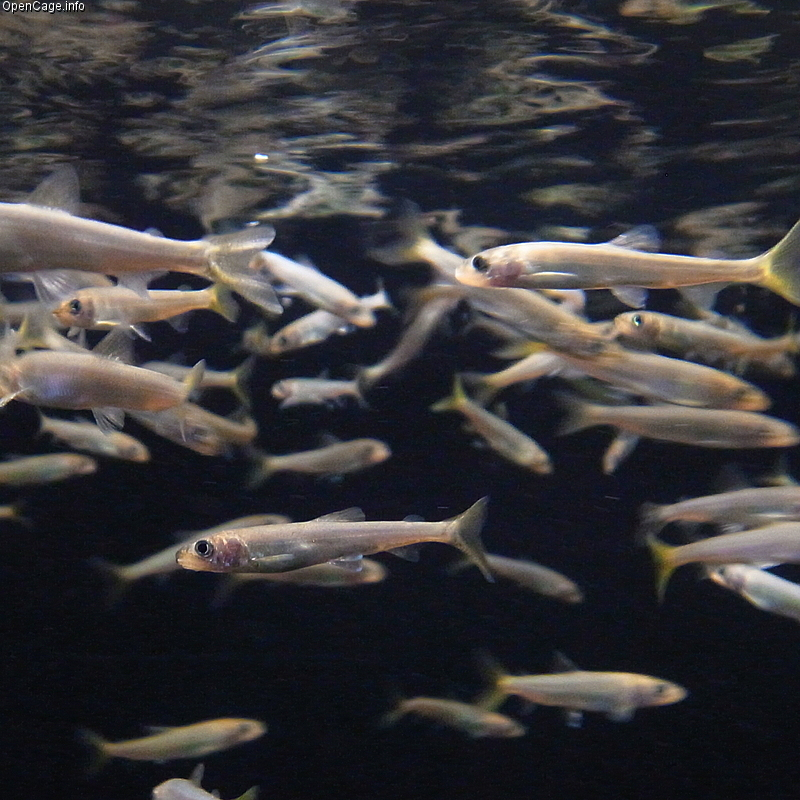
仙胎鱼（香鱼）

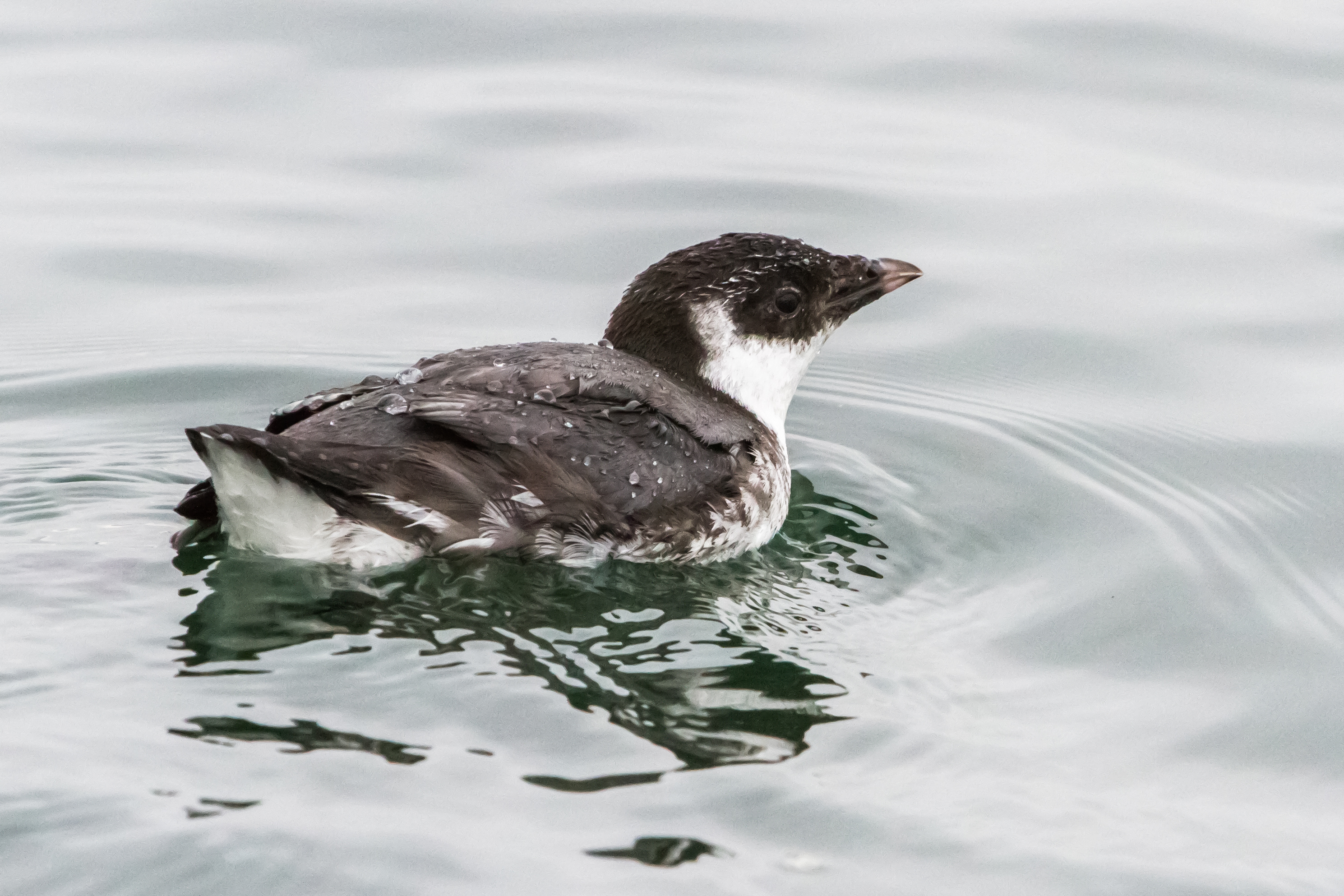
青岛十大最美湿地水鸟之一的扁嘴海雀

青岛市在脊椎动物地理分布区划上隶属古北界华北区黄淮平原亚区。由于气候适宜，植被生长良好，适宜动物栖息繁衍，但以小型动物为主，大型兽类较少，主要为哺乳类、两栖类、爬行类和鸟类。有国家一级重点保护野生动物52种，另有白沙河仙胎鱼等特有珍稀动物。其中鸟类资源丰富，境内截至2016年4月已记录有鸟类主要包括游禽、涉禽、陆禽、猛禽、攀禽及鸣禽等6大类19目58科114属391种，占全国1 458种鸟类的26.8 %，其中胶州湾湿地的鸟类为160种，国家一级保护珍禽11种。

### 非生物资源

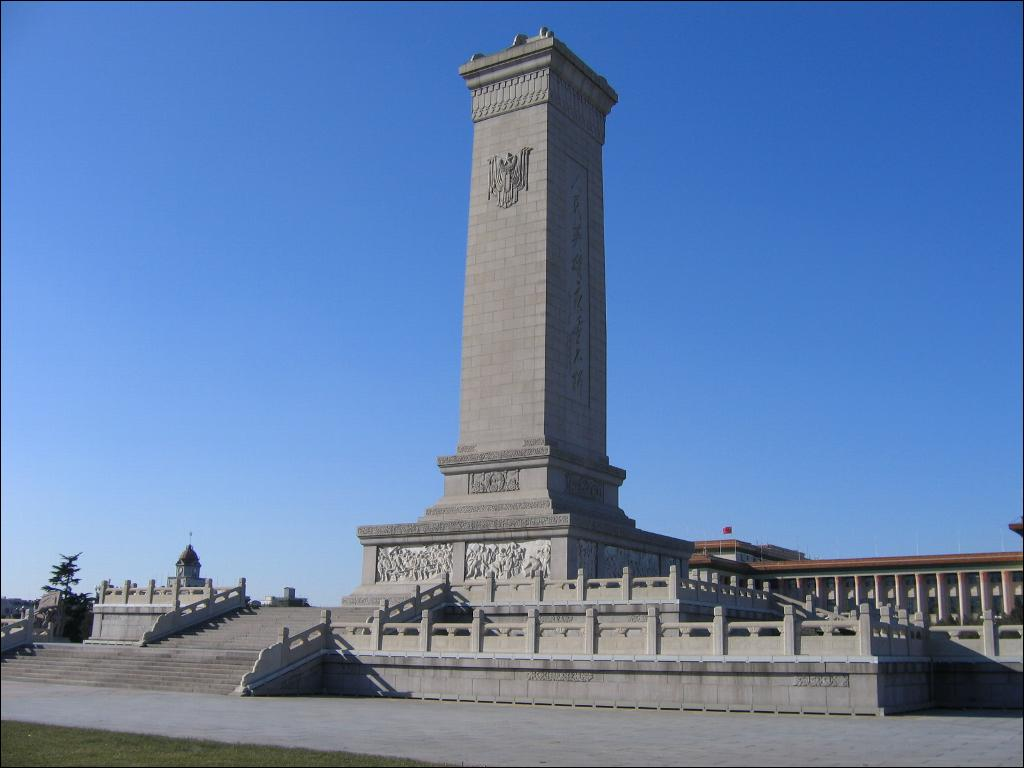
人民英雄纪念碑的花岗岩石料来自青岛浮山

青岛市迄今发现的各类矿产66种，多为非金属矿，多分布于沿海。已被开发利用的优势矿产资源有石墨、萤石、沸石、滑石、透辉石、珍珠岩、饰材花岗岩、饰材大理石、重晶石、蛇纹岩等30多种。其中石墨开采较多，主要分布于平度、莱西和黄岛；花岗岩质地优良，主要分布于崂山、平度、即墨和黄岛。金属矿以金为主，平度分布较多，其次是铁。
青岛市热能资源丰富，大于或等于0 °C积温多年平均为4 539.1 °C，平均日数206.4 d，满足多数农作物的生长需求，部分地区（如崂山）适宜茶、竹等亚热带植物栽培。光能和风能资源较丰富，利用潜力大：全年太阳辐射总量大于500 kJ/cm²，年平均日照时数2 550.7 h，日照率58 %；有效风能年平均时间6 485 h，有效风能密度240.3 W/m²。
国家下达市级控制范围界线内，青岛全市土地总面积11 281.996 3 km²。其中：耕地5 350.315 8 km²、基本农田4 804.042 2 km²、耕地后备资源81.293 3 km²，园地395.816 9 km²、林地1 245.097 4 km²、草地（荒草地）233.748 8 km²，城镇村及工矿用地1 835.892 5 km²、交通运输用地537.809 5 km²、水域及水利设施用地1 179.556 1 km²，其他土地503.759 3 km²。全市人均耕地约700 m²，低于全国人均耕地约1 010 m²的水平，土地资源较为紧缺。
青岛市淡水资源匮乏，是中国北方严重缺水城市之一。每年平均开采地下水量超过6.5亿 m³，半数用于农业灌溉，开采过度。多年平均地表水资源量约为21.5亿 m³，地下水资源约为10亿 m³，扣除重复量共计水资源总量约为22亿 m³（其中可利用量约为13.69亿 m³）。人均占有水资源量247 m³，为全国平均值的11 %，低于世界公认的人均500 m³的绝对缺水标准。

## 海洋

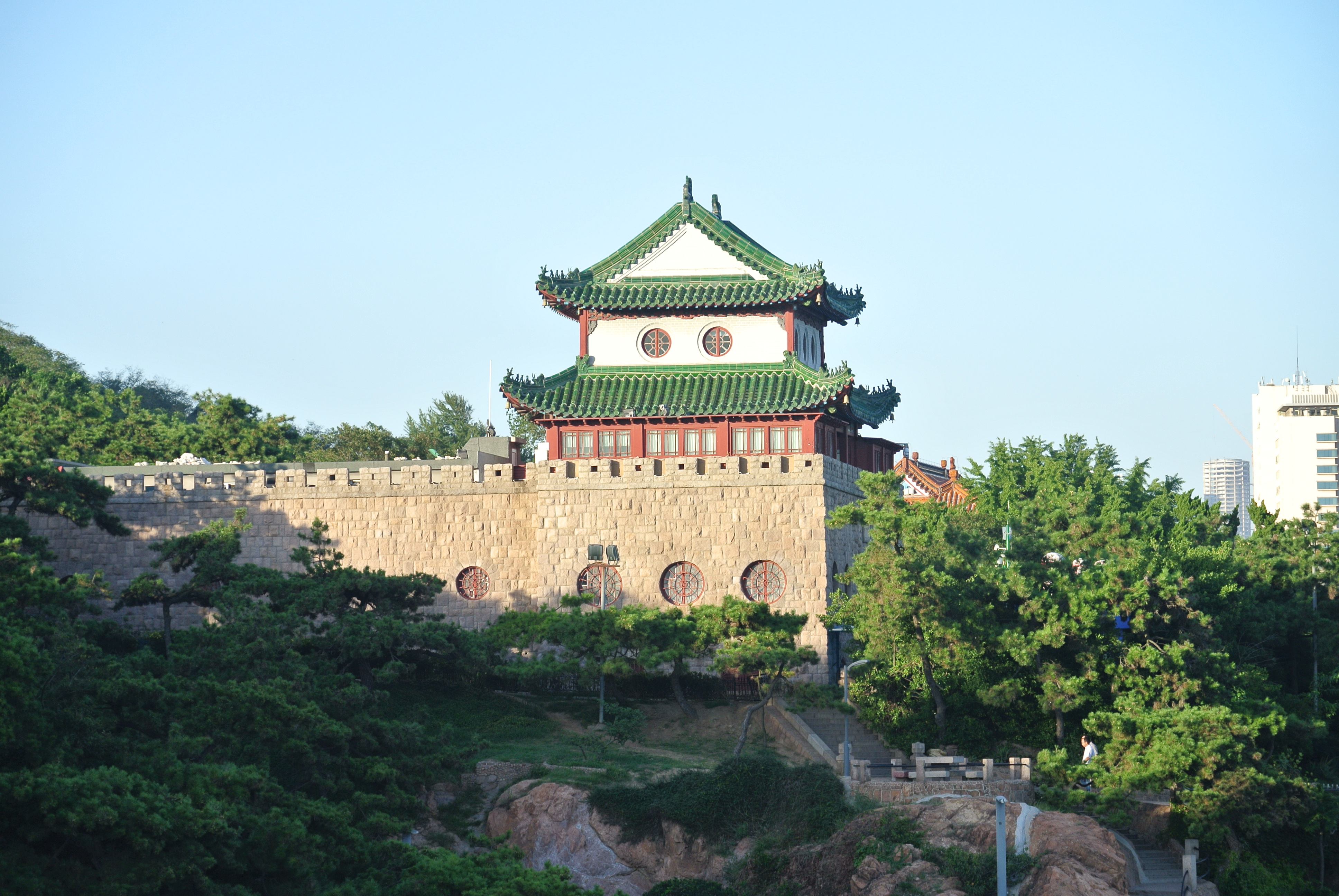
青岛水族馆

### 海洋地质与地貌

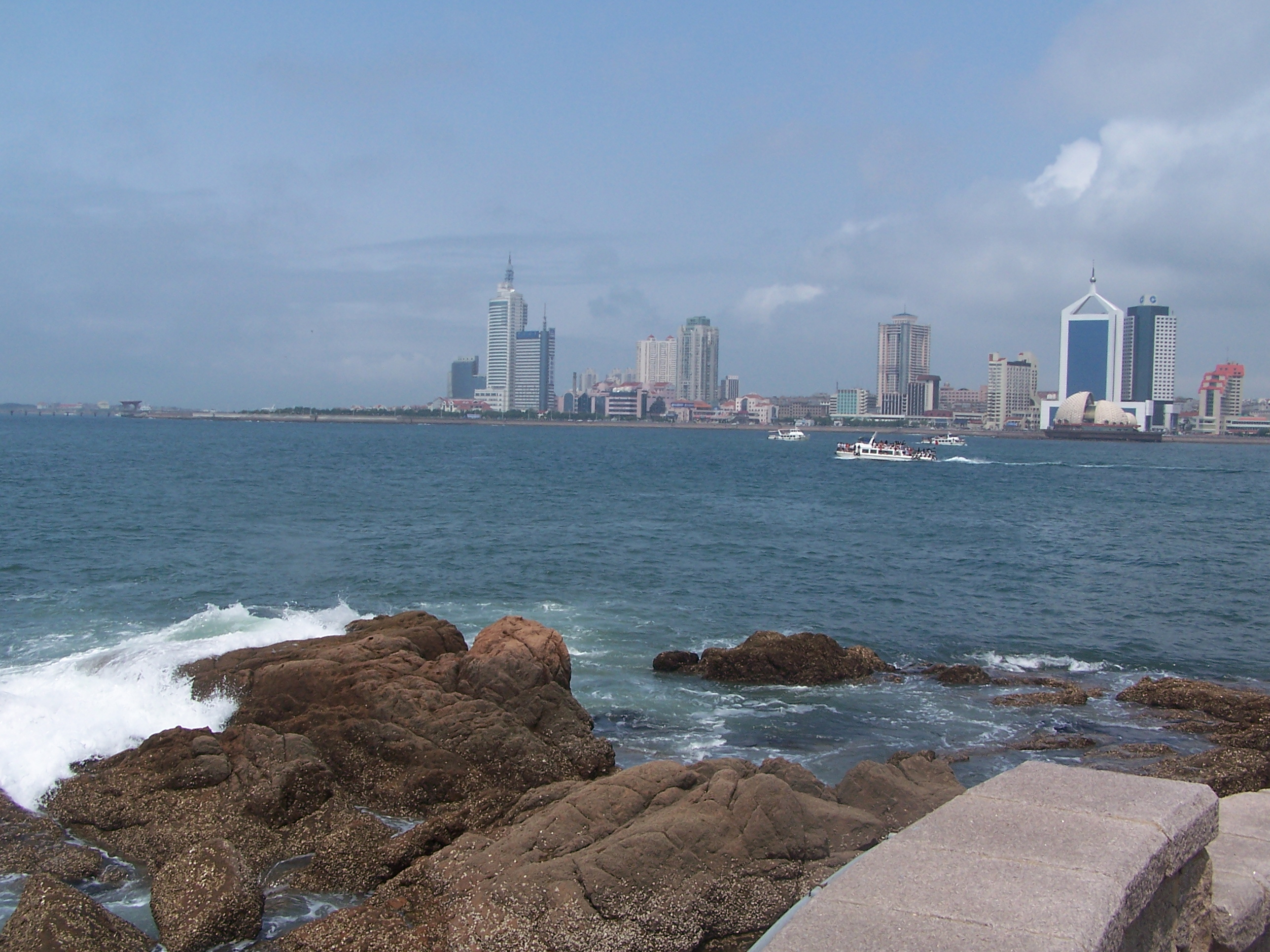
小青岛上看青岛

青岛市管辖海域为黄海的一部分，南黄海大陆架的千里岩隆起和北部凹陷，海洋地质复杂。自太古代以来，长期处于稳定上升、剥蚀夷平过程中，缺失震旦亚界、古生界及中生界三叠系地层。青岛海洋地质主要包括第四纪地质与地层、黄海的基底与盖层、近海底质沉积的化学特征、近海底质类型及分布、近岸岩石等。
青岛市沿海陆地地貌的主体是由崂山、珠山中低山丘陵和即墨剥蚀平原三个单元构成。海底地形总体上是向东南倾斜。海岸地貌主要受海蚀和海积的作用。海底地貌的主要表现形态有海蚀地貌、海积地貌、水下地貌和三角洲地貌4大类型。海蚀地貌有胶州湾、琅琊湾、红岛、黄岛、团岛、汇泉角等沿岸及水下形成的海蚀平台、海蚀崖、海蚀洞及水下侵蚀槽等。海积地貌主要分布于各港湾顶部、胶州湾北部、黄岛前湾、海西湾的近岸浅水区。水下地貌在各港湾口门附件及近海均有分布。三角洲地貌在沿岸各河口胶州湾可见分布。
青岛市海岸北起即墨与莱阳的丁字湾莲阴河口，南止黄岛与日照的白马河与吉利河口。大陆海岸线长730.64 km，占全国的4 %。青岛市海湾众多，较大的49个海湾总面积1 369.13 km²。青岛市现有海岛69个，多以岛群形式出现。海岛总面积约为23 km²，岸线总长为140 km。
Template:青岛市海湾、海滩和海岬

### 海洋气象
青岛市海域处于典型的东亚季风气候区，天气和气候受海陆互相影响而具有大陆性和海洋性之间的过渡型特征：市中心区域沿海气温日较差为7.6 °C，近海潮连岛仅4.6 °C；而内陆莱西的日较差达到11.3 °C。海洋热力调节致使青岛的气候推迟约1个月的时间，且秋温高于春温，夏季无极端温度，全年日均温大于35 °C的天数仅为0.2 d。由于海面粗糙度低，使得近海千里岩岛地面年均风速达到7.4 m/s，远大于内陆。海雾、台风、寒潮、大风等成为青岛的海洋性灾害天气。

### 海洋水文

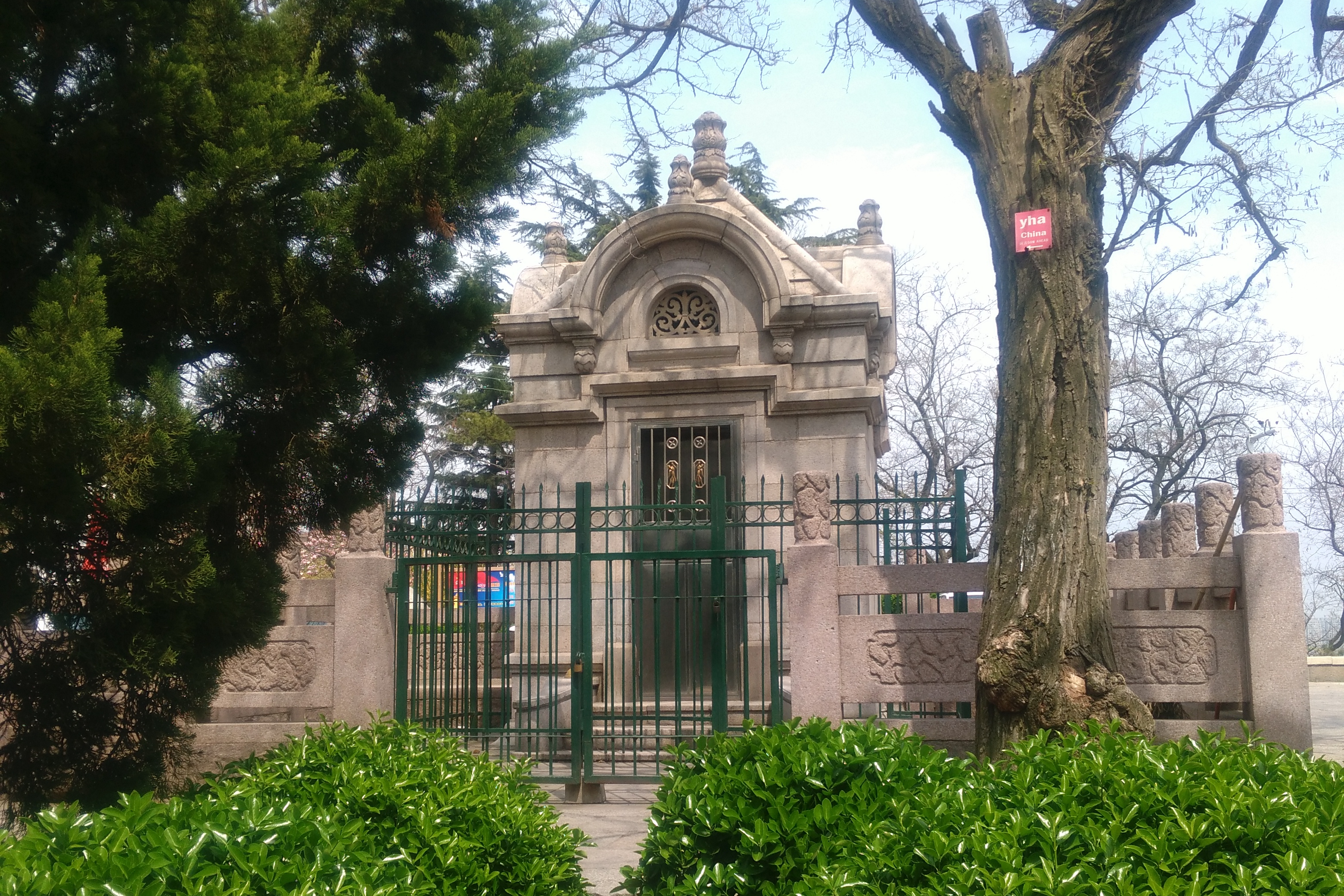
中华人民共和国水准原点

#### 水温与盐度
青岛市海域受太阳辐射、海流的平流效应和潮效应、气象因子、涡动混和等因素的影响，海水温度具有明显的季节性，且层化现象明显。青岛外海水温的周日变化、年变化相对渤海和北黄海较小。最高水温最高出现在八月底，前后共4个月均适合下水游泳。
因受夏季降水、入海河流等影响，海水盐度变化明显，春秋季盐度高，冬夏季相对较低，一年中大多处于垂直均匀状态。盐度分布冬季均匀，其他三季则是沿岸及浅水高于胶州湾中部，湾内高于湾外。整个海域表层盐度平均为31.8 ‰左右。

#### 潮汐与水准原点
青岛市沿海为正规半日潮，每个太阴日（24 h 50 min）有两次高潮和两次低潮。潮差为1.9 ~ 3.5 m，大潮差发生于朔或望日后2 ~ 3 d。一般8月比1月潮位高0.5 m。由于青岛所在的黄海海域水下地壳相对稳定，中华人民共和国水准原点落户在青岛。青岛大港验潮站1952至1979年观测的平均潮位被命名为“1985年黄海高程系”，其高度在青岛观象山国家水准原点下72.260 m，被定为国家标准的高程基准。此前的1950至1956年观测的平均潮位被命名为“1956年黄海高程系”，其高度在青岛观象山国家水准原点下72.289 m。

### 海洋生物

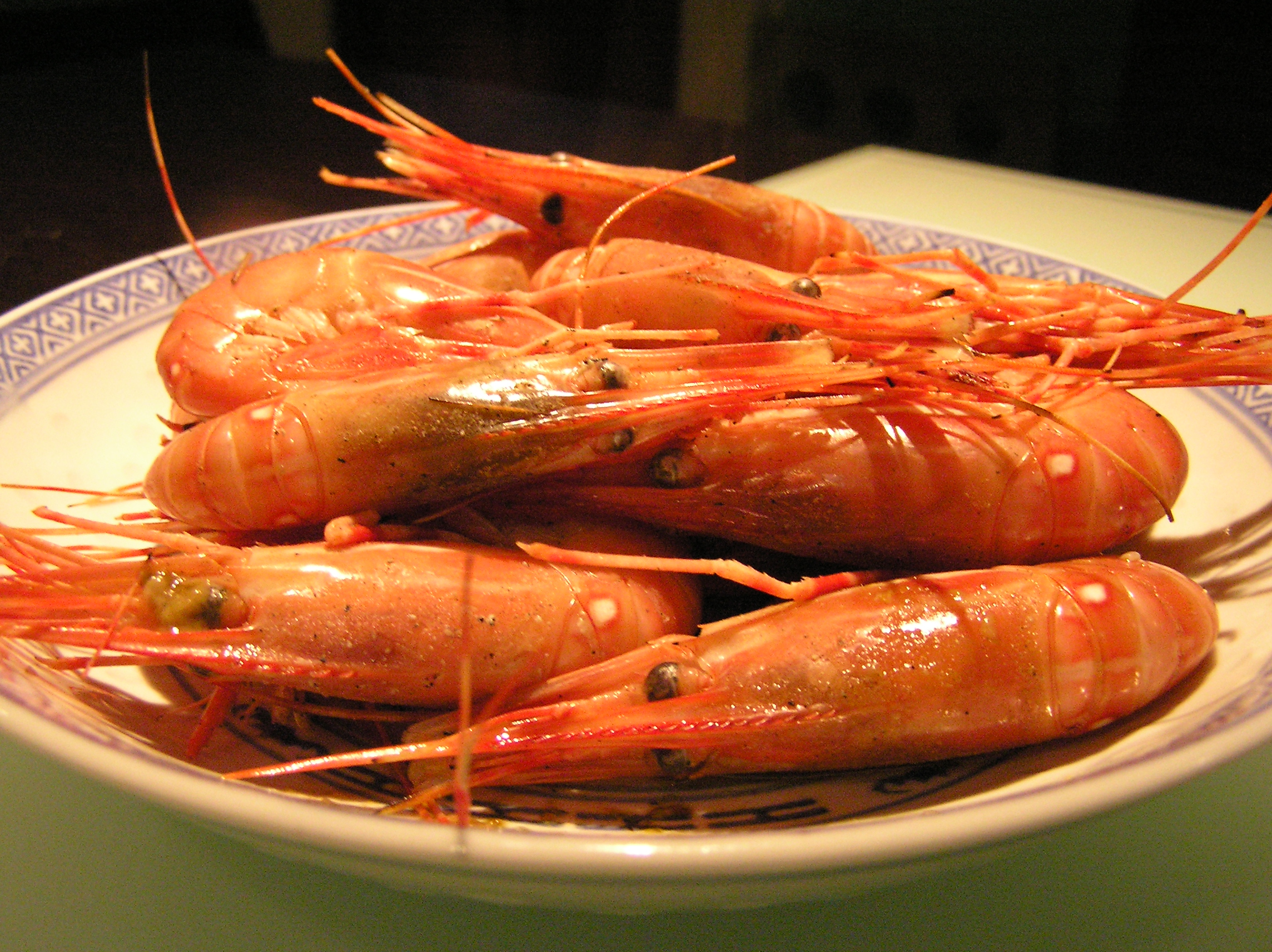
烹熟盛盘的大虾

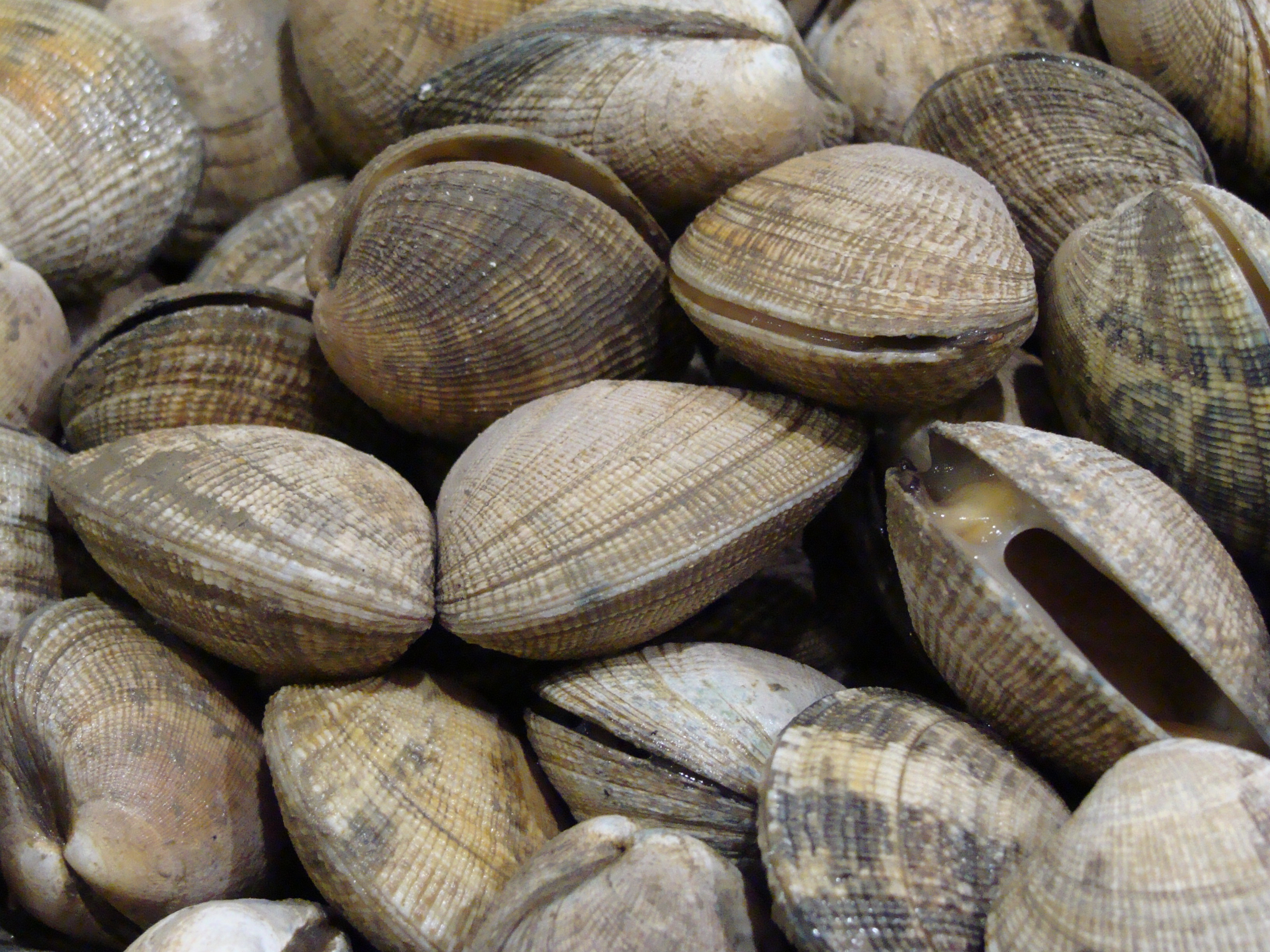
特色小海鲜：蛤蜊

青岛市近海处于沿海岸南下的低盐、高营养的沿岸流和黄海外海交汇的锋面附近，浮游生物比较丰富，且胶州湾内高于其他海域，沿岸水域高于中心，湾北部的数量远高于湾南部。有浮游植物174种，硅藻门44属127种，甲藻门9属46种，金藻门1种。浮游动物约148种，绝大多数为暖温带沿岸种，河口半咸水中次之。底栖生物有300余种；生物量季节变化明显，夏季最多。有青岛文昌鱼（Branchiostoma belcheri tsingtauense）、细雕刻肋海胆（Temnopleurus toreumaticus）－日本倍棘蛇尾（Amphiura japonicus）、棘刺锚参－日本胡桃蛤、勒特蛤（Raeta plicatella ）－菲律宾蛤仔等6个群落。

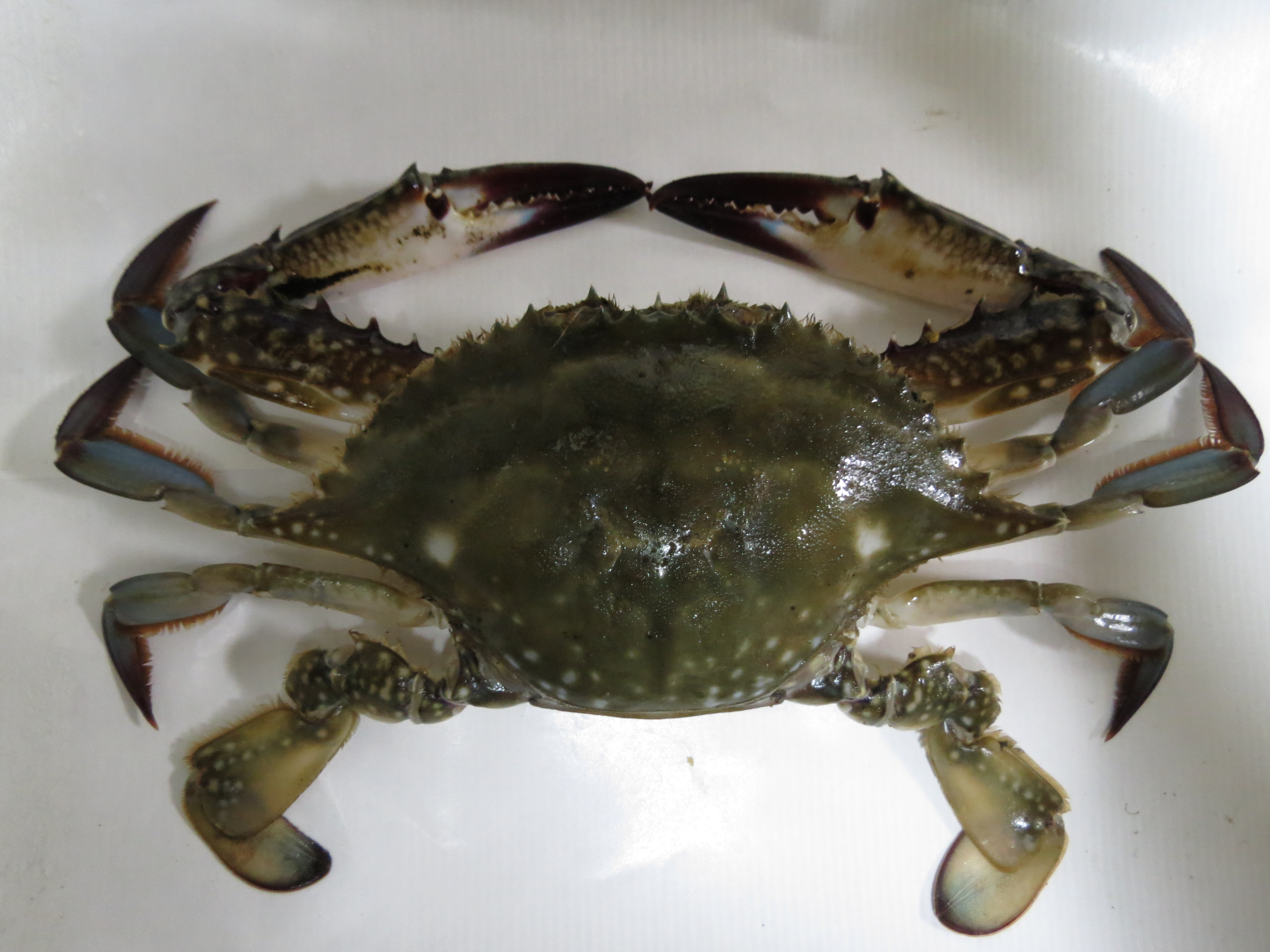
三疣梭子蟹

近海岩礁底栖生物约49种。潮间带生物有藻类112种，动物325种，其中软体动物门168种，甲壳亚门90种，多毛纲54种，极少数棘皮动物、腔肠动物、星虫动物和鱼类。青岛沿海鱼类有170余种，优势种有斑鰶、梭鱼、青鳞鱼和牙鲆等23种。有经济价值的海洋无脊椎动物资源主要是甲壳类的中国对虾、鹰爪虾、周氏新对虾、三疣梭子蟹、口虾蛄和头足纲的曼氏无针乌贼、金乌贼、枪乌贼等。

## 环境

### 环境质量与环境保护
青岛建置后的前60多年间，城市规模有限，工农业生产、交通运输与居民生活的废弃物数量少，自然生态破坏量不大，环境污染不明显。从1958年起，随着化工、钢铁、造船等工业迅速发展，尤其是在“大跃进”期间，树木被大量砍伐用以炼钢，甚至在居民密集的街区都出现空气污浊、废渣遍地、污水横流的现象，使生态环境破坏严重。文革期间，有利于环保的法规受到批判，致使一度在居民区建起铜铝、电镀、塑料厂等污染型街道工业，因管理失控，使得城区二氧化硫浓度超标，酸雨频发，河流污染，胶州湾沿岸及海域污染严重。随着交通运输的发展，城市交通噪声较大，海上船舶溢油事故屡有发生。
1973年青岛市制订了《关于保护和改善环境的若干规定》，并确定了“全面规划、合理布局、综合利用、化害为利、依靠群众、大家动手、保护环境、造福人民”的环境保护工作方针。1974年成立了青岛市环境保护办公室，1976年成立了青岛市环境保护领导小组，1979年市环保办改为青岛市环境保护局。1980年组建了青岛市环境监护监测站，开始定期监测大气、水质、噪声等，后期又增加了对近海水质、潮间带、淡水水生物、底质、放射性等例行监测。
1990年代，随着环境保护被纳入社会经济发展规划，一批约束性工作计划、控制性指标和法律法规的出台，使得污染状况开始缓解，水环境和声环境恢复良好，但市区工业排放污染仍然存在。2000年，市区二氧化硫年均浓度首次达到当时的国家二级标准，生活水源地水质达到地表水三类标准，市区噪声也达到标准，被评为“国家环境保护模范城市”。由于历史原因，一些高污染的大型工业企业曾集中于北部内陆和胶州湾沿岸，一度使得空气和水的质量较差。随着“环湾保护”构想的推进，工业企业的工艺提升和搬迁改造，老工业区的环境得到改善。
针对不断增加的机动车产生的尾气排放造成的空气污染，青岛市加大机动车尾气检测力度，综合整治全市的加油站、油罐车、油库；提高公共交通纯电动车辆的使用比例，推广新能源汽车的使用
；黄标车“黄改绿”，注销报废尾气检测不达标的黄标车；推行老市区单向交通网络和居住社区交通“微循环”调流等。此外，青岛市对城市环境监控力度加大，设置环境监测中心站、环境监察队等多个环保机构，并于2012年10月起在全国率先开始公布对细颗粒物等大气污染物的监测结果。相对地，包括城区河道水质在内的环境形势依然严峻，需要作进一步的综合治理。

### 园林绿化

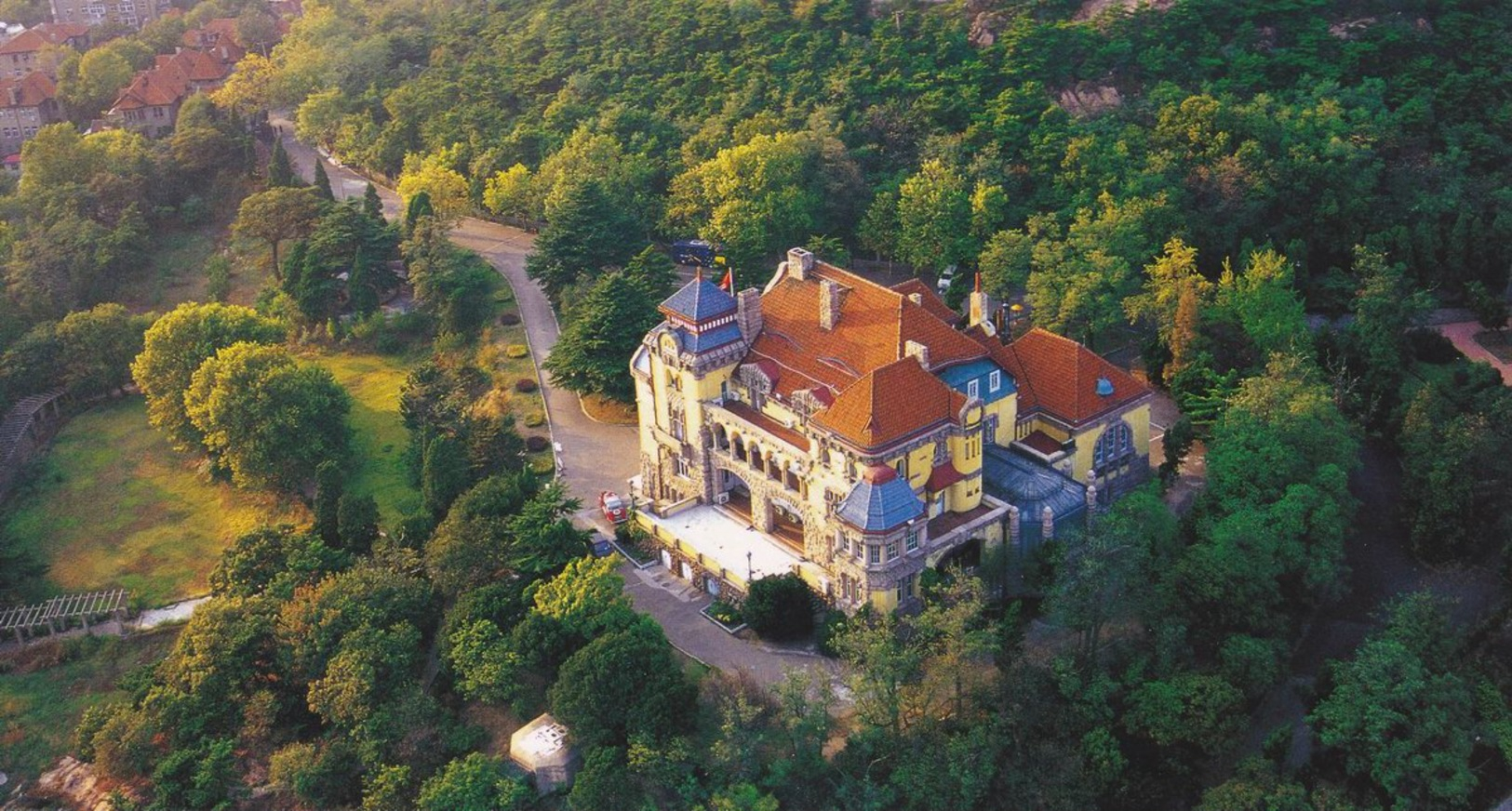
胶澳总督官邸

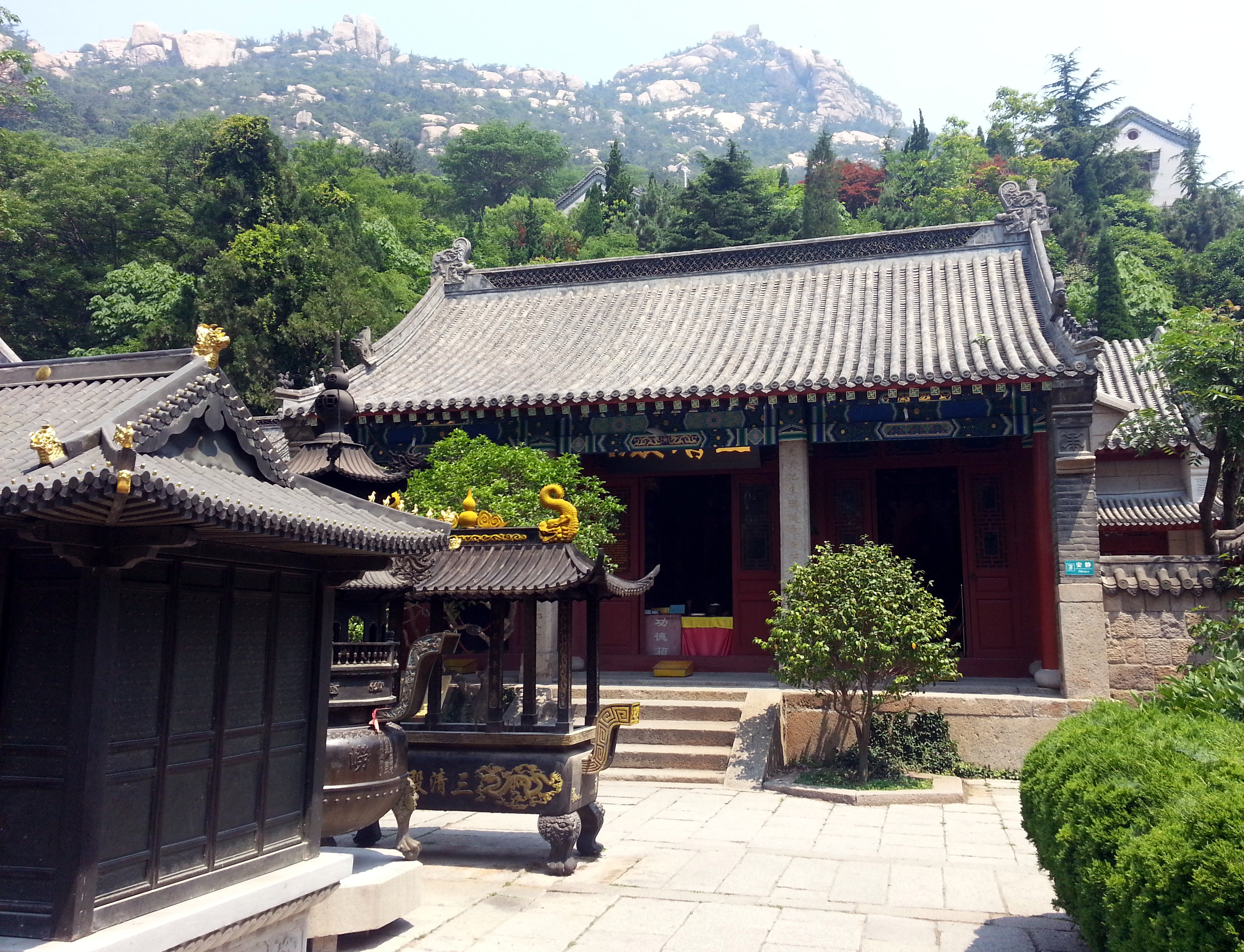
崂山太清宫

青岛市园林绿化经历了古代寺庙园林、明清私家园林、西式别墅花园、近代城市园林和现代城市园林的发展过程。
唐宋以后，崂山的庙宇殿堂建筑与园林的配置不断完善，形成独特的园林风格，至明清两代已成为拥有“九宫八观七十二庵”的道教丛林基地，在艺术上形成较完整的北方寺庙园林体系，至今仍存大批古树名木
。明代中期开始，本地京官家族效仿南方风格建起私家园林，至清朝中期形成一定规模。
青岛的近现代城市绿化在德租时期与城市建设同步展开，一批西式别墅花园开始兴建，并在城区新建道路两侧种植行道树，继而建设街头绿地，主要树种有雪松、悬铃木、国槐、五角枫、玉兰、耐冬、红叶杨等，另外白蜡、美国红枫、桂花、银杏、栾树、石楠、榔榆、西府海棠、金叶槭、垂樱、南天竹等植物也在很多工程中规模采用。1903年建成的胶澳总督官邸的庭院，完全以西式园林风格配置，成为青岛首座西式别墅花园；次年在会前村原址建起植物试验场（今中山公园），在市区辟建公园，各山头植树造林。

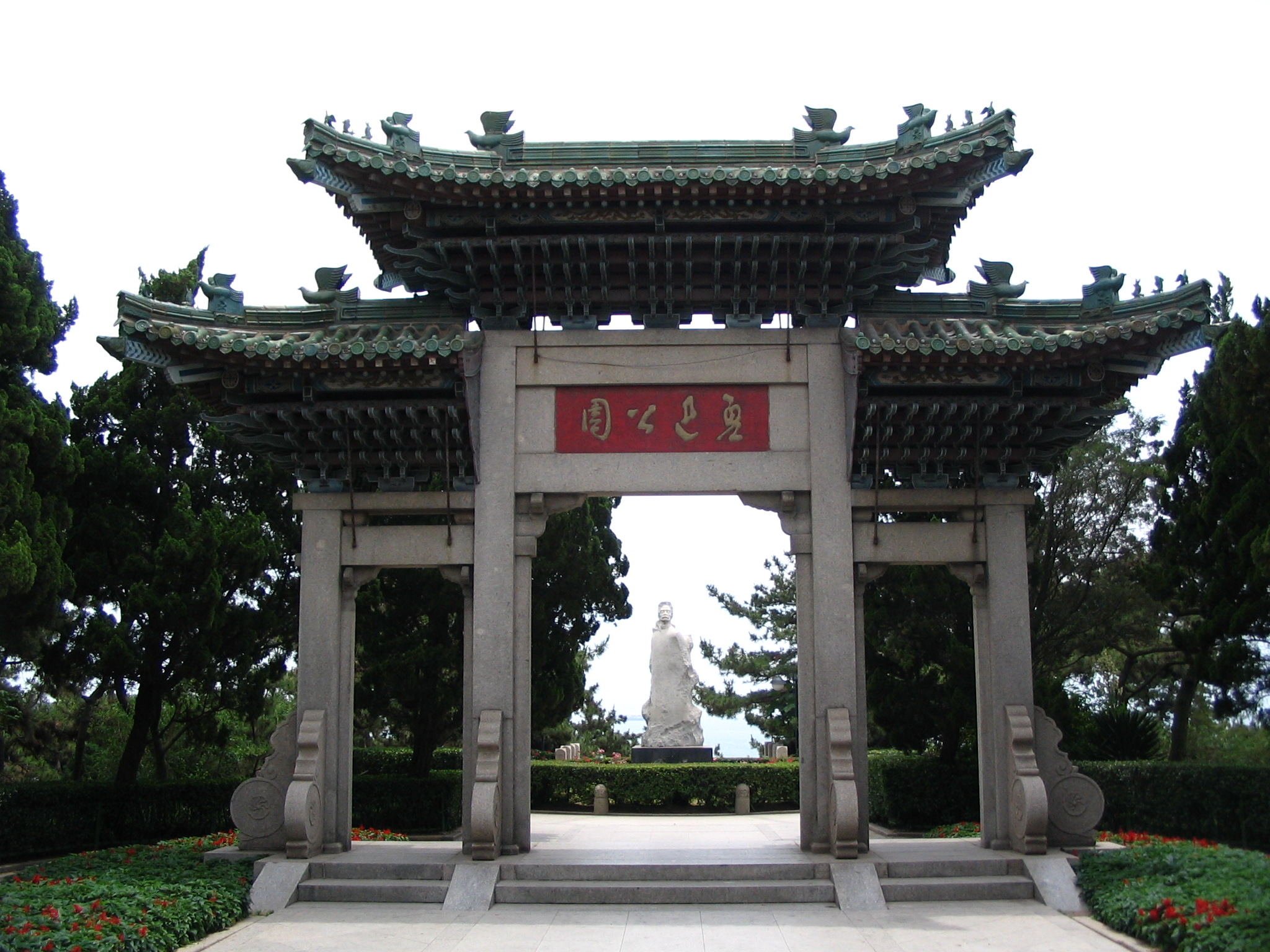
鲁迅公园

青岛市在日据时期新建的一批公园游园在回归民国后重新命名，继而新建栈桥公园和滨海公园（今鲁迅公园）等，并绿化台西镇。共和国成立后，先后建立一批公园和城市绿地游园，七八十年代建成儿童公园（今贮水山公园）、市动物园、市植物园和若干座山头公园。1999年，青岛市成为第五批国家园林城市之一。进入21世纪，在市区东部相继建成汇泉广场、五四广场等大型公共绿地和森林野生动物世界、石老人观光园等城市公园。
截至2015年末，青岛市人均拥有公共绿地面积14.6平方米；全市拥有公园、动物园108个。

### 环境卫生
青岛市的环境卫生管理始于德租时期的19世纪末。1898年，胶澳总督府颁布整治市容和环境卫生的规章，埋设地下污水管道，监制并租赁卫生洁具供居民使用，生活废弃物由台西镇经水路转运至农村供堆肥使用，同时招商承办环境卫生事务，集中处理垃圾。
青岛特别市成立后，市政府公布实施7项有关环境卫生的规章。1935年，卫生事务讨论会成立，研讨卫生事宜，改善卫生设施；至共和国成立，民国历届政府对城市卫生的管理均由警察或卫生部门负责，由官办或商办企业具体实施。
共和国初年，环卫管理由市公安局清洁队负责。1952年，全市开展大规模清理城市环境卫生活动，被评为“全国卫生模范城市”。1953至1958年，开展“除四害、讲卫生”群众运动，成为“五洁四无”城市，获得“全国卫生先进城市”称号。
1990年，全国爱国卫生运动委员会公布青岛市为“卫生城市”以来，市内实现了局部垃圾收集清运密闭化。1992年后，全市新建垃圾转运站36座。1995年，被评为“国家洁净城市”；1997年，被评为“国家卫生城市”。1999年，城市生活垃圾大型综合处理市级重点工程开工建设。2002年，小涧西垃圾处置场被国家建设部评定为一级垃圾无害化处理场；2006年，胶州、即墨、莱西的垃圾处置场均获得该项评定。2010年以来，青岛市启动垃圾清运处置工程：更新市区垃圾运输车辆，全过程密闭化调控管理；改造垃圾收集转运系统，使其具备分类收集功能；建设环卫综合处置基础设施，即焚烧发电厂、餐厨垃圾处理厂、小涧西填埋场二期、大型垃圾中转站等项目。

### 气象
青岛市的气象事业起于1898年3月设立的“青岛气象天测所”，与香港、上海并称为中国最早开创并发展气象事业的三大城市。1905年观象台建立，1911年定名为“皇家青岛观象台”，日据时期改称“青島測候所”。主要开展气象电报、地磁观测和天气预报等活动。
1924年，測候所改名为“胶澳商埠观象台”，同年中国气象学会在青岛成立，创建中国的时间服务系统。1929年观象台随城市一起被定名为“青岛特别市观象台”；1930年，改称“青岛市观象台”。1932年观象台开始高空风探测业务。1938年观象台再度被日本军政当局更名为测候所，1945年国民政府接管后恢复原名。1946年3月恢复气象观测业务，7月开始用气球携带探空仪进行高空气象探测。1948年，观象台系统整理出版60万字的《青岛市观象台五十周年纪念特刊》，并先后与30多个国家和地区的50多个气象机构建立业务联系。
共和国成立后，观象台被海军接管，仅供内部使用。1952年，青岛市天文气象学会成立。1956年国家撤销气象保密规定，天气预报开始通过广播发布。1957年，天文和气象业务分置。“青岛海洋水文气象台”于1960年成立，1963年开始发布海浪、海流、水温和渔情信息。1965年，“青岛海洋预报台”成立，逐步接管海洋水文业务。1966年，青岛海洋水文气象台改称“青岛市气象台”并正式对外发布气象预报。
1980年，气象台开始发布中期天气预报，1983年增加相对湿度预报。1999年开始，气象台增加了天气评述，公布降水概率预报；扩大气象服务范围，发出空气污染气象条件、人体舒适度预报以及城市生活指数、紫外线指数、啤酒指数、晨练指数、穿衣指数、垂钓指数、森林火险等级等特色服务项目。2002年，专业气象服务网站和手机短信气象服务平台开通。

### 地震
青岛市周边有三条较大的地震带，即郯庐地震带、南黄海地震带和燕威地震带。历史上这几条地震带都发生过6级以上的地震，对青岛市区产生过一定的影响，但在青岛历史上没有因地震引发海啸的记载。青岛市建筑抗震设防基本烈度除平度、胶州、黄岛三区市为7度外，其他区市建筑是按6度标准建设；各区市医院、学校、生命线工程（供电、供水、燃气等）等大型公共建筑抗震级别自动提升1度，普遍能够抵抗5级左右的地震。
青岛全市建立了数字遥测地震台网、数字地震前兆台网，建有10个强震观测台和2个移动观测台；设有100个宏观地震监测点。有市级避难疏散场所2处、综合避难场所6处、临时避难所179个，全市每个街道社区都已设立有临时应急避难场所。一般地，即将或已经发生5级以上的地震便会立即启动破坏性地震应急预案和避难场所，市民可在避难所得到物质、医疗、供水、供电、住宿等紧急救助；全市临时指挥中心设于市级避难疏散场所，负责全市抗震救灾指挥工作。市政府与部分大型商场和超市签订应急物资供应协议，作为本市应急物资储备库，遇突发事件急需物资调配时可先征用后结算，将保证各种生活类应急物资的及时更新。

## 城建

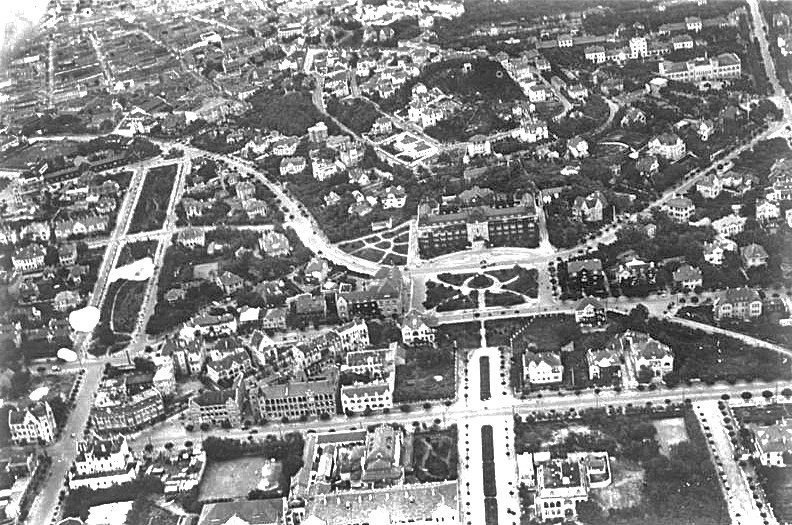
航拍青岛中心（1930年代）

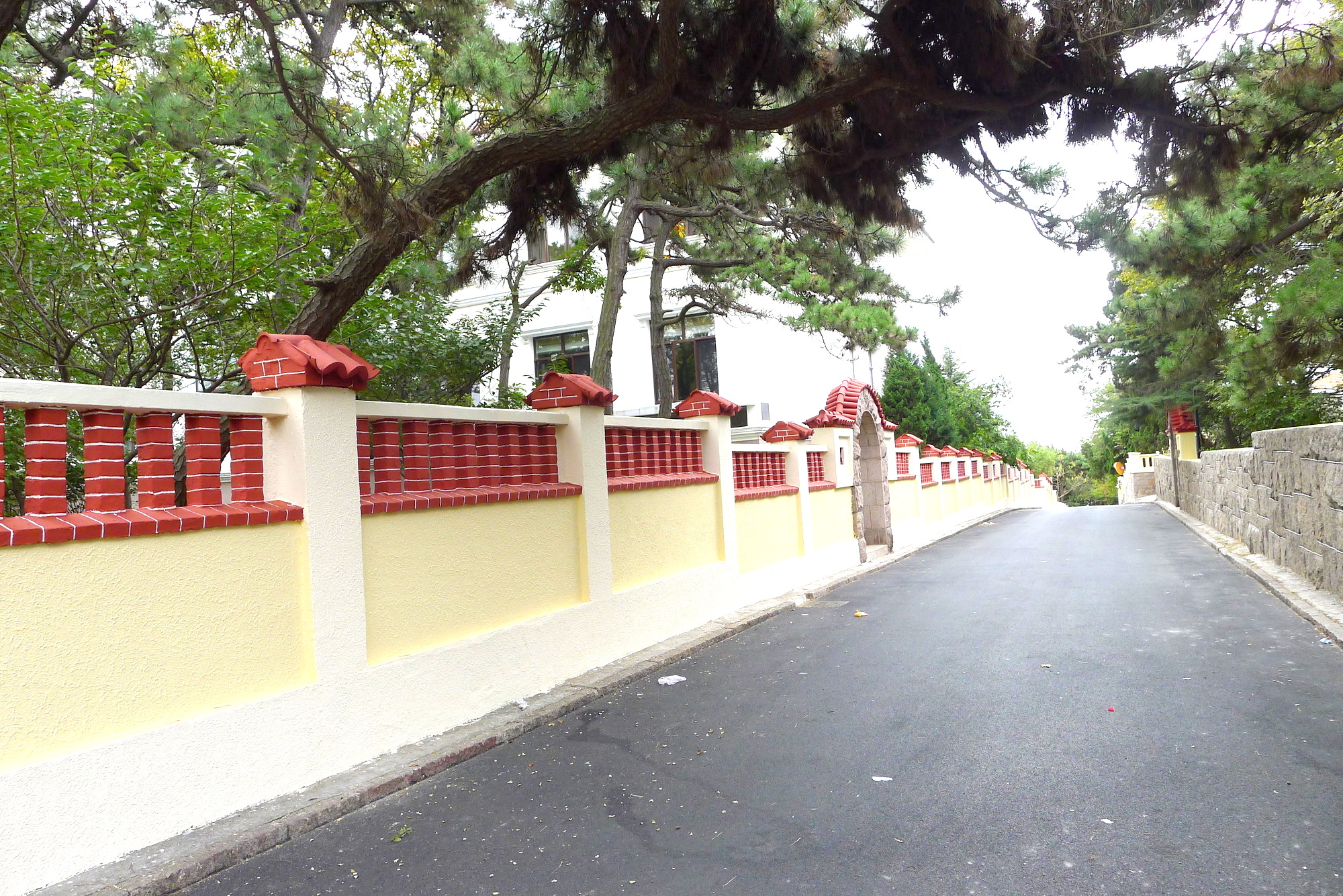
青岛八大关街景

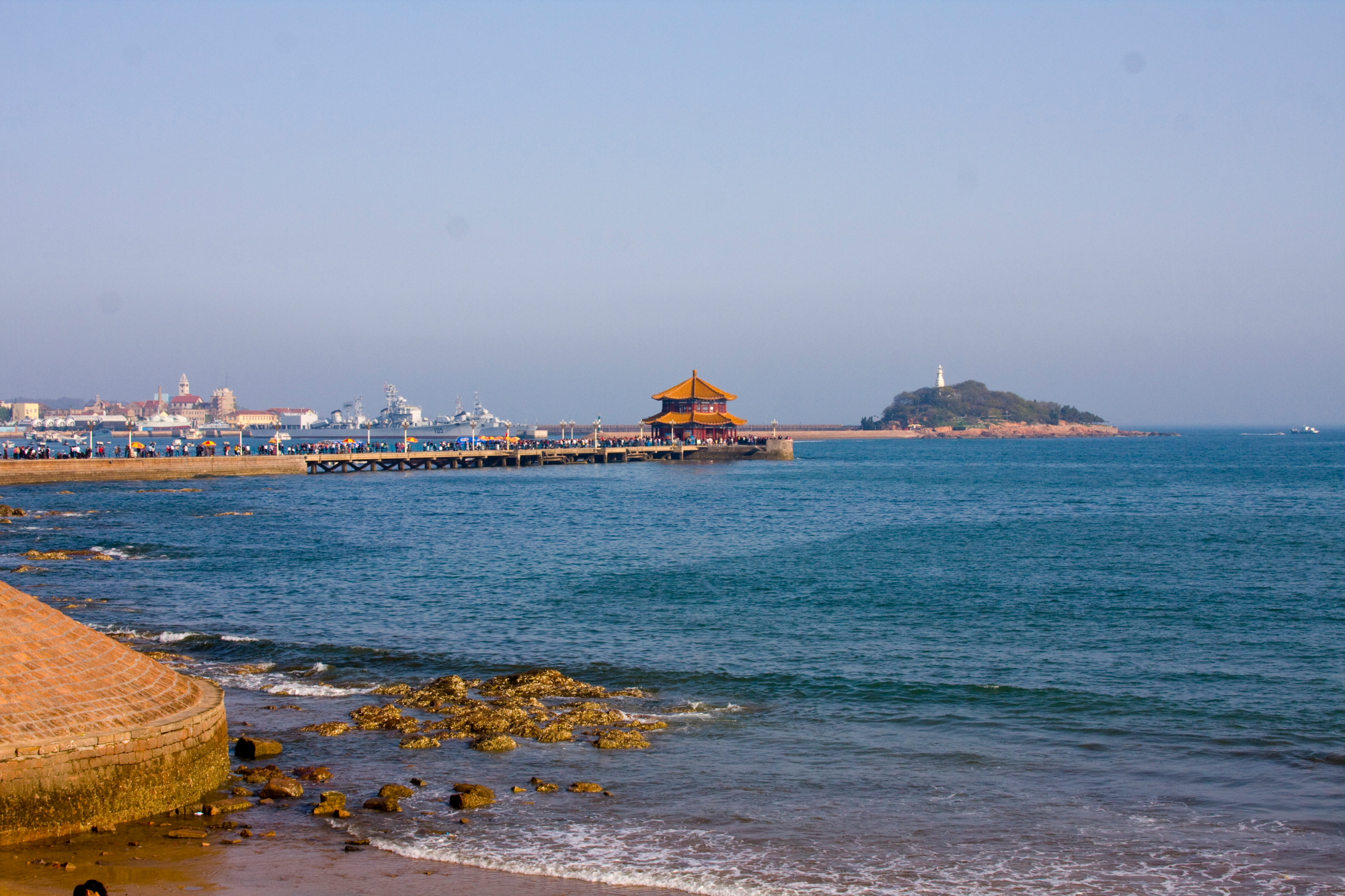
老青岛的标志——栈桥

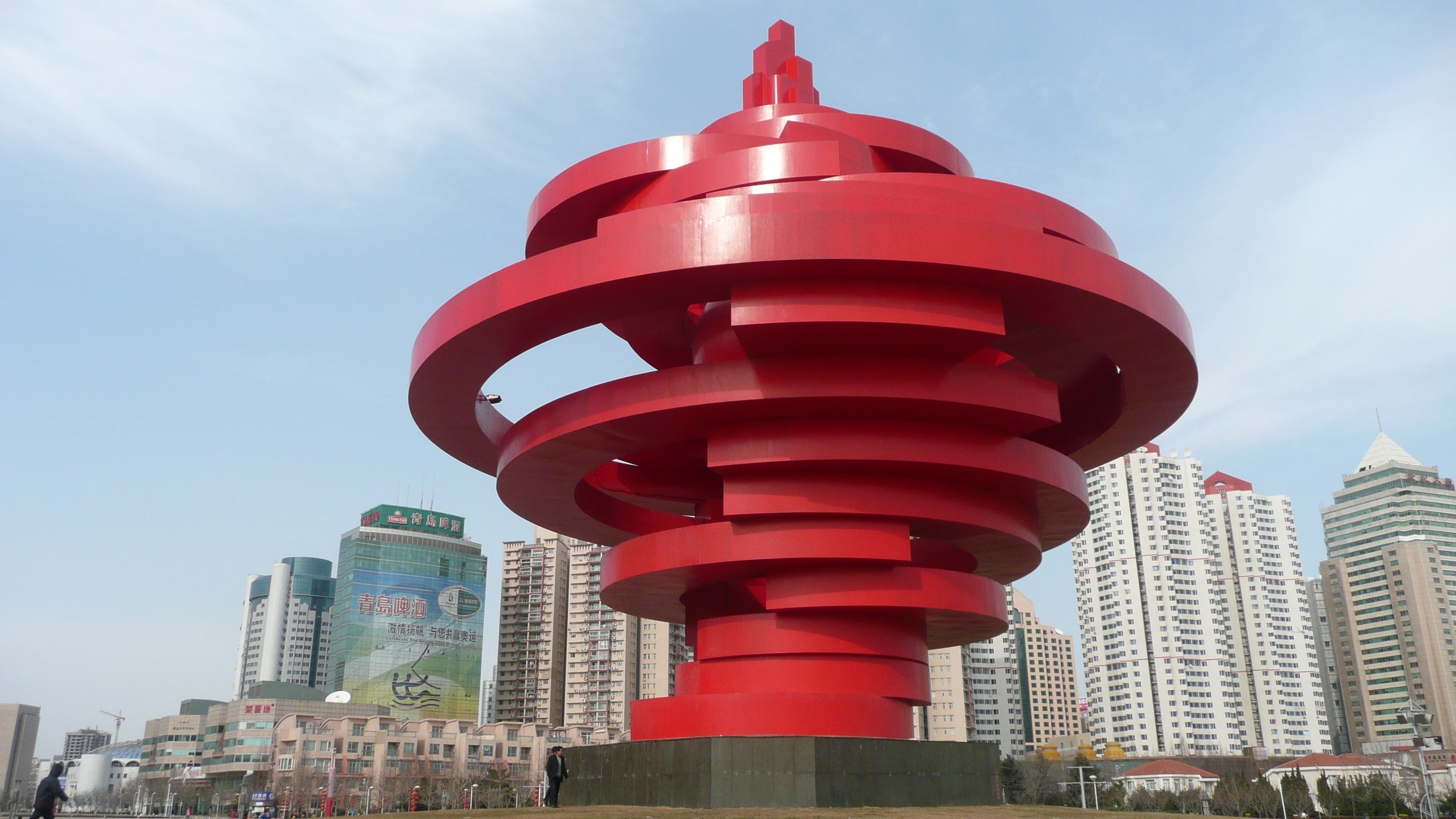
青岛东部新城区标志——雕塑“五月的风”

青岛在宋元以后逐渐成为商船寄泊之所。1467年，青岛村建起天后宫，其后随着口岸的开放和邮务总局的设立，前海周边发展成为市街。1891年建置后，青岛逐渐发展成为一个小城镇。德租时期青岛开始现代意义上的城市建设，成为中国较早引入西方城市规划理念并发展和实践的城市。早期以军事设施和应急房屋为主，即新建兵营、炮台、码头、医院、海关、住宅，改建防波堤、栈桥，筑立灯塔，开辟水源，设置上下水道，规划建设军港。
1900年，城市规划制定，确定城市性质和发展布局。随后兴建铁路和港口，将水陆交通连成一体；结合地形地势修建城区道路；华洋分治建设居住、商贸、工业、休闲和办公区；兴建公共建筑，绿化城区，建设公园。在发展到一定程度后取消华洋分治的政策，并计划将台西镇和台东镇纳入市区，但终因战败而未能实施。第一次日据时期，青岛的城建基本延续德国的规划，局部调整，新辟水源地，新建发电所，兴办学校、医院和商店，在大鲍岛北侧建设新町，西侧建设金融区，在四方、沧口铁路一带设置工业区，扩建车站、码头和别墅区（今八大关一带）。
1929年青岛特别市建立后，城建继续充实老市区，辟建新市区，在中山路、河南路、馆陶路一带设立银行街，建设剧院、饭店，在前海一带建设音乐厅、会堂、体育场及宗教场馆，扩建别墅区。1932年，后海开始增建港口码头，在台西建立平民住宅区。1938年第二次日据时期，建设方向以服务军事的公共建筑和住宅为主。1945年因国共内战爆发，城建受到严重破坏。共和国成立后，青岛市的建设重点转为民宅和公共建筑；同期国家和山东省有关单位在青岛市郊滨海兴建了一批疗养院，仅供极少数高干使用。

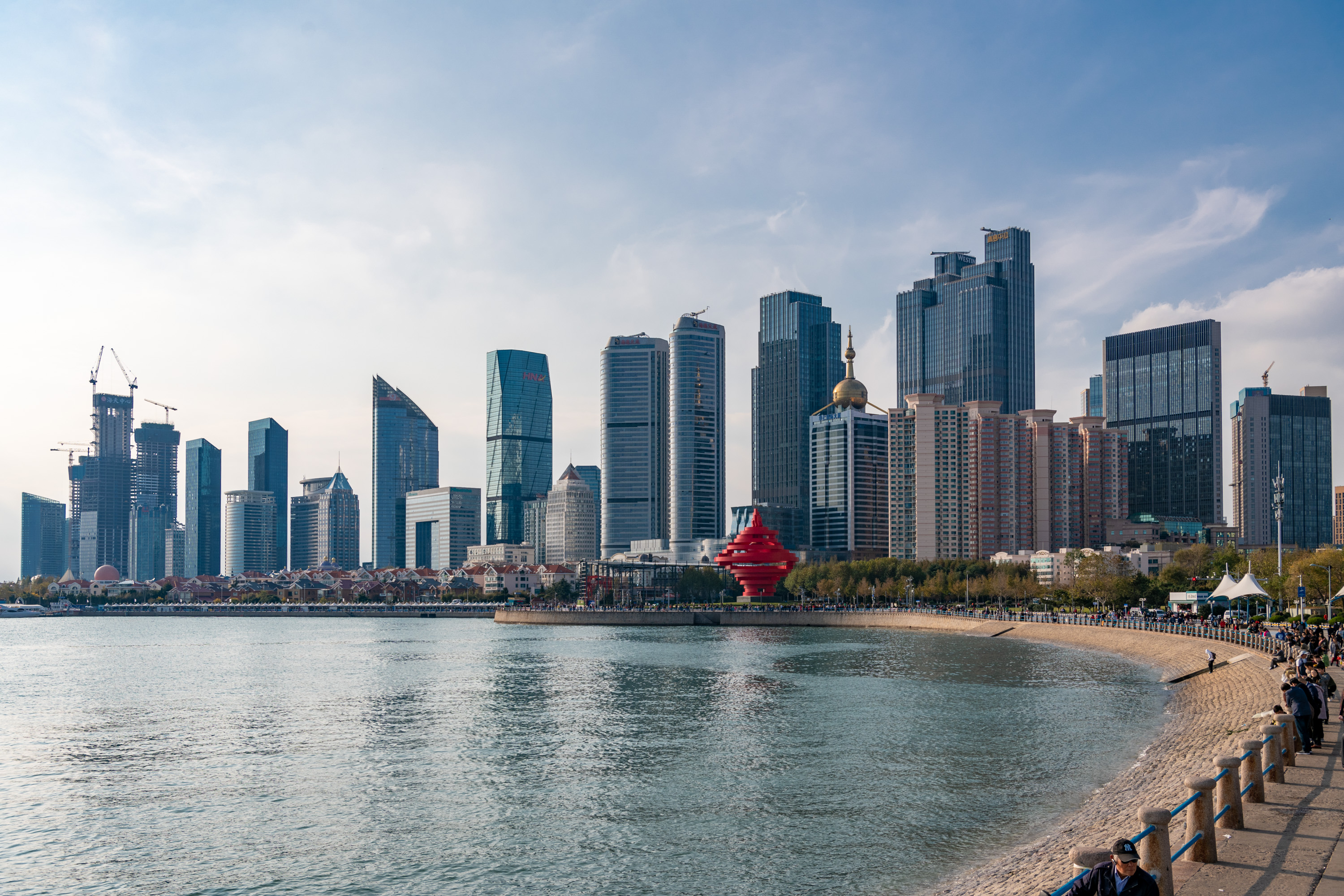
五四廣場周邊的高樓

改革开放以来，青岛市根据新编制的城市总体规划，开始通过一系列大型工程改善城区面貌。1980年代，市南区在台西的南部填海兴建高级居住区，即今天的八大峡。1990年代，青岛市开始东部大开发，市中心东移；流亭机场移交地方；经济中心西移至胶州湾西岸，城区结构由南北狭长的带状转变为一体两翼的品字结构。进入21世纪，青岛市正式提出“环湾保护、拥湾发展”的城市发展战略，随着西海岸新区、红岛经济区、蓝色硅谷核心区规划的出台，青岛开始环绕胶州湾兴建真正意义上的现代化国际城市。

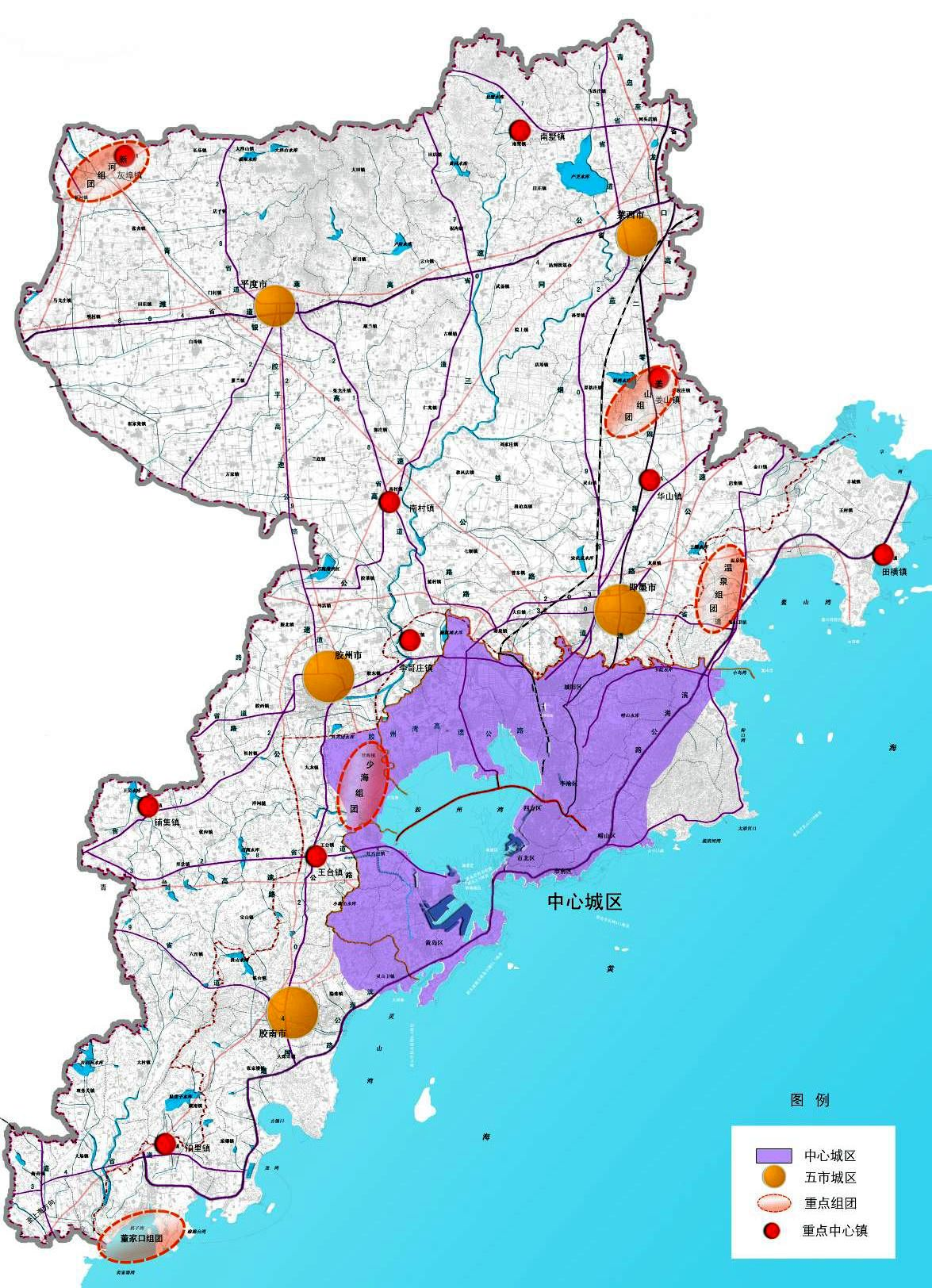
市域城镇等级结构规划

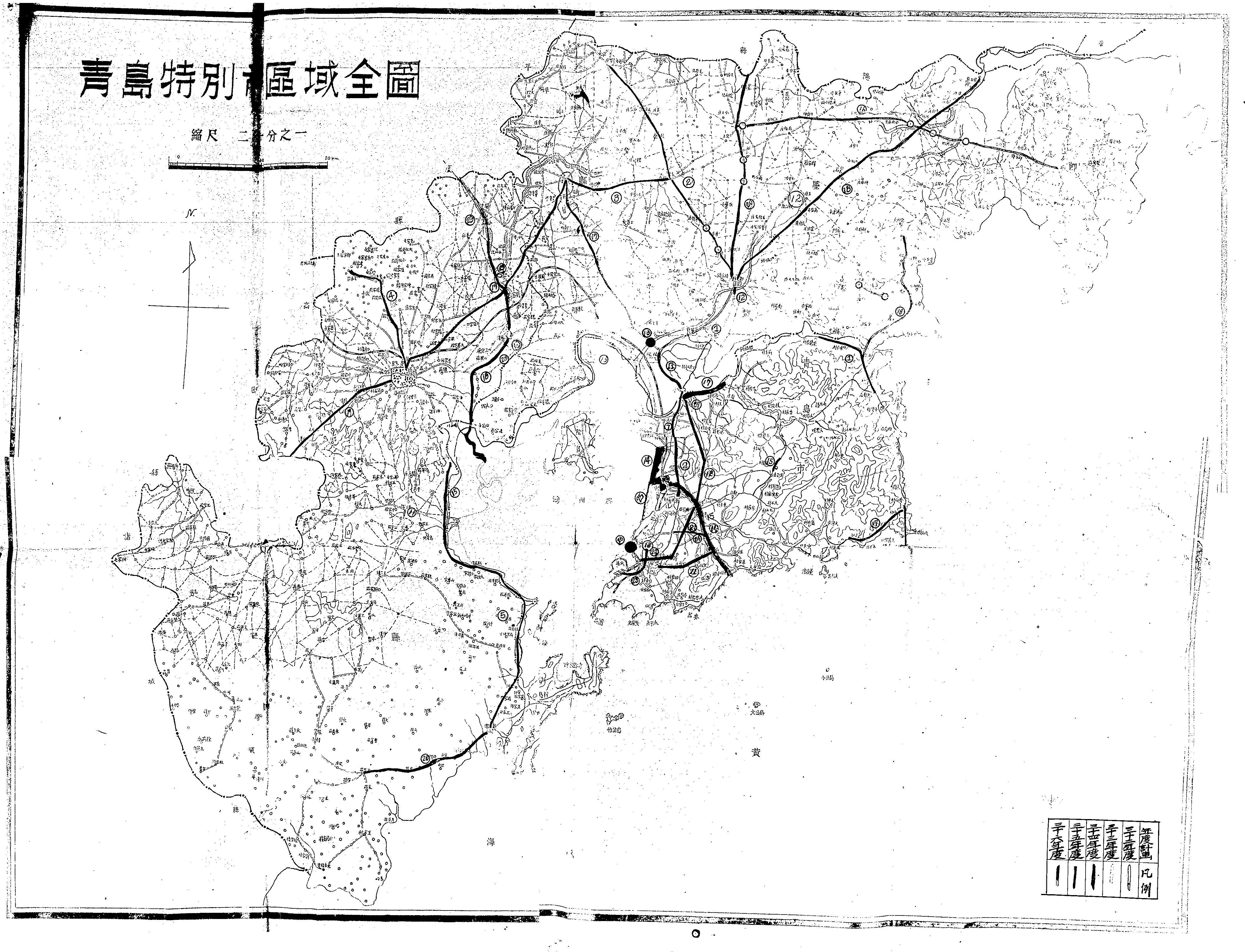
第二次日据时期青岛特别市区域全图

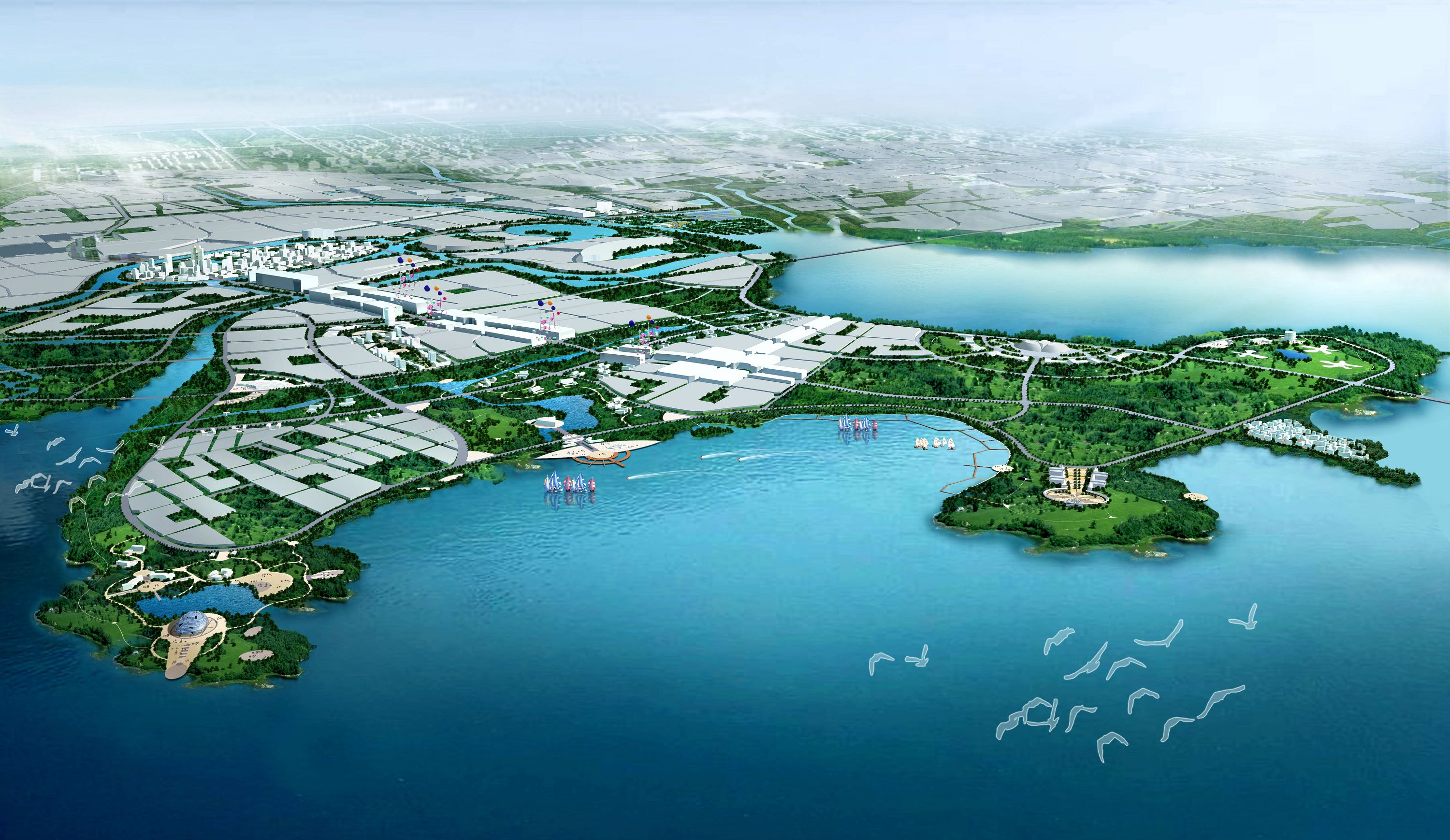
红岛新城规划图

### 城市规划
1900年，胶澳总督府工务部编制青岛史上第一个城市规划——《青岛城市规划》，规划青岛市区面积12 km²，人口10万。1910年，又编制《青岛扩张计划》，规划面积约50 km²，人口15万，将内界的台西镇、台东镇和外界的四方、沧口等纳入规划，确立青岛南北狭长的带状城市格局，但因1914年战败而未能全面实施。1935年，青岛特别市政府出台《青島市施行都市計畫方案》，规划面积137.7 km²，人口100万，市中心和客运站北移，确立青岛作为“中国五大经济区中黄海区的出海口”的地位，规划建设经新疆直通欧洲的铁路，性质为工商业、居住和旅游城市，但未能全面实施。1939年，第二次日据时期制定《青島特別市地方計劃》和《青島特別市母市計劃》，将即墨和胶县划入，成立“大青岛市”，规划面积8579 km²，人口180万，性质为政治中心、港口、工业和旅游城市，但亦未能实施。
1950年，市政府城市建设局编制《青岛市都市计划纲要（初稿）》，城市性质确定为轻工业、进出口、海军基地、风景旅游和疗养区。1957年，制定《青岛市城市初步规划》，确定青岛是一个国防、工业、对外贸易和疗养的多功能城市。1960年，《青岛市城市总体规划》编制完成，确定城市性质为“国防、工业、港口和疗养的综合性城市”，市区人口100万，城市用地98 km²；由于文革期间并没有执行规划，使得1975年青岛城市总用地的63 km²中，生活居住用地20 km²，工业仓储等用地40 km²，二者占到了90%以上，青岛风景旅游功能丧失殆尽。
1978年，总体规划重新编制，1984年国务院批准实施《青岛市城市总体规划（1980~2000年）》，1989年进行补充、调整和完善，城市布局调整为一心（主城区与黄岛）、一环（胶州湾沿岸城镇）、一群（市郊五市卫星城）。1999年，建设部确定青岛为全国城市规划管理改革试点城市，国务院正式批复《青岛市城市总体规划（1995~2010年）》，确定了青岛市中国东部沿海重要的经济中心和港口城市，国家历史文化名城和风景旅游胜地的城市性质，城市规划区面积1946.22 km²。2009年，市规划局编制的《青岛市总体规划（2006~2020年）》定稿，城市性质为中国东部沿海重要的中心城市、国家历史文化名城，国际港口城市、滨海旅游度假城市；城市职能为中国东部沿海的区域经济中心、现代化服务中心、文化中心，国家海洋科研及海洋产业开发中心，国家重要的现代化制造业及高新技术产业基地，东北亚国际航运中心，国家重要的区域性航空港，国际滨海旅游度假胜地。市域城镇体系由中心城区（6个市辖区）、次中心城市（4个县级市）、重点镇（24个）、一般镇（49个）等五部分组成。

### 市政设施与公用事业

#### 城市路桥

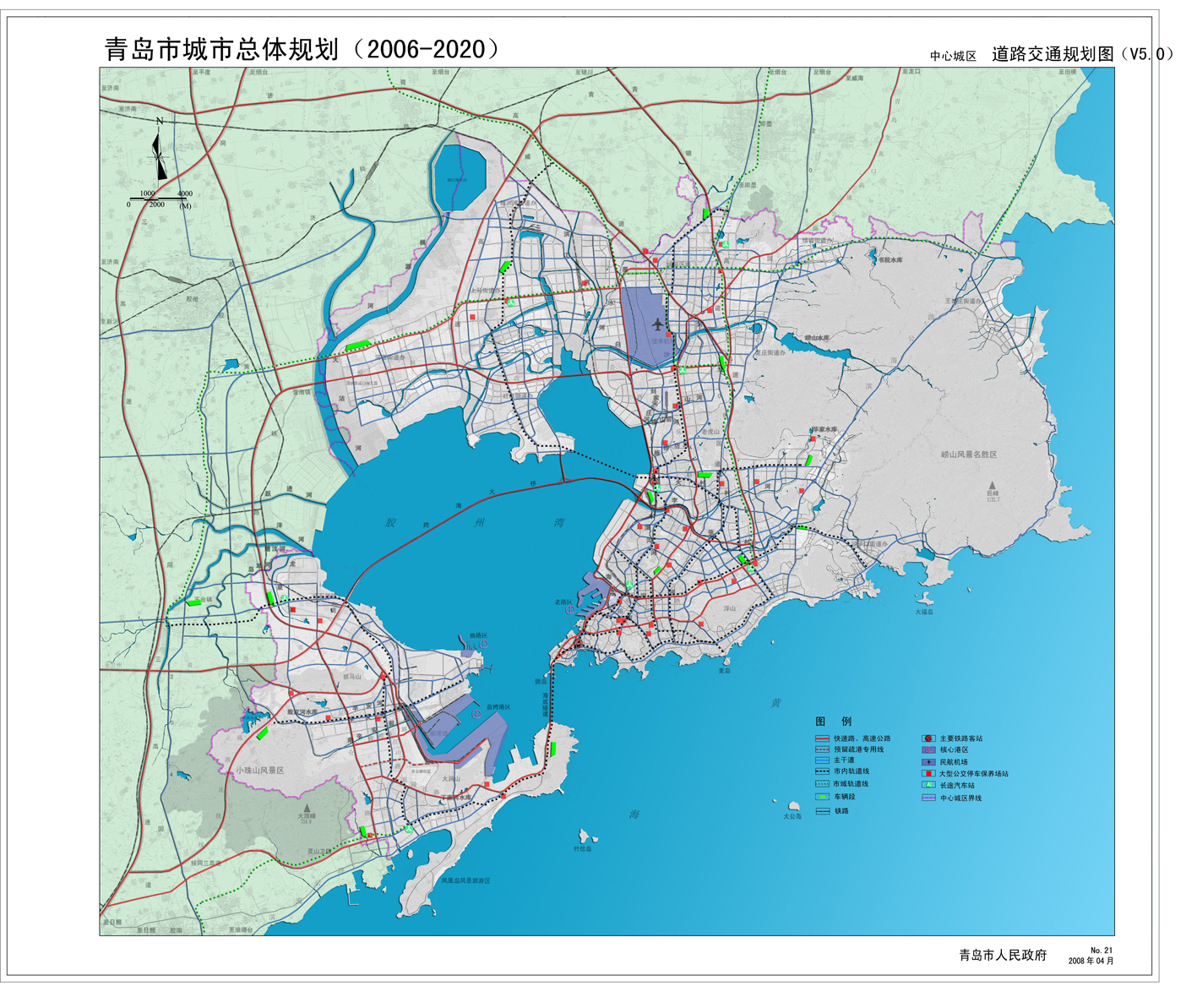
道路交通规划图

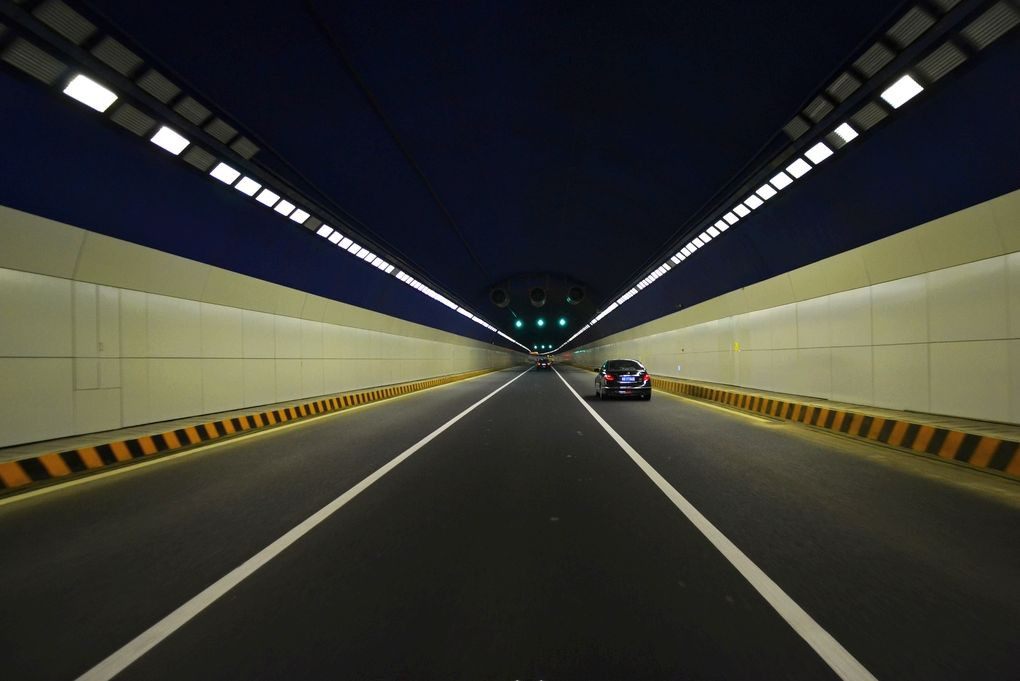
胶州湾隧道内

青岛建置时，仅有4条骡马大车道，另有6条仅能够通行独轮推车的道路，其余均为羊肠小道。德租时期，开始辟建道路，至1914年，共辟建道路75条，全长逾80 km。第一次日据时期，大规模筑路，至1922年，市区道路增至230条。1929年南京国民政府统治时期，主要建设完善市区外围的道路，截至共和国成立前，市区道路共有440条，总长243 km，总面积2.056 km²。共和国成立后，虽然每年都拓宽和辟建道路，但由于投资有限，道路的质量并无明显提高，新建的效率也较低；改革开放后，开始兴建一批较为宽阔的主干道。截至1980年，全市道路总长仅为408 km，总面积3.77 km²，30年间的建设量未达到建国前的2倍。到2011年末，市内七区道路长度3705 km；道路路网密度2.63 km/km²；人均道路面积23.84 m²。
目前，主城西部的老城区仍多为传统风格的道路，保持着德租时期始建时的形态，道路设置主要有放射式和棋盘式两种，分别分布于原欧人区和华人区，兼顾地势的起伏和中国的传统。大部分道路均宽10 m左右，路网较密。既鲜见中国传统民居中的小巷，也缺少现代都市中宽阔的干道。为缓解交通压力，开辟较多的单行道。此外，老城区的道路多以“千米易路名”的原则将较长的道路分段命名，以便于定位和查找，因而很少有超过一千米，却仍叫一个名字的道路。
德租和日据时期道路分别以德语和日语命名，回归后全部予以更名，现多以中国主要城市或山东省主要市县的名称命名，并大致根据其实际分布情况设置于青岛的城区中。东部的新城区和通往北部城区的道路多为新建的宽阔道路，与老城区形成鲜明的对比，并出现许多长约数千米但仍叫一个名字的道路。2011年，连接青岛市主城区与西海岸，全长7.8千米的双向六车道青岛胶州湾隧道建成通车。截至2011年末，青岛市机动车保有量为176.846万辆，其中汽车116.585万辆（载客汽车968519辆，其中私家车895124辆）。青岛市区主干道交通基本处于饱和状态，中心城区道路平均车速仅21.7 km/h。
青岛的市政桥梁建设始自1893年修建的前海栈桥。至1949年共建城市桥梁83座，多为木桥和小型钢混桥。1970年，在原泰云桥处建成全市第一座人行钢混双曲拱桥，称跃进桥。1975年，在李村河上建成大型钢混双曲拱桥——胜利桥，青岛进入建设大桥的阶段。1984年，海泊河畔建成了中国第一座后涨预应力连续箱型弯桥——杭州路立交桥。1986年起，青岛市进入建桥大发展时期，先后建成了包括延宁立交桥（现名海信立交桥）和胶州路口人行天桥在内的多座立交桥和人行天桥。

#### 城市排水
青岛的城市排水系统始建于德租时期的19世纪末，其间共铺设雨水管道29.97 km，污水管道41.07 km，建有排水泄洪处4座。至共和国成立前，全市共有雨水管道64 km，污水管道106 km，雨污合流管道64 km。1990年代起，青岛开始建设污水处理厂。截至2011年末，全市排水管道长度为5 187 km。

#### 城市供水
青岛在划为德国租借地之前，生活生产用淡水靠凿井或从河流取水。德国租借后，于1899年在海泊河下游建立首个水源地，通过管道送往水道山（现观象山）蓄水池供市区用水，日供水量400 m³，揭开青岛供水的序幕。随着城市用水量的增加，又在李村河水源地建立水厂，遥架15 km管道将水引至今贮水山，在东北坡上修起两个容积2000 m³的蓄水池，向全市供水量恰足全市一日之用，成了城市一道风景。1940年代，日本人建起四方山蓄水池，号称亚洲第一大水池，现仍是青岛最大的蓄水池。引黄济青工程1989年正式通水。1994年，青岛市的生活用水普及率达到100%。1999年，仙家寨净水厂工程开建。截至2011年末，青岛市自来水供水管道长度为5121 km，全年供水总量34109万 m³。
由于青岛市淡水资源匮乏，除淡水直接供给之外还需开发城市第二水源，如加大中水和海水的利用力度。海水在城市供水紧张时期起到重要的作用，利用海水的单位最多时曾达30余家，海水直接利用量240多万 m³/d，海水利用总量逾8亿 m³/a。青岛是中国反渗透海水淡化技术研究的发源地，年利用海水折合淡水理论上可超过4万 m³，占城市淡水供应总量的1/4，目前已在部分海岛建设小型海水淡化装置，用于解决海岛吃水问题。现除已建成的多处海水淡化装置外，全市在建和拟建的海水淡化装置日产量超过10万 m³，具备海水淡化产业化的基础。另外，青岛市通过建设中水利用工程和出台中水利用地方性法规，使中水的利用量超过1万 m³/d。

#### 城市供气与供热
青岛市的城市燃气建设起步于1972年，国家石油工业部将青岛液化石油气供应列入国家统一计划，同年青岛建起首座液化石油气站。1984年，青岛市开始建设煤制气厂；2002年，青岛市首度用上天然气。2003年，城市气化普及率达到100 %。截至2011年末，青岛市使用各类燃气的总户数达到98.21万户，全年供应液化气总量8万 t；供应煤制气总量9137万 m³；供应天然气总量48308万 m³，供应能力达到6.18亿 m³/a；市区管道燃气气化率达到78 %。
青岛市的城市集中供热始自1982年。1991年，青岛市热电公司成立，同时筹建第一热电厂，并先后建设青岛电厂热网改造和一系列商用、住宅小区的供热站。2000年，“全市推行城市供、用热合同”，一些大型工厂和燃气公司利用富余热源实现对外供热河热电联产。截至2011年末，全市集中供热面积达到8235万 m²，市区集中供热普及率达到70 %。

#### 城市用电
青岛市的城市用电始于1898年，初在今天津路河南路路口附近建立石油气发电站，供重要机关及设施用电。1903年，德国库麦尔电器股份有限公司在今广州路建成青岛电灯厂，是为青岛最早的发电厂，后改为官营。至1907年，是时市区的供电网络初步形成。第一次日据时期，电灯整理委员会接管青岛电灯厂，改称青島發電所。1936年建成四方发电所。1975年，潍坊到青岛的220千伏坊青高压输电线路投入使用，青岛电网与华北电网首次相连，结束青岛市独立电网的历史。截至2011年末，青岛市发电设备总容量达到3869.3 MW，全社会全年用电量313.44亿 kW·h，全年发电量184.43亿 kW·h。2012年7月起，青岛市根据国家发展改革委的规定，开始执行山东省物价局公布的《关于居民生活用电试行阶梯电价的通知》。

### 城市住宅与房地产业

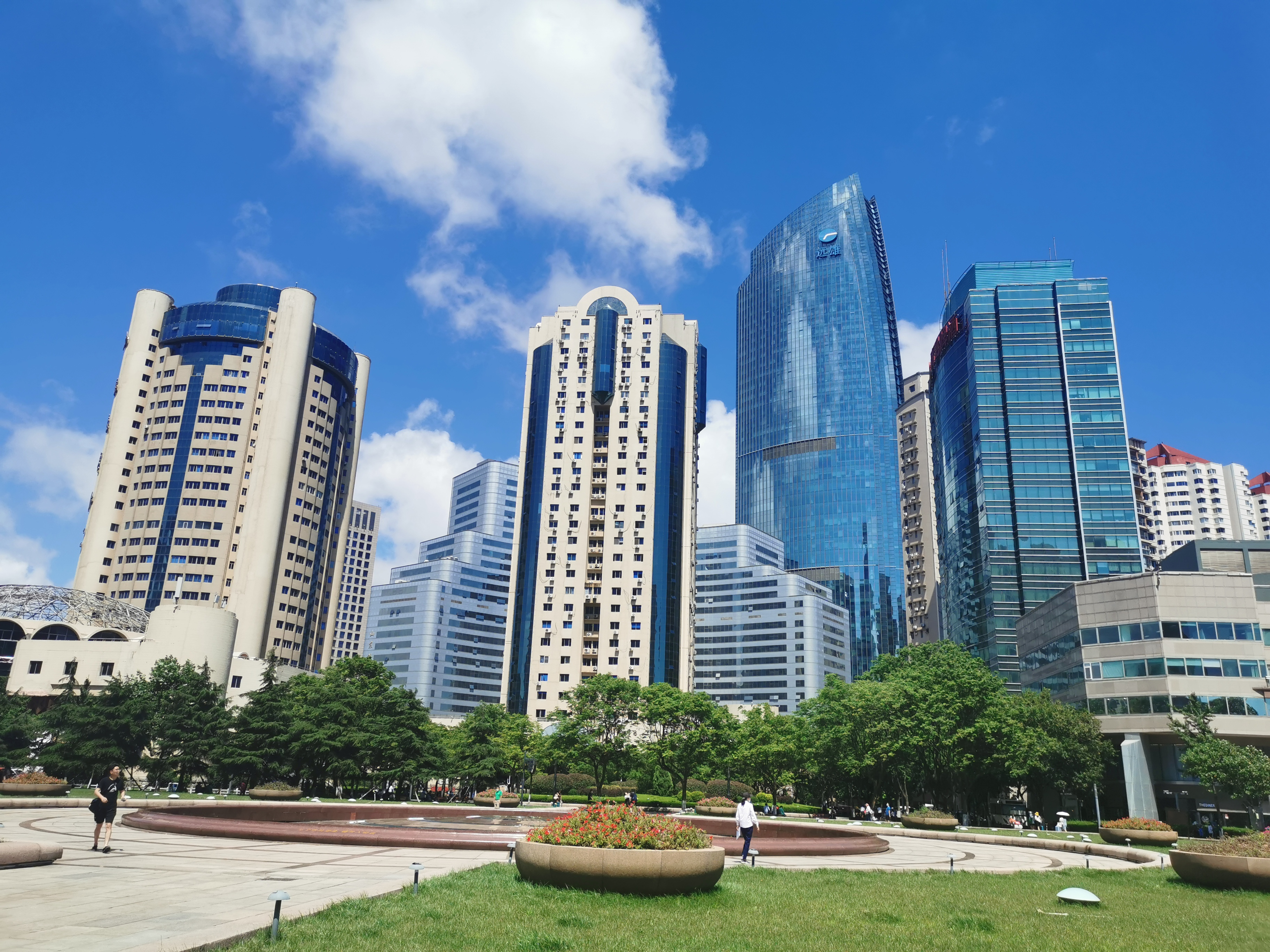
青岛市区的楼群

青岛的城市住宅建设管理与现代房地产业始于19世纪末建置。1898年，胶澳总督府颁布《置买田地章程》，禁止民间房地产的私自交易，以对租借地内的土地实施计划性收购，再将其竞标出售用于城建，同时制定租价标准。1900年，《德属境域划分内外两界章程》颁布，住宅区被划分为欧人区和华人区，以不同标准分别建设，建、租房需经督察批准。日据时期大举建设日式住宅及工商业用房，在房地产开发管理、交易上也有相应规定，公有房产增至100余处。1922年青岛回归后，胶澳商埠通过接管、没收、价购获得公房368处，面积达51万 m²。至1929年青岛特别市正式设立前，新建房700余处（其中由中国人新建的约占70 %），建筑面积约15万 m²，主要集中在台西镇及观海山一带。其间，为加强管理，胶澳商埠督办公署先后颁布一系列规章。第二次日据时期，于1939年颁布《都市计划收用土地及禁止买卖办法》，市区房地产全部停止权利转移，工厂、企业自有房产多被日本军政府使用。其后历经多年建设，至1949年，全市共有城市住宅355万 m²。共和国初年，房地产业发展缓慢，主要是建设一些棚户区改造的解困房。改革开放后，青岛的房地产业蓬勃发展。

### 城市建筑

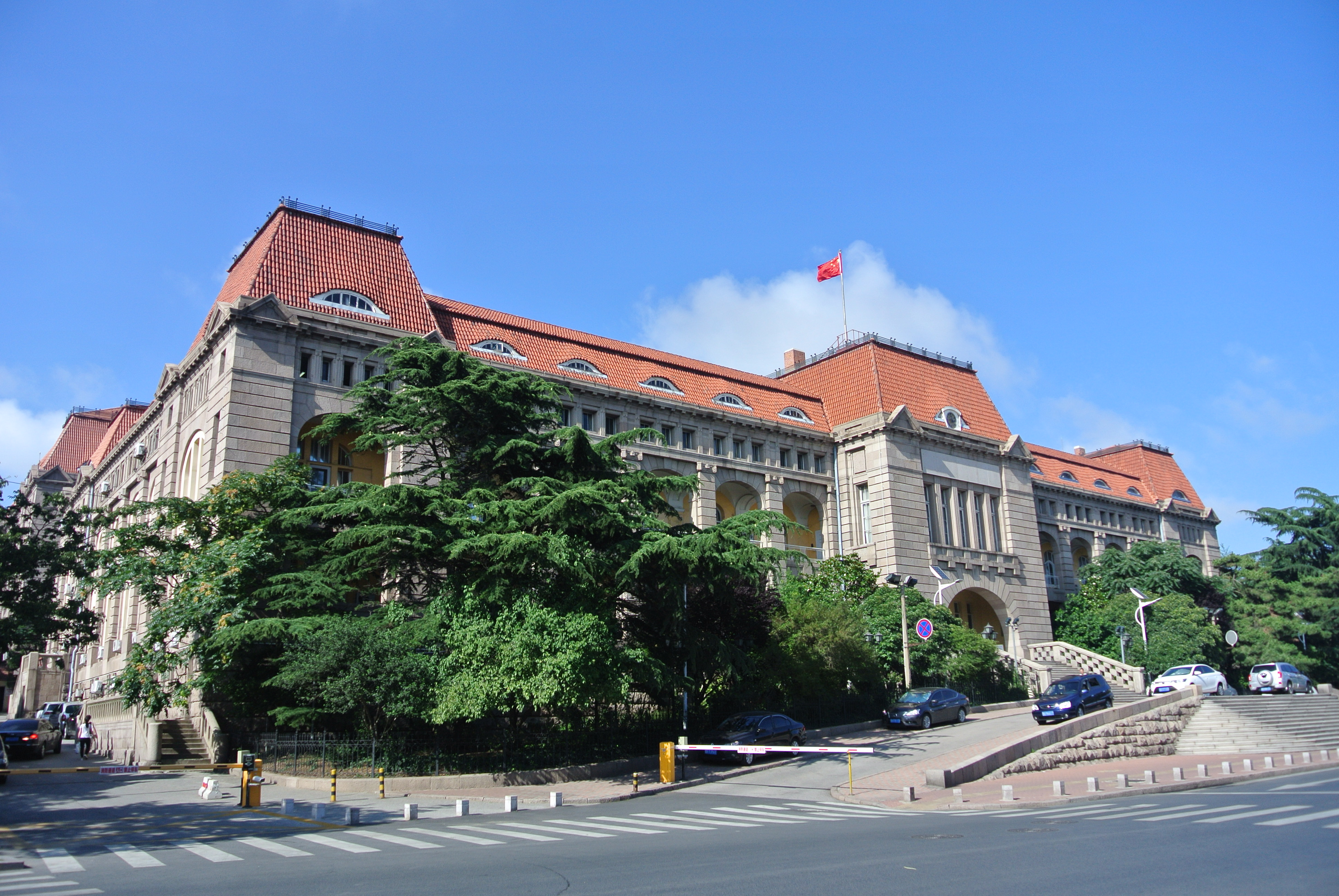
青岛胶澳总督府旧址（1906年），全国重点文物保护单位，近现代重要史迹及代表性建筑

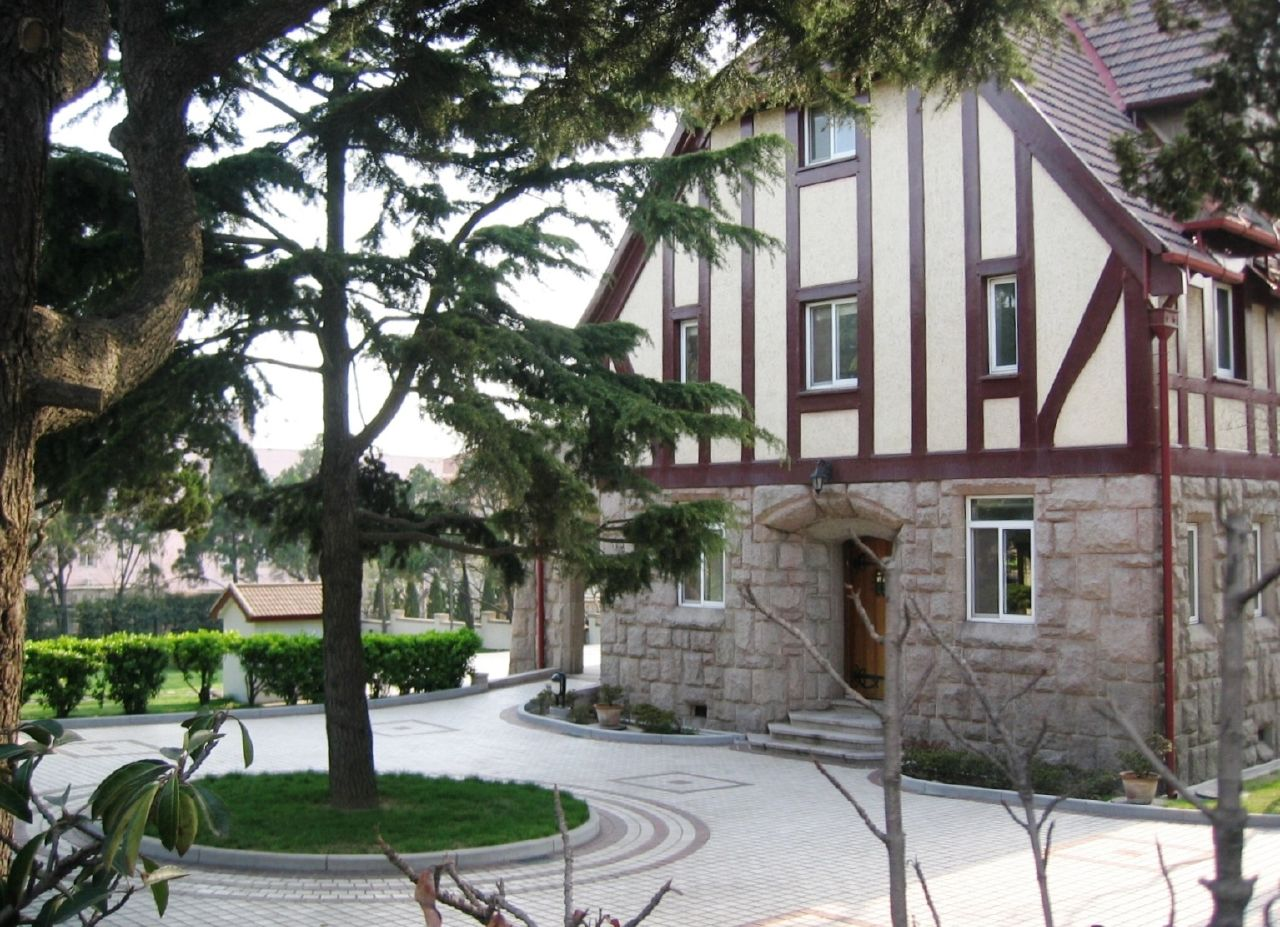
青岛八大关别墅

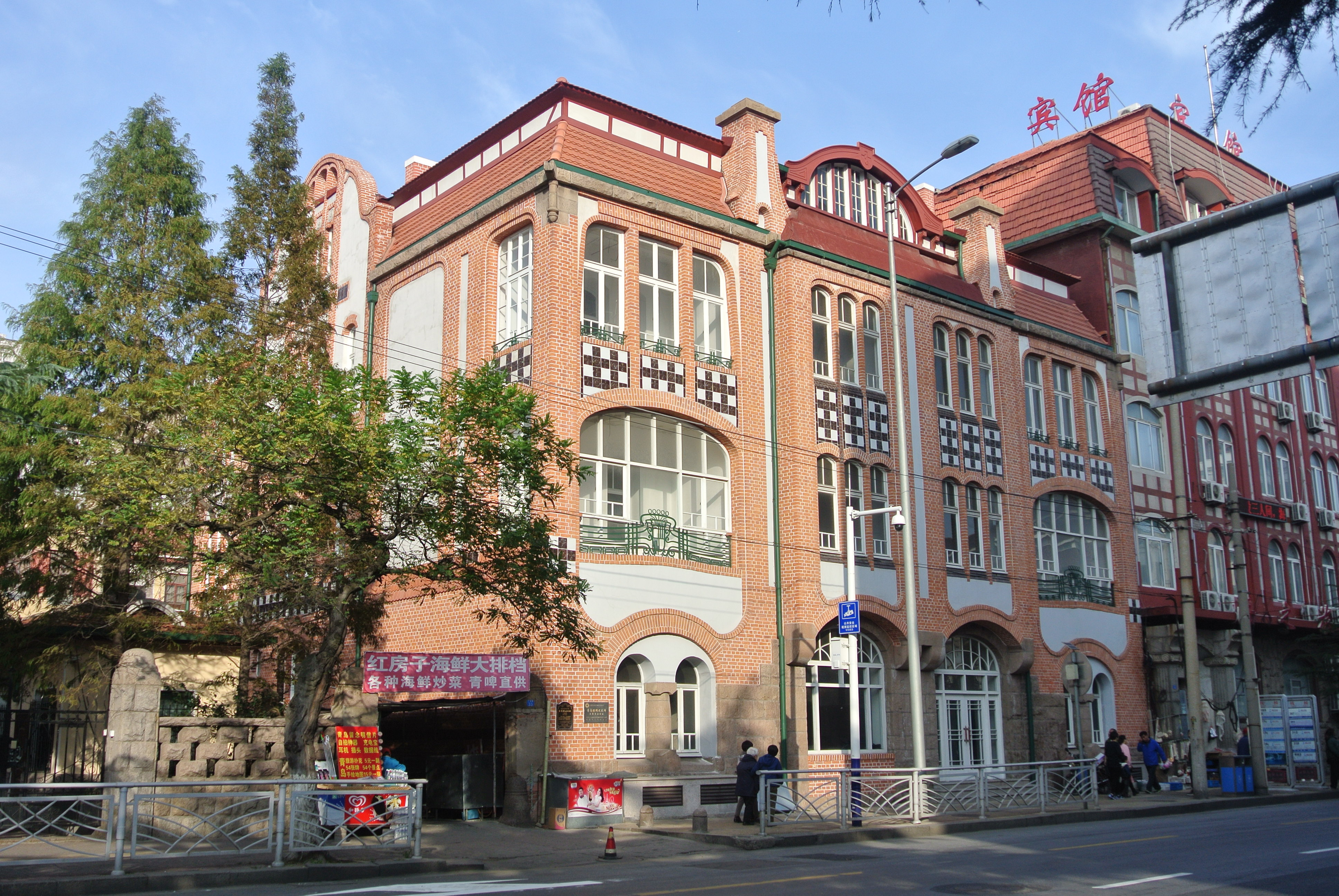
德国医药商店旧址

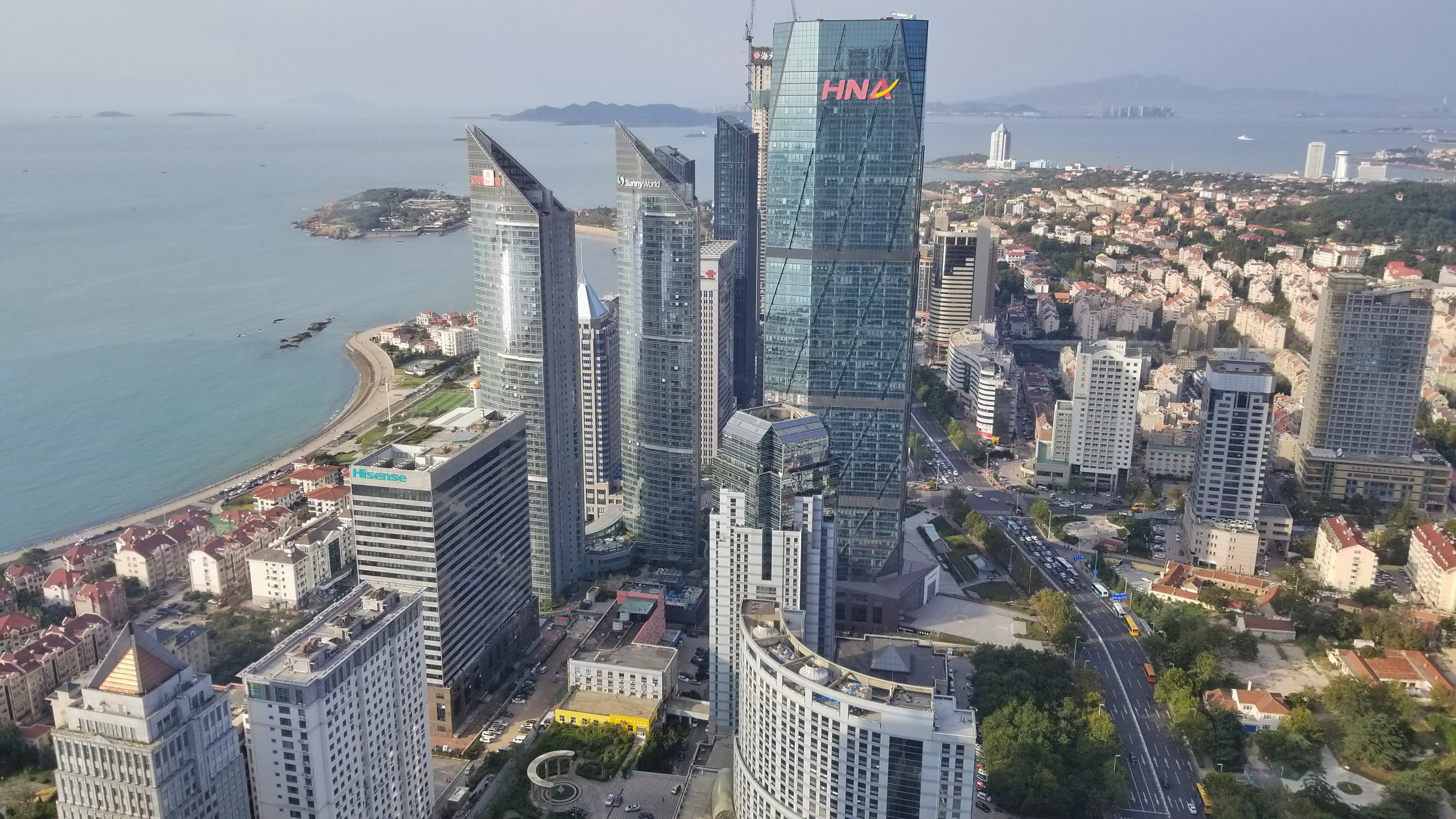
青岛东部现代建筑

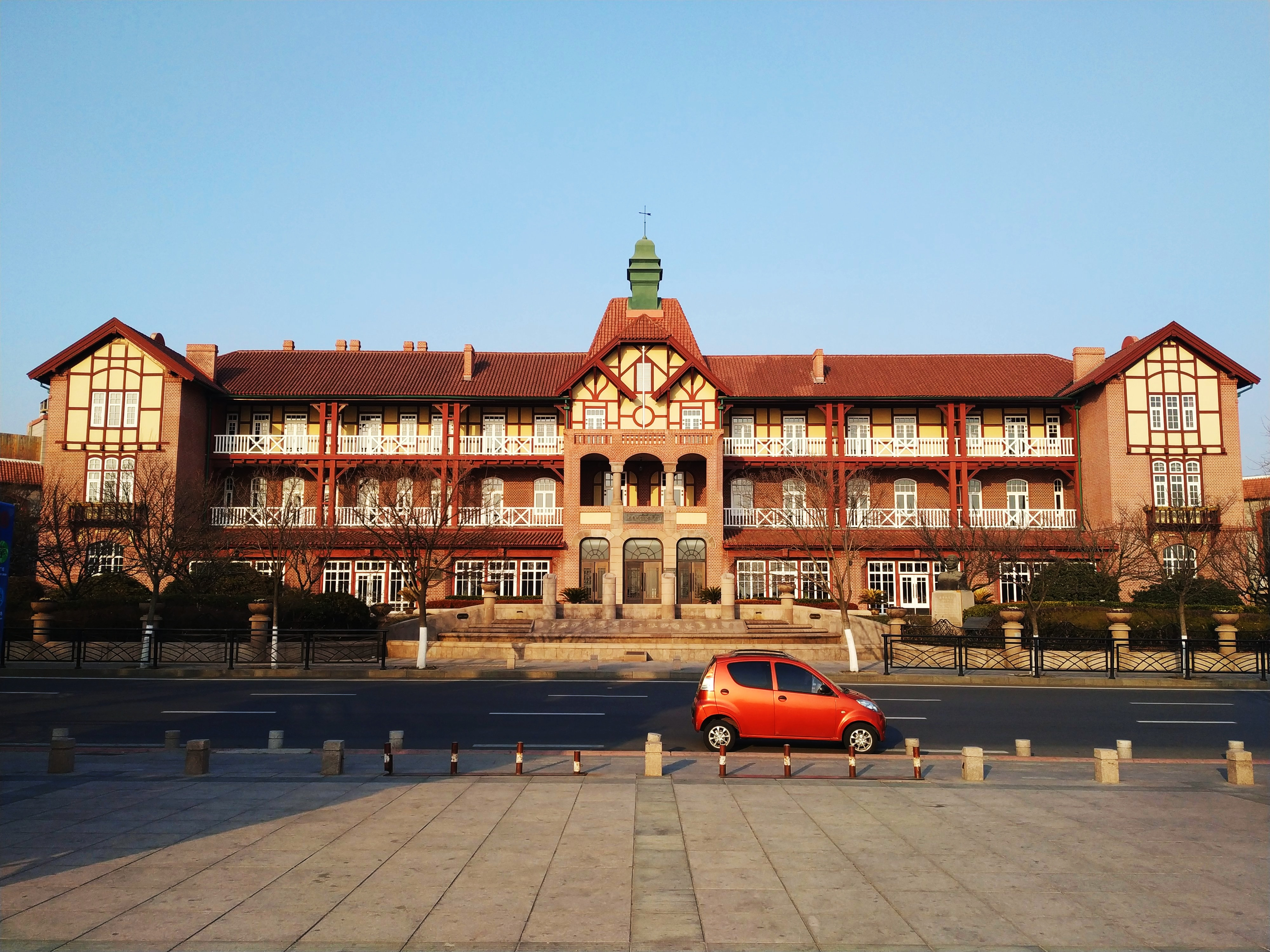
海濱旅館舊址

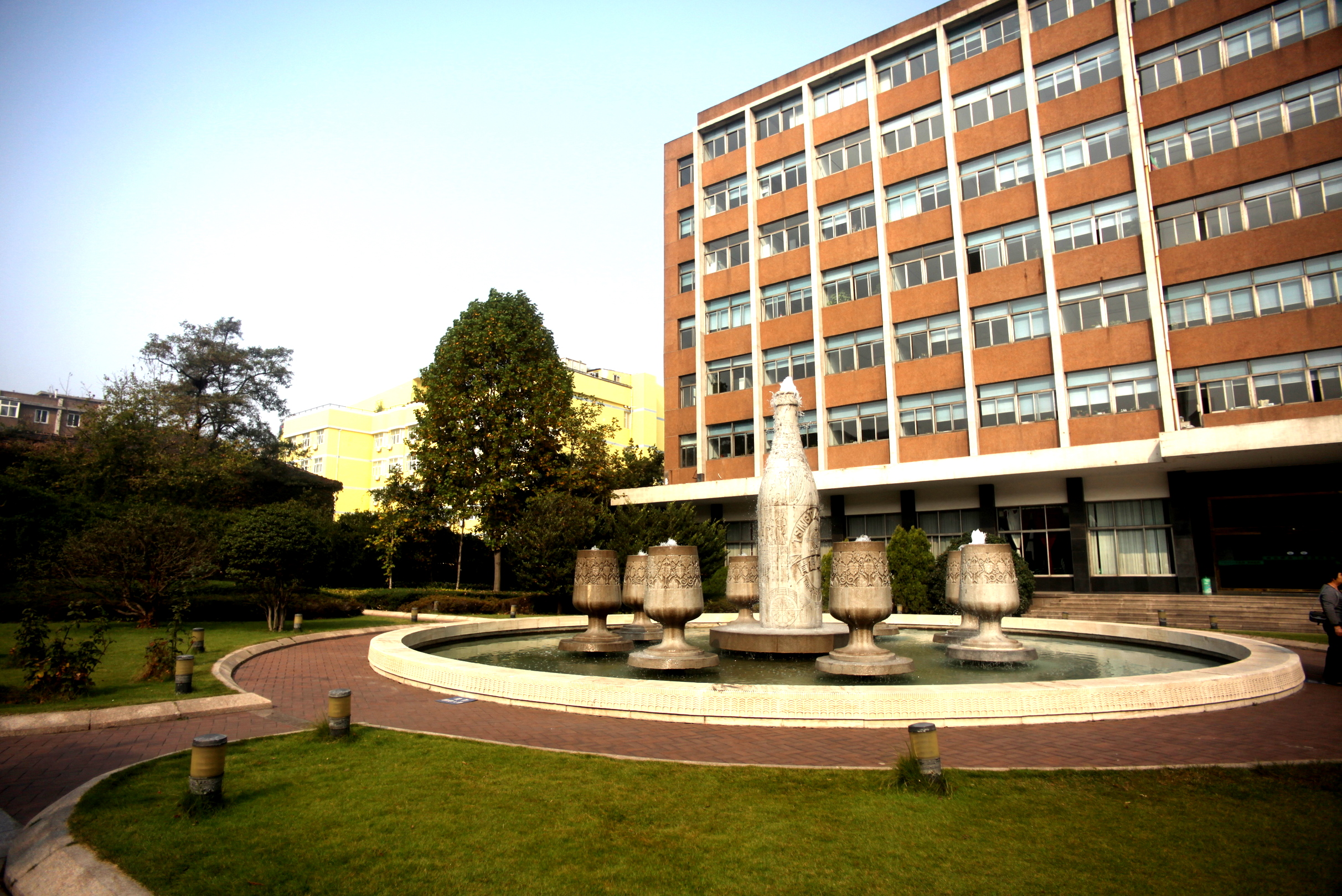
青岛啤酒厂建筑

#### 公共建筑
青岛建置后，1892年在前海建起中国传统样式的总兵衙门，标志着青岛公共建筑的发端。1897年德国租借后，开始建设具有欧式风格的公共建筑，如俾斯麦兵营、胶澳总督府、胶州帝国法院、胶海关办公楼、山东铁道公司、德华银行青岛分行、胶澳巡捕房、胶澳邮政局、基督教堂、野战医院等，这些建筑多由德国设计师设计，德国建筑公司施工建造。第一次日据时期，建设一些医院和学校等，如青島病院和普济医院。
1922年青岛回归后，开始在中山路、馆陶路一带建设银行、影剧院、商店、饭店等。1930年代建设许多宗教建筑。这一时期的建筑多是由归国留学生或侨居的外国设计师设计，风格多样、中西合璧。第二次日据至共和国初年，仅有少量军事建筑建成。1950至1970年代，建设一些医院和疗养院，会堂和礼堂。改革开放后，经营性建筑开始发展，许多的大型酒店大楼、邮电大厦和体育馆建成。1990年代至今，公共建筑以东部的新市府大楼为标志，开始新一轮公共建筑建设，其中以雕塑园、广电中心、太平洋中心、世贸中心、会展中心、市博物馆、市中级法院办公楼、大剧院、体育场、东部医院等最为重要。

#### 工业建筑
1897年德国租借后，开始投资建厂，出现诸如屠宰场、缫丝厂、造船厂、啤酒厂、机车厂等一大批近代工业建筑。第一次日据时期，在四方、沧口一带建起若干纺纱厂，华商也建设华新纱厂。1930至1940年代，由于战乱等原因，工业发展缓慢，工业建筑增加不多，甚至大部分遭到破坏。1950至1970年代，出现油码头、橡胶六厂（今双星）、碱厂、北海船厂、污水处理厂等大中企业建筑。改革开放后，出现青岛电冰箱厂（今海尔）、青岛电视机厂（今海信）等知名工业企业。1990年代至今，在开发区、高新区、保税港区、软件园、若干个工业园以及新开辟的红岛经济区、蓝色硅谷核心区等经济发展重点园区内建起一大批具有国际先进水平的工业建筑。

#### 居住建筑
青岛建置前，青岛的民居多是自然村落中的中国传统三合院、四合院。德租时期，依据其城市规划，分区域建设民居。在今江苏路、沂水路、德县路一带建设德式庭院建筑，在今栖霞路、莱阳路一带建设别墅，在台西镇、台东镇和大小鲍岛等华人居住区沿街建设周边式住宅。第一次日据时期，在大鲍岛北侧、馆陶路建设日式风格住宅区，沿街一层为商铺，二楼为住宅；同时在台西镇北侧、大鲍岛南侧建设中国式的天井里院，在四方、沧口工业区建设简易劳工宿舍。
1922年青岛回归后，根据社会各阶层经济条件和地位的不同，居住建筑主要分成了别墅、庭院、公寓、里院、棚户等几类。1930年代，在今八大关一带建起滨海别墅建筑群，因其风格多样别具特色而被誉为“万国建筑博览会”；同时为提高下层市民居住条件，在台西镇建设10余个平民居住区，因居住质量相较于棚户有了很大的提升而获得“台西十大公馆”的雅号。
第二次日据时期，在今合江路一带建起公寓，在小鲍岛一带和莱阳路周边建起小住宅。共和国初年，由于政治经济等诸多方面的原因，住宅建设发展几近停滞。改革开放后，青岛开始大规模的市区棚户改造，至1980年代中期，市区仅剩不到1 %的棚户。1990年代至今，随着东部大开发和北上西进的城市化进程，市区面积在逐步扩大，新建的高层、封闭式、物业服务居住区遍地开花；为解决城市中低收入居民的住房问题，一些廉租房和经济适用房相继在城市新建区或旧城改造区建立起来。

## 交通
青岛市处于环渤海经济圈内，华东、华北两大地区结合地带，并与东北跨海相连，与日韩隔海相望，具有发展陆海空综合交通运输的地缘优势和经济基础。青岛作为全国性综合交通枢纽（节点城市）之一，布局建设与高速公路、铁路客运专线和民航机场相衔接的交通枢纽；建设以港口为枢纽的货物集疏运配套体系，重点提高煤炭、矿石、油气、集装箱专业港口的后方铁路、高速公路和管道集疏运能力；以促进内陆多式联运为目标，建设集装箱中转枢纽，并在技术标准上与国际标准相统一，在管理和信息上一体化。
青岛作为全国综合运输大通道黑河至三亚的南北沿海运输大通道的中点，成为串联起中国海岸线南北主要城市的关键点；作为南亚国际运输通道主轴的一部分，沟通东部沿海与内陆，被誉为第二条亚欧大陆桥的青岛至拉萨运输大通道以青岛港为枢纽沟通国际海上运输网络。青岛是全国第二批低碳交通运输体系建设试点城市，致力于优化公共交通规划，优先发展轨道交通，大力推广环保节能车辆；优化道路运输组织管理，建设智能交通工程；完善交通公众信息服务，积极推进低碳交通运输体系建设。

### 公路

青岛市高速公路网

截至2015年末，青岛市域范围内公路通车里程达到16 301 km（其中国道、省道通车里程3 177 km，国家高速公路、省高速通车里程818.4 km），公路密度1.445 km/km²；高速公路通车里程居全国副省级城市第2位，二级以上高等级公路通车里程居副省级城市首位，市域“一小时经济圈”基本建成，形成较为完善的公路交通体系。青岛市区现共设有9个公路汽车站，有通往周边及国内各主要地区（27个省级行政单位）的长途汽车线路658条。

### 铁路与车站

青岛市铁路网

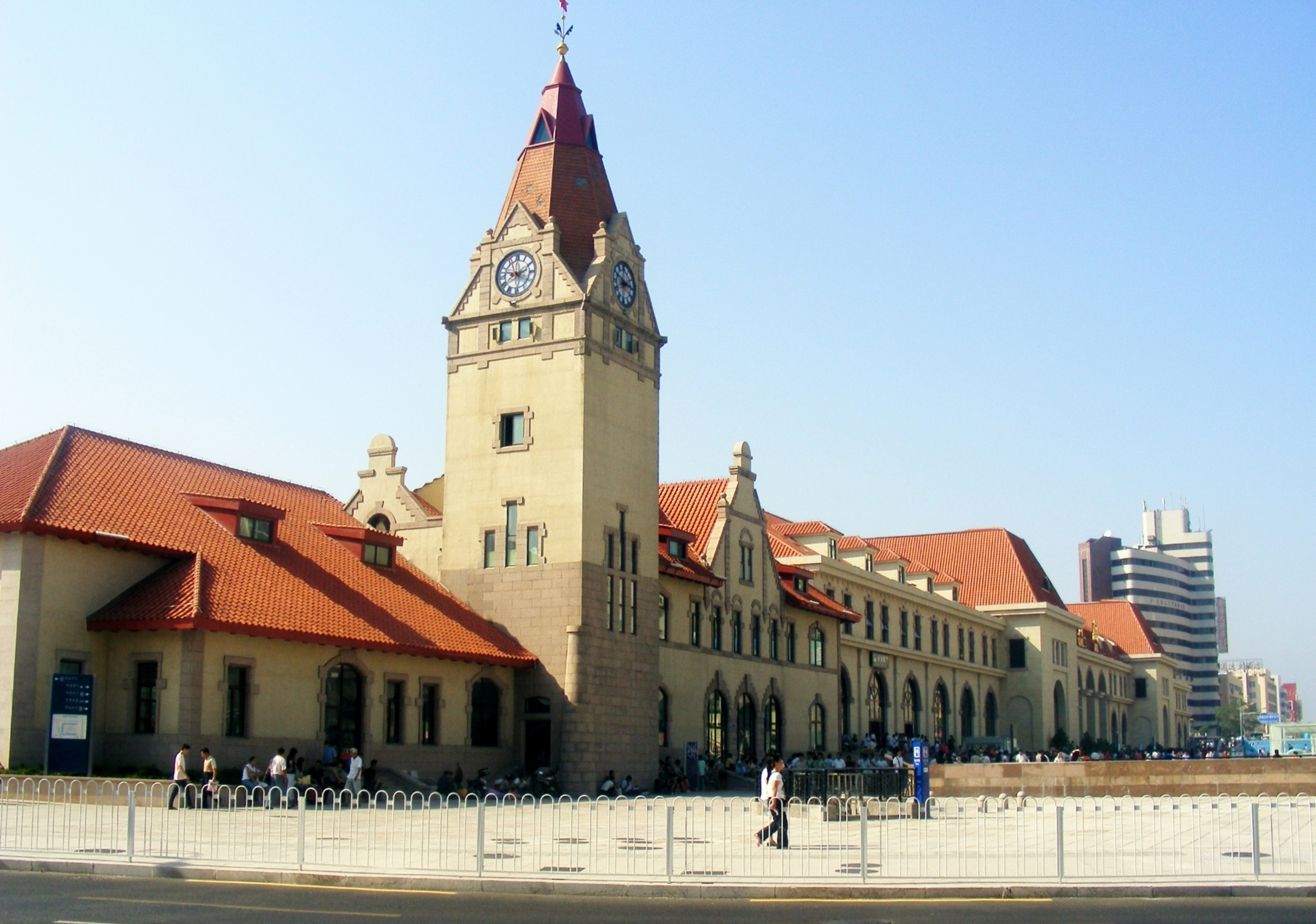
青岛站钟楼

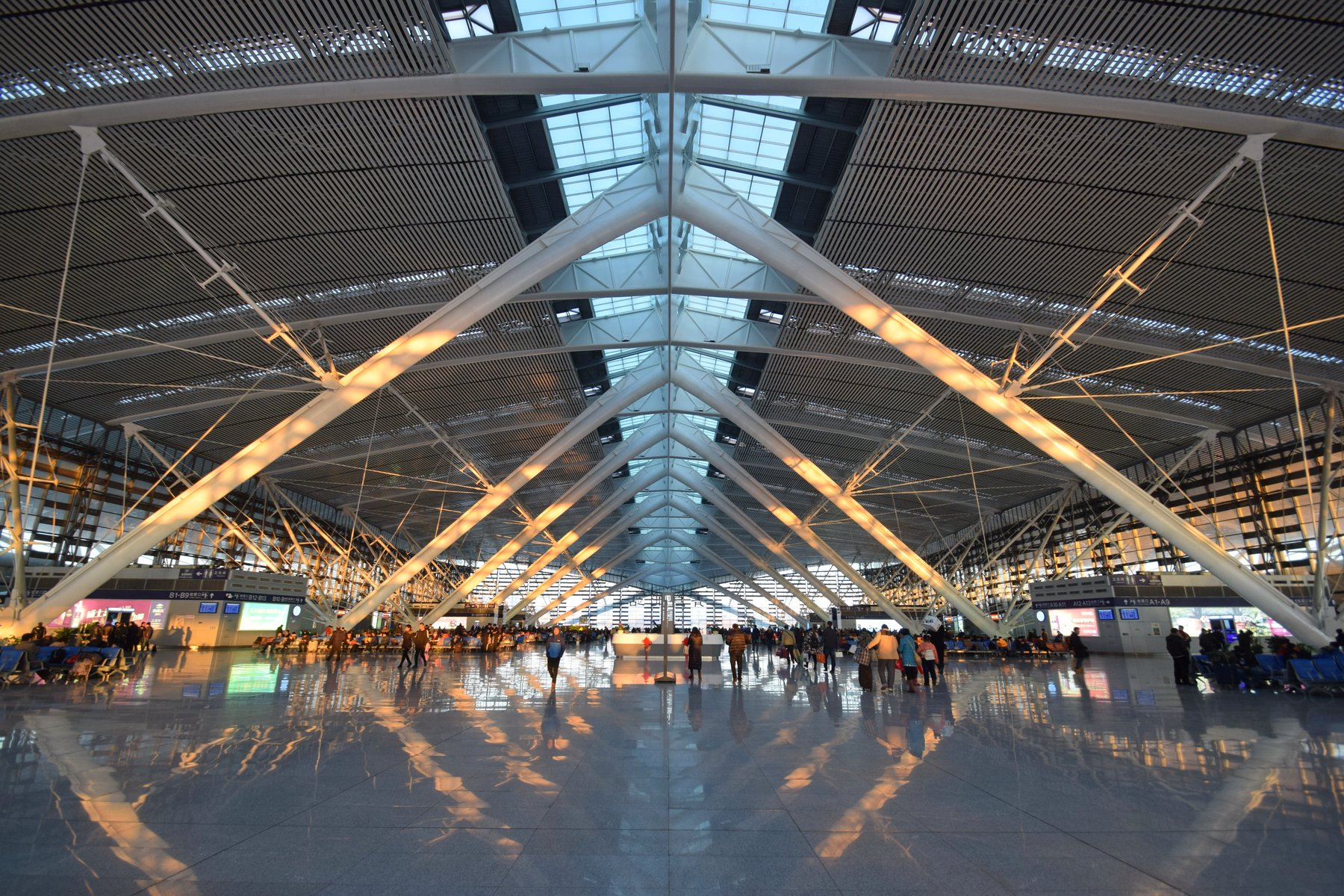
青岛北站候车大厅

青岛的铁路建设始于1899年。连接济南的胶济线于1904年建成通车，是全市首条也是中国最早的铁路之一。截至2015年末，青岛市域范围内干线铁路8条、营运里程390.9 km，专用线铁路47条、里程50余km，铁路道口40处。
青岛铁路枢纽是华东地区重要的铁路枢纽。枢纽内涉及多条客运专线、城际线和高速线，涵盖胶东半岛，向内辐射山东乃至京沪、连通西北地区。始建于1900年1月的青岛站是胶济线和胶济客运专线（青银通道的一部分）的起点站和目前最主要的特等客运车站，距离海滨不足200 m，主要开通直达国内主要城市的动车组列车。位于李沧区的青岛北站则承担大部分普通旅客列车、青荣间站站停的动车组列车、青盐城际列车的始发与终到客运业务。位于西海岸新区的青岛西站和红岛经济区的红岛站为枢纽另外两大客运车站。枢纽内最大的编组站蓝村西站则位于胶州市李哥庄镇。城阳区拥有城阳站。此外青岛胶东国际机场中内置青岛机场站，和青岛地铁一同分担机场客流。

### 海运与港口

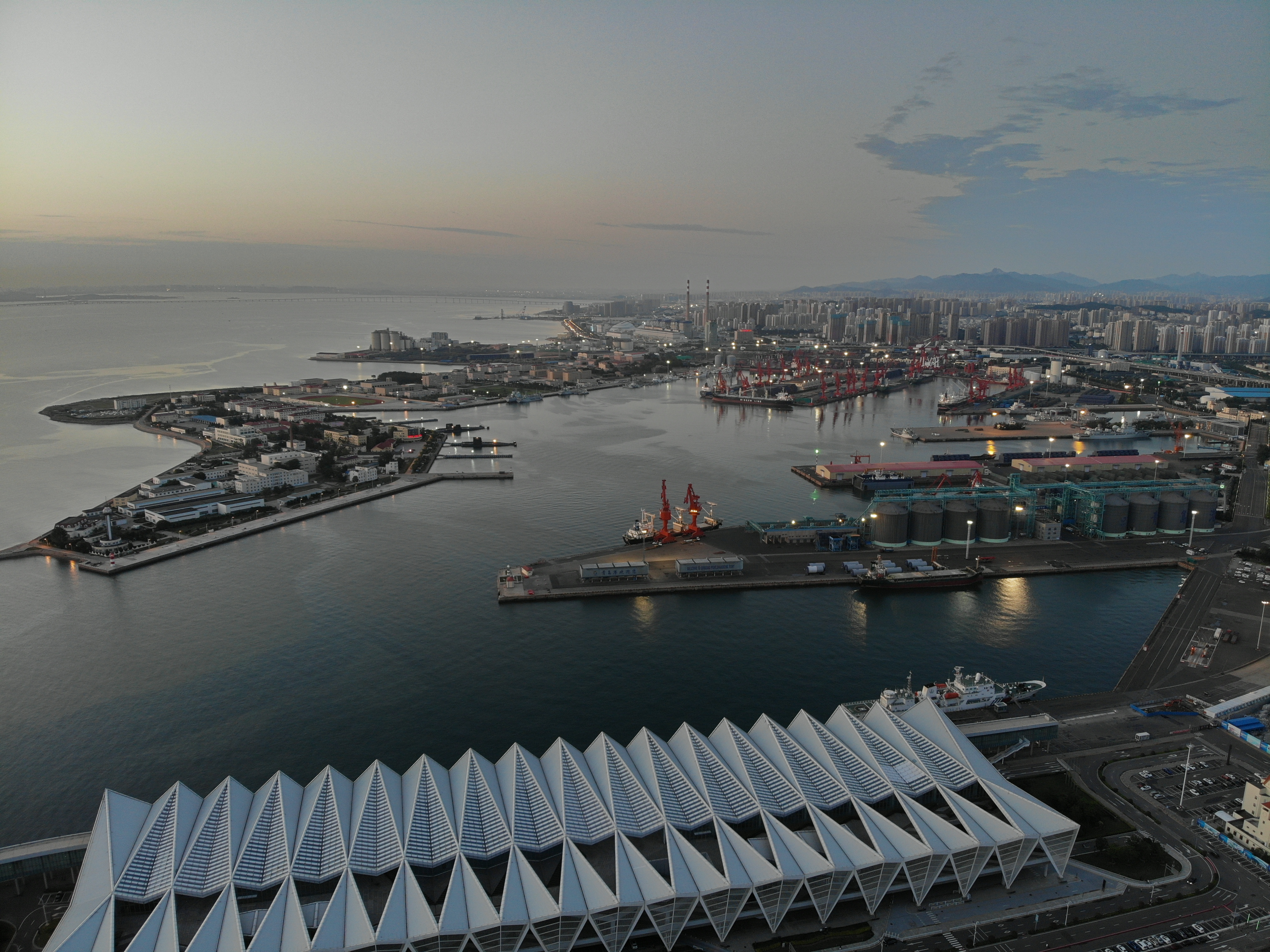
老港区（大港）码头夜景

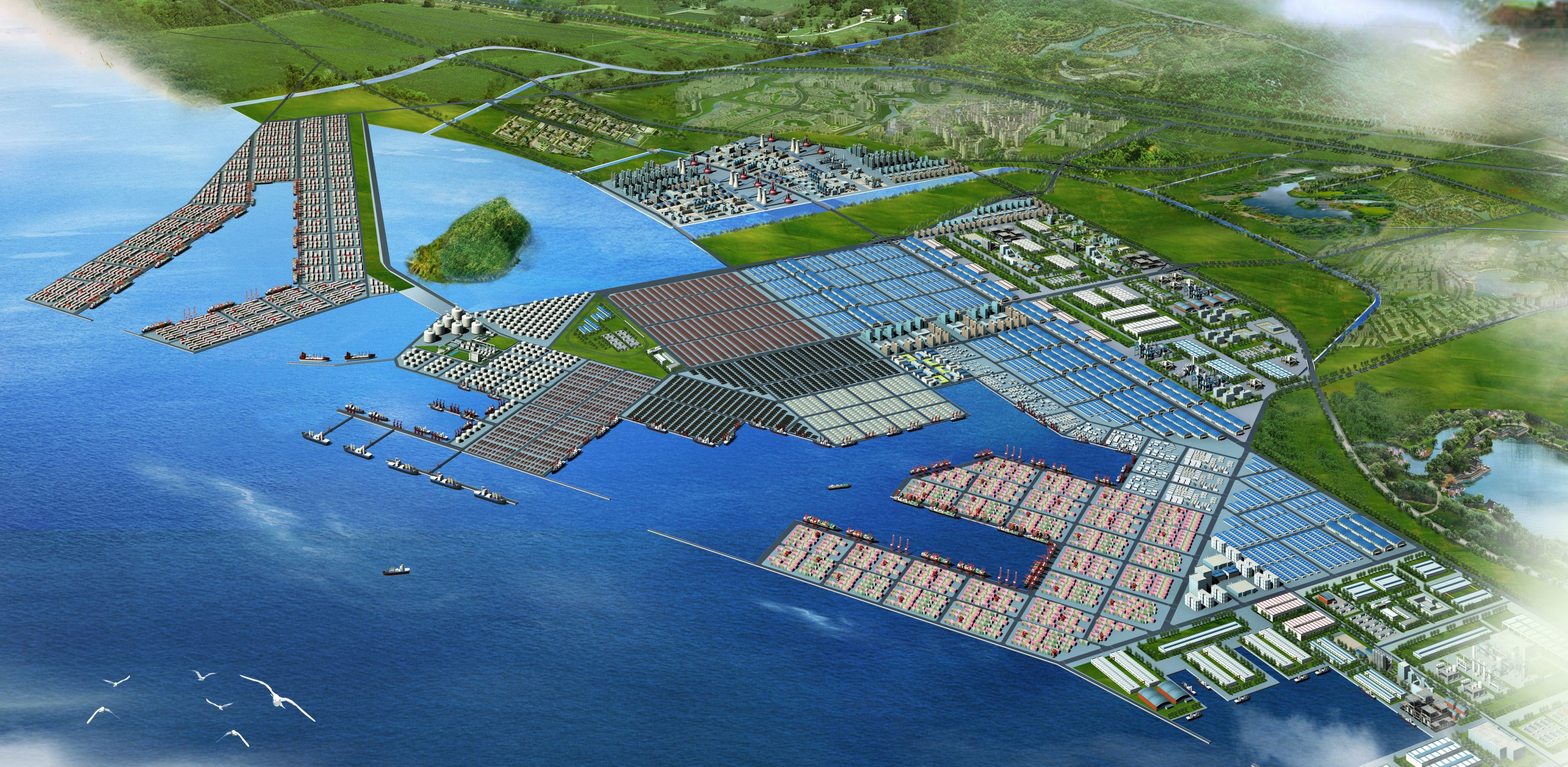
董家口港区规划图

青岛市开辟港口进行海运的历史悠久，东周至宋元时期，都有海港和航海活动的记载。1892年，青岛第一座人工码头兴建，即今天的栈桥。1898年，德国在租借地内开建青岛大港，建成后即被誉为东亚第一良港，9月作为自由港向全世界开放，青岛遂逐步成为中国最重要的港口城市之一。1998年，青岛港成为国内第3个吞吐量达到亿吨的大港。2002年，青岛港完成西移，前湾港跻身国际集装箱大港行列，后期配建保税港区。截至2013年，万吨级以上泊位74个，海上航线153条（其中国际集装箱航线124条），货物吞吐量超过4.58亿 t（其中外贸吞吐量3.14亿 t），集装箱吞吐量完成1552万TEU。青岛港的全年货物吞吐量和集装箱吞吐量居世界第7位，外贸吞吐量居国内第3位，集装箱吞吐量居国内第4位。客运站有通达韩国仁川的客轮。
随着经济的发展，国内外的海运贸易量猛增，原有青岛港的三个港区已经不能适应运输需求，为此，青岛港规划建设滨海新城、海西湾、董家口和鳌山湾四大港区。老港区（大港）的功能将调整为客运，建设邮轮母港，货运功能调整到董家口等港区，规划形成以胶州湾港口综合运输枢纽为核心，鳌山湾和董家口港区为两翼，地方小型港站、综合旅游港点为补充的多层次港口发展体系。“十二五”期间，青岛将结合沿海大型钢铁基地布局和铁路新通道，配套建设港口大型铁矿石接卸码头；建设大型深水专业化集装箱和能源运输码头。

### 航空与机场

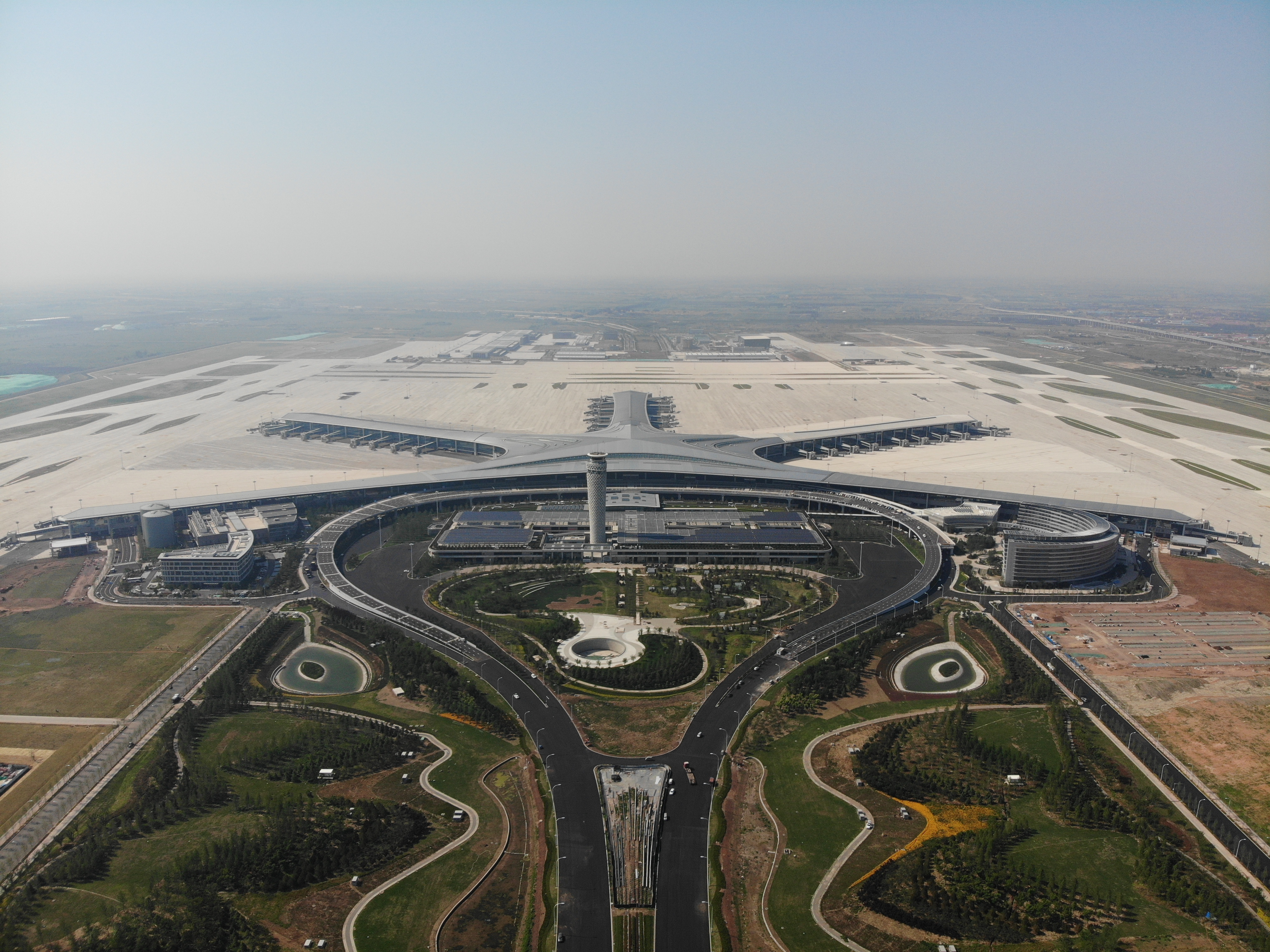
青岛胶东国际机场航拍图

青岛的航空运输起步于1930年代，是中国兴办民用航空最早的城市之一。1933年，上海经青岛至北平的空中航线开通，落停沧口机场。1992年，流亭机场获准辟为国际机场；1999年正式交与青岛市管理使用。2010年11月，流亭机场实现旅客吞吐量1000万人次；2016年12月，旅客吞吐量超2000万人次。基本形成“沟通南北、辐射西部、连接日韩、面向世界”的开放型航线布局。由于日益增加的客货运量，流亭机场超饱和满负荷运转。2014年10月，国务院和中央军委批复建设胶东机场。2021年8月，胶东机场投入运营，同时流亭机场关闭。胶东机场可为包括青岛航空（总部）、山东航空（青岛分公司）、中国东方航空（山东分公司）3家基地航空公司在内的47家航空公司代理地面保障服务业务。

### 管道运输
青岛的管道运输始于20世纪初。1908年，大港4号码头铺设输油管道通向油库，首次接纳由英国油轮运来的3 742 t 煤油。2011年末，中石油陕京管道冀宁联络线和西气东输平泰线开始向青岛泰能燃气的天然气管网输气，青岛市用上中石油的天然气，实现三气源供气。2012年青岛开始建设以管输天然气为主的“多气源”供应、全市“一主三支”和环胶州湾输配、主城区“双路”保障的大供气管理体系。建立完善以胶州门站—城阳门站为主线，以黄岛、平度、即墨、莱西为支线的高压、次高压管网，并与市区次高压管网连接，形成全市统一调控的输配网络。进一步优化市区天然气中压管网布局，改造燃气灰口铸铁管道160 km，保障安全稳定供气。“十二五”期间，市区管道燃气气化率将达到90 %，市区居民全部用上天然气。完成中石化山东LNG工程（一期），实施1 400 km管网建设改造，基本实现管道天然气全覆盖。

### 城市公共交通

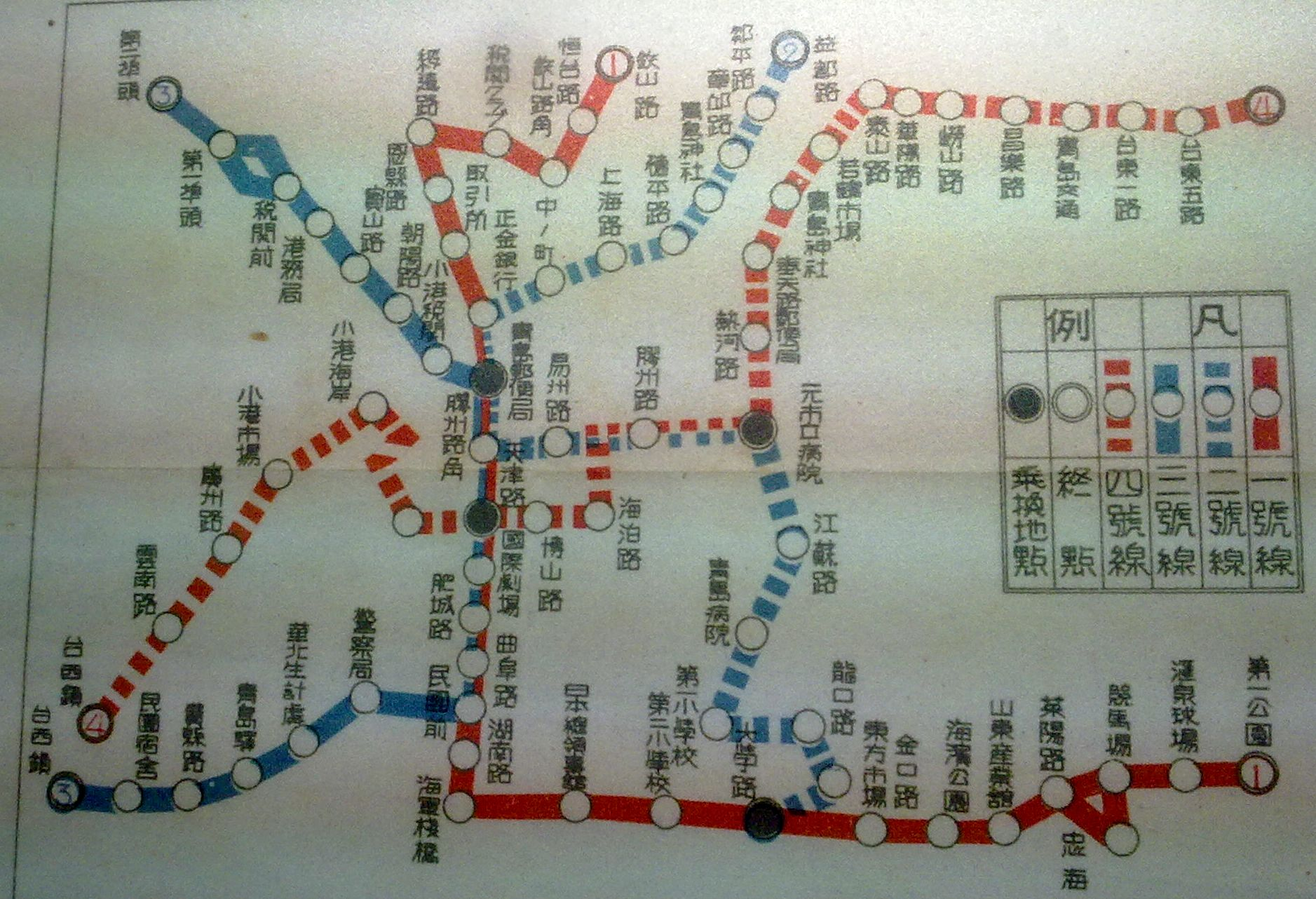
1940年的公交路线图

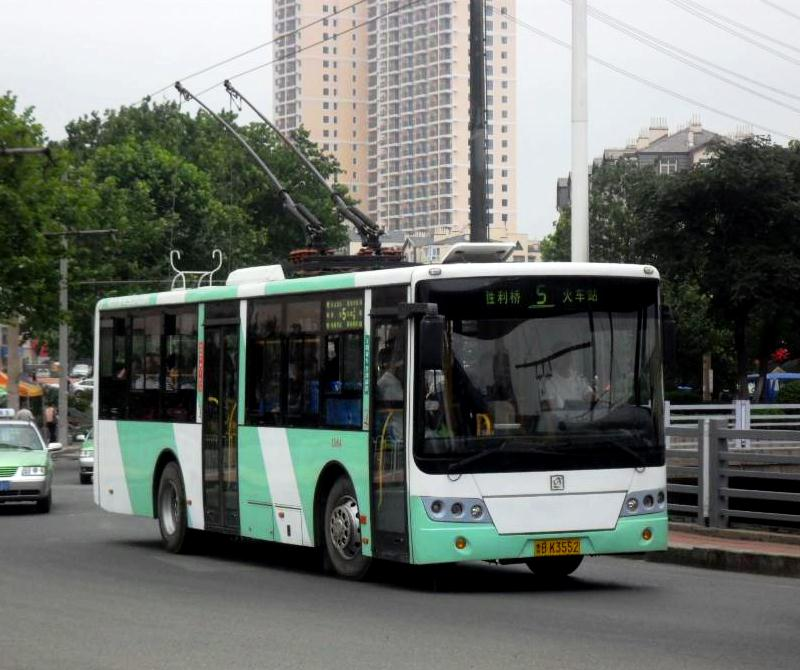
市区公交无轨电车

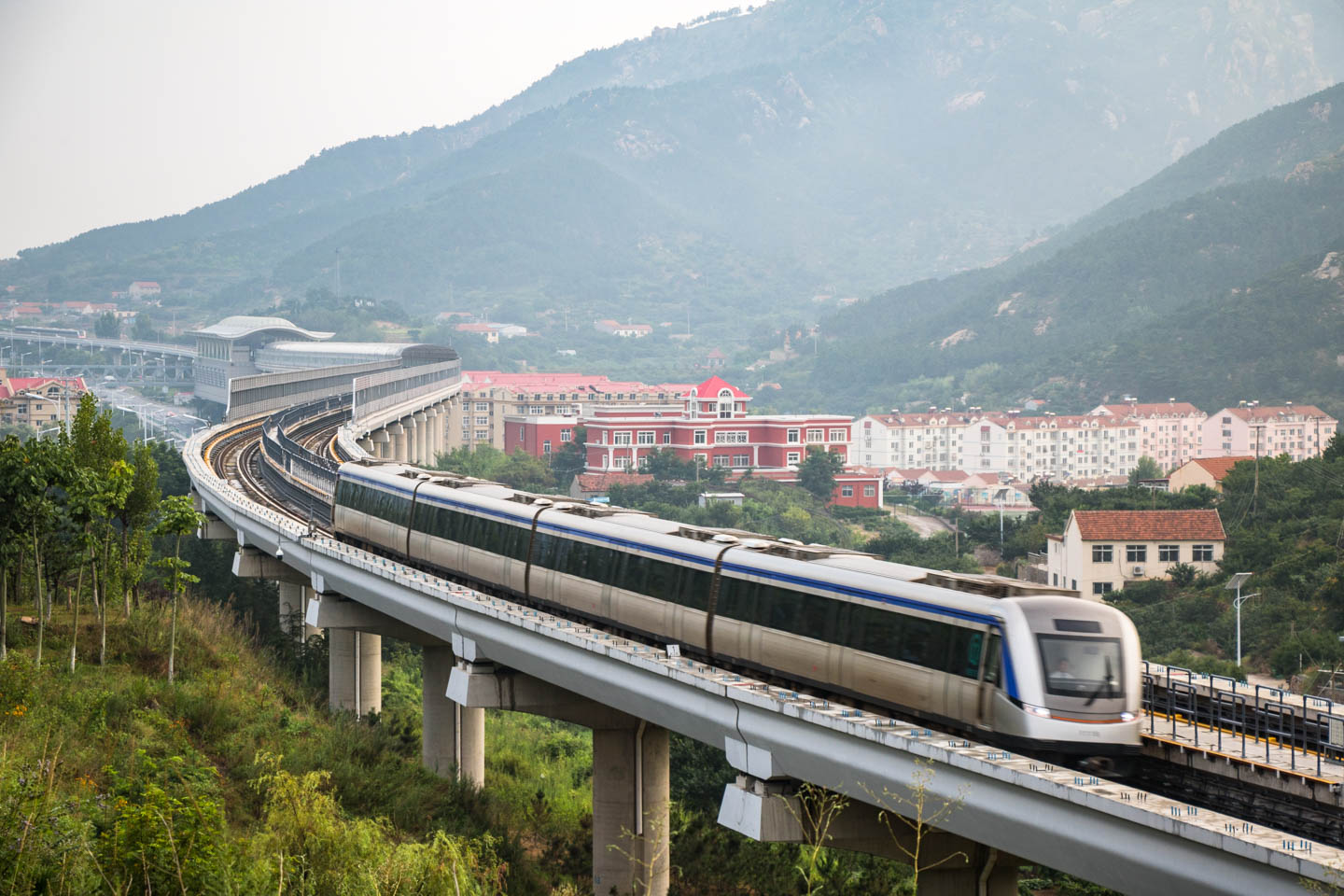
在青岛地铁11号线行驶的列车

青岛的城市公共交通始于德租时期，初期的交通工具是欧式客运马车和日式人力车。1907年，德商开办费理查德商号，经营由市区至崂山柳树台的汽车客运业务，是为青岛最早的营利性公共汽车线路。1930年代末，胶澳电汽公司曾拟官商同办有轨电车，成立电车筹备处；市区规划高速（轨道列车）交通线，但均未实现。1960年，无轨电车开始投入市区干线营运。1994年，青岛市地下铁道公司正式组建，并开工建设地铁站点和一段试验段。2004年，青岛－薛家岛轮渡航线正式通航。2009年，地铁一期工程开工建设。2011年，4条经由胶州湾隧道跨海连接主城区和黄岛区的隧道公交路线开通；同年，崂山区连接原即墨市的首条有人售票城际公交路线开通。2012年1月，4条经由胶州湾隧道跨海连接原胶南市的隧道公交路线开通，标志着青岛主城区与周边片区的跨区域公交正式进入发展阶段；10月，可用于乘车缴费的IC卡“琴岛通卡”实现全市范围内通用。2015年12月，地铁首段线路开通运营。2016年3月，有轨电车示范线在城阳区开通运营。
公共汽（电）车及地铁现为居民出行的主要交通工具。市域范围内共有近8 000辆公交车，480余条线路，基本遍布于城市每个角落；无人售票车占据大多数，单一票价普通车投币1元人民币，空调车2元人民币，使用琴岛通卡享8折优惠。青岛地铁于2015年12月16日首条线路开通运营，现有8条运营线路，覆盖主城区和周边片区，线网总长度约348公里（截至2024年5月），起步票价2元人民币，使用琴岛通卡享7-9折优惠。
出租汽车作为公交车的灵活补充，全市客运企业37家，出租车约1.1万辆。车身主体涂装，下部统一为钻石银色，上部按归属公司不同加以区分，益青为回忆红、华青为天空蓝、中青为薄荷青、交运为时尚绿、海博为深蓝、迪生为闪银黄，其他车辆数在1 000以内的公司均为富贵绿；徽标以“青岛”拼音的第一个字母“Q”变形体为主，配以青岛的形象标志“五月的风”。普通巡游型出租车起步费10元人民币，千米运价2.10元人民币。

### 邮政
青岛的近代邮政业始于19世纪末。1897年，德国租借后即成立战地邮站；1899年德国邮政部在胶海关成立德意志帝国邮局发行邮票，开办信函、书籍、货样、包裹、汇兑、代收货价等业务。1911年，邮局从海关分出；1914年，青岛一等邮局成立。日本占领统治后，接管德国的邮政设施，建立战地郵便局，自定邮资，发行邮票。1922年，中国政府设立胶澳邮务总局。2007年，邮政行业实行政企分离，山东省邮政管理局青岛办事处成立，该承担原属于青岛市邮政局的全部行政管理职能，负责青岛、威海、日照三市行政区内的邮政监管工作，邮政局将不再具有任何行政管理职能，而成为中国邮政集团旗下的分公司，以单纯的企业形式进行邮政普遍服务和特殊服务的经营。2012年，根据国务院大部制改革方案，成立青岛市邮政管理局，正式纳入交通运输部门管理。

## 经济

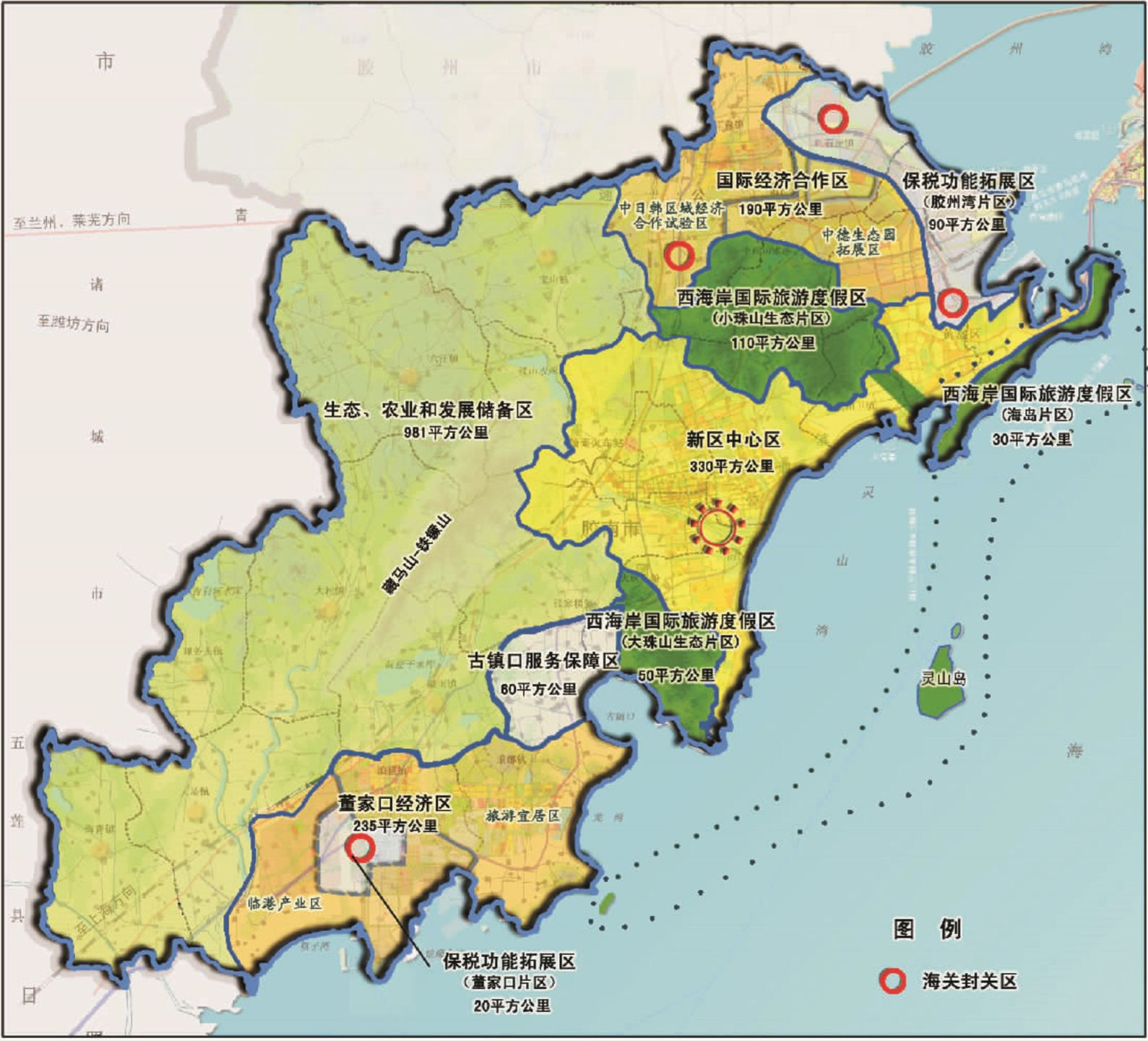
西海岸经济新区空间布局示意图

青岛的古代经济主要以农业，尤其是渔业为主。清末由于外国资本的输入起步较早，民初已是中国经济最发达的城市之一，近现代工商、金融业兴盛繁荣，至共和国成立前已经成为中国国第五大经济体。但是在共和国初20余年间，由于政治地位由中央直辖市降为山东省的省辖市，青岛市未获一项国家重点投资项目。加之中央政策向东南沿海倾斜，青岛逐渐从中国经济的第一集团中脱离。其次，由于受山东省管辖，长期以来人才、资源向省会济南集中，产生制约发展的“空吸现象”。1970年代，青岛经济增速曾一度低于全国平均水平。1980年代，青岛市被先后列为国家经济中心城市、沿海开放城市和计划单列市，建立国家级经济技术开发区，经济得以恢复发展。
1990年代，青岛市政治中心东移，建设国家级高新技术产业开发区；争取更大的财政留成，扩大全市的经济规模。进入21世纪，青岛市经济中心西移，并树立将青岛建设成为环湾型现代化国际城市的发展战略。2011年1月，《山东半岛蓝色经济区发展规划》出台，青岛开始大力发展海洋高技术产业和现代服务业。2012年，青岛开始西海岸经济新区的建设，随后红岛经济区、蓝色硅谷核心区规划也相继出台。如今，青岛在经济领域已经成为中国的区域性金融贸易中心、国家高新技术产业基地，和家电电子、汽车造船、石油化工和新材料四大工业基地，形成家电电子、石油化工、汽车、造船、港口、钢铁六大产业集群，构建起以港口、旅游、海洋三大特色经济为核心的经济体系。
| 区划名称   | 地区生产总值（亿人民币） | 占比（%） |
| ---------- | ------------------------ | --------- |
| 青岛市     | 11741.31                 | 100.00    |
| 市南区     | 1217.47                  | 10.37     |
| 市北区     | 912.75                   | 7.77      |
| 李沧区     | 518.03                   | 4.41      |
| 崂山区     | 818.14                   | 6.97      |
| 西海岸新区 | 3554.44                  | 30.27     |
| 城阳区     | 1121.83                  | 9.55      |
| 即墨区     | 1201.05                  | 10.23     |
| 胶州市     | 1147.59                  | 9.77      |
| 平度市     | 684.67                   | 5.83      |
| 莱西市     | 526.35                   | 4.48      |

### 财政
青岛建置初期的财政管理体系采取中央集权的方式，清政府实行统收统支，地方没有支出管理权。德租时期，胶澳总督府设财政厅，对行政、军事机关和官营企事业单位实施财政管理，随后编制了青岛历史上首个财政预算和决算，为德国一级地方财政预算单位。1897至1914年间，为支持青岛地方建设而投入的帝国财政补贴达到1.74亿金马克。第一次日据时期，先期实行地方财政与军方收入统算，后期分离。
1922年青岛回归后，胶澳商埠督办公署直接归属中央政府，仍为一级地方财政单位。第二次日据时期，财政由日本军政府管理。抗战后实行中央和青岛两级预算，1948年起改为中央差额补助。共和国成立后，青岛划归山东，财政恢复到统收统支的中央集权的方式。1978年，国家开始进行财政体制改革，逐步打破统收统支的格局。1992年，开始实行分税体制，市财政收入范围有所扩大。2002年，青岛市利用国家积极的财政政策，首次争取到中央财政国债贴息资金，用以支持重点企业发展。截至2011年，全年财政总收入实现2407.76亿元人民币，地方财政一般预算收入566.00亿元人民币，地方财政一般预算支出658.68亿元人民币。

### 金融

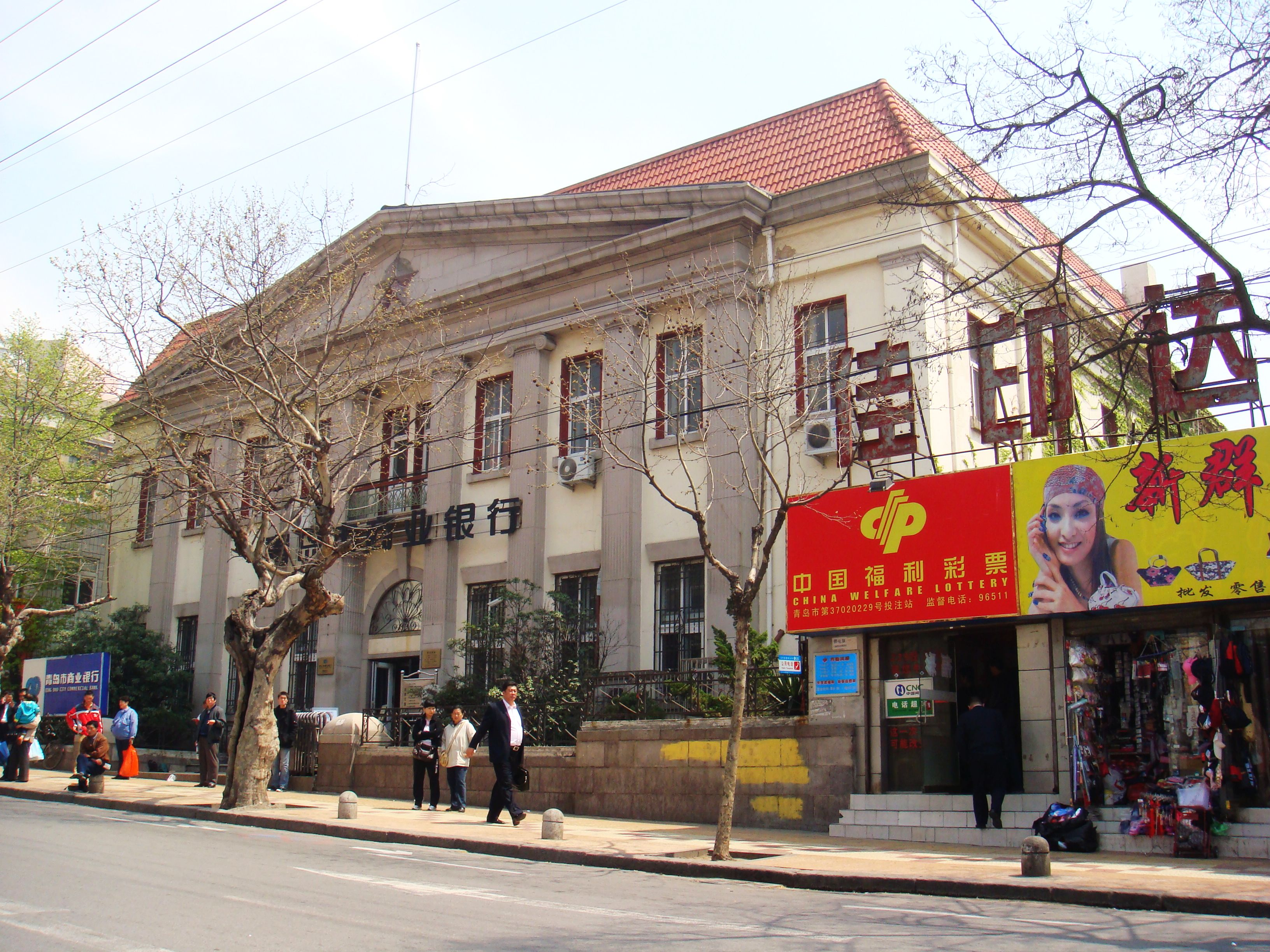
横滨正金银行青岛分行旧址

青岛在19世纪末城市建置前，今胶州、即墨一带已经出现高利贷、典当等生息资本金融活动。德租时期，西方金融机构在青岛设立多家分支机构，同时出现一些兼办保险业务的洋行和以货币兑换为主业的钱铺。第一次日据时期，许多日资银行开始建立。1920年，青岛首家股票交易所——青岛取引所成立。1929年，中国银行青岛分行联合青岛市商会，废除胶平银，民族金融开始发展。随后，中央银行在青岛设立机构，控制金融市场，使青岛逐步成为北方重要的金融中心。共和国成立后，北海银行胶东分行接管原“四行二局一库”，组建中国人民银行青岛市分行；同期，中国人民保险公司青岛市分公司成立。至1990年代，青岛成为国家准许设立外资金融机构的城市，北方最大的短期资金融通中心之一；若干家国内保险公司在青岛设立分公司；证券期货市场实行统一监管、垂直管理。2003年，青岛通过引进信托投资公司，填补信托的空白。

### 农业
青岛地处北温带，热量充足，气候条件优越，适宜多种生物繁殖。山地、丘陵、海洋、平原、洼地兼具，地理土壤条件好，中低山区有地形雨，平原地区有灌溉条件，农业资源丰富，粮油、林果、畜牧、水产等各产业生产条件较好。同时，青岛市引进生物品种资源历史悠久，为农业生产全面深入的发展，提供较好的基础条件，具有发展暖温带大农业的优势。全市有各种动物资源近400种，植物资源千余种。主要农田分布于周边的四个县级市。
青岛的农业生产源远流长。远在新石器时代晚期，青岛的先民就用较为先进的工具从事农业生产。在胶州三里河遗址中曾发现已炭化的粮食和鱼片、鱼骨等，表明先民所从事的农业活动已从陆地走向海洋。青岛的近代农业机构设置于清末的德租时期，胶澳总督府设要务署勘官地、买民地，1909年又在李村设德华大学农科实习地。其后各个时期的政府均设农林机构，从事农业生产技术的试验、示范和指导，并从外地和外国引进良种繁育推广。然而在此阶段，如今已经归属青岛管辖的广大郊区县市仍由山东省管辖，造成其虽有优越的自然条件和农业资源，但缺乏开发建设和有效的管理，除了原始的种植、家畜饲养和海洋捕捞外，少有其他形式的经营活动，使得青岛的农业经济基础薄弱，农村经济水平低下，农民生活贫困。1950至1952年开始的土地改革使得农业开始发展，但随后的大跃进和人民公社化运动又使得此前的成绩化为泡影，继而发生大饥荒。改革开放后，农业最终得以恢复发展。

### 工业

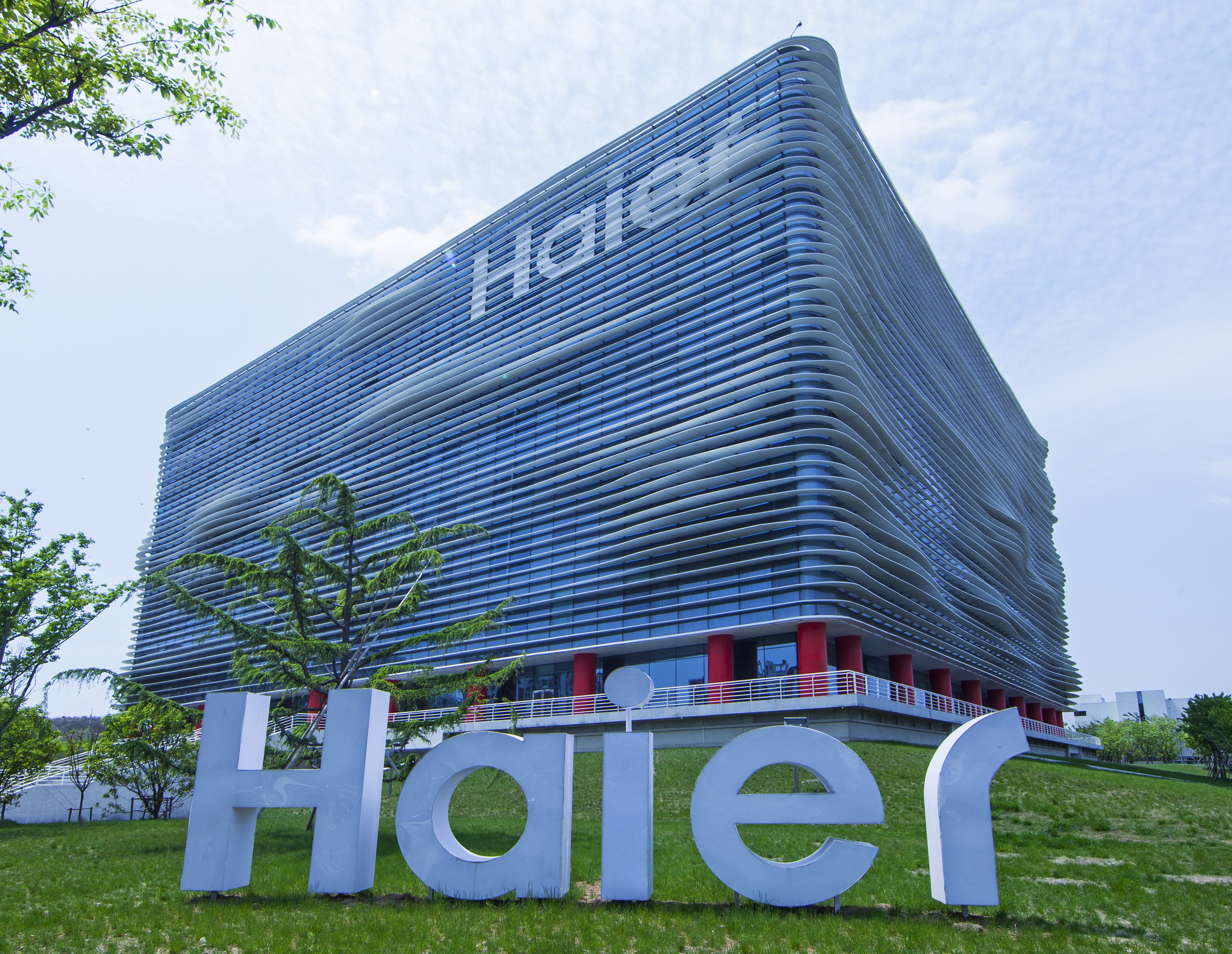
海尔集团总部

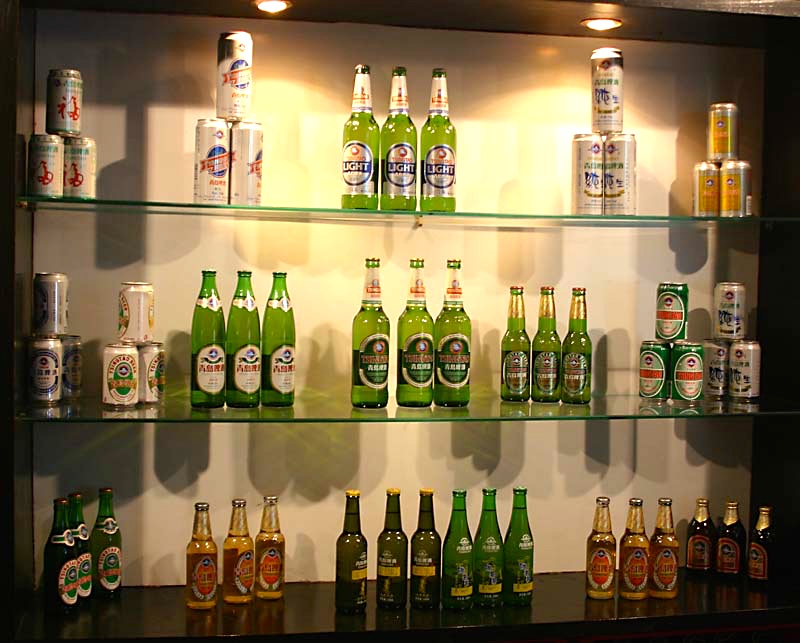
青岛啤酒

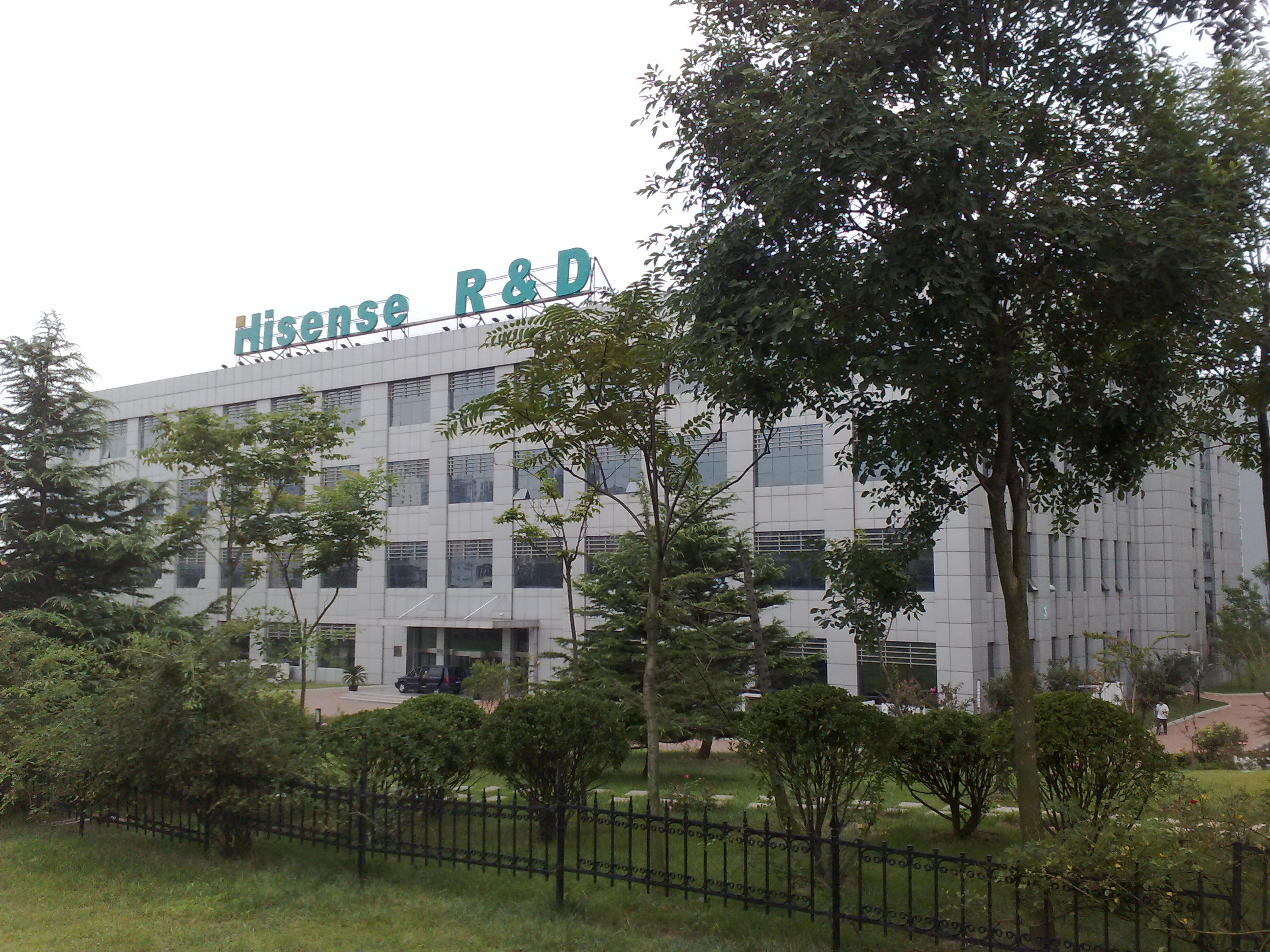
海信研发中心

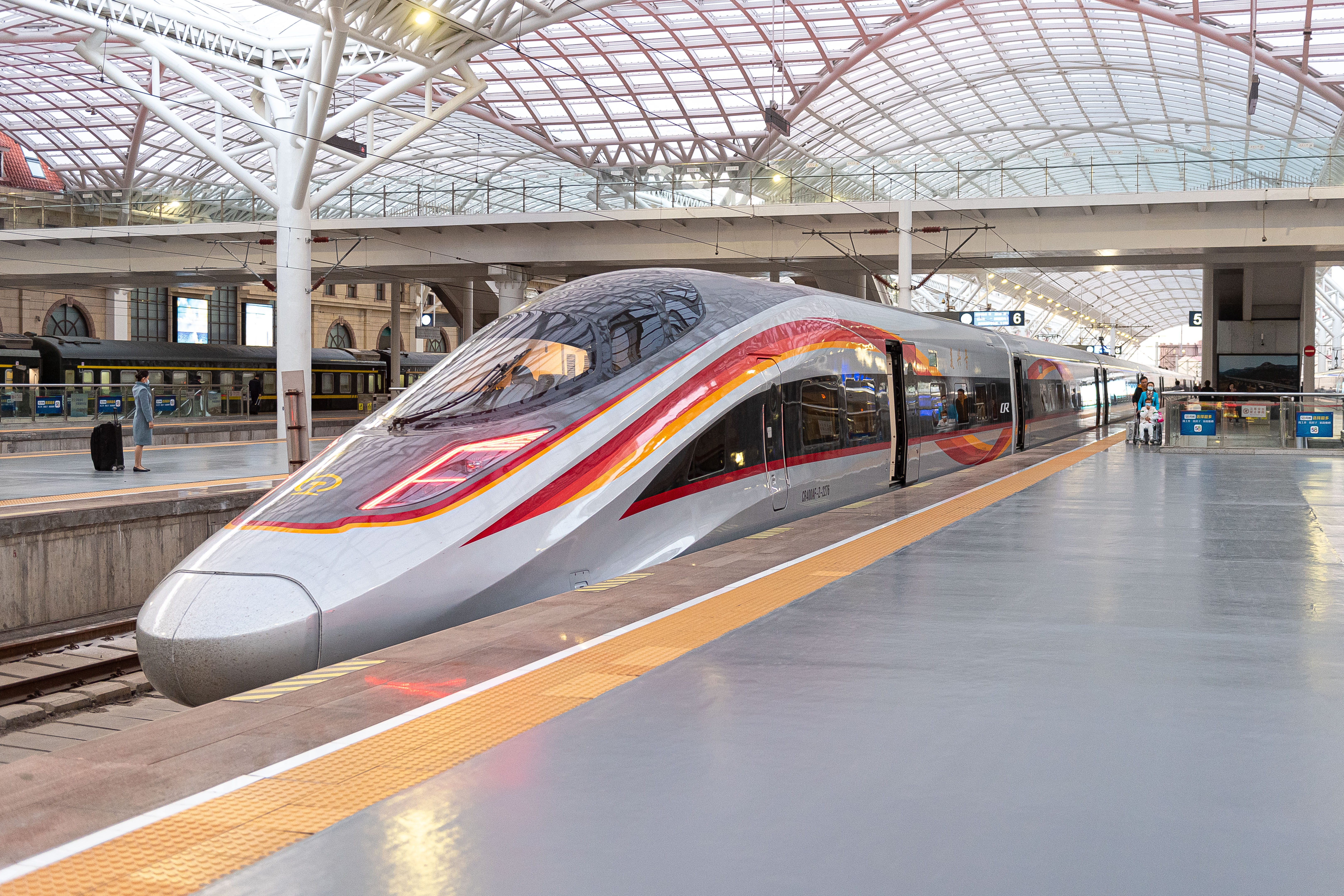
中车四方生产的CR400AF-Z型电力动车组

青岛的工业历史悠久，早在春秋时期，楼山后就有铸币工场。公元前7世纪在今即墨一带开始酿造黄酒，即后来闻名全国的即墨老酒。汉代曾在胶东国设铁官，主持冶炼。明代开始建矿采金。至清代，糕点食品、缝纫刺绣、工具制造等店铺作坊众多，手工业初具规模。建置不久后，因被辟为德国租借地，随即供电、供水等急需的市政建设和食品、纺织、军工、机车车辆等工业建设。日据时期又先后建起棉纺厂、卷烟厂、食品厂等；由于大力发展纺织业，使得青岛的轻纺工业在全国占据重要地位，曾有的九大棉纺工厂资本总额占全国纺织行业的约四分之一。
改革开放以来，大力发展外向型经济，传统工业优势得到进一步发展，青岛遂发展成为北方最大的工业城市之一，华东地区重要的工业基地，形成以传统的纺织服装、轻工食品、化学橡胶及新兴的电子仪表、家用电器等行业为支柱的综合性加工工业体系，在全国占有重要地位。通过推进技术进步，扩大技术改造和引进，实现由传统工业向现代工业的转变，工业生产技术水平位居国内工业城市前列。经过更新换代，传统的轻纺工业产品创出众多的名牌，如开创中国的碳酸饮料先河的崂山可乐，驰名中外的青岛啤酒，质量过硬的双星运动鞋，款式优雅的红领西服以及追求创新的即发服装。
机械工业体系完善，机车车辆、纺织机械、汽轮机、载重汽车及配件、铸造机械、锻压机械、密封件等在国内同行业中居于重要地位，青特汽车远销国内外。青岛还是全国14个化工生产基地之一，拥有纯碱、烧碱、染料、钡盐、油漆、化肥、农药、医药、石化等品种齐全的大型综合精细化工工业，其中青岛碱厂为全国三大碱厂之一。橡胶工业已达国际先进水平，产值、利税均居全国同行业前列，其中黄海子午线轮胎、双星彩色轮胎等远销海内外。以电子仪表、家用电器、高速列车为主导的新兴工业经过短时期的技术引进、消化吸收后迅速崛起，生产出一批称雄国内外的名牌优质产品。其中以海尔、海信、澳柯玛的白色家电和南车四方的和谐号动车组列车最具竞争力。
通过实施品牌战略，培育出一批在国内外市场上具有较强竞争力的名牌企业，被誉为“品牌之都”。2010年，青岛市被国家工商总局确定为首批国家商标战略实施示范城市。现共拥有行政认定中国驰名商标52件。青岛市驰（著）名商标企业经济总量占青岛市规模以上工业企业营业收入比重近50 %。2012年，海尔集团有限公司、海信集团有限公司、青岛红领集团有限公司、青岛即发集团公司、青岛啤酒股份有限公司、青特集团有限公司等6家企业入选全国百家工业企业品牌培育试点，数量位居全国同类城市首位。在中国轻工业联合会2012年8月发布的2011年度中国轻工业百强企业名单，青岛市的海尔、青岛啤酒、澳柯玛、即发4家企业上榜，海尔名列百强榜首。

### 电信
青岛的近代电子通信发端较早。1893年，清政府在胶澳总兵衙门后山的杨家村建电报房供驻军使用。德租时期设立电报、电话机构。1922年，中国政府设立胶澳中华电报局。1929年，南京国民又设立青岛无线电总台。1938年，第二次日据时期将电报局和电话局合并为电报电话总局。至1949年，电报、电话电路17路，市内电话自动机容量达到9 050门。共和国成立后，将邮政与电信合并成立邮电局，电信发展缓慢。改革开放后，通信开始有所发展，至1985年市话总容量达到2.26万门，平均每百人拥有电话2部。
1986年，无线寻呼业务开通；1987年又开通120路长途自动拨号业务，市话交换机全部实现自动化。1992年，移动通信业务开通；1993年12月12日，固定电话号码升为7位；1997年，本地公网电话交换机总容量突破100万门。1998年，电信再度从邮电系统中独立出来，成立电信局。2005年，青岛市电话交换机达到300万门；同年5月21日，本地网电话（固定电话和小灵通）号码升至8位。2009年，第三代移动通信 (3G) 业务开通，可提供手机上网、可视电话、手机电视等七项功能服务。截至2011年末，全市固定电话用户超过250万户，移动电话超过到1 000万户。2012年8月，青岛市被列入第二批第四代移动通信 (4G) 标准试点城市，全市大部分辖区已实现TD-LTE网络的连续无缝覆盖。2019年，第五代移动通信 (5G) 业务开通。

### 信息产业
青岛的信息产业起步较早，软件业发展较快。青岛软件园被国家科技部评为国家级软件产业园、国家火炬计划软件基地。2003年，青岛被列为全国首批信息化示范城市，并建立青岛是企业信息化施法工程保障体系和应用体系。2012年4月，市政府《关于加快推进我市信息产业发展的意见》出台，提出信息产业的新图景。据此，青岛市将打造信息产业在“东园－西谷－北区”集聚发展的格局，形成以黄岛青岛信息谷、崂山青岛高科园、城阳青岛高新区为三点支撑，并向其他区市辐射的“品”字形信息产业规划布局。
“十二五”期间，青岛将重点发展新一代信息技术、软件、新一代电子信息产品制造三大产业。最终，通过不断优化信息产业发展环境，着力构建以电子信息制造业、软件与信息服务业为主体的信息产业体系，促进信息产业向高端发展，把青岛打造成国家三网融合示范城市、软件与信息服务业示范基地、物联网应用与产业发展基地、中国北方乃至东北亚的数据中心，信息产业整体水平保持同类城市领先水平。

### 蓝色经济
青岛市作为全国重要的沿海城市、久负盛誉的海洋科研城市。2011年，国家发展和改革委员会制定发布《山东半岛蓝色经济区发展规划》，青岛被定位为胶东半岛高端海洋产业集聚区核心区域的龙头。依照国家创新型城市的建设和环湾型大城市框架的规划，青岛将建设成为中国的海洋产业发展先行区、国际海洋科研教育中心、东北亚国家航运枢纽、北海旅游度假胜地和海上体育运动基地。规划科学地开发海洋资源和依赖海洋空间的生产活动，直接或间接为开发海洋资源及空间发展相关服务性产业。规划建设由“一区一带一园”组成的蓝色硅谷，发挥青岛涉海机构集中、海洋研发人才密集的优势，推动海洋科技、教育、文化与高新技术产业相互渗透，基础性海洋研究、应用性海洋研究与蓝色经济研究相互衔接，国内外学术交流、商务往来与经贸合作相互融合，培育海洋科技的研发中心、科研成果的孵化中心、科研人才的集聚中心，加快培育海洋优势产业。

### 国内贸易

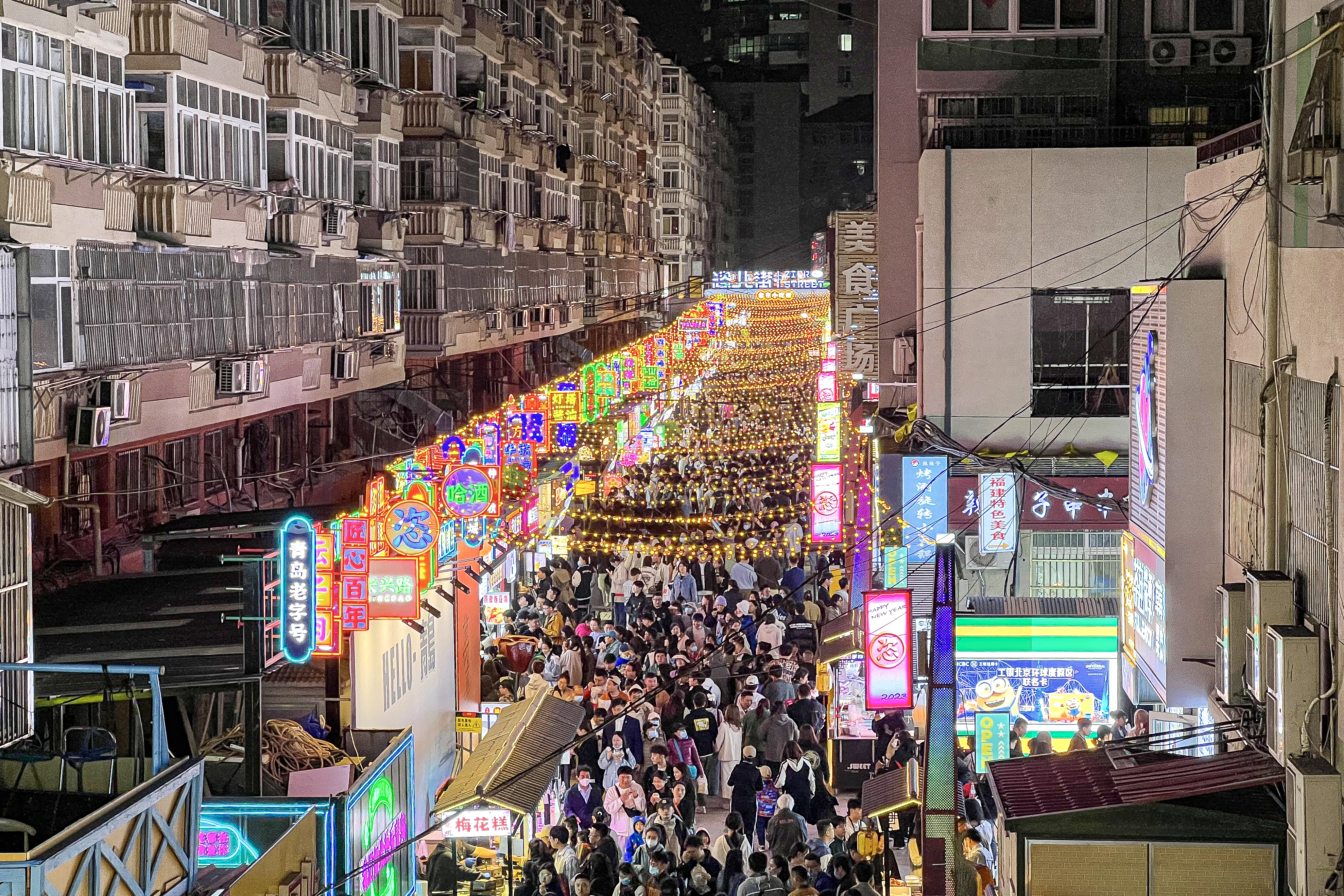
台东夜市

青岛是华东和华北地区最大的商品流通中心和集散地之一，自古以来商业就比较发达。明清时期商业活动兴旺一时。清嘉庆年间，青岛口贸易繁荣逐渐形成市场，使青岛村有“青岛商庄”的别号。咸丰年间在今栈桥以北、中山路东南建成许多货场和商铺，与山东村（今曲阜路东侧）连成一片，称作行街。建置后至德国租借前，青岛口已有油、鱼、肉、瓷器、药材、茶叶、布匹、成衣、杂货、食品、典当、酒馆等店铺62家。德租时期，青岛成为商埠，港口铁路的建成使得出入境商品激增，市场迅速繁荣。多国商人在青岛开办洋行和公司，民族商业也在青岛开设分号，得到发展。
1900年，德商兴建大鲍岛市场；1902年，中华商务公局成立；1917年，日商兴建公立青岛市场，开辟日人商业区。到1930年代，市内共有华人商号7千余家，从业人员超过3万，另有外商约500家。1940年代，由于战乱等原因，商铺倒闭停业，商业开始衰落。共和国成立后，商业所有制和商品结构发生转变，国营商业获得主导地位。在经历大跃进、三年大饥荒和文化大革命的致命打击导致的商业大萧条和贸易萎缩之后，改革开放后的商业体制改革使得商贸最终得以恢复发展。1988年，第一家外向型合资商业企业成立。
1990年代，全市各类商店、集市蓬勃发展，既有繁华的商业街区又有年销售额过亿的大型商厦，各种超市、商店、直销店、连锁店、便利店星罗棋布。进入21世纪，居民消费进入转型升级阶段，消费热点凸显，城乡居民收入的增加和旅游经济的带动使得消费能力提升，城乡消费品市场呈现持续活跃态势。目前，全市共有市级商业中心五个，分别是：中山路、香港中路、台东、李村、香江路商业中心。美国沃尔玛、法国家乐福、英国乐购、德国麦德龙、日本永旺东泰、马来西亚百盛等国际大规模连锁零售集团和国内的北京华联、大连万达、深圳万象城、青岛国货、利群、维客、利客来、等均在青岛开设有百货公司、商业广场及超级市场。韩国、香港和日本是青岛的三大外资来源地，三者总投资约240亿美元。

### 对外贸易
青岛是中国主要贸易口岸之一，对外经济贸易历史悠久。早在北宋时期，板桥镇就成为中国北方唯一对外开放的口岸，主要贸易国家为高丽和日本，主要贸易物品有丝绸、药材、瓷器、及食品等。辟为德国租借后，建港、设洋行，开展与西方国家的贸易，主要进口钢铁、机械、五金建材、化学染料、橡胶、木材，主要出口食品和手工制品。日据时期的对外贸易主要是与日本开展。共和国初年，青岛市对外贸易管理局负责全市对外贸易工作，此后青岛海关、山东检验检疫局等单位陆续在青岛设立。1959年，青岛市开始独立对外出口商品的收购业务；1960年代出口商品收购的主要是纺织品、化工医药和食品。文革期间，对外贸易受到严重破坏。
1978年，青岛市对外贸易局和六个进出口支公司成立，此前青岛除了仅有的部分对外贸易外，外资、外经几乎是空白。青岛于1984年成为沿海开放城市；1987年外经贸享有自营权；1988年开始外贸体制改革。1990年代，青岛市对外开放明显加快：1992年3月成立高科技工业园，11月成立保税区。进入21世纪，青岛实施经济国际化战略，加大开放力度，扩大外贸出口，提高外贸出口，提高利用外资水平：2003年成立出口加工区，2004年成立保税物流园区，2006年成立西海岸出口加工区，2008年成立前湾保税港区，2010年开始建设中德生态园，2012年开始争取建设中日韩自贸区示范区。美国、日本和韩国是青岛三大贸易伙伴。

#### 海关

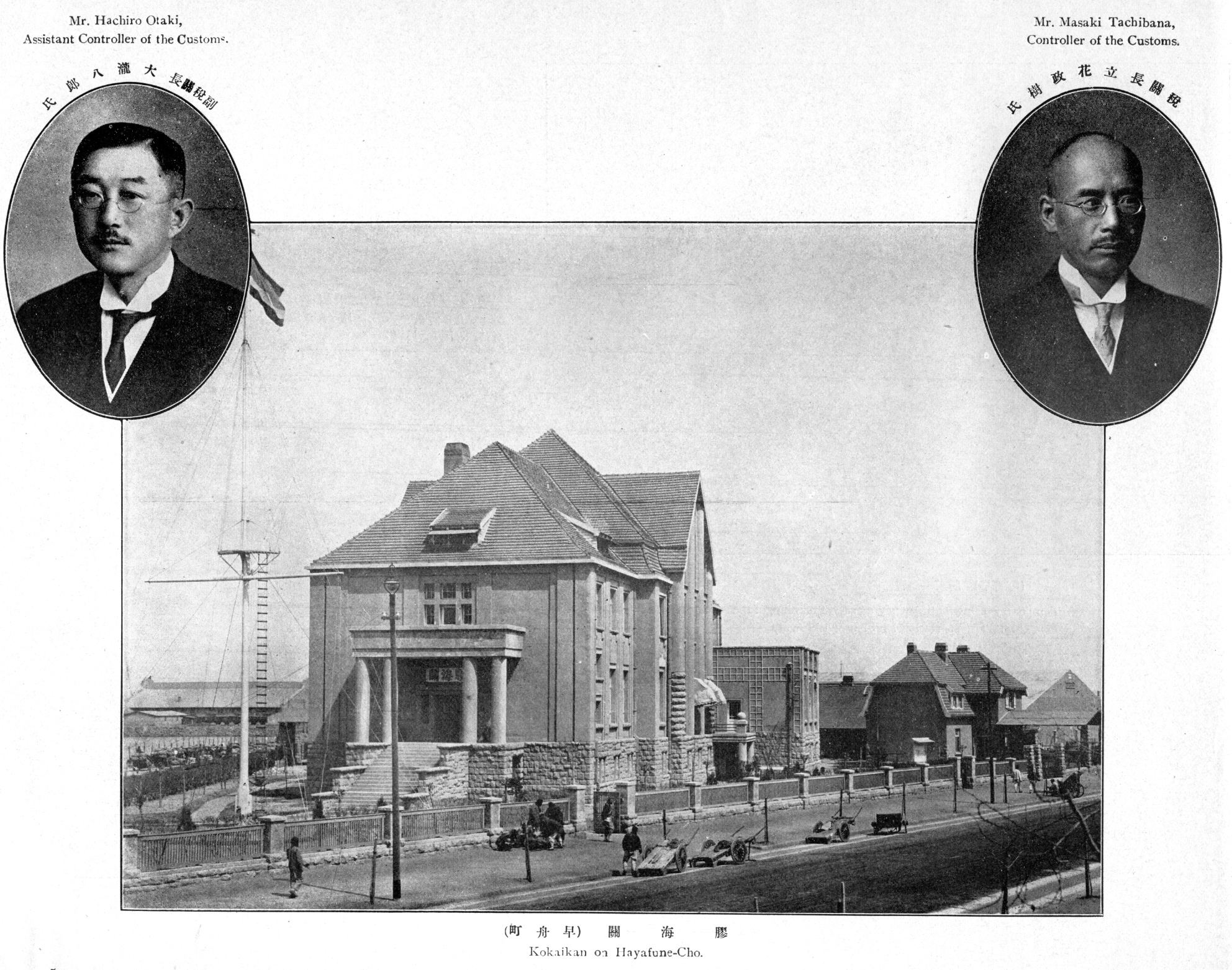
1918年的胶海关及其税关长照片

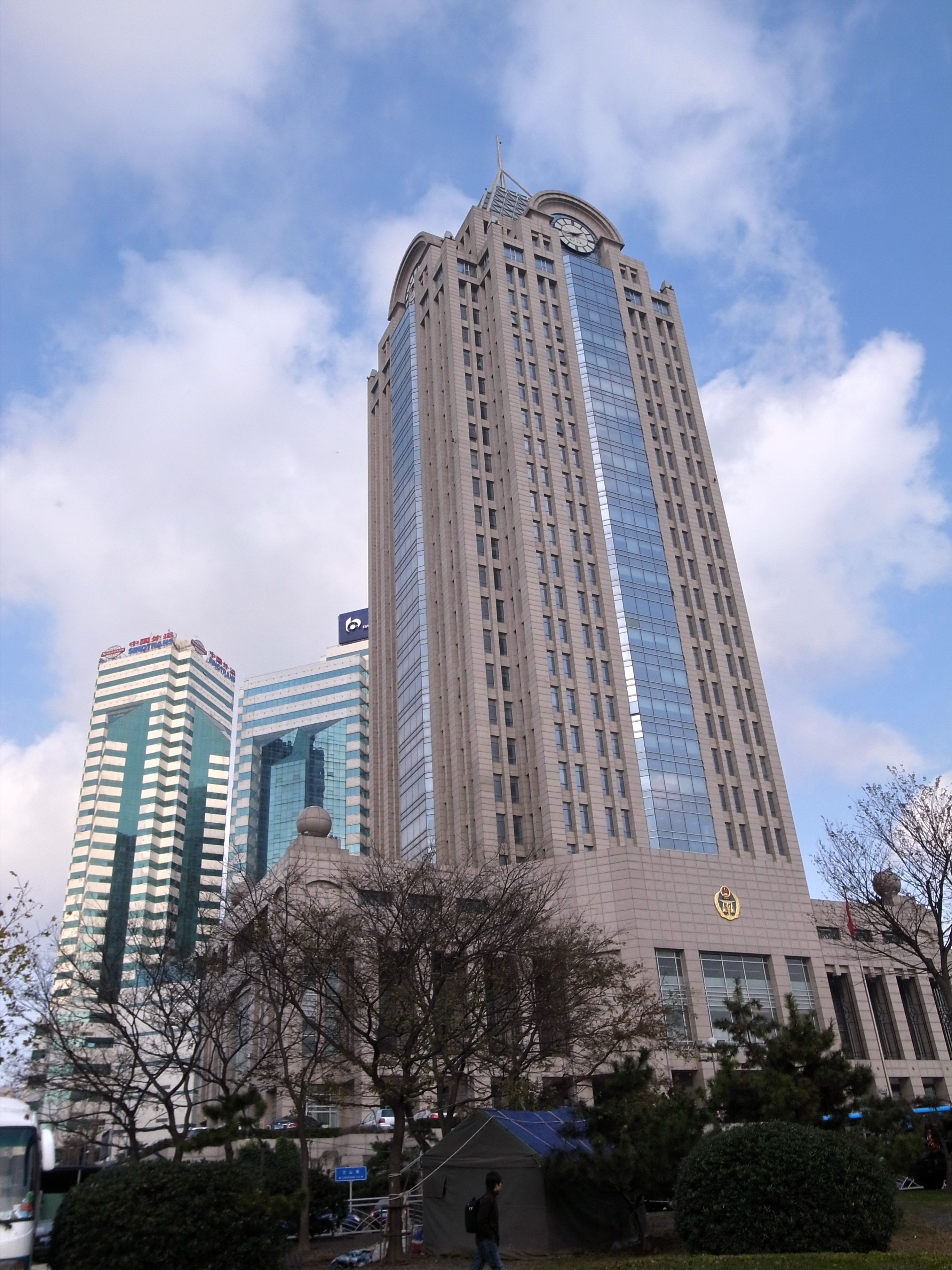
青岛海关所在地，2018年前为青岛市出入境检验检疫局所在地

青岛早在东周时期就有设关的记载，齐长城建立后，沿边境设立关卡16处，征收的商税等类似海关的关税。1088年设立北方唯一的市舶司，清代设立厘金局。1899年，德国在租借地成立胶海关，1906年成立临时检疫所，以预防鼠疫为主。1914年开始对入港船只进行检疫，主要针对各种人类易患的严重传染病。1922年青岛港检疫机关开始对国内外来港商船进行检疫，对进出口的陈旧货物消毒处理，并签署检除鼠消毒证书。1929年成立青岛商检局，负责对进出青岛口岸的商品进行检验。1938年开展动植物检疫，灭鼠灭虫等。共和国成立后，在青岛成立的山东进出口商品检验局对山东省的进出口商品进行检验。胶海关1950年更名为青岛海关，同年进出青岛的船舶一律实施检疫。1982年成立了青岛卫生检疫局，下辖5个二级局。1998年成立了打击走私领导小组。1999年成立了青岛出入境检验检疫局，下辖22个分支局、11个办事处。2018年，出入境检验检疫管理职责和队伍划入海关。
现青岛海关作为国家设在北方沿海地区口岸的进出境监督管理机关之一，直属中华人民共和国海关总署，管辖范围为青岛市及山东省7个设区的市。基本任务是出入境监管、征税、打击走私、统计，对外承担税收征管、通关监管、保税监管、进出口统计、海关稽查、知识产权海关保护、打击走私以及辖区国境卫生检疫、进出境动植物检疫和进出口商品检验、鉴定、认证和监督管理。

## 文化

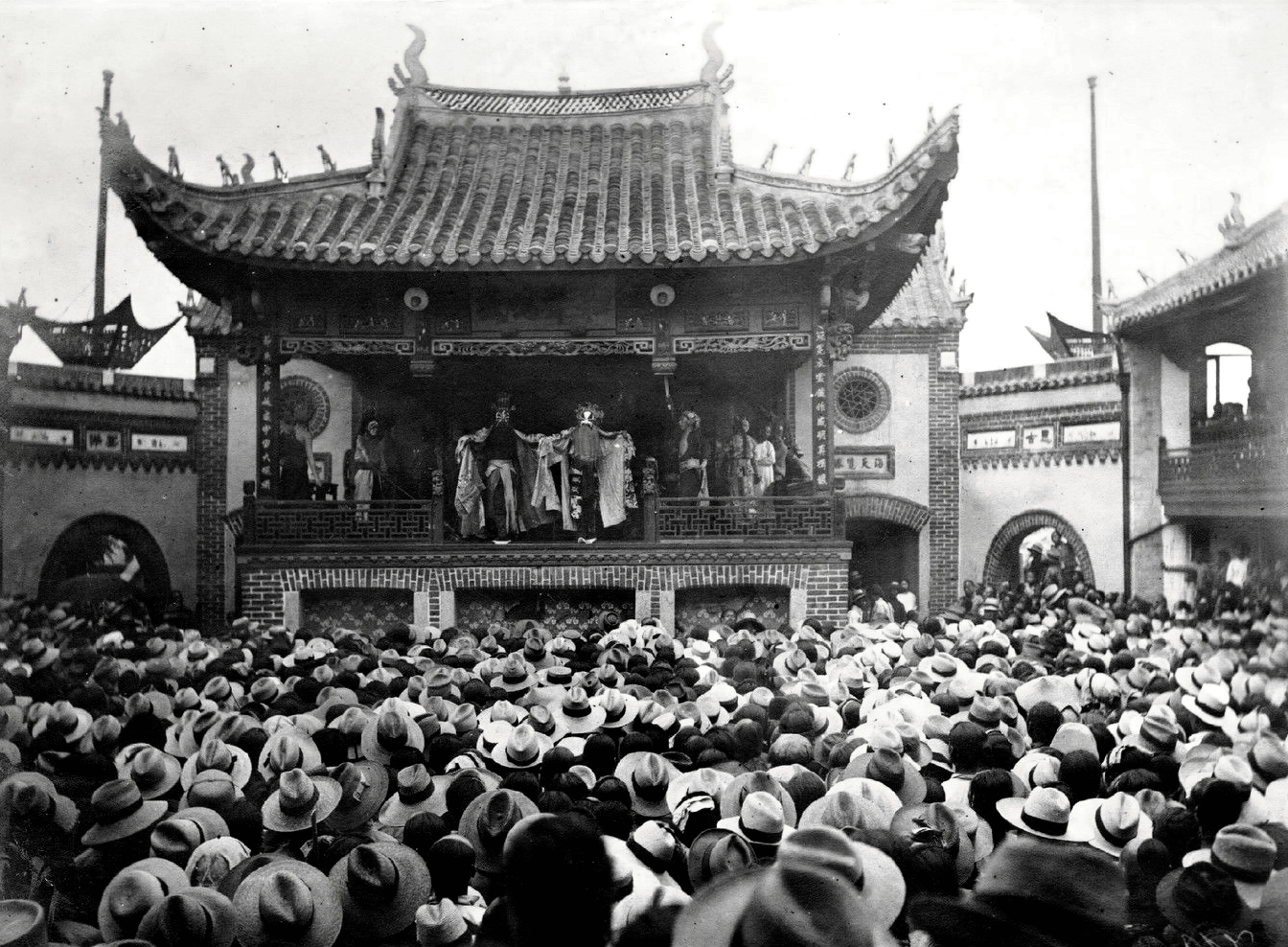
三江会馆戏楼中的演出

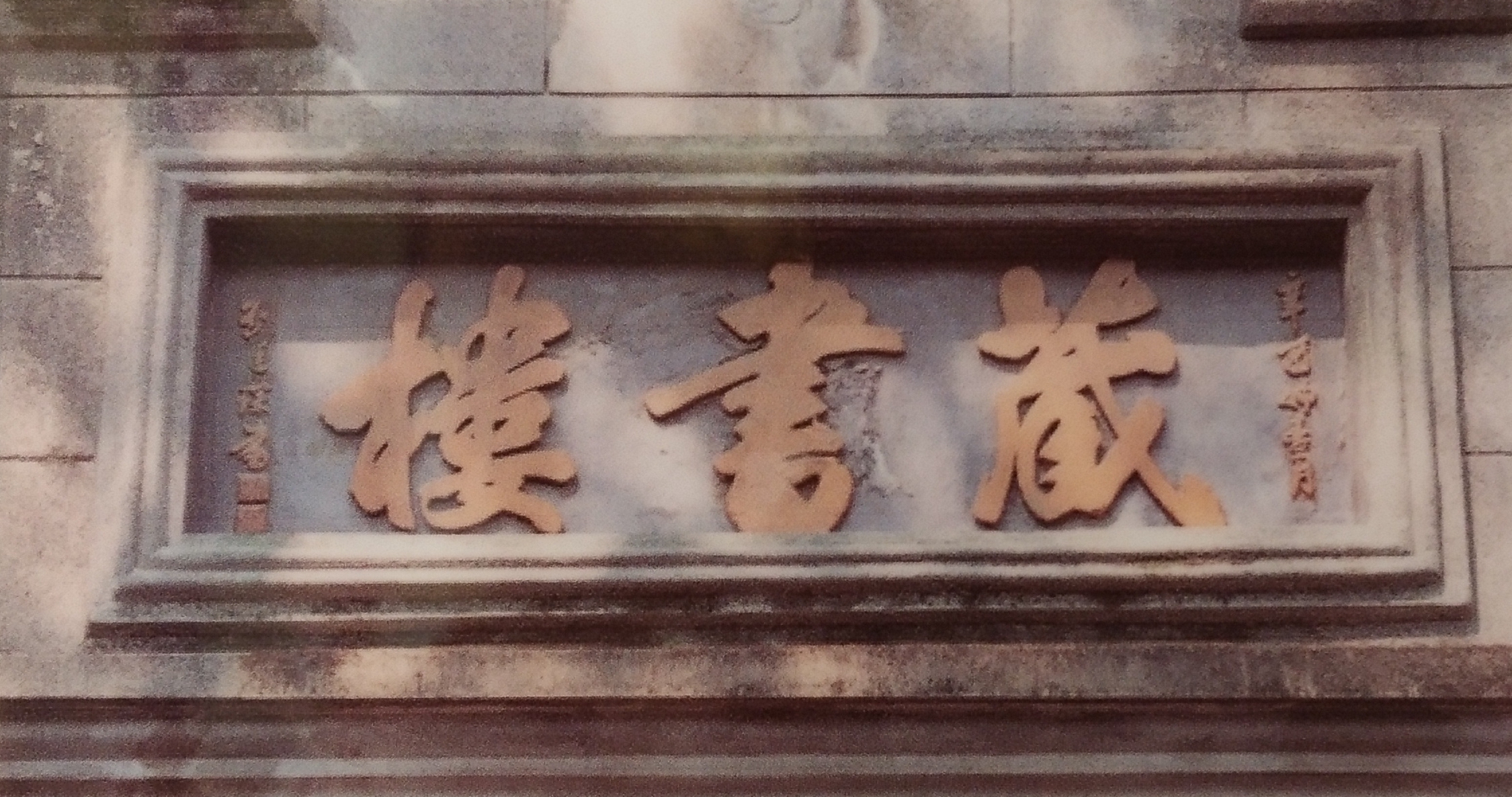
刘廷琛为尊孔文社藏书楼题写的匾额

青岛作为国家历史文化名城，文化源远流长，历经几千年的变迁，成为华夏文明主流的重要组成部分。青岛地区发现的新石器时代古文化遗址80余处，古墓葬200余座，出土文物2 000余件，反映了东夷先民的原始文化。青岛大汶口文化早期遗址以南阡、北阡、东演堤、丁戈庄等遗址为代表，晚期以三里河遗址为代表；龙山文化遗址则遍布全市各地。另外平度的东岳石遗址则被考古界命名为岳石文化。周代，青岛地区大部分属于齐国，其余属于鲁国，均为经济文化发达的文明之邦。秦汉两代的皇帝到琅琊的巡游、求仙也为青岛文化和民间传说增添一抹重彩。位于莱西的西汉晚期墓葬出土的大木偶人（木偶戏用）和漆器六博具表明在这一时期青岛的文化娱乐生活已经发展得颇为丰富。东汉末年的经学大师郑玄在崂山开设康成书院，可称是青岛最早的学府。
唐宋时期，青岛地区多有文学艺术大家的诗文流传：李白留下“我昔东海上，劳山餐紫霞”（《寄王屋山人孟大融》）的诗句；苏轼则写下吟咏板桥镇高丽亭馆的词句。明清两代，语言文史发展较好：即墨人王邦直著有音韵学的《律吕正声》60卷，顾炎武到访崂山作歌并考证《史记・秦始皇本纪》中有关崂山的记载，蒲松龄创作《聊斋志异》中有关于崂山的名篇《崂山道士》、《香玉》和长诗《崂山观海市作歌》，另有徐绩的《崂山观海市》和尹琳基的《白云洞观海市》等关于崂山的名篇。法若真、胡峄阳、李明谦、黄玉衡、高凤翰等均有多卷诗文集刊印。1467年修建天后宫，1644年增建一座戏楼，使之成为民众文化娱乐场所，主要演出戏种有轴姑、梆柳等。四方海云庵和小鲍岛则举办起以敬神名义的娱乐集市糖球会和萝卜会。
1898年，《德属胶州官报》在青岛创刊，成为青岛历史上第一家报纸。1905年，中国剧院（Chinesisches Theater）建成。同年，亨利亲王饭店音乐厅建成，是青岛第一座专用音乐厅。1907年，三江会馆建成，附有一座中式戏楼。1911年，青岛首个文化社团——尊孔文社成立，1914年建起了藏书楼。德国租借和两次日本统治，是青岛的近代文化充满了西洋和东洋色彩。1922年青岛回归后，文化事业得到较大发展，兴建了大批影剧院。1924年，公立通俗图书馆建立，青岛第一本中文摄影图片集——《接收青岛纪念写真集》出版。1929年，青岛剧社成立。1930年，首个群众文化机构——青岛民众教育馆建立。进而，随着国立青岛大学的建立，一大批文化学者和作家来到青岛，推动了青岛的新文化运动，完成或出版了许多文学作品和影视戏剧作品。1931年，创建了宣传海洋文化的青岛水族馆。1932年，海鸥剧社成立。1933年，青岛最早的广播无线电台——民众会教育馆广播电台开播。
1937年，因战争爆发，青岛的文化事业受到严重影响，现代文化活动衰退，此情况一直延续到1945年。国立山东大学的复校为青岛的文化恢复起到至关重要的作用，但随后爆发的内战和共和国成立后青岛行政地位下降、城市定位改变、高校外迁、政治运动等均使得青岛的文化事业发展受限，历程充满挫折。改革开放后，青岛的文化事业开始恢复，陆续建立一批话剧院、京剧团、吕剧团、歌舞剧院、曲艺团、茂腔剧团、柳腔剧团、管弦乐团等专业艺术团体。除了市级文化场馆外，各区、街道、单位也建起群众文化机构。青岛文学艺术界联合会所属的各个专业协会、学院相继成立。新一代的文学家、艺术家大量涌现。新闻出版业也得到发展，2012年1月，市直五大国有文化传媒集团——青岛广电影视传媒、青岛报业传媒、青岛出版传媒、青岛演艺、青岛网络传媒集团有限公司揭牌成立。

### 文学、戏剧和曲艺

青岛新舞台

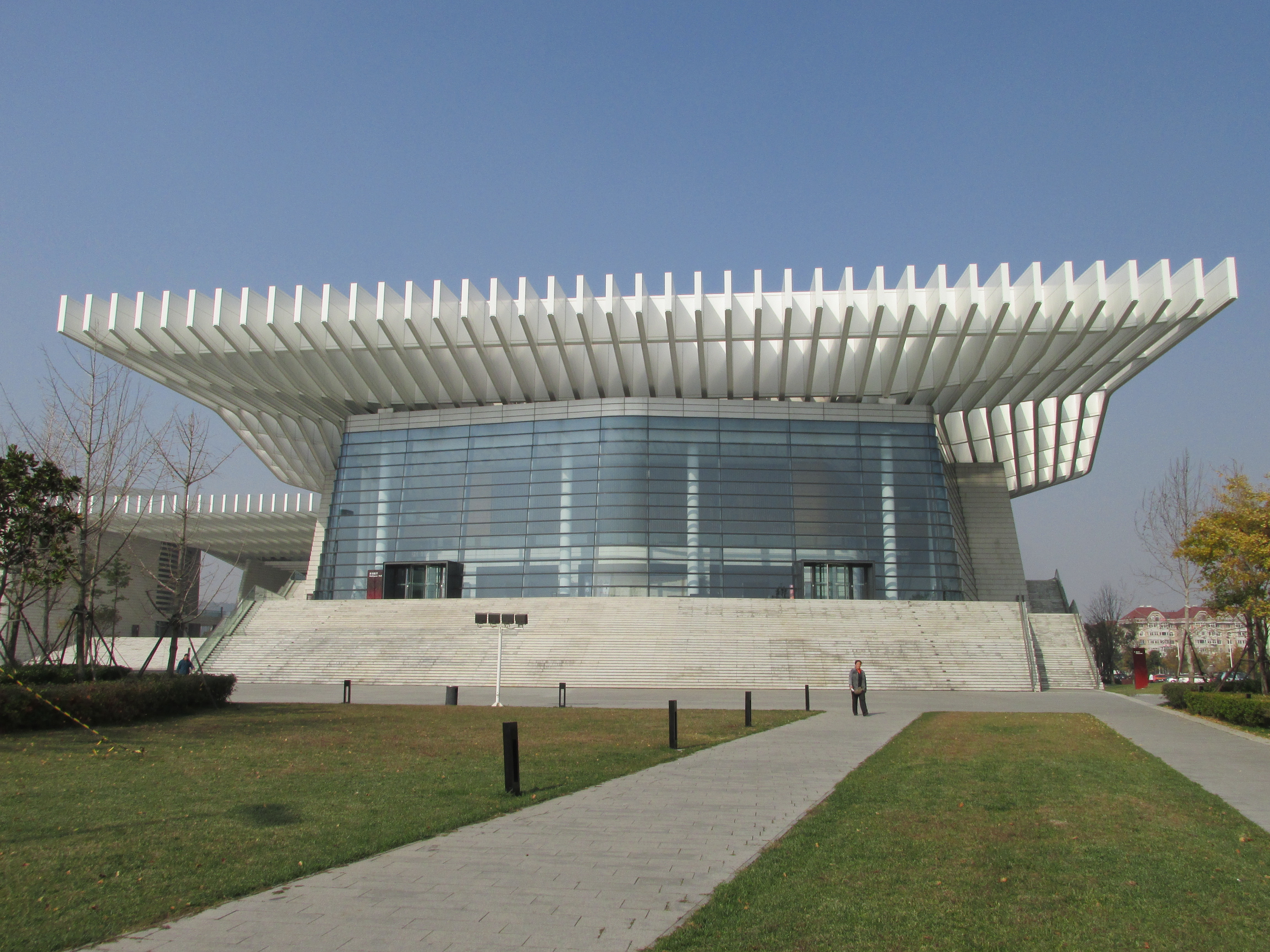
青岛大剧院

青岛的文学、曲艺创作活动较为发达，民间活动历史悠久。古代曾出现黄培、丁耀亢、张谦宜等诗文家。李白、王安石、苏轼、顾炎武、蒲松龄等游历崂山时，也留下一些诗文。清朝初期出现戏剧活动，至19世纪末，本肘鼓、弋阳腔等民间戏曲已演变成柳腔、茂腔戏剧，并成为独立的地方戏曲种类。建置前即有即墨大鼓、胶州八角鼓、藏马大鼓等的评词、渔鼓、琴书。辛亥革命后，京剧受到人们的关注，票友演出增多，梅兰芳、荀慧生、尚小云、杨小楼等曾在青岛新舞台（后称永安大戏院）联袂演出。
青岛现代意义上的白话文学和话剧演出起始于20世纪初，1920年代末陆续出现了新文学研究会、剧社、文艺社等团体，创办若干文学期刊或报纸副刊。国立青岛大学的成立，汇集了大批文学作家，他们从现实主义角度的视角审视社会生活，创作一大批反映平民命运、都市生活、战争苦难的文学作品，形成青岛现代文学史上第一个创作高峰。这一时期也常见曲艺艺人在市区道旁、广场撂地演出，或在茶社卖艺，相声艺人马三立、刘宝瑞，西河大鼓艺人刘泰清，山东快书艺人高元钧、杨立德，山东琴书艺人李金山、高金凤，杂技艺人小天一、王傻子等先后曾到青岛表演。
王统照的《山雨》、老舍的《骆驼祥子》、萧军的《八月的乡村》、萧红的《生死场》、舒群的《没有祖国的孩子》等长篇小说，以及巴金、陈翔鹤、沈从文、老舍等在青岛创作的短篇小说，均是现代文学史上的重要作品。1930年代，青岛诗坛最具影响力的作品是闻一多的《奇迹》、王亚平的《灯塔守者》、蒲风的《青岛》、臧克家的《烙印》和《罪恶的黑手》等。在青岛创作或出版的散文集有王统照的《北国之春》、梁实秋的《偏见集》、吴伯箫的《羽书》、萧军的《十月十五日》等。在青岛生活或工作的著名作家还有杨振声、汪静之，文学翻译家有张友松、卞之琳、章铁民等。这一时期，青岛还出现一批青年作家，如于黑丁、王林、李白凤、徐中玉、蔡天心等。第二次日据时期至共和国成立前， 王度庐因创作20多部武侠小说而被称为中国四大武侠小说作家之一。1953年，青岛市文联文工团最初排演的《小二黑结婚》因独具特点而被正式定名为一个新剧种——吕剧。1959年，月刊《海鸥》（今《青岛文学》）创刊，这是共和国成立后青岛唯一的文学期刊。
1970年代后期，青岛现代文学史上出现第二个创作高峰，现实主义是这一时期的主流，小说、诗歌、散文、文学评论、民间文学、翻译文学等文学种类都有较大发展，相继出版刘学江的《隔壁春风》、徐本夫的《降龙湾》、梁修的《夜潮》以及李伯屏、肖兵等人的长篇小说。纪宇的长篇朗诵诗《风流歌》极富节奏感，辛显令的电影剧本《喜盈门》拍摄后获多项全国大奖。尤凤伟以中短篇小说《清水衙门》、《白莲莲》、《山地》等成为现实主义小说的代表作家，而周立武则创作《巨兽》这类现代主义色彩的作品。1980年代至今，青岛的文学曲艺创作表演队伍逐步壮大，在作者人数、涉及领域、作品数量和质量等方面均处于全国前列。2010年末，历经8年设计和5年施工的，青岛市百年历史上功能最全、规模最大、档次最高，具有国际一流水准的公共文化演艺设施——青岛大剧院正式启用，如同屹立于东部的一座银白色的大钢琴，标志着青岛文化建设取得又一个重大成果。

### 音乐

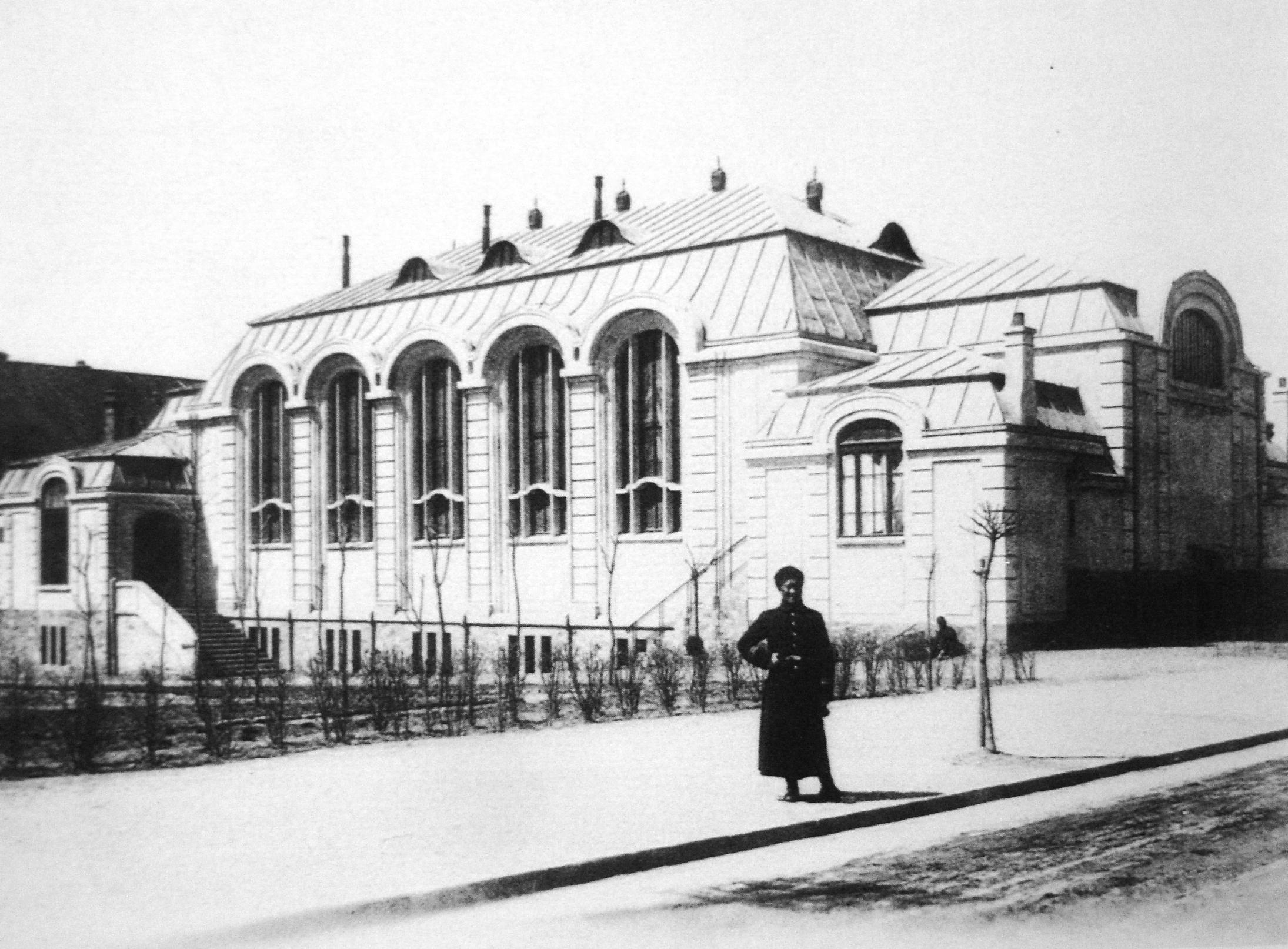
亨利亲王饭店音乐厅

青岛民间音乐历史悠久，近代西洋音乐发展较早，市民音乐素养较高，使得青岛有了“音乐之岛”的美称。明末清初，崂山道教音乐有了相当的发展。1897年德国设立租借地后，西洋音乐开始传入。1902年，德国海军士兵俱乐部建成，附有一座礼堂，可做音乐厅使用。1905年，亨利亲王饭店建立音乐厅，音乐界人士和德国海军管弦乐团经常在此举办音乐会，并邀请欧洲音乐家前来演出。而长期流传的胶州大秧歌、海员号子、茂腔柳腔剧等的戏曲音乐也开始在民间流行。
1920年代，民乐演奏在民间传统节庆活动中已非常普遍。音乐教育也开始发展，市立中学、文德女中、圣功女中等学校均开设音乐课；学校的音乐教师为主成立青岛音乐会，在学校组织音乐会，邀请外地音乐家交流。教会音乐也随着基督教堂的建立开始流行，其中尤以浙江路天主教堂和江苏路基督教堂的大管风琴音乐最为出名。1935年，青岛音乐会会长王玫在青岛制成中国早期的小提琴。改革开放后，音乐活动逐渐繁荣，开始每年举办夏季音乐会，群众音乐活动，音乐比赛竞赛等。1986年，开始举办综合性艺术节。2002年，举办首届青岛市新年音乐会。2005年，青岛举办首届音乐节，首届中国国际小提琴比赛在青岛举办。2005年4月，青岛交响乐团重新组建。2007年，举办首届青岛摇滚音乐节；2012年，举办首届青岛国际帆船音乐节，文化部的主办第一届李德伦全国指挥比赛在青岛举办。2017年，欧盟青年音乐节在青岛西海岸新区举行。

### 舞蹈
青岛民间舞蹈历史久远，具有鲜明的地方特色，主要有扭秧歌、踩高跷、跑旱船、舞龙灯、舞狮子、玩杂耍等种类。民间舞蹈的主要表演形式有流行于沧口的水族舞灯，崂山的歌舞秧歌，黄岛、胶州的巫舞，即墨、胶州的羽龠舞，即墨的小调秧歌、田蟹舞灯，胶州的小秧歌戏，以及道具舞中的即墨的跑驴、武松打虎、旱船，胶州的大头娃娃舞、龙灯舞、二鬼摔，黄岛的姜老背婆婆等。杂耍类舞蹈主要源自汉代的百戏，如抬车官、撬官、锔大锅、打花棍等。民间舞蹈中，秧歌最为普及和流行。
1960年，青岛市歌舞团成立，成为青岛市上演歌剧、芭蕾舞剧、民族舞剧和舞蹈节目的专业艺术团体。文革时期，流行忠字舞，但丧失舞蹈的艺术性。1970年代后，专业和业余的舞蹈队伍相继成立。1989年，青岛市舞蹈家协会成立。2000年，青岛市承办首次在中国举办的高级别、大规模的国际舞蹈大赛——国标舞世界杯国际大赛。2002年，青岛市舞蹈家协会主办首届青岛市街舞大赛。2009年，首届青岛国际舞蹈艺术节举办。

### 美术、书法和摄影

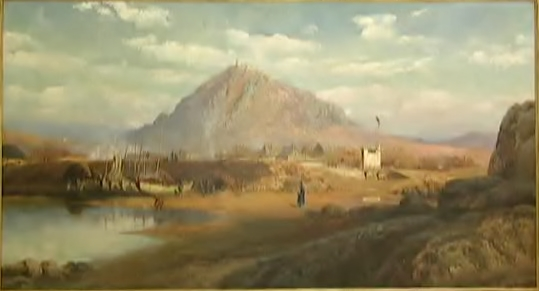
1898年油画《胶州的早晨》，取景于汇泉湾畔

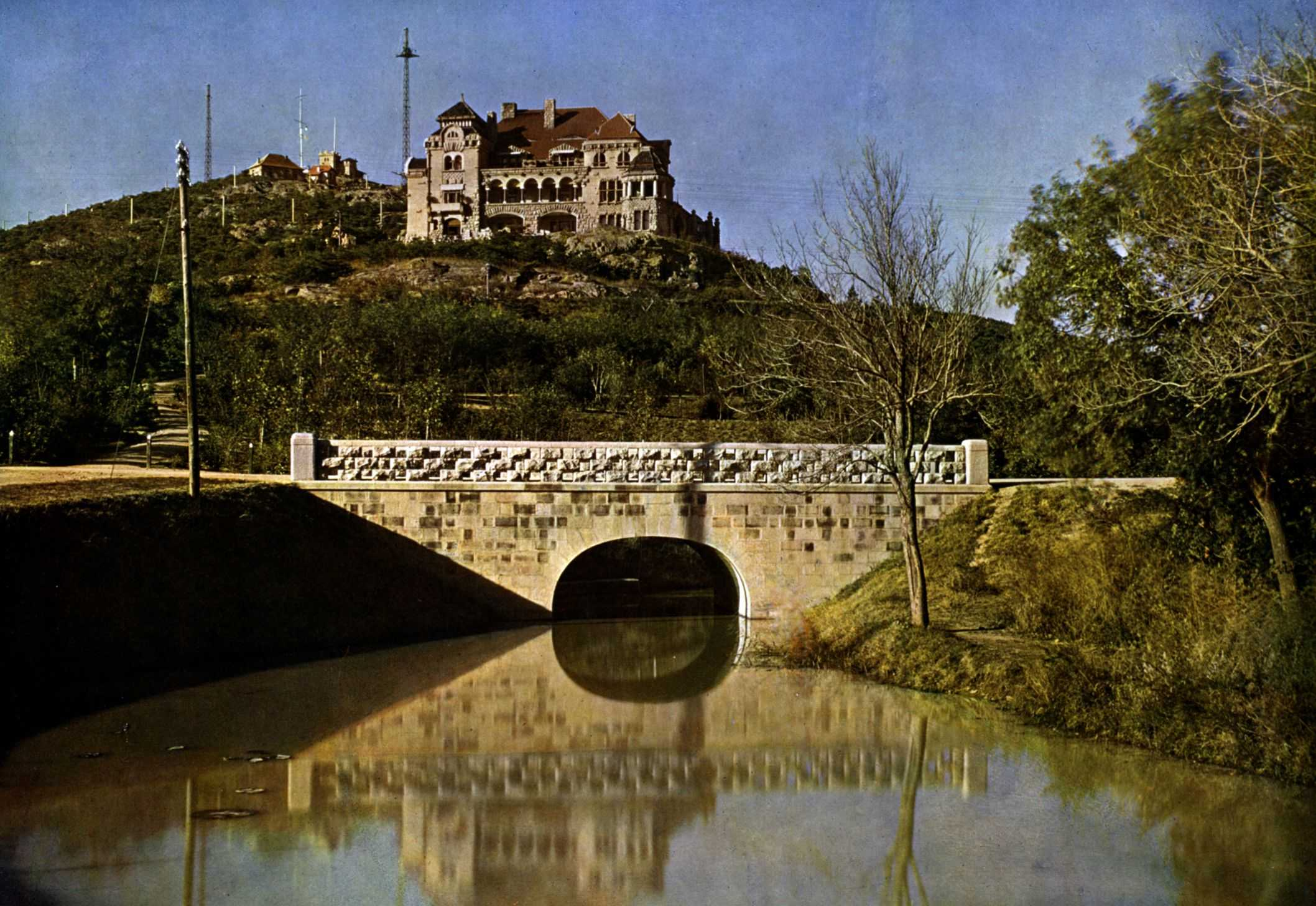
这张摄于1908-1909年的胶澳总督官邸及花园的照片是青岛第一批彩色照片之一

青岛的美术史可上溯至新石器时期。三里河遗址出土的陶制狗型器和猪型器在中国美术史上被誉为新石器时期鸟兽型雕塑的杰出代表作品。西皇姑庵遗址出土的商周时期的铜提梁卣、铜方彝、父甲爵、父癸爵等青铜器，黄岛出土的秦始皇28年琅琊石刻，即墨移风店出土的汉代玉舞人，城阳出土的伏鹿画像石，平度天柱山摩崖石刻《郑文公碑》，法海寺附近出土的北朝至隋唐时期的百余件石雕造型残件等，都展现青岛地区商周时期青铜艺术和古代雕刻艺术的发达。另外，青岛还流传年画、剪纸、刺绣等民间美术。
19世纪末，西洋美术摄影开始传入；雕塑常见于建筑、庭院、墓地中，摄影最初为新闻报道服务。德租时期的照相馆主要有高桥写真馆、太芳照相馆等。风景明信片也从德租时期开始流行，青岛印书局、罗斯洋行、德基洋行为德租时期青岛风景明信片的主要发行商。1908-1909年，法国金融家阿尔贝特·卡恩（Albert Kahn）进行环球旅行时，其雇佣的摄影师斯戴芬·帕塞（Stephane Passet）在青岛使用卢米埃尔干板技术拍摄了一组彩色照片，是青岛已知最早的彩色照片。辛亥革命后，一批清政府遗老遗少移居青岛，其中不乏精于书画之士，如康有为、吴郁生、刘廷琛等，其美术活动对青岛的书画艺术界影响深远，是青岛在20世纪初即成为中国传统美术与西方美术并行发展的地区之一。1924年，班鹏志出版了出版青岛首部中文新闻照片集《接收青岛纪念写真（Souvenir Photographs of the Restoration of Tsingtau, 1923）》。1930年代初，青岛的报纸开始登载摄影和电影广告照片，同时出现艺术摄影。
1960年代初，青岛的美术活动进入新的活跃期，国内多位画家来青岛举办展览、讲座和学术研讨会，潘天寿、李苦禅、王雪涛、崔子范等数十位著名画家与赫保真、马龙青、冯凭、杜宗甫、黄公渚等青岛画家与会。1970年代中期至1980年代中期，青岛的书法篆刻创作展览蓬勃开展，书法篆刻社团相继成立，许多书画家及其作品在国际国内获奖。随着改革开放的深入，许多商业性画廊、画店、装饰工程公司纷纷成立，标志着美术正向着多元化发展。1995年，建成文化名人雕塑园；1997年，建成东海路雕塑一条街。
1998年，举办青岛风采摄影大奖赛。1999年，青岛举办国际美术邀请展，有20多个国家的50多名画家参加；同时举办中国版画展，收藏全国版画263幅。2000年，举办青岛国际版画双年展，有46个国家的360多位作者报送约800幅作品，堪称一场大型国际文化交流活动，也是中国首次承办的国际性版画展览；同年，青岛市还举办首届女画家作品展，并出版作品集；同期，青岛雕塑艺术馆开馆。2001年在青岛举办的全国中国画作品展。2004年，青岛的水彩画家王绍波的作品《渔歌》首次在全国美术作品展览中获金奖，打破青岛市无全国金奖的纪录。

### 新闻出版

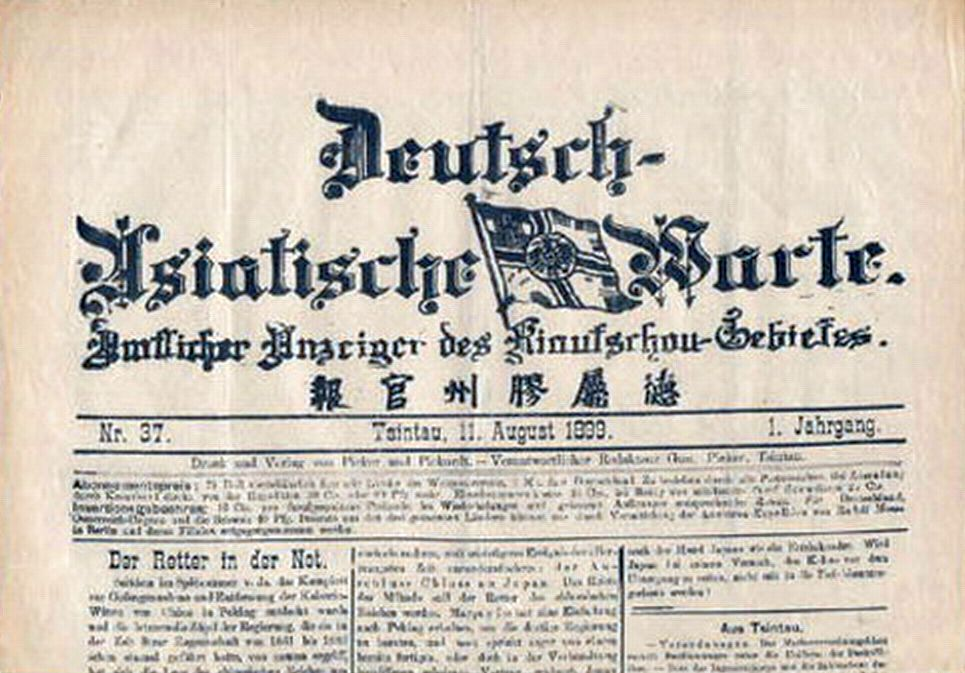
德属胶州官报 第37期（1899年8月11日）

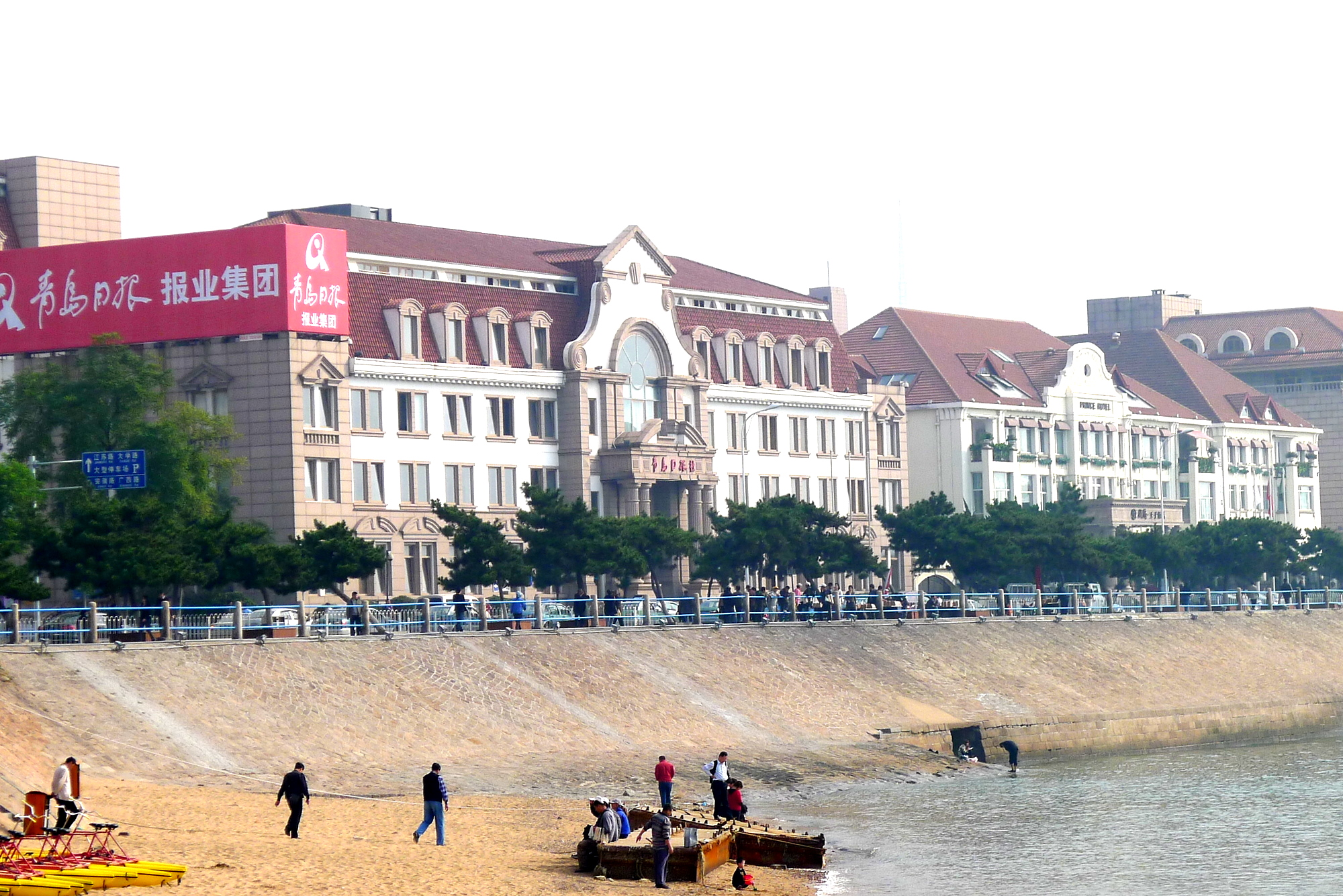
原青岛报业集团办公楼

青岛的书籍出版始于明朝，时有官刻的1579年《即墨县志》以及之后的《胶州志》、《平度志》等；家刻的《崂山志》；坊刻则有胶州的成文堂、文富堂和即墨的修德堂等。德租时期，青岛兴起近代出版印刷业，时有青岛印书局（Adolf Haupt Bücherei）、福昌书局（Deutsch-Chinesische Bücherei und Verlaganstalt）等7家出版机构。青岛的报纸业始于19世纪末。1898年11月21日，青岛历史上的第一家报纸《德属胶州官报》创刊发行，文稿以德文为主，在刊登布告、通知、告白等需要华人知晓时会用德汉两种文字对照刊出。1900年7月1日，周刊《青岛官报》创刊发行，取代之前的《德属胶州官报》，内文为中德文混排。
1901年，青岛首家全中文周刊《胶州报（Kiautschou Pau）》由中国民主人士朱淇创刊。1905年，《青島新報（Tsingtauer Neueste Nachrichten）》出版。  1916年，《胶州湾之盐业》专刊出版，是青岛历史上首家正式期刊杂志。1923年，面向青岛及国内外通航城市发行的《胶澳日报》创刊。1924年12月，胶澳商埠督办公署创刊《胶澳公报》。1932年，由中国人担任社长的中文《青岛日报》创刊。至1949年5月，全市共创办过中文报纸80余家，外文报纸20余家；各类期刊杂志268家、313种；出版社20余家，印刷局30余家，图书发行局40余家。
1949年解放军占领青岛取得政权后，只有《大民报》维持出版较短时间，其他所有报刊和所有出版社、图书发行机构均被停办或休业；正中书局及其印刷厂、中国文化服务社等被接管控制，成立新华书店青岛分店。1959年，青岛市文学艺术界联合会创办文学月刊《海鸥》（今《青岛文学》）。1987年，青岛出版社正式成立。1988年，《公共关系导报》创刊。1989年，青岛海洋大学出版社（今中国海洋大学出版社）成立。1992年，《青岛晚报》创刊。1996年，《公共关系导报》改办《青岛生活导报》（今《青岛早报》）。1998年，《青岛日报》率先实现彩色印刷，并与早报晚报共同组建网上读报平台——青岛新闻网。1999年，《半岛都市报》在青岛创刊。

### 广播电视

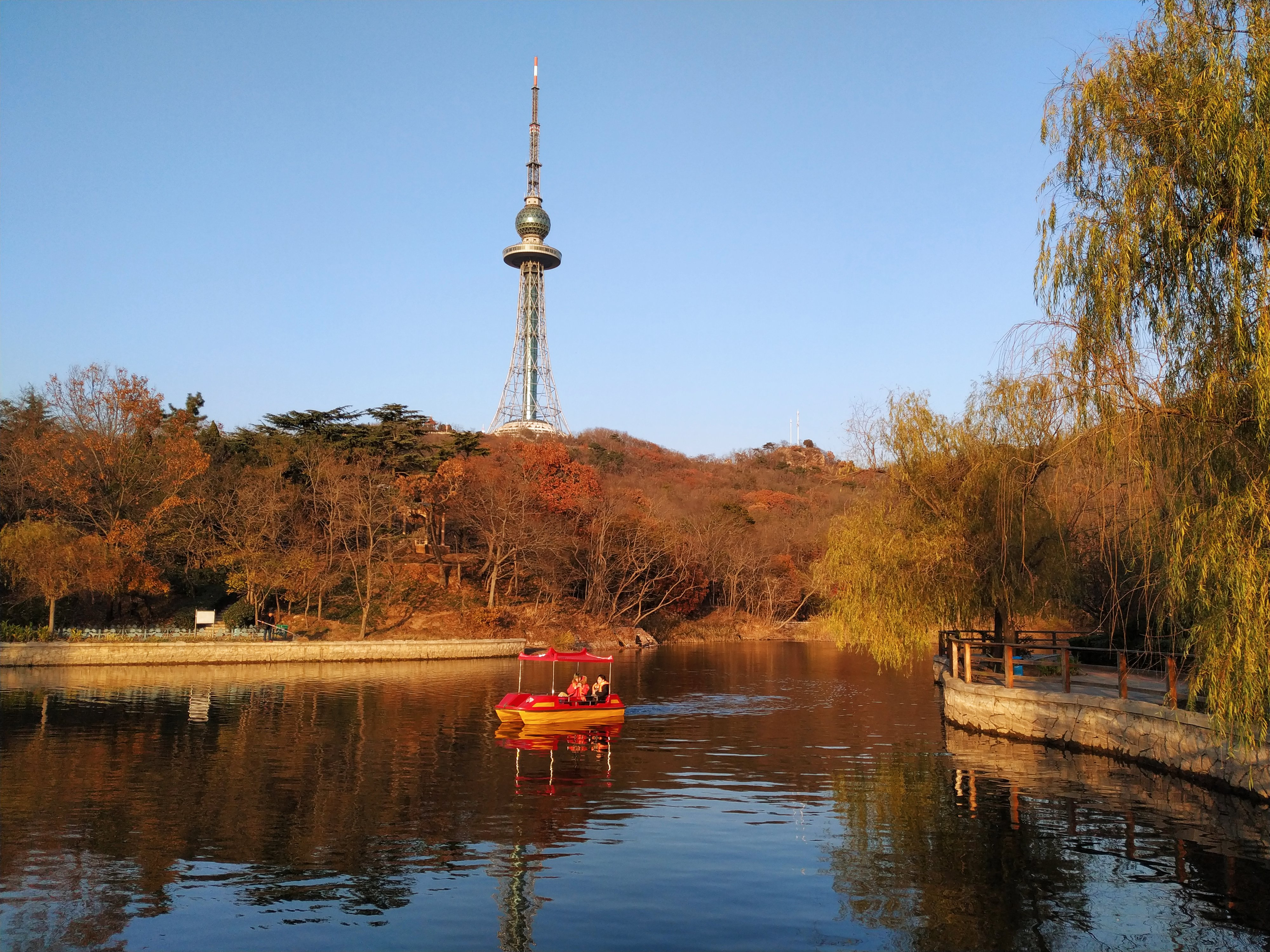
青岛电视塔

青岛的无线广播始于1930年代。1933年6月，青岛市政府创办青岛首家无线广播电台，全天播音9小时；7月，青岛宏波电器公司建立一座私营广播电台。1938年3月21日，青島放送局成立，用汉语和日语分时广播。1940年，青島放送局更名为青岛广播电台。1946年3月，青岛广播电台开辟第二广播。1949年2月，青岛广播电台开辟第三广播。1949年6月2日，青岛市军事管制委员会接管青岛广播电台，更名为青岛人民广播电台，办两套节目。1971年，青岛电视转播台建成；1976年，转播台改为青岛电视台。1979年，青岛电视台正式播出；1980年，实现播出节目全彩色。
1987年，平度电视台、胶州电视台、崂山电视台和莱西卫星地面接收站建立。1995年，青岛广播电视发射塔建成。2000年，青岛市郊区实现村村通电视。2001年，青岛广播频率实现数字化制作播出，电视台成功试播首部独立制作的高清数字电视片，有线网络中心试验开通标清和互动数字电视。2002年，建立国内首个广播电视EIP管理网，电视新闻采编播实现数字化。2004年，青岛市建设有线数字电视的经验被国家广电总局称为“青岛模式”，并向全国推广。2007年，地面无线高清电视正式开播。截至2011年末，全市共有广播电台1座、12套节目，电视台1座、15套节目，全市有线电视用户达到268.2万户，数字电视用户达到243.88万户。

### 电影
青岛的电影发行放映始于20世纪初。由于早期电影播放不受场地限制，青岛究竟从何时开始出现电影放映几乎无法考证，而建于1902的水师饭店和建于1905年的亨利亲王饭店音乐厅拥有放映电影的条件。2016年，青岛媒体报道水师饭店为“中国首家电影院”。1923年，青岛南海沿平安电影公司成立，经营青岛第一影剧院。在中国影片产生之前，青岛放映德国、日本、美国和英国等国的影片，片商均为外国人。中国影片产生后，一些国内外的制片厂家在青岛都有自己的片商代理人。1931年，山东大戏院建成，一直使用至今（现称中国电影院）。1950年，青岛首个农村电影放映队成立。1959年1月，青岛发行站更名为青岛市电影发行放映公司，结束过去只负责影片发行的局面，转而分管全市整个电影发行放映工作。1998年，首届青岛市农民电影节举办；2001年，首届青岛市学生电影节举办；2003年，首届青岛市露天电影节举办；2004年，首届青岛市大学生电影节举办。2007年，中国电影金凤凰奖将青岛设为永久举办地。2013年，万达集团投资500亿元人民币在青岛西海岸新区建设青岛东方影都，涵盖旅游、商业等多种功能的大型影视产业园区，于2016年开始启用。2018年，首届上海合作组织国家电影节在青岛开幕。

### 文化设施

青岛海底世界

青岛的文化设施建设始于德租时期。1902年建成的水师饭店配有一座礼堂。1905年，中国剧院建成，是一家由中国人经营的戏院，后称“华乐戏院”。同年，青岛最早的音乐厅——亨利亲王饭店音乐厅建成。1909年建立的德华大学设立有教学实验器材陈列馆，为现代博物馆的雏形；其后，胶海关设立海关博物馆。1914年，德国汉学家尉礼贤创建尊孔文社藏书楼。1916年，青岛建立商品陈列馆。1924年，青岛市公立通俗图书馆建立。1930年建立的青岛市教育局民众教育馆（后称青岛市立民众教育馆）是青岛最早的文教机构。1932年，青岛水族馆建成开馆。1936年，青岛市公立通俗图书馆更名为青岛市图书馆；同年，青岛市礼堂建成；山东产业馆建成。
1965年，青岛市博物馆正式成立。1989年，中国海军博物馆建成。1998年，青岛市文化博览中心建成。1999年，青岛市档案馆设施达到国际一级馆的标准。进入21世纪，许多主题博物馆相继建立。2000年，青岛市启动数字档案馆工程；市南区和崂山区、黄岛区和城阳区新建各区的文化场馆综合体。2004年，青岛市图书馆设施达到国际一级馆的标准；市档案馆赴德国征集复制大批青岛早期珍贵档案。2010年，青岛大剧院建成。截至2011年末，全市共有各类文化机构470处。其中，影剧院40处，文化馆（站）183处，博物馆9处，公共图书馆13处。

### 文物保护

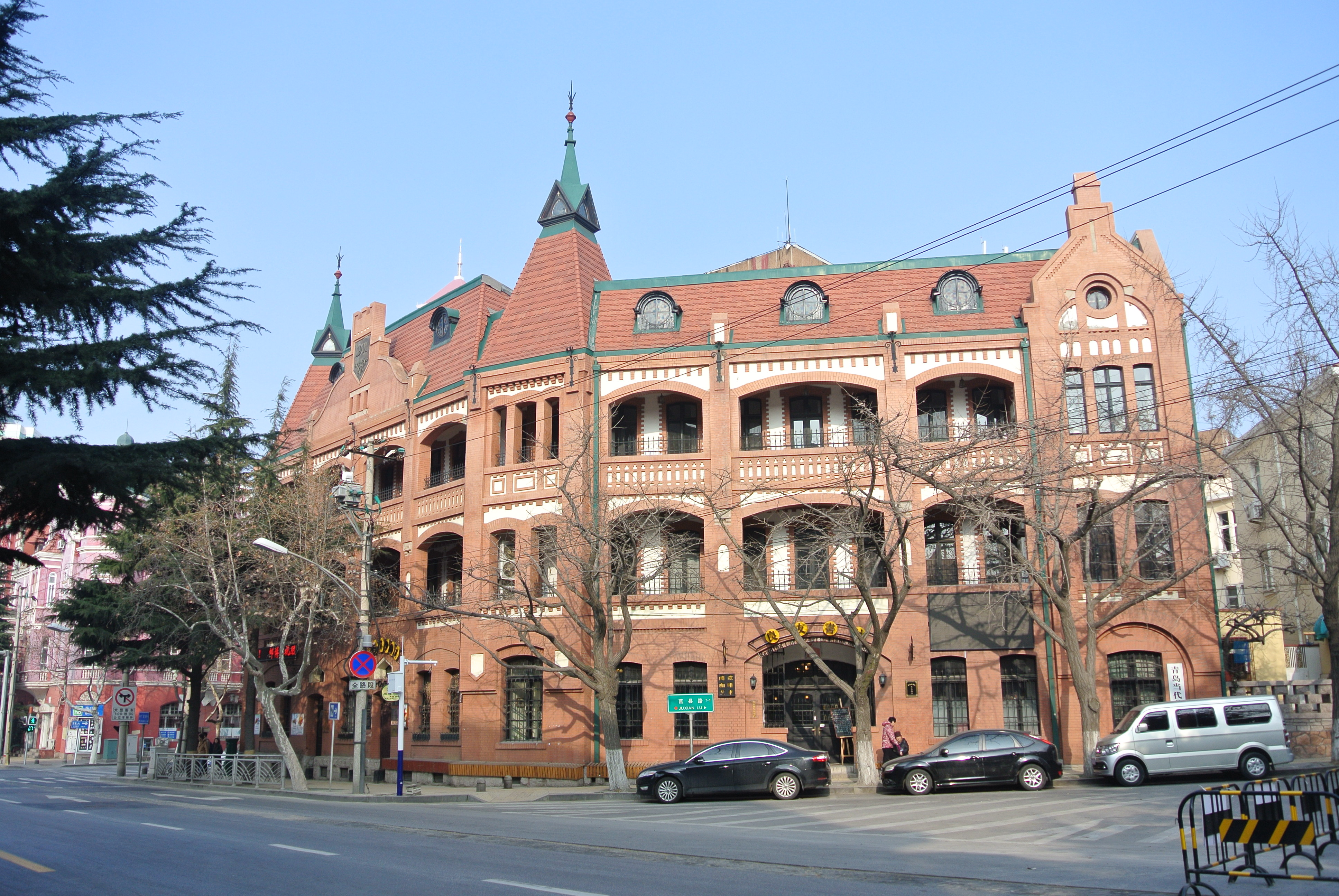
青岛邮电博物馆

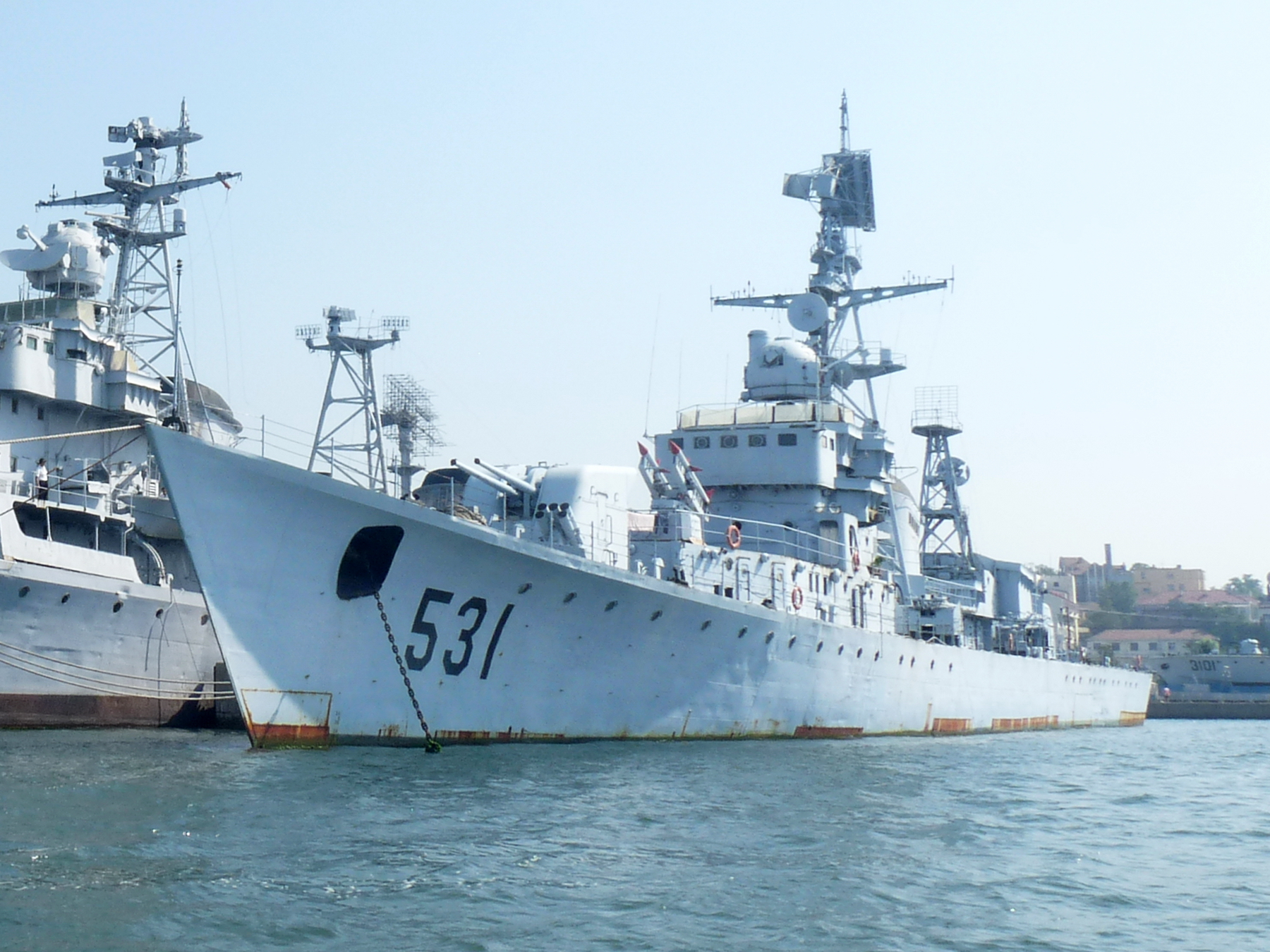
退役后存放在青岛的中国海军博物馆的053K型导弹护卫舰“鹰潭”号

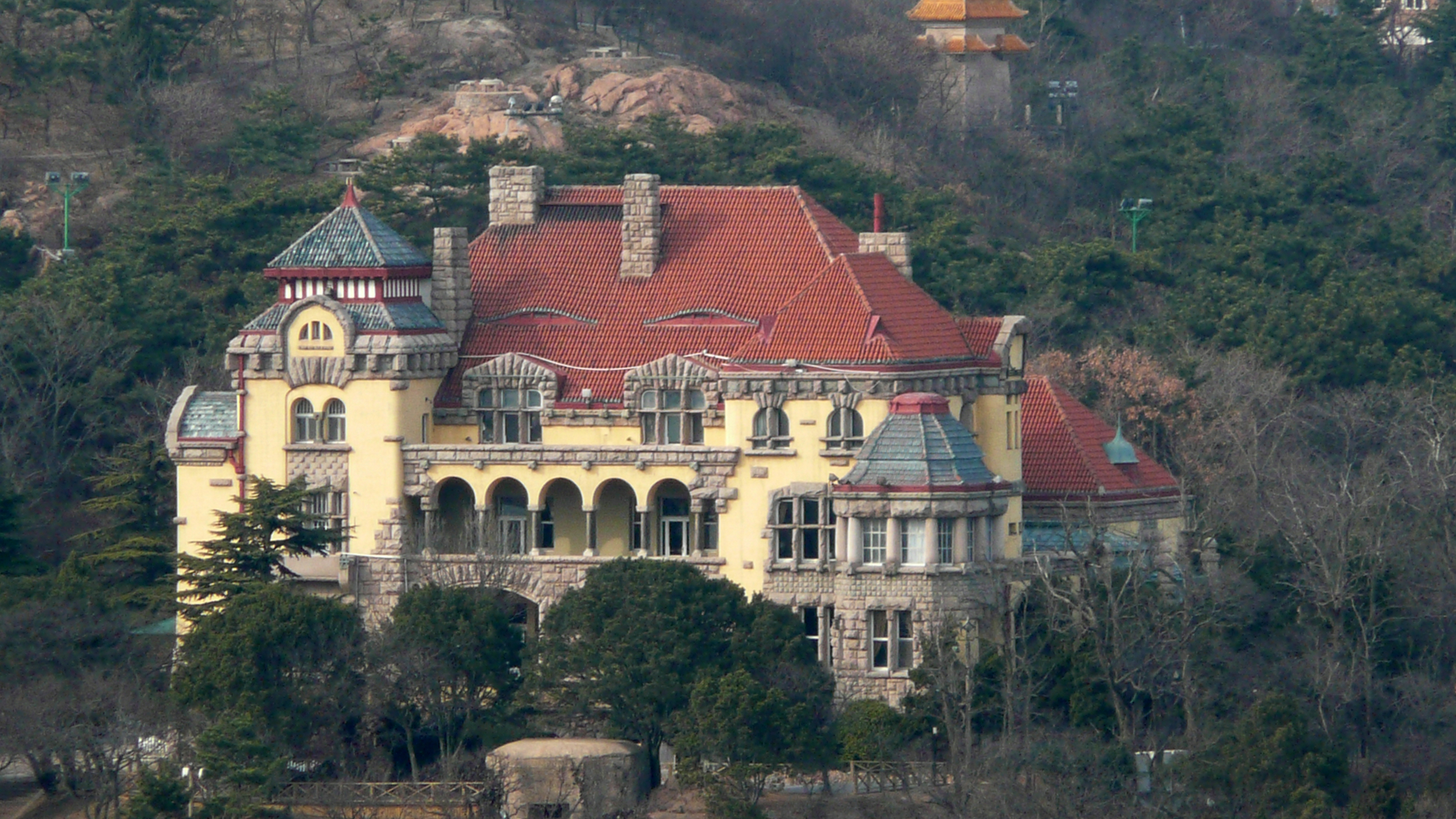
德国胶澳总督楼旧址博物馆

#### 文物普查
青岛市的第一次文物普查工作开始于1952年，1955年停顿，1957年3月又重新开始。这一时期主要考察崂山地区，共发现古文化遗址31处，古墓葬11处，古建筑40余处，晋代刻石2处，唐天宝刻石2处，金、元、明刻石40处。1973年5月24日至6月24日，青岛市组成文物普查小组进行第二次文物普查工作，对青岛市的重点文物保护单位。1981年，青岛市进行第三次文物普查工作，组织普查胶南、胶县、崂山、黄岛的文物。这次普查，新发现古文化遗址41处。
1987年，青岛市进行第四次文物普查工作，新发现大汶口文化遗址2处，龙山文化遗址7处，岳石文化遗址1处，汉代文化遗址（墓群）15处，宋代墓群2处，明代建筑4处；同时征集到汉画像石、铁器、石像、墓志铭、瓷器等文物近百件，燕国刀币和历史名人字画一批。2000年，组织水下考古队，对南部海域琅琊港遗址、宋金海战遗址、鸭岛明代沉船遗址、明清海防设施遗迹等历时20天的调查。2007年7月，青岛市启动第五次文物普查工作，全市共普查不可移动文物点860余处，其中新发现570余处。2012年1月19日，国家文物局批准青岛市开展国有可移动文物普查试点工作。

#### 全国古籍重点保护单位
- 青岛市图书馆（网址 （页面存档备份，存于））：青岛市市属大型公共图书馆，位于市北区延吉路109号

#### 国家级非物质文化遗产
- 徐福东渡传说：起源于秦始皇求长生不老，方士徐福求仙人不得而东渡日本的故事
- 崂山民间故事：俗称“拉呱”，是崂山人民千百年来集体创作的口头文学，内容大致包括“神话”、“传说”、“故事”等几方面
- 秃尾巴老李的传说：在山东人闯关东到东北的背景下，虚构人物秃尾巴老李能够自由自在的来往于东北和山东之间
- 道教音乐——中国民间音乐的组成部分
  - 崂山道教音乐：多由上古民歌和民间号子演变而成，具有强烈的东夷文化气息
  - 胶东全真道教音乐：以“崂山韵”为特点，吸收不少胶东民歌、秧歌、曲艺和戏曲的曲调
- 胶东大鼓：起源于“盲人调”，又称“梁派大鼓”，是一种具有浓厚的胶东特色和淳朴的乡土气息的鼓曲艺术形式
- 胶州秧歌：又称“地秧歌”、“跑秧歌”的一种秧歌戏，其舞蹈、音乐曲牌和情节剧在中国秧歌群体中独树一帜
- 茂腔：一种源于民间哼唱小调的地方戏曲，曲调质朴自然，唱腔委婉幽怨，通俗易懂
- 孙膑拳：传为战国军事家孙膑所创的一个地方拳派，因其演练出击时常以长袖藏手，故又称“长袖拳”
- 螳螂拳：中国著名传统武术流派，象形拳的一种，因取螳螂捕蝉之动静、神态而得名

#### 省级非物质文化遗产
- 柳腔：旧称“溜腔”，为即墨的地方剧种，特点是形式简单、表演朴实、乡音浓郁、生动有趣
- 莱西木偶戏：俗称“撮头戏”，木偶造型多数沿用戏曲中的生、旦、净、末、丑等戏剧脸谱，表现不同的人物形象
- 山东八角鼓：又名“八旗鼓”，因伴奏乐器八角鼓而得名，初盛行于满清贵族中，后渐渐形成一种说唱艺术形式
- 胶州剪纸：流行于胶州的剪纸艺术，以纹样构思新颖、组合巧妙、刻工精细著称
- 傅士古短拳：始创于城阳的一种少林地功派硬气功拳法，使用短兵器或徒手，以防御为主
- 崂山道教武术：中国道教武术的一个重要门派，源于武当山，为张三丰祖师所创

### 民俗与节会
德租时期，德语是官方语言，教育和宣传力度很大。第一次世界大战德国战败后，德语几近消亡，对当地语言的影响微乎其微。当地方言被称为青岛话，使得当地人的口音与周边的山东其他地区有很大的不同。

#### 风俗习惯
青岛地区的先民是东夷人，早在新石器时期，折射东夷风俗特点的文化活动就在已存在，如以陶制饮食器具所展示的饮食民俗和审美民俗，以鸟图腾崇拜为主要特点的原始崇拜信仰民俗，以墓葬形式和成年礼仪所展示的丧礼民俗、生礼民俗等。先秦时逐渐形成以齐文化为主体的风俗，秦汉以后受到儒家文化影响而产生变化。其后的几千年间，青岛的风俗变化不大，只是融入一些不同民族和地区的特色，发生一些局部的变化。20世纪上叶，大量外来民众来到青岛谋生并定居，遂将其家乡的风俗带来，经过不断的融合，逐渐形成青岛今天以齐国海洋文化传统风俗为主体，融合进内陆各地风俗世象的市区民俗。
近代由于德日的统治使得市区的民俗附带上些许“舶来品”，传统风俗和西洋文化相互交融，兼收并蓄，和谐共存。具体体现在民居方面，青岛产生传统四合院、日式建筑与西洋建筑相结合的里院，现代则多以楼房公寓代之；婚嫁方面，新人既身着婚纱礼服、彩车迎亲，又有传统的吹打舞狮；丧葬方面，既有鲜花祭奠，又少不了传统的焚香烧纸，海葬和遗体捐献也开始逐渐被接受；节庆方面，除了必不可少的传统腊八、小年、春节、端午和中秋等，外来节日如圣诞节、情人节、母亲节和父亲节也被大多数人接受。总的来说，青岛的民俗有独到的特色，属于中国传统文化的一个重要组成部分，但由于建政初期的“移风易俗”、“破四旧”等来自上层建筑的政治性干预，使得现代人（尤其是市区生活的人）不再像过去那样理解和重视传统民俗文化并参与其中，更多地只是以一种旁观者的角度看待。

#### 特色餐饮

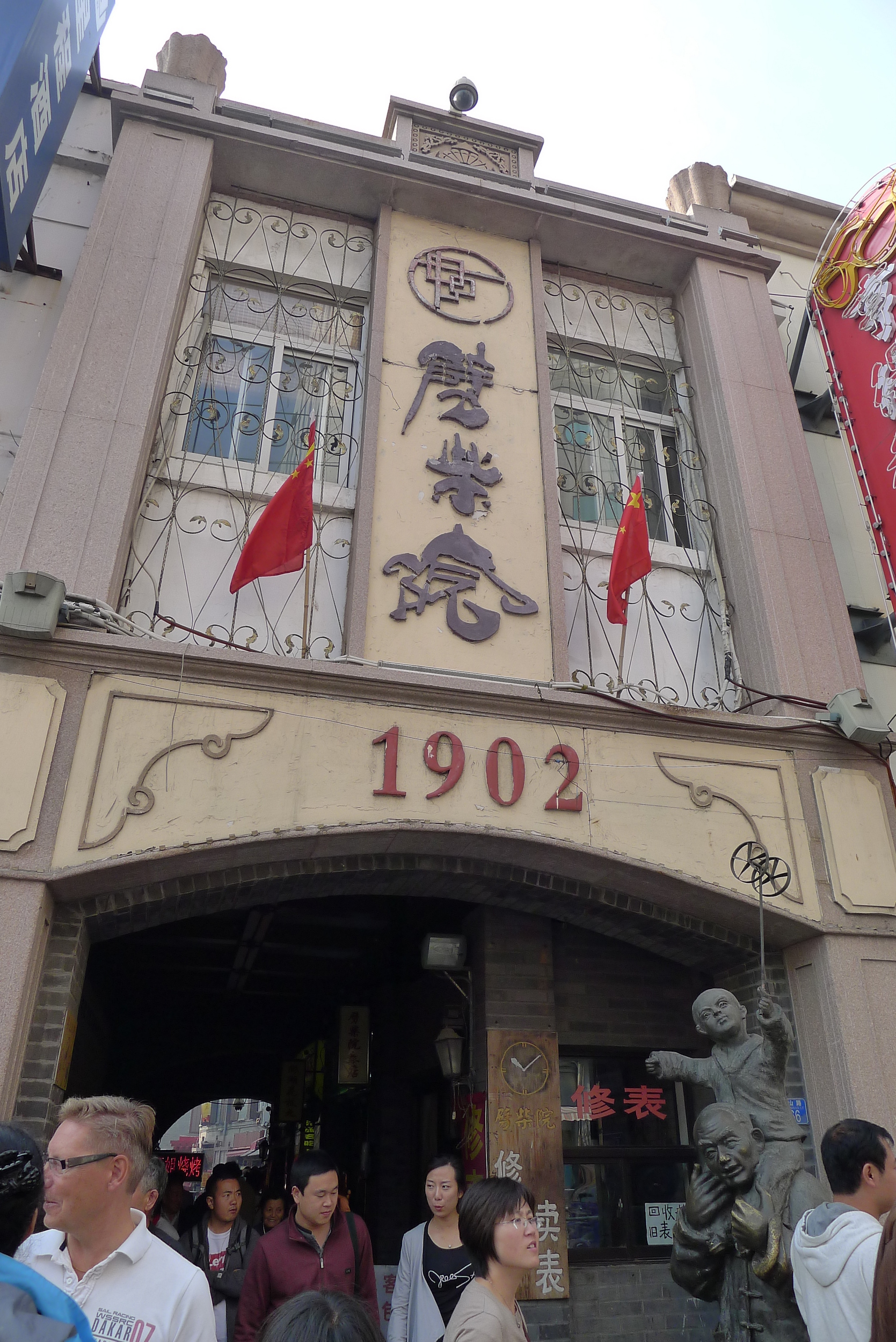
劈柴院，中山路入口

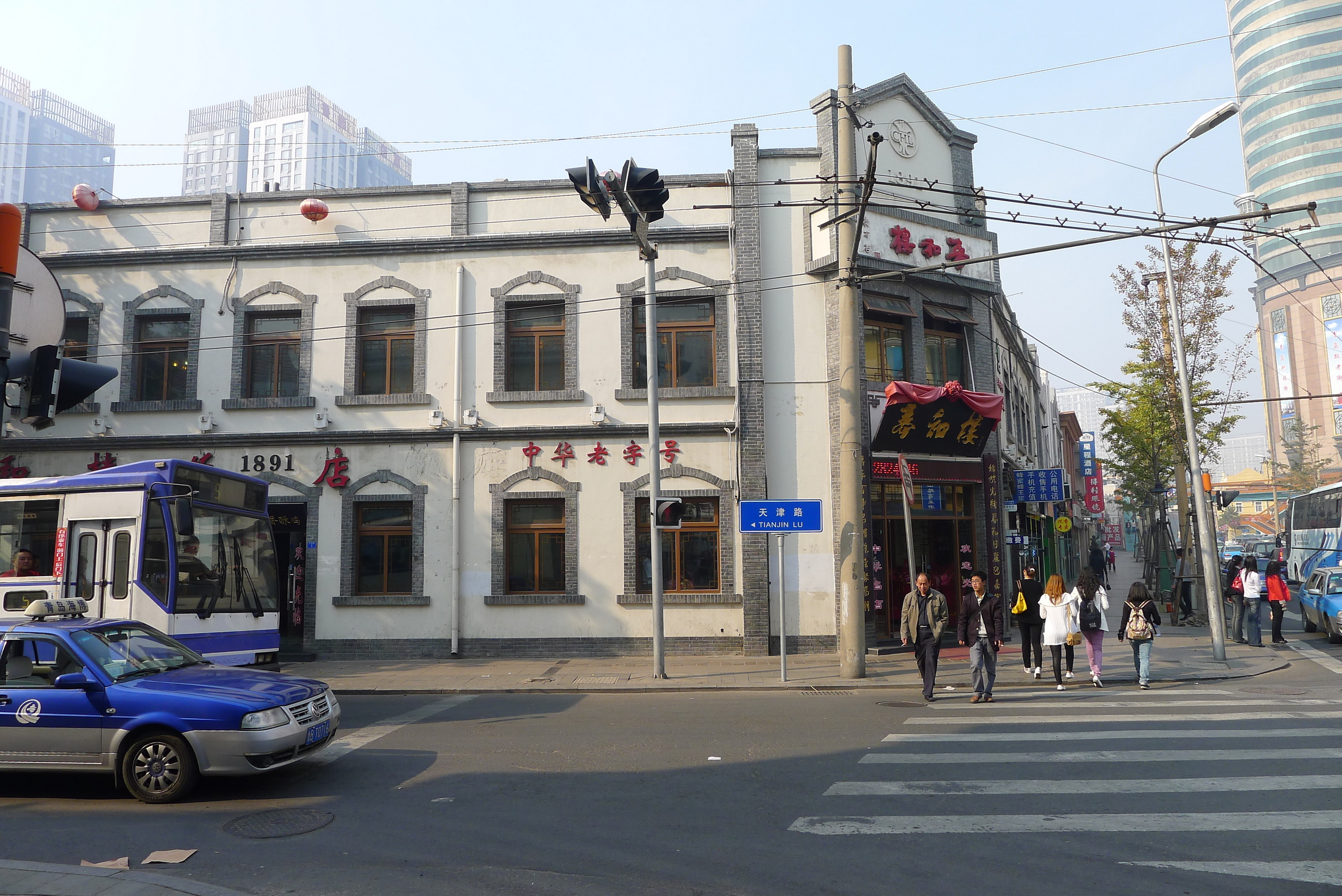
中华老字号：青岛春和楼

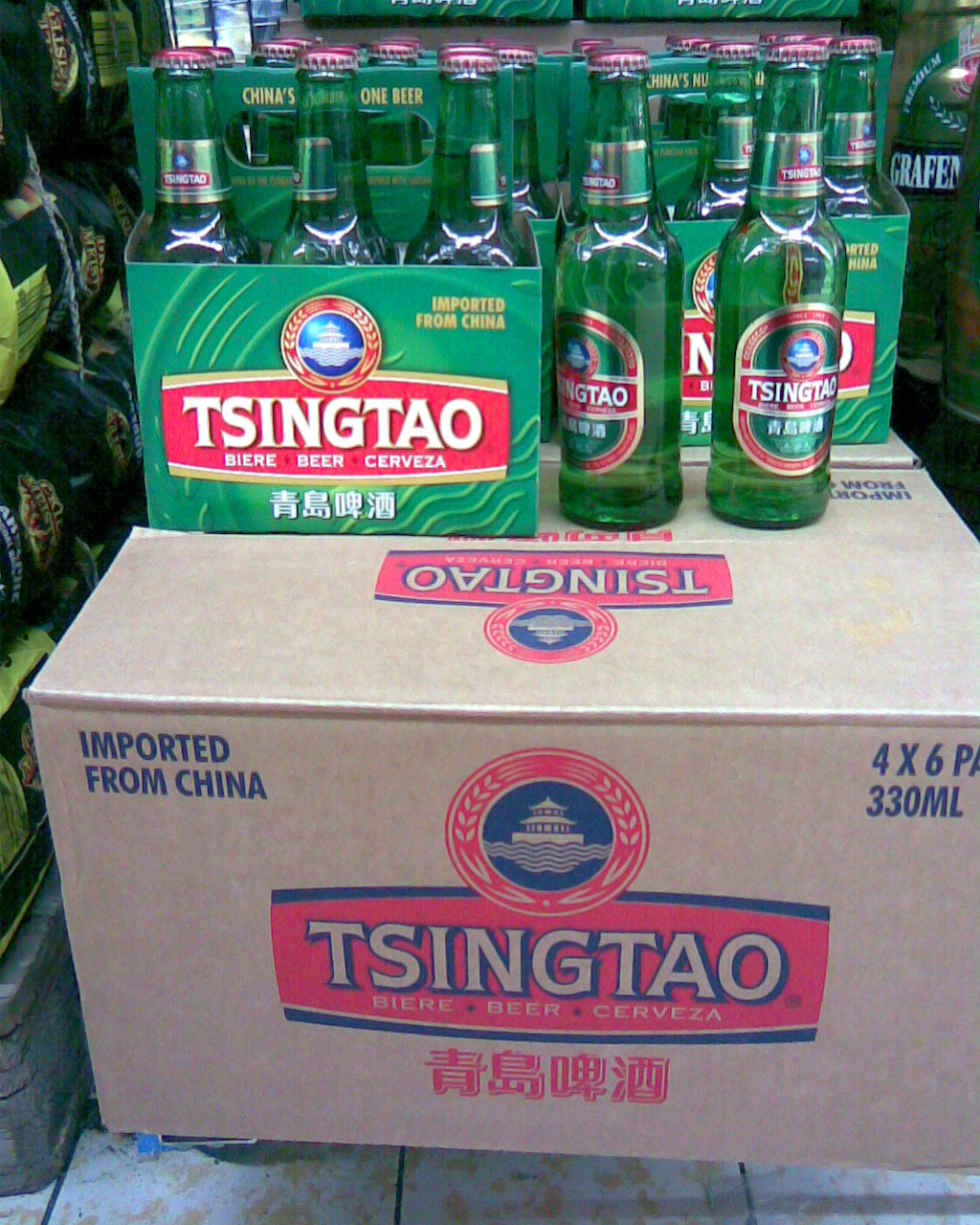
出口捷克的青岛啤酒

青岛代表菜源于齐国饮食文化，以青岛本地原料为主导，以鲁菜的烹调技法为基础，综合国内外各菜系特点，是具有青岛地方特色的菜品。主要以海参、鲍鱼、干贝、对虾、螃蟹等海珍品原料，形成清淡、咸鲜，保持原汁原味和营养成分的特点。烹调方法多采用薄、炸、溜、扒、蒸等。讲究咸而不齁、辣而不呛、甜而不腻、浓而不厚、淡而不薄。著名菜肴有葱烧海参、原壳鲍鱼、油爆海螺、雪丽大蟹、芝麻鲜贝串、辣炒蛤蜊、黄鱼炖豆腐、炸蛎黄、香酥鸡、红烧牙片鱼等。同时又吸收借鉴传统川菜、粤菜、淮扬菜的制作工艺，采用本地原料，加以创新改良，推出适合本地人口味的菜品，如酸辣鱼丸、麻婆豆腐、回锅肉、牛皮乳猪、蚝油牛肉、流亭猪蹄、大虾烧白菜、崂山菇炖鸡等。另外，红烧鲅鱼则是青岛人节庆活动中必不可少的传统菜肴。
青岛地处北方沿海，盛产海产品；即便是在贫穷时期，吃贴饼子或煎饼时也要就着咸鱼、虾皮或虾酱。青岛特色小吃便多是利用青岛地产海鲜，采用青岛传统烹调技艺烹制出的具有青岛地方风味、群众喜闻乐见、物美价廉的小吃。主要特点是“质嫩味鲜，滑润爽口”。其中十大"青岛特色小吃"指的是：春和楼三鲜蒸饺、海菜凉粉、烤肉串（鱿鱼）、酱猪蹄、鲅鱼水饺、三鲜锅贴、白菜肉包、海鲜卤面、鸡汤馄饨、排骨米饭。此外面食类的还有，馅饼、甜沫、油条、糖饼、绿豆糕、芝麻球等。在位于市南区西部的劈柴院美食文化园和东部的云霄路小吃街大多能够品尝得到。
青岛具有本地特色的饮料有：
- 崂山矿泉水：采自崂山及其余脉的地下深层花岗岩隙间，富含多种微量元素，是具有百年历史的中国最早的矿泉水。
- 青岛啤酒：以麦芽、大米、啤酒花和崂山泉水为原料，经德国原产百年酵母酿制而成。品质优良，驰名中外。
- 即墨老酒：以大黄米、小麦和崂山泉水为原料，经自然发酵酿制而成。品质优良，营养丰富，被誉为黄酒北宗。
- 华东葡萄酒：以欧洲引进的10余种名种酿酒葡萄为原料，采用德、意、澳等国的先进设备，以法国原产地命名控制标准酿制，品质较高。
- 琅琊台酒：采用回槽多轮发酵技术和串蒸技术酿造的浓香型白酒，是具有两千年酿造历史的著名白酒。
- 崂山可乐：为1953年国家科研人员在青岛开发的中国第一种碳酸饮料。
- 崂山白花蛇草水：一种以白花蛇舌草为成分的饮料，口味较为独特，畅销东南亚地区多年。

### 著名人物

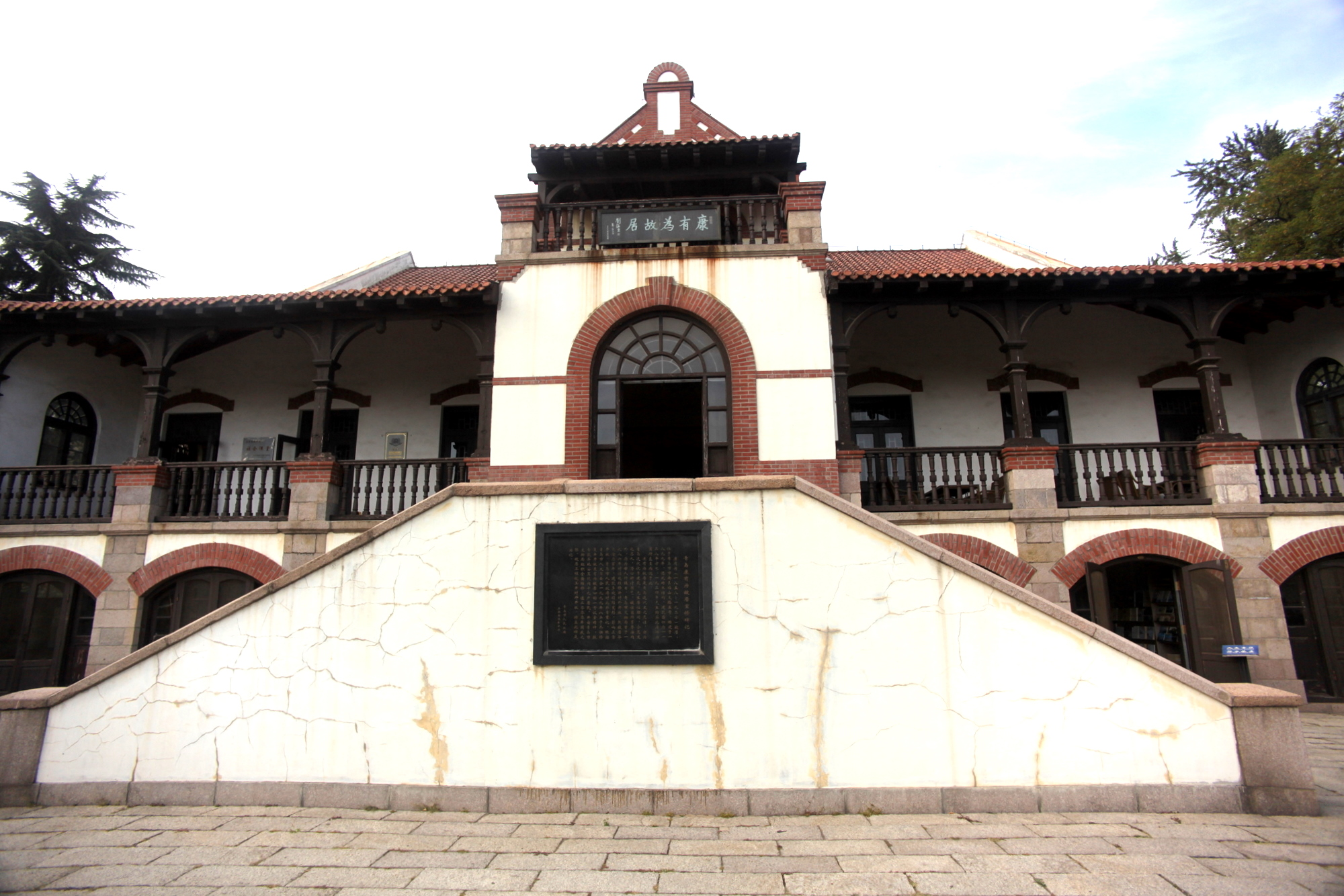
康有为故居

青岛人杰地灵、名人辈出。清代书画名家高凤翰生于胶州，戊戌变法领袖晚年定居青岛。国内诸多以海洋科学家为主的著名科学家荟萃青岛，其中中国科学院院士和中国工程院院士20余位。青岛培养一大批著名音乐巨匠、影视明星和许多在国内国际重大赛事中屡屡获奖的体育名将。近代历史上，曾有许多文化名人前往青岛观光游览、定居或在国立青岛大学（后改国立山东大学）从事教育教学工作。
学术界名人邹承鲁、解思深、邱占祥、朱兆良、钟大赉、高从堦、谢立信、胡敦欣、侯锋、黄绍显、刘维民等。
体育界名人周雅菲、张继科、郝海东、李霄鹏、舒畅、卜祥志、张娟娟、于大宝、王永珀、姜宁、陈梦、郭川、谢赫等。
现今的青岛市已成为众多华人明星的诞生摇篮。包括吕思清、徐少华、宋佳、朱媛媛、陆树铭、盖丽丽、黄渤、黄晓明、范冰冰、夏雨、高虎、陈好、任嘉倫、白百何、林永健、江铠同、唐国强、迟帅、宋茜、倪萍、黄子韬、王艳、王宁、王晓晨、郑云龙、刘学义等明星艺人都来自于青岛。

## 社会

### 人口
2022年末，青岛市常住人口1034.21万人，比上年末增长0.83%，其中城镇常住人口799.65万人，常住人口城镇化率为77.32%，比上年末提高0.15个百分点。
2020年末，根據第七次全国人口普查结果显示，青岛市常住人口为1007.17万人，其中男性513.22万人，女性493.95万人。截止2016年底青岛有52个少数民族，共计7.67万人，约占总人口的0.88 %。此外，青岛还有众多外籍常住人口，其中最多的是来自于隔海相望的韩国，到2008年为止约15万人左右。（韩国驻青总领事馆给出的数据是16万，常住15万，另1万持旅游签证）
截至2014年末，青岛市居民期望寿命为80.98岁，60岁以上老年户籍人口为153万人，占总人口的19.6 %，老龄化程度国内仅次于上海。全市百岁以上老人保守估计约为700人。据预测，青岛人口老龄化高峰在2035年左右出现，届时老年人口将占总人口的35 %左右。

### 科学
青岛的先民远在新石器时代晚期，为了在恶劣的自然环境中生存，便产生原始的科学技术活动。公元前26世纪，胶州湾附近的夙沙部落首创海水制盐，即所谓的“夙沙氏煮海为盐”，成为中国制盐的鼻祖。春秋时期，青岛地区的海航和筑港科技在琅琊一带蓬勃发展，成就齐国重要的海洋文化；后至宋金时期，北移至胶西板桥镇的口岸标志着青岛地区相关科技的日趋成熟。建置初的19世纪末，青岛的近代科技开始萌芽，并具备一定基础。德租时期，近代西方科学技术随之传入。科学技术在城市的各行各业、各方各面中得到广泛应用和较快发展。第一次日据时期，青岛有了采用西方现代纺织技术兴办的轻纺工业，同时民族工业也借助西方科技逐渐发展起来。
1920年代，随着现代科技水平的不断提高，科教（尤其高等教育）与科研（尤其海洋科研）有了新发展：私立青岛大学于1924年成立，开展现代科技的研究与教学。青岛观象台于1926年赴法国参加国际性的经度测量活动，利用无线电技术准确测得气象台的经度；于1928年设立海洋科，使青岛成为中国海洋科研的发祥地。1929年，青岛海洋科学家赴西班牙参加国际海洋学会议。1930年代，一大批一流学者和科学家云集青岛，多数是海归人士，像生物学家童第周、曾呈奎，物理学家王淦昌、丁西林，化学家汤腾汉、傅鹰，再加上在青岛观象台工作的蒋丙然、高平子、宋春舫等中国第一代天文学家，可谓人才荟萃，使青岛成为当时的科学文化名城。而后，因为战争等原因，科技发展基本处于停滞状态。
共和国成立后，一大批应用性强的科技成果在政策的调控下涌现。1956年，青岛科学家与苏联合作进行渔业联合调查。至1960年代，全市共有14个市属研究所，主要分布在农业、医药、轻工、机械、化工等领域。文革期间，科技活动几近停滞，鲜有成果。改革开放后，科技工作出现新局面，科研机构开始面向经济、面向市场开展有偿服务、技术咨询、技术转让和技术开发等活动，拓宽服务领域；科技研发机构增加，队伍壮大，水平提高，成果丰硕。一系列科技成果标志着青岛的科技事业取得长足进展。1990年代，青岛市提出“科技兴市”战略。
2000年，青岛市被列为全国4个科研机构改革试点城市之一，完成应用性科研机构的转企改制；年内开展国家农业综合开发高新科技推广综合示范、国家海洋重点基础科学研究规划（973计划之一）。截至2010年末，全市各类人才资源总量122万人，其中专业技术人才51.9万人，高技能人才13.2万人；拥有两院院士51人（本地27人，外聘24人），国家“千人计划”12人；聚集全国50%的海洋高层次科研人才，70 %的涉海两院院士，40%的高级海洋专业技术人才，获得国家海洋创新成果奖占全国的50 %；拥有28家海洋科教机构，1个国家级（国内唯一）和17个省部级海洋类重点实验室，1处国家级和6处部委级海洋科学观测台站，拥有包括“大科学工程-海洋科学综合考察船”和7艘千吨级以上远洋科学考察船在内的23艘海洋调查船。截至2015年末，全市共有8个国家重点实验室，48家部级重点实验室、43家省级重点实验室和66家市级重点实验室。

### 教育

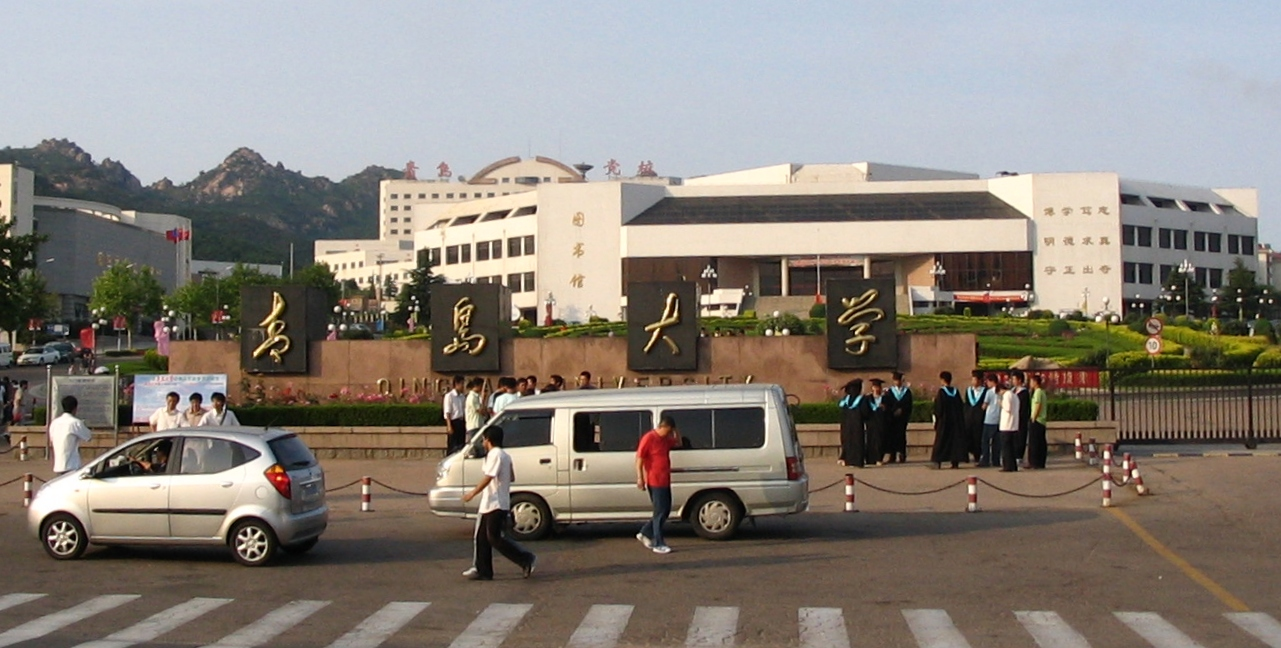
青岛大学

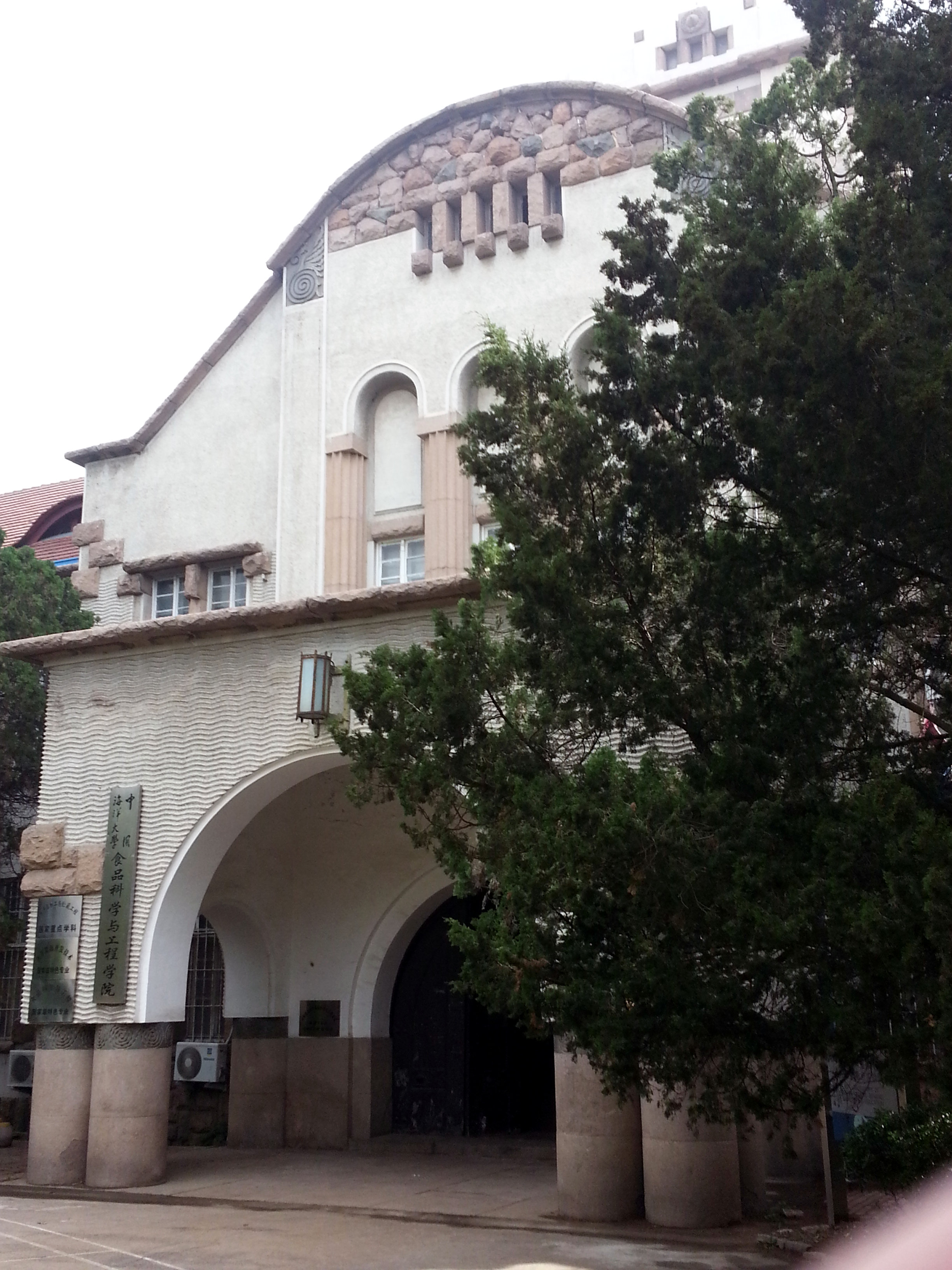
中国海洋大学鱼山校区教学楼

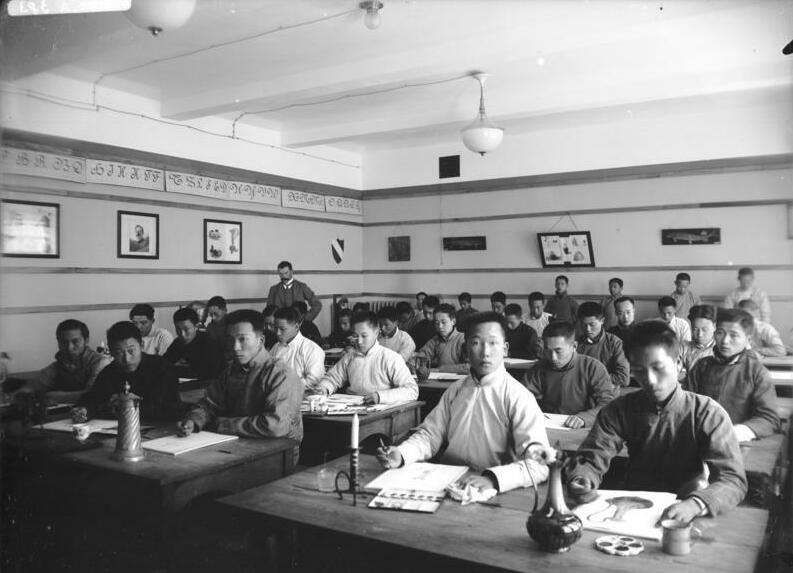
德华大学上课时的教室

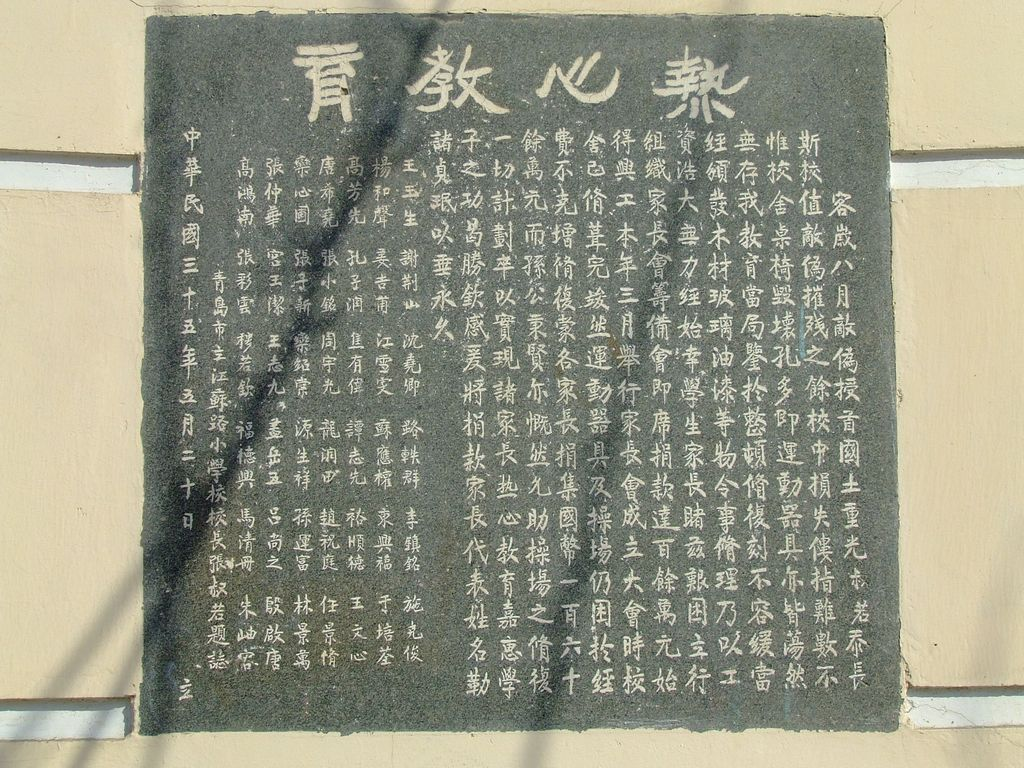
江苏路小学题壁：热心教育

青岛的教育历史悠久。东汉末年，经学家郑玄即在不其山下创办青岛最早的学府——康成书院，从学者上千。隋代各州县都设有官学，并设学官管理。1270年，即墨县学设立并一直延续至清朝。民间有私塾和书院。1885年，即墨有了美国教会创办的新型小学，标志着青岛近现代教育的开始。
建置后，现代教育即取代传统教育占据主导地位。1897年德国租借后，政府与教会组织、社会团体、文人学界纷纷在各处设立小学、中学、大学和职校、女校等各级各类教育场所，在传播科学文化知识的同时，也宣扬宗教和外来文明。1900年代初，胶州、平度、即墨等地相继建起官立高等小学堂。1905年废除科举制度后，又兴办中学堂和师范学堂。1909年，清政府与德国政府联合创办青岛的首座大学——德华大学。五四运动之后，青岛的教育事业迅速发展，公立、私立、教会学校的数量均大量增加，并兴起学前、成人、职业、特殊人群等各种非常规教育学校。1924年，私立青岛大学成立，1930年改办国立青岛大学（后改国立山东大学），成为全国闻名的高校。
共和国成立后，各教会学校相继停办，有的改制为公办学校；撤并市区大量私立小学校，开办非全日制识字班、速成中学和夜大，鼓励开办农村民办小学。1951年，华东大学并入山东大学；1952至1956年，山东大学的十几个院系分批迁往外地；1958年，山东大学本部迁至济南，余部组建山东海洋学院。青岛的高等教育（尤其人文学科）遂因外迁造成的资源匮乏随即陷入低迷，接踵而至的政治运动又使得基础和职业教育同样受到严重打击。
改革开放至今，青岛的教育开始恢复发展：自1980年，青岛二中成为山东省重点中学，中国工程院院士王涛、全国劳动模范许振超均为二中校友；始建于1924年的中国海洋大学是教育部直属重点综合性大学，为国家“985工程”和“211工程”重点建设高校之一。各级各类学校数量、规模和办学水平均得到一定程度的改善和提高；但市区学前教育场所数量略显不足，小学数量又因合并有所减少，使得部分新建城区开始出现入园入学难的情况。2012年，青岛市实现主城区初中学校试卷统筹阅卷分配。

### 体育

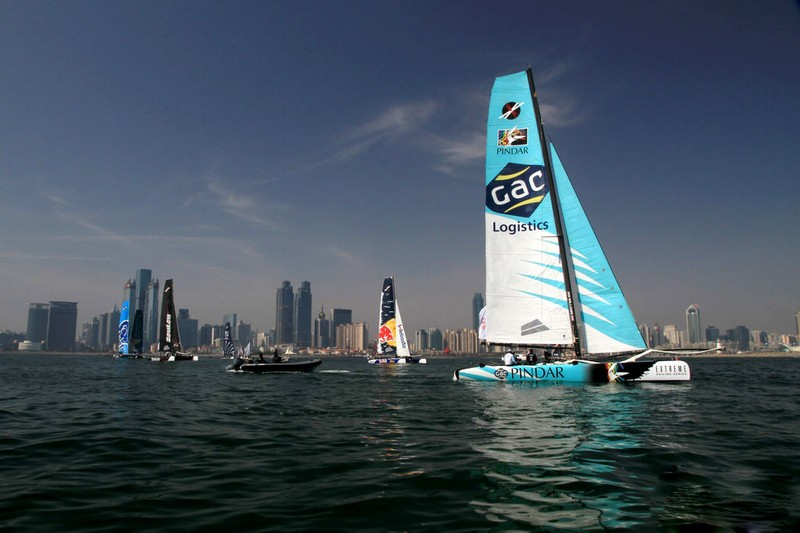
扬帆浮山湾

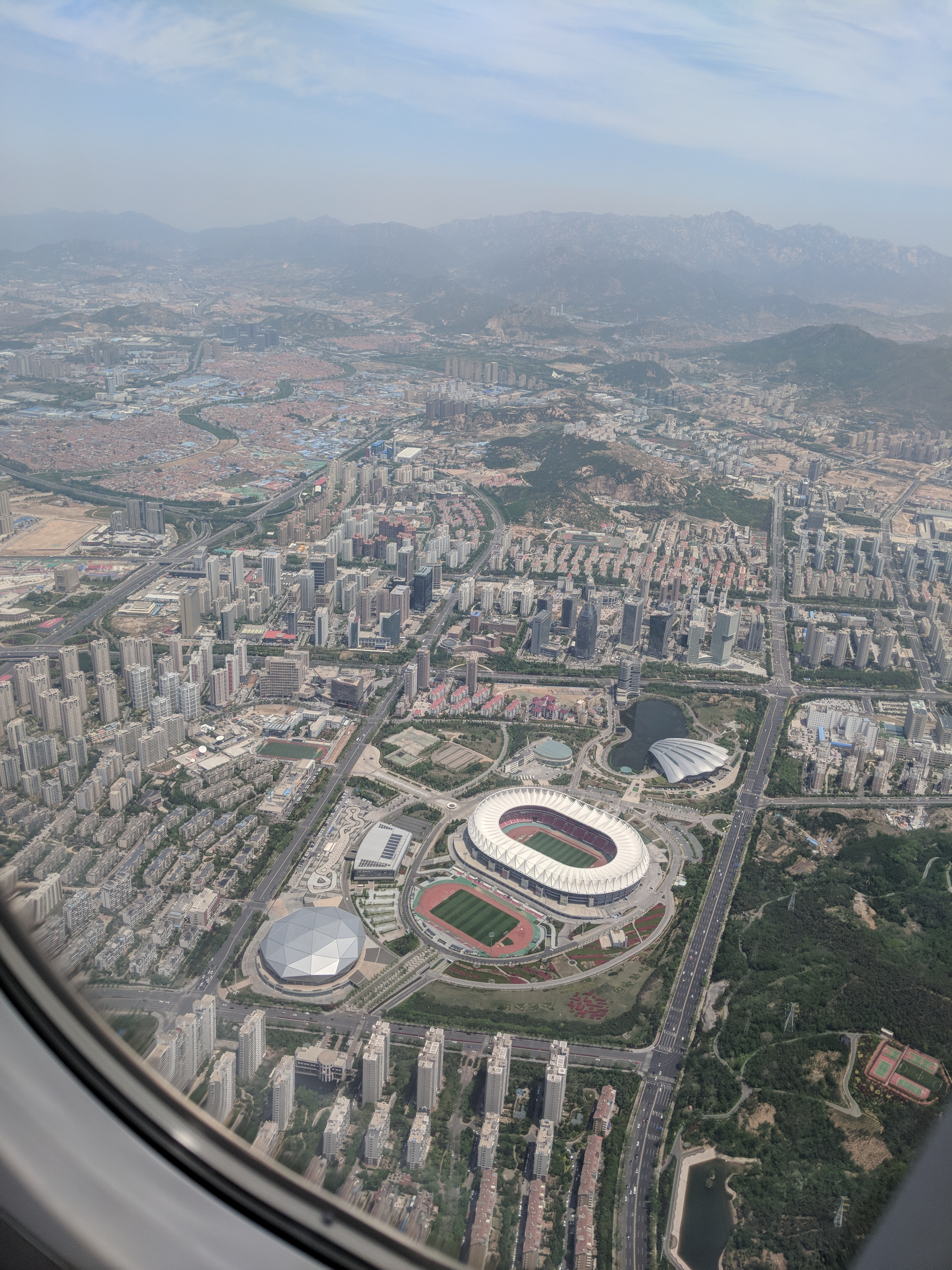
青岛体育中心

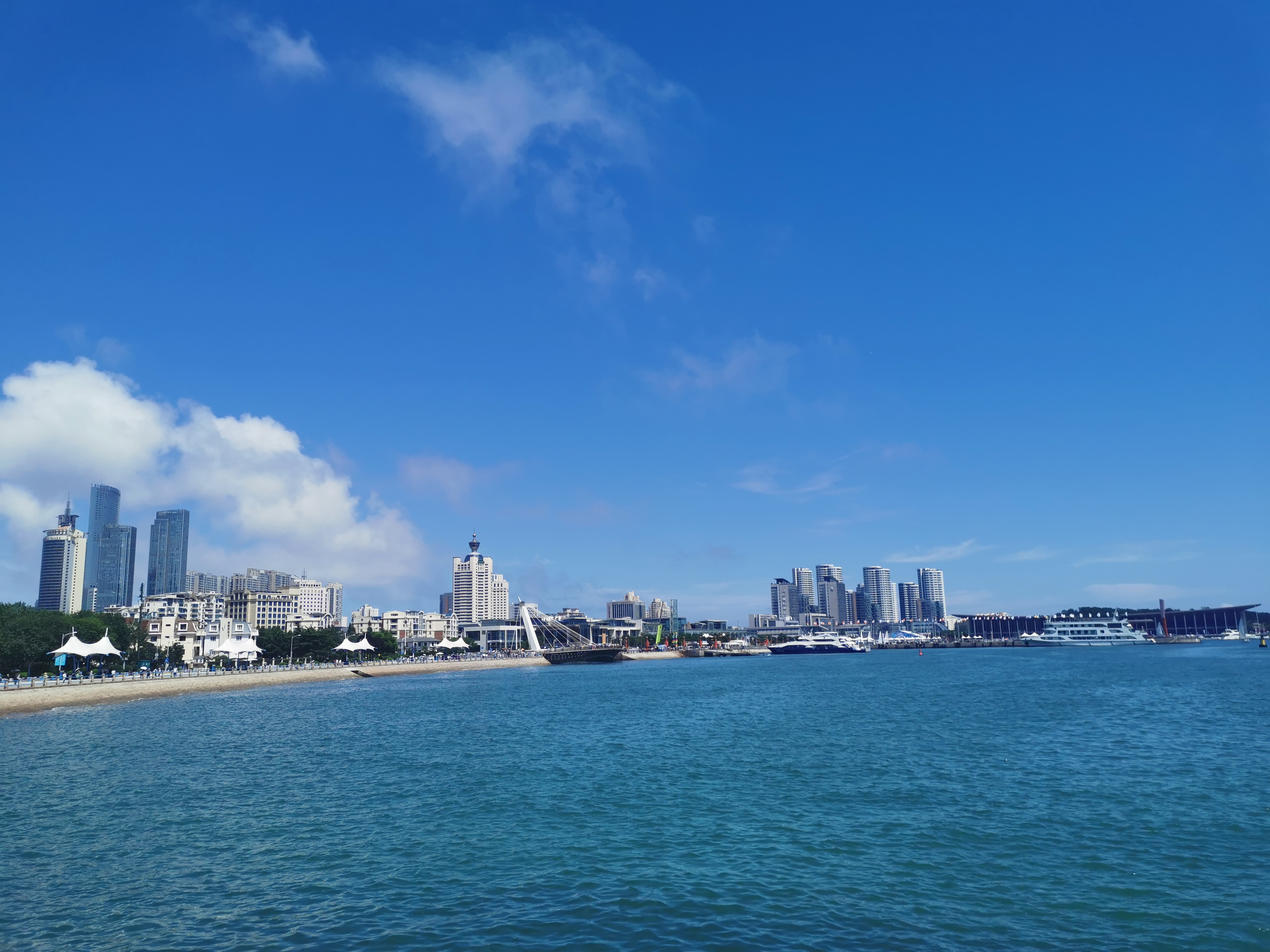
青島奧帆中心

青岛的体育活动源远流长，早在东周时期即已形成集健身与娱乐为一体的民间传统体育，习武、贺春之风由来已久。19世纪末建置前，武术、气功、竞跑、登山、举重、射箭、龙舟、游泳、划船、跳绳、踢毽、放风筝、摔跤、拔河、弈棋等各种活动非常盛行，又独具地方特色。建立德国租借地后，西方体育开始传入，由教会开办的学校开始展开的体育项目逐渐成为青岛体育的主流。1901年，礼贤书院首次将体育列为必修课。1904年，首度举办帆船比赛。1908年，青岛高尔夫球会成立，是时青岛最早的体育团体之一；进而体育开始由学校走向社会。
1920年代起，青岛体育加速发展：1924年，青岛中华体育会成立，开始开展有组织有领导的活动；随后青岛中华武术社、青岛国术馆、青岛体育协进会、青岛万国体育会、青岛国际俱乐部、青岛基督教青年会等群众体育社团纷纷成立。全市中小学每年春秋两季举办田径运动会也基本形成制度。1925年，青岛市组队参加第12届华北运动会。1930年夏，青岛市举办首届全市游泳比赛。1933年，青岛市主办第17届华北运动会；同年，《体育周刊》在青岛创刊，市立体育场建成。其后，一大批各种类型的现代体育场馆相继建成并投入使用。
1983年，青岛市被评为“全国田径之乡”。1987年，中华体育总会青岛市分会和青岛市体育科学会成立。1990年代末，青岛市通过制定一系列地方法规，进一步规范体育市场管理。2001年，青岛成为2008年夏季奥林匹克运动会和残疾人奥林匹克运动会的伙伴城市，负责承办部分水上运动项目；随后完成青岛奥帆中心的建设，在通过一系列测试赛的考验后，于2008年夏天成功举办比赛，由此被誉为中国的“帆船之都”。

### 卫生

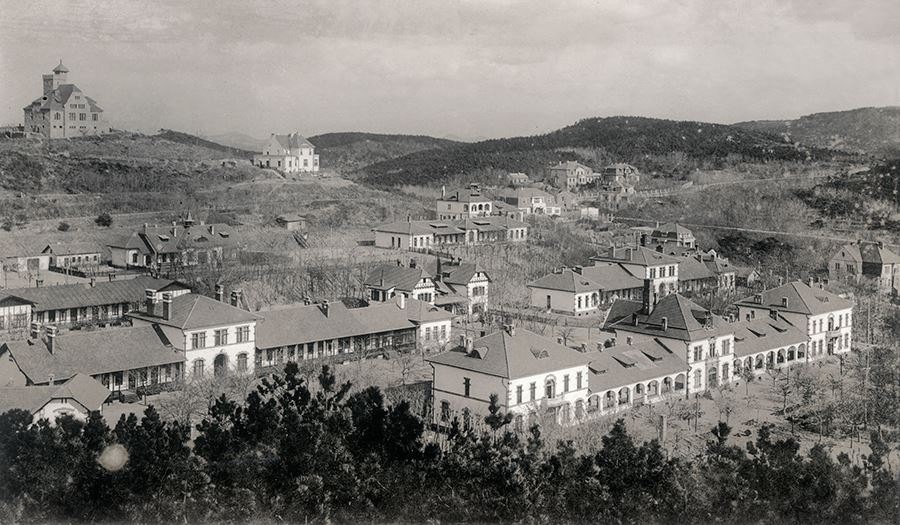
1910年代的督署医院

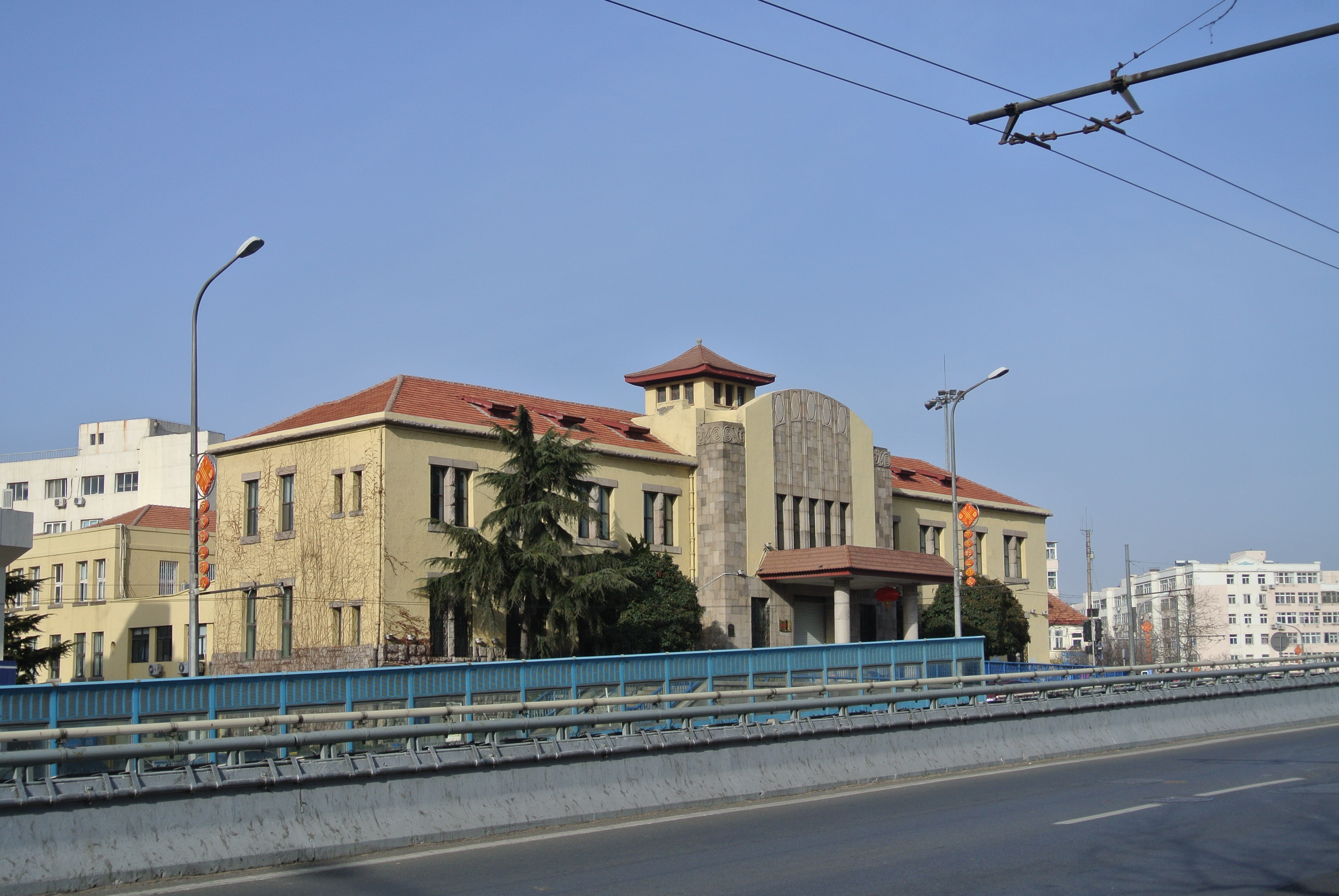
建于第一次日据时期的普济医院旧址，现为青岛市市立医院所使用

青岛督署医院III号病房旧址，现为青岛大学附属医院所使用

青岛有较完整史料记载的最早的官办医药经营管理机构，是1476年在平度州东关设立的惠民药局，内设医科员管理药政。1661年，中医宋慎修家族在今黄岛区铁山街道开设北月堂，是有史料记载的最早中药店之一。1829年，江西人曾大阳在胶州创办德全堂，初为中药摊，后在胶州城城隍庙街设堂。1851年，即墨开办森森堂，经营至清光绪年间，逐渐成为药业大户。1896年，青岛天后宫一带有两家中药铺。1899年，德军为防疫始建临时野战医院，后经扩充改造，于1900年建成胶澳督署医院，这是青岛第一所西医医院。此后德、美等西方国家的基督教会在青岛相继开设一些教会医院，其中有福柏医院、天主堂医院等，此后西医逐渐取代中医在市区的主导地位。1908年，德国在青岛西镇建立青岛检疫所，日本接管青岛后在原址附近新建青岛传染病医院，解放后改为青岛台西医院（现为青岛市第五人民医院），1909年，青岛特别高等专门学堂内设医学科，以胶澳总督府医院作为教学基地，由此开始医学高等教育。
1914年，日本接管胶澳总督府医院，改称陆军医院，1916年改为青島病院，下设8个分院。1924年青岛第一家由中国人开设的西药店——汉美药房开业。同年青岛医学校建立，作为青岛病院的附设学校，为青岛第一所中等医学学校。1931年，普济医院改称青岛市市立医院。1934年，青岛市社会局创办青岛市市立癫病院，是青岛历史上第一家专科医院。1939年，青岛医科大学开办。1946年，青岛医院和医科大学移交国立山东大学，成立国立山东大学医学院、国立山东大学医学院附属医院和国立山东大学附设高级护士职业学校。至1949年，青岛市共有各类卫生医疗机构76处，病床1 059张，平均每千人拥有病床0.24张；共有各级各类卫生技术人员2150人，其中中医621人，西医326人，平均每千人拥有医生0.32人。
1956年，山东大学医学院改置青岛医学院（后并入青岛大学，称青岛大学医学院）。市区内先后新建市第二人民医院、第三人民医院、第四人民医院、青纺医院和青岛钢厂、四方机车厂、橡胶二厂医院以及市传染病院、精神病医院、肿瘤医院等。同时各区都新建区医院，工矿企业、学校相继建立保健站和卫生室。农村医疗机构开始发展建立，各县都建立规模较大的县级综合医院及县级防疫站和专业医疗防治机构。
青岛的医疗卫生事业在其历史发展过程中形成一定的特色。时至今日，青岛市在卫生教学、医疗、科研等方面已形成完整的体系，处于国内同等级别城市前列。主要医疗机构在显微外科、眼科、肝胆外科、心脑血管及肿瘤疾病的防治方面达到国内甚至国际先进水平。基层医疗卫生机构已基本遍布城乡村居社区。全市居民健康的主要指标已经位于发展中国家前列，有的已经接近或达到中等发达国家的先进水平，医疗卫生事业取得的显著成绩受到全国瞩目。截至2011年末，青岛市共有卫生机构（含诊所）2 549处，其中，医院、卫生院278处，疾病预防控制中心13处，妇幼保健机构13处，门诊部（所）、卫生保健所、医务室1 861处。年末各类卫生技术人员4.8万人，其中，医生1.9万人。全市拥有医疗床位4万张，其中，医院、卫生院床位3.6万张。

### 宗教
- 崂山道教太清宫三清殿
- 湛山寺山门
- 江苏路基督教堂
- 浙江路圣弥爱尔大教堂
- 青岛清真寺

青岛历史上的宗教活动较为活跃，先后有道教、佛教、基督教、天主教、伊斯兰教等宗教传入，日本神道也曾在两次日据时期占有一席之地。最早传入的是道教。公元前140年即有道人在崂山修行。公元3世纪佛教传入，建于公元264年的崂山崇佛寺为佛教在青岛的发端之地。清末基督教、天主教传入，有十几个国家的传教士在青岛传教。第一次日据时期，日本神道随日本侨民和官兵一道传入青岛，建立“青島神社”（日语：／）等一些参拜场所，战后均被毁。1920年代初，伊斯兰教传入。宗教活动在青岛开展活跃，影响深远。崂山被誉为中国道教全真派第二丛林，湛山寺为佛教天台宗在国内外都有影响的名刹。各教派建立许多传教活动社团，先后有长老会、浸信会、信义会、同善教会等差会、修会在青岛创办学校、医院、慈善机构等公益事业。
建政后，实行宗教民主改革，废除道教、佛教中的部分旧制度，将从事反政府活动的天主教、基督教的外国传教士全部驱逐出境，没收外国教会的财产归中国教会所有，将宗教活动控制在中共政策的指引下进行。“文化大革命”期间，正常的宗教活动均被迫停止。1978年后，恢复和落实中共的宗教政策。1980年，青岛市人民政府宗教事务处恢复办公，宗教爱国组织和宗教团体相继恢复和重新建立。后相继成立青岛市基督教协会、青岛市道教协会、青岛市佛教协会和青岛市伊斯兰教协会。2001年，青岛市开始把驻青外国人的宗教活动纳入依法管理范围，为青岛境内的外国人确定活动点。2002年，逐级建立宗教工作责任制，有宗教活动的村（居）设立宗教工作联络员；在全国首创成立宗教政策法规宣讲团；在全国首次开展宗教团体届中评估工作，建立与宗教团体负责人联系制度。2003年实施《青岛市宗教教职人员管理办法》、《青岛市宗教团体及宗教活动场所财务管理暂行规定》。2004年，湛山佛学院成立。

### 旅游

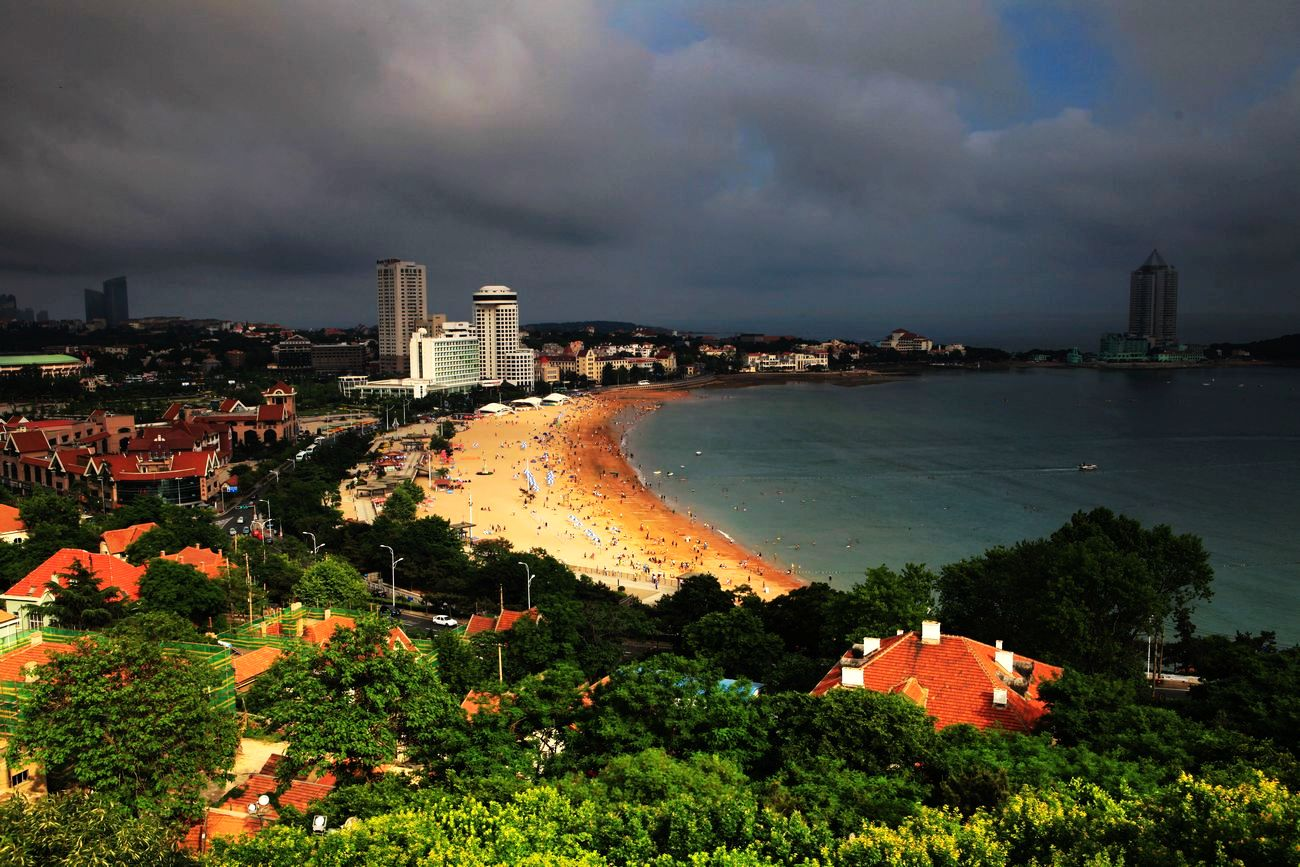
汇泉湾-第一海水浴场

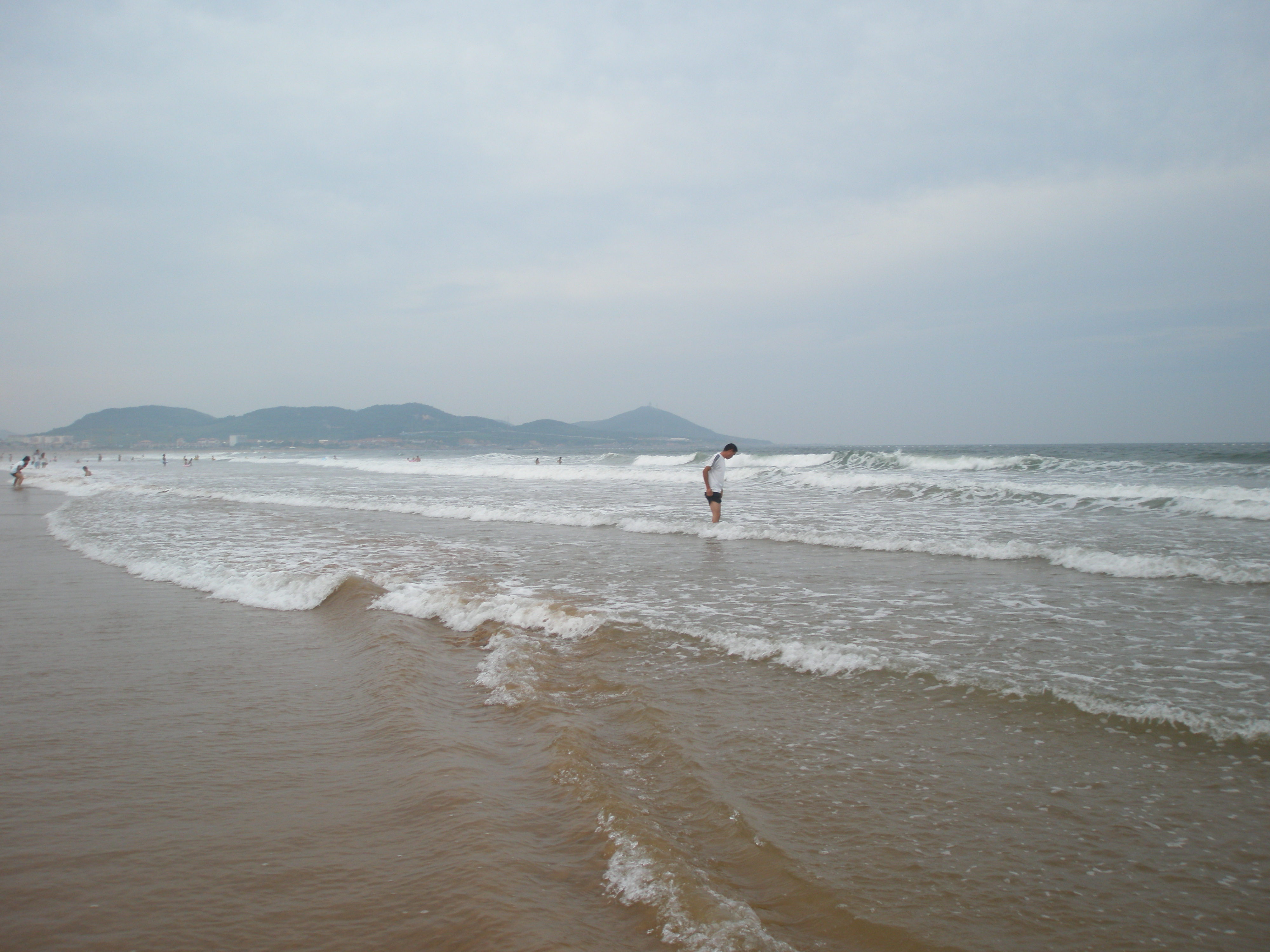
黄岛金沙滩

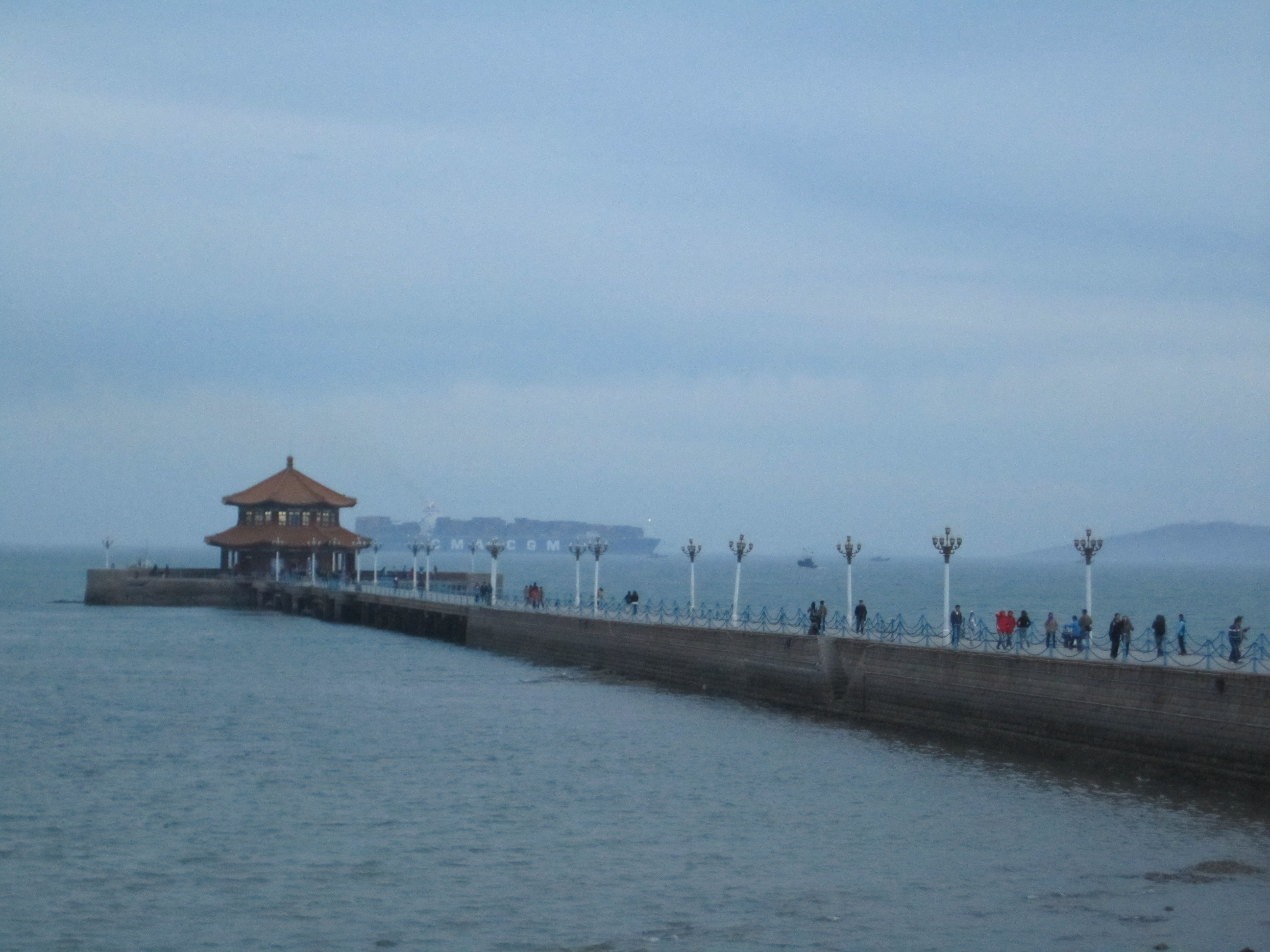
栈桥

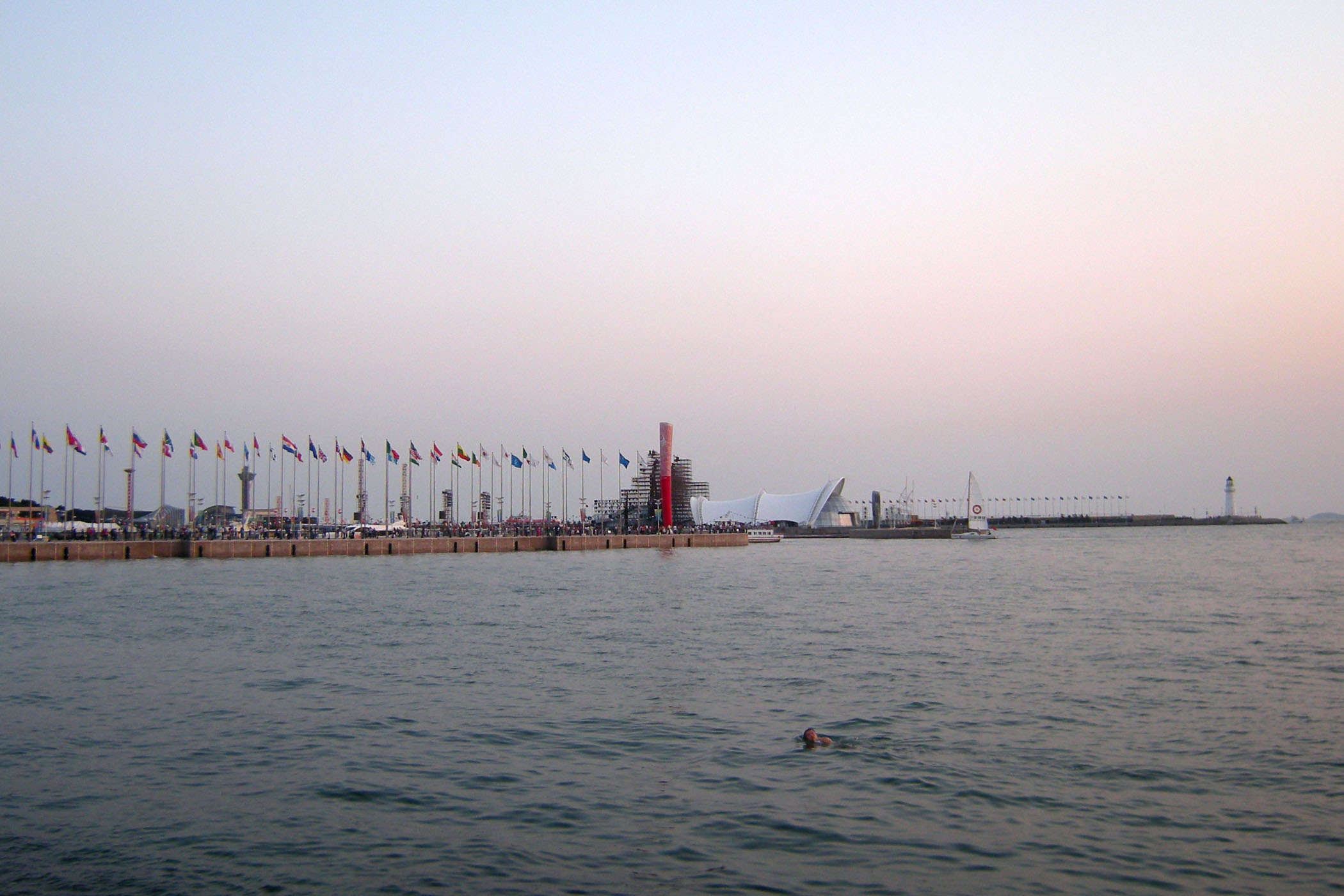
奥帆中心

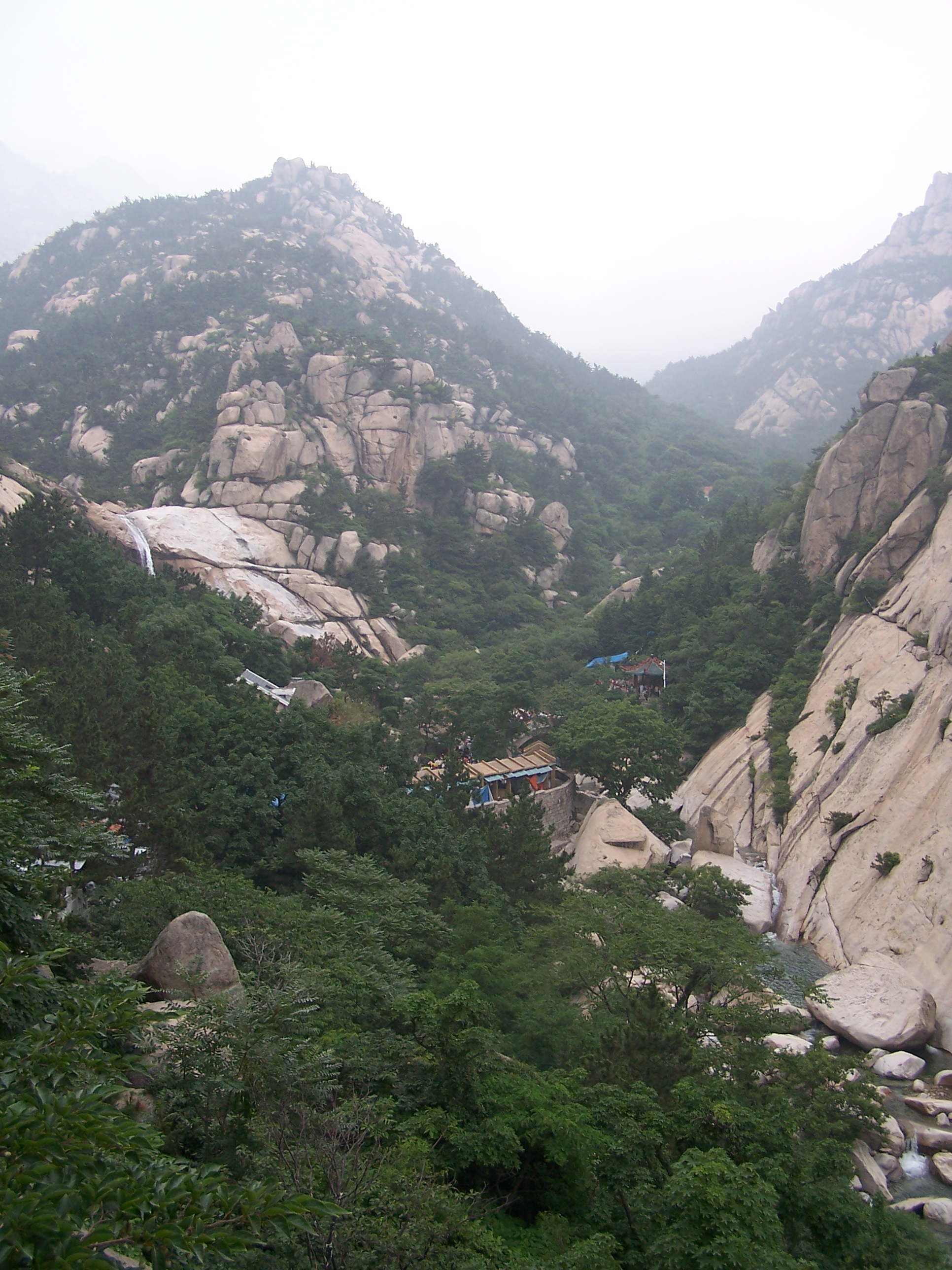
海上第一名山——崂山

青岛有记载的著名旅游活动可上溯至古代帝王、诸侯的巡游。齐景公、越王勾践、秦始皇、汉武帝以及李白、苏轼、顾炎武、蒲松龄诸多帝王将相、文人墨客都曾在青岛留下巡游、观光的足迹。近代德租时期，城市规划部门亦将青岛向着旅游观光城市的方向加以建设，对街道和建筑的布局及造型都作了细致的安排和严格的规定，使其能够充分利用和突显自然景观，与城市相协调。随着港口和铁路的建成，国内外游客纷至沓来，许多游乐和接待设施随之陆续兴建：如青岛湾畔的亨利亲王饭店，汇泉湾畔的海滨饭店、海水浴场和跑马场，太平角的渔猎场等。开展各种游乐活动，如骑马、赛马，射击、射箭、狩猎，攀岩、登山，帆船、划船、滑水、游泳、潜水、垂钓，舞会、招待会、广场音乐会等；同时开始编纂旅游手册性质的《青岛指南》；1906年又开始勘察崂山，规划16条进山旅游线路，沿线栽桩编号。青岛随之成为东亚最著名的海滨旅游城市之一。
1922年，青岛回归后，大力发展旅游业，新建扩建若干市区景点，成立游艇俱乐部。1929年青岛特别市成立后，规划扩建八大关别墅区；修整市区通往崂山的游览道路；成立中国旅行社青岛分社，开始组织旅游活动。1932年建成亚洲第一座水族馆。1935年，为接待倍增的游客，旅游招待处成立。至抗战爆发前，青岛共有中国人开办的旅馆客栈29处，外国人开办的大饭店27处，中西餐馆89家；公园19处于，影戏院8处，舞厅4处，台球厅8家，高尔夫、划船等俱乐部7家。
共和国初年，青岛的旅游业陷入停滞期，以政治性接待为主，仅面向建立关系的社会主义国家的政治人物和友人及青岛港外轮海员。1973年后，旅游开始逐步转向企业经营，对外开放。改革开放后，开始整修部分重要景点，新建动物园和小鱼山公园等。1979年，与日本下关市结好后，接待首批由600名外国人组成的旅游团；1983年，豪华游轮“伊丽莎白二世女王号”载1200余人造访青岛。成为沿海开放城市后，建设市区10座山头公园，整修栈桥景区，开建石老人和薛家岛风景区。进入21世纪，随着一大批高端旅游项目的建成和若干特色专题游览项目的组织开发，青岛市已构筑起“行、游、住、食、购、娱”一条龙的产品体系和科学的管理体系，已由单纯短期短程市区观光向综合外向型市域休闲度假转型。

#### 旅游资源
青岛作为国际著名的旅游城市，拥有丰富的旅游资源。除了已开放的旅游景点外，可供发展旅游的资源门类全、品味高，具有广阔的开发前景。青岛的自然地理条件造就天然的自然旅游资源，数千年的文明积淀留下无数宝贵的人文旅游资源。青岛有山有海，可谓国内外鲜见：山地资源除了有着“海上名山第一”之称的崂山之外，市区有十余处大小山头，郊区有大泽山、大小珠山等著名旅游胜地；海滨资源除了岬湾相间的市区前海团岛至石老人，还有西海岸的金银沙滩，以及近岸的大小海岛。各山体中的水系，如泉、流、瀑、潭也都有较高的观赏和疗养功能。
作为长江以北植物品种最丰富的地区之一，青岛拥有许多国家珍稀品种和若干独有种，其中树龄在百年乃至千年的古树名木均具有较高的观赏和科研价值。而青岛的人文则可分为史前遗迹、古代遗址、近代旧址以及民俗、宗教文化几大类。主要有东岳石、三里河、南北阡遗迹等，齐长城遗址、各期古城遗址、古建筑遗址、运河遗迹等，近代建筑群、军事设施旧址，崂山道观和佛寺建筑群、市区各教教堂建筑群，灯会、樱花会、糖球会、萝卜山会、大集、庙会、祭海等民族节会活动等。青岛旅游具有山海城浑然一体的总体特色，显现出多元文化的特点。作为国家历史文化名城，青岛的自然景观多同时具有人文景观的属性，而人文景观又多是历史的见证和载体。青岛的历史、建筑、文化、民俗、宗教等都能够不同程度地展现在游客面前。青岛又因具备得天独厚的气候条件，而成为全国有名的避暑疗养胜地。
总结青岛主要的旅游资源，可称为“一线八区若干点”。一线，即享誉海内外的前海一线海滨旅游线。八区分别是：现代设施齐全的东部沿海石老人，充分体现山海相连风光的崂山，具有海岛娱乐休闲特色的凤凰岛（薛家岛），能够展现齐越秦汉古文化的琅琊台，突出自然风光、书法石刻和葡萄园林的大泽山，以开展地质科技观光为主的马山石林，以高尔夫球场为中心兼有山园、游乐园的华山，和以滨海游乐、海上活动和温泉度假为代表的鳌山。若干点则指的是散布于市区腹地的相对独立的景点，如许多的特色街区、公共广场、专题博物馆和山头公园等。截至2011年末，青岛市市域范围内共有国家A级旅游景区66家。其中国家5A级旅游景区1家，4A级旅游景区为18家，3A级旅游景区30家，2A级景区15家，1A级景区2家。

### 军事

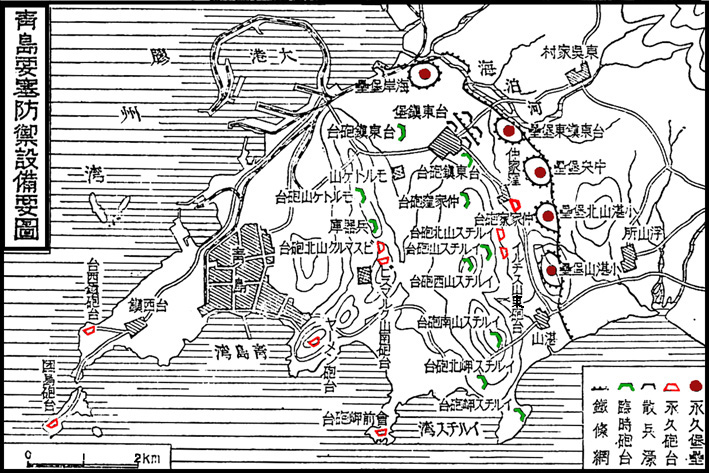
青岛要塞的防禦設備要圖

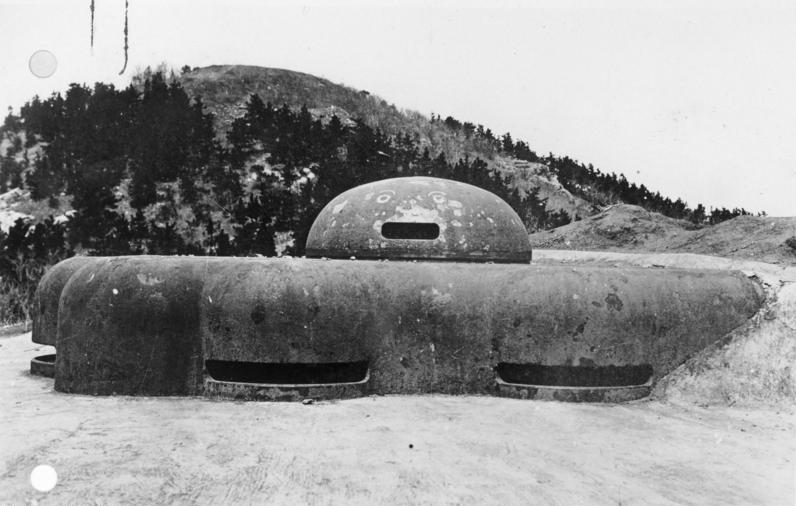
青岛要塞的炮台

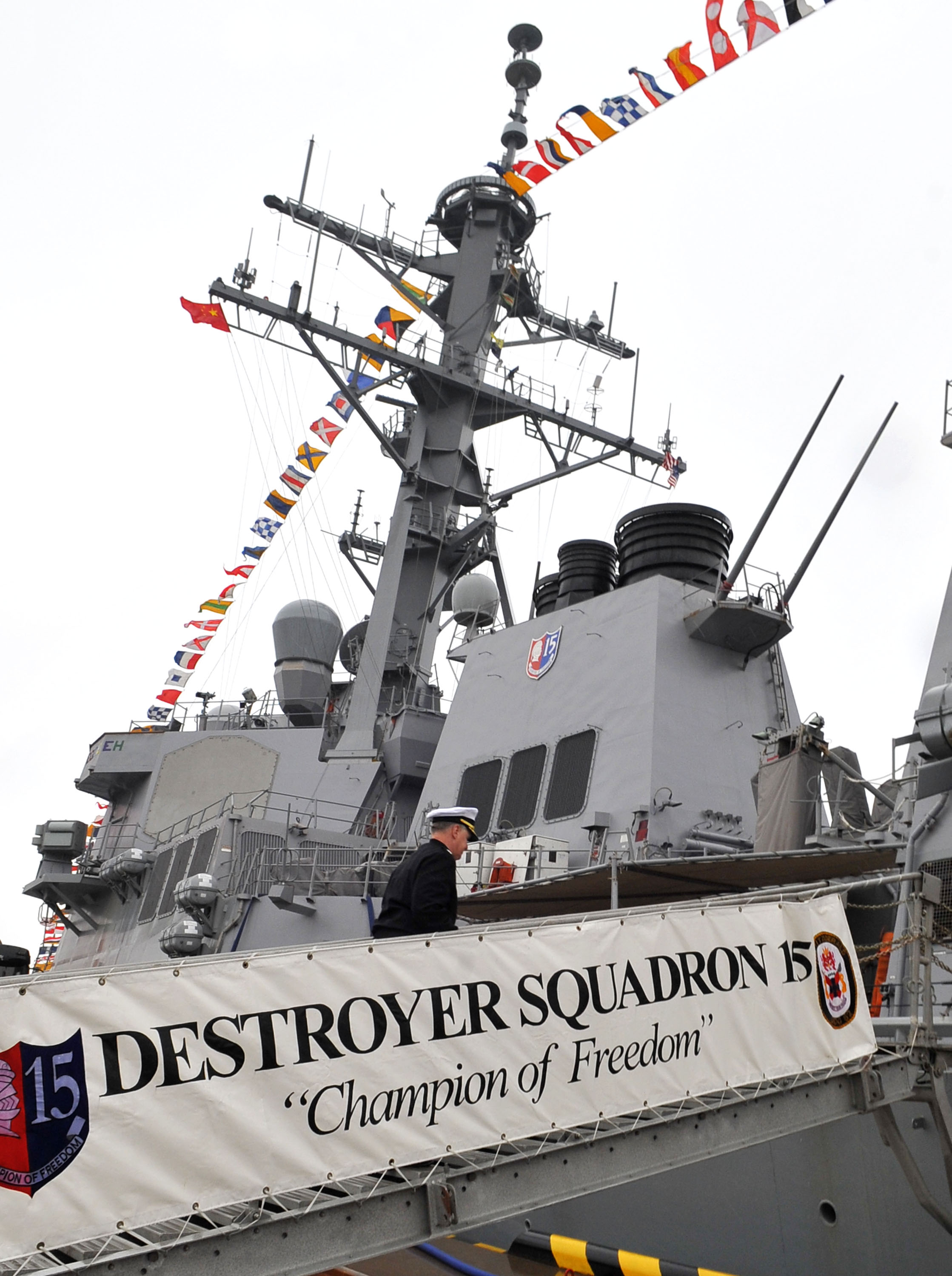
美国导弹驱逐舰造访青岛

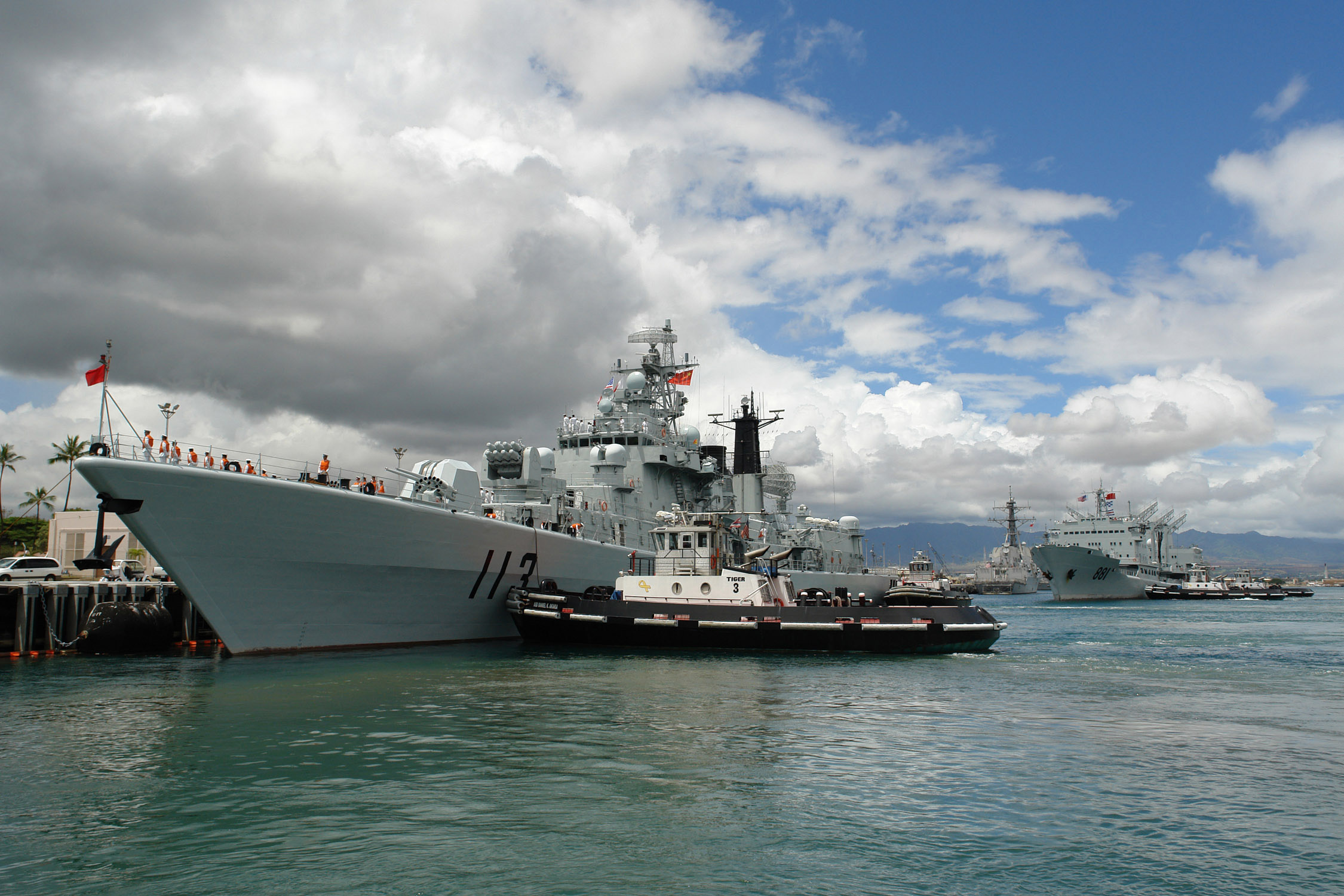
052型驱逐舰青岛号（舷号113）造访珍珠港

自明清以来，青岛在军事上的重要地位逐步显现。1388年（明洪武二十一年）5月，位于即墨鳌山的城防建立，4年后设“鳌山卫”，下辖右、前、后3个千户所，其中前所设置在浮山，称“浮山备御千户所”，简称浮山所。1891年6月14日，清光绪帝下诏：“胶州、烟台添筑炮台等语，著照所请”，青岛建置即始自在胶州湾设防。
1897年，基于青岛得天独厚的军事要塞地理位置，德国占领者在胶州湾开港，青岛遂成为重要的军事港口城市。1914年的青岛战役即为日英联军为占领青岛要塞而对德发起的一次战争，青岛也因此成为第一次世界大战在东北亚的唯一战场。中华民国统治时期，曾将海军官校设于青岛。第二次国共内战中，整个华北和华东地区只有青岛市区在青即战役中最后被解放军攻下，为此共军伤亡惨重。
中华人民共和国成立后，青岛仍为国家军事要地，现为中国人民解放军北海舰队司令部的所在地，市区建有军港、军用机场及潜艇基地等设施。2009年4月23日，庆祝中国海军诞生60周年的多国海上阅兵，在青岛附近黄海海域举行。2012年4月22日至27日，黄海海域举行代号为“海上联合-2012”的中俄两国海军首次联合海上联合军事演习。2013年3月，中国首艘航空母舰——中国人民解放军海军辽宁舰正式停靠位于黄岛区的母港。2019年4月23日，庆祝中国人民解放军海军成立70周年的多国海上阅兵在青岛附近海空域举行。
“青岛号”，即舷号为113的现役052型驱逐舰编队指挥舰，曾担任多项重大演习、训练和中国海军首次环球航行等对外交往任务。2002年5月15日，由青岛号及其综合补给舰太仓号所组成的中国海军舰艇编队从青岛军港出发，开启海军历史上的首次环球航行访问。2012年2月26日，青岛号开赴亚丁湾执行护航指挥任务。2013年9月29日至10月1日，青岛号作为中国海军舰队单舰代表赴澳大利亚纽卡斯尔港参加东盟防长扩大会议首次11国海上安全实兵演习。

### 外事

#### 侨务

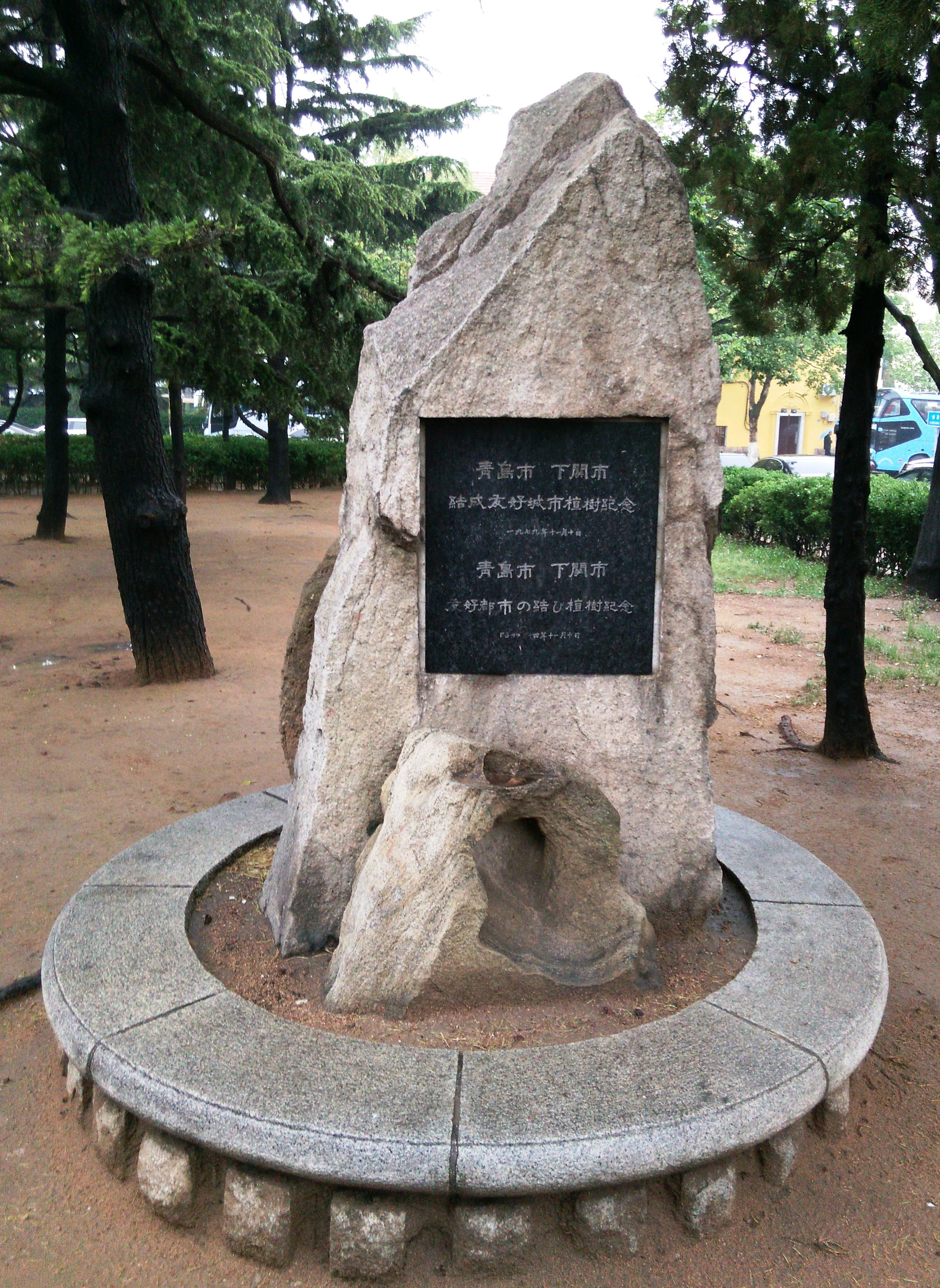
青岛市与日本下关市结为友好城市

青岛人旅居海外有较长的历史，他们或迫于生计而背井离乡到海外谋生，或外出经商，其中有第一次世界大战时的契约华工和欧战华工，有第二次世界大战期间被日本强掳出国的劳工，还有的是在共和国成立前夕去台湾，后辗转海外或港澳地区；共和国成立以后出国定居的主要是华侨、华人、港澳同胞的亲属，改革开放后，青岛人有的到海外或港澳地区继承家产、打工，有的出国留学后定居国外。全市共有侨眷2万多人，在市南区、平度市分布较多。侨眷的海外亲属分布在50多个国家和地区。许多旅外学者回国后，落户青岛，参加建设，如海洋学家、中国科学院学部委员毛汉礼，生物学家、教授方宗熙，海洋学家、中国科学院院士、第三世界科学院院士曾呈奎等，分别从美国和加拿大回到青岛。还有一些华侨受国际形势影响回国定居。
1984年，青岛进一步对外开放后，侨务部门广泛开展对外联谊宣传工作，引进资金、技术、人才等，鼓励华侨为祖国经济建设服务；引荐华侨、外籍华人来青岛讲学和开展科技交流活动。1992年，青岛市侨界知识分子联谊会成立，旨在加强全市归侨、侨眷、港澳眷属知识分子之间以及国内外侨团、各界人士之间的联系，增进友谊、交流信息、促进合作，为建设青岛服务。青岛市巩固发展“凝侨兴市”工程，市侨办被评为全国侨务工作先进单位。2000年，青岛市侨办倡议举办世界性华人高层论坛“2000年世界华人论坛”，被列入全国侨务巨作计划。涉侨对外交流与为侨服务工作成果显著，累计有15位海外华侨华人和港澳同胞获“琴岛奖”，有两位被聘为青岛市经济顾问，有100位被授予“青岛市友好使者”称号。

#### 领事机构
从1906年起，先后有14个国家在青岛设立总领事馆、领事馆（署）、代表机构或事务所。1949年6月2日起，中共领导下的青岛市人民政府拒绝各国驻青岛领事机构以领事馆名义与中方交涉。其后，除已经闭馆者外，共和国成立前设立的馆所至1952年均相继被关闭，人员撤离回国。1994年、2009年和2014年，韩国、日本和泰国分别又在青岛设立总领事馆。

#### 友好城市与友好合作城市
青岛市从1979年开始与外国同类城市建立友好城市和友好合作城市关系，开展一系列官方和民间的合作交流活动。截至2022年6月已有友好城市28个，友好合作城市57个。

## 研究书目
- 李國祁,  (PDF), 臺灣师范大学歷史學報 第十期,   [2016-01-14], （原始内容存档 (PDF)于2020-11-30）
- 《青岛百科全书》编纂委员会.  第1版. 北京: 中国大百科全书出版社. 1999-08. ISBN 7-5000-6223-0.
- 马泽.  第1版. 青岛: 青岛出版社. 2006-04. ISBN 7-5436-3466-X.